# Шахмат
Шàхматът (на персийски: شاه مات – ‘шах мат’, буквален превод „шахът (царят) умря“) или шах е настолна логическа игра, в която двама играчи се редуват да местят шахматни фигури на игрална плоскост (шахматната дъска). Всеки играч в началото има по 16 едноцветни фигури – бели или черни, които са 6 вида и половината от тях са пешки. Има различни правила за местенето на всяка фигура и за взимането ѝ от противника. Шахматната дъска има 8х8 черни и бели квадратчета, които се редуват и белият ъгъл е вдясно. Те са номерирани с букви и цифри. Целта на играта е да се създаде ситуация мат, при която е пленен царят на противника.
Шахматът е известен по целия свят и е придобил дълбоко културно значение. Признат е като спорт от Международния олимпийски комитет. Много шахматисти са членове на шахматни клубове, които от своя страна принадлежат към регионални и национални шахматни федерации и са се обединили по целия свят в Световната федерация по шахмат (ФИДЕ). Шахматните турнири се организират от шахматни асоциации, шахматни клубове или частни организатори. Състезанията могат да бъдат индивидуални и отборни.

## Правила за игра
|   | a | b | c | d | e | f | g | h |   |
| 8 | черен топ на бяло поле a8 · черен кон на черно поле b8 · черен офицер на бяло поле c8 · черна дама на черно поле d8 · черен цар на бяло поле e8 · черен офицер на черно поле f8 · черен кон на бяло поле g8 · черен топ на черно поле h8 · черна пешка на черно поле a7 · черна пешка на бяло поле b7 · черна пешка на черно поле c7 · черна пешка на бяло поле d7 · черна пешка на черно поле e7 · черна пешка на бяло поле f7 · черна пешка на черно поле g7 · черна пешка на бяло поле h7 · бяла пешка на бяло поле a2 · бяла пешка на черно поле b2 · бяла пешка на бяло поле c2 · бяла пешка на черно поле d2 · бяла пешка на бяло поле e2 · бяла пешка на черно поле f2 · бяла пешка на бяло поле g2 · бяла пешка на черно поле h2 · бял топ на черно поле a1 · бял кон на бяло поле b1 · бял офицер на черно поле c1 · бяла дама на бяло поле d1 · бял цар на черно поле e1 · бял офицер на бяло поле f1 · бял кон на черно поле g1 · бял топ на бяло поле h1 | черен топ на бяло поле a8 · черен кон на черно поле b8 · черен офицер на бяло поле c8 · черна дама на черно поле d8 · черен цар на бяло поле e8 · черен офицер на черно поле f8 · черен кон на бяло поле g8 · черен топ на черно поле h8 · черна пешка на черно поле a7 · черна пешка на бяло поле b7 · черна пешка на черно поле c7 · черна пешка на бяло поле d7 · черна пешка на черно поле e7 · черна пешка на бяло поле f7 · черна пешка на черно поле g7 · черна пешка на бяло поле h7 · бяла пешка на бяло поле a2 · бяла пешка на черно поле b2 · бяла пешка на бяло поле c2 · бяла пешка на черно поле d2 · бяла пешка на бяло поле e2 · бяла пешка на черно поле f2 · бяла пешка на бяло поле g2 · бяла пешка на черно поле h2 · бял топ на черно поле a1 · бял кон на бяло поле b1 · бял офицер на черно поле c1 · бяла дама на бяло поле d1 · бял цар на черно поле e1 · бял офицер на бяло поле f1 · бял кон на черно поле g1 · бял топ на бяло поле h1 | черен топ на бяло поле a8 · черен кон на черно поле b8 · черен офицер на бяло поле c8 · черна дама на черно поле d8 · черен цар на бяло поле e8 · черен офицер на черно поле f8 · черен кон на бяло поле g8 · черен топ на черно поле h8 · черна пешка на черно поле a7 · черна пешка на бяло поле b7 · черна пешка на черно поле c7 · черна пешка на бяло поле d7 · черна пешка на черно поле e7 · черна пешка на бяло поле f7 · черна пешка на черно поле g7 · черна пешка на бяло поле h7 · бяла пешка на бяло поле a2 · бяла пешка на черно поле b2 · бяла пешка на бяло поле c2 · бяла пешка на черно поле d2 · бяла пешка на бяло поле e2 · бяла пешка на черно поле f2 · бяла пешка на бяло поле g2 · бяла пешка на черно поле h2 · бял топ на черно поле a1 · бял кон на бяло поле b1 · бял офицер на черно поле c1 · бяла дама на бяло поле d1 · бял цар на черно поле e1 · бял офицер на бяло поле f1 · бял кон на черно поле g1 · бял топ на бяло поле h1 | черен топ на бяло поле a8 · черен кон на черно поле b8 · черен офицер на бяло поле c8 · черна дама на черно поле d8 · черен цар на бяло поле e8 · черен офицер на черно поле f8 · черен кон на бяло поле g8 · черен топ на черно поле h8 · черна пешка на черно поле a7 · черна пешка на бяло поле b7 · черна пешка на черно поле c7 · черна пешка на бяло поле d7 · черна пешка на черно поле e7 · черна пешка на бяло поле f7 · черна пешка на черно поле g7 · черна пешка на бяло поле h7 · бяла пешка на бяло поле a2 · бяла пешка на черно поле b2 · бяла пешка на бяло поле c2 · бяла пешка на черно поле d2 · бяла пешка на бяло поле e2 · бяла пешка на черно поле f2 · бяла пешка на бяло поле g2 · бяла пешка на черно поле h2 · бял топ на черно поле a1 · бял кон на бяло поле b1 · бял офицер на черно поле c1 · бяла дама на бяло поле d1 · бял цар на черно поле e1 · бял офицер на бяло поле f1 · бял кон на черно поле g1 · бял топ на бяло поле h1 | черен топ на бяло поле a8 · черен кон на черно поле b8 · черен офицер на бяло поле c8 · черна дама на черно поле d8 · черен цар на бяло поле e8 · черен офицер на черно поле f8 · черен кон на бяло поле g8 · черен топ на черно поле h8 · черна пешка на черно поле a7 · черна пешка на бяло поле b7 · черна пешка на черно поле c7 · черна пешка на бяло поле d7 · черна пешка на черно поле e7 · черна пешка на бяло поле f7 · черна пешка на черно поле g7 · черна пешка на бяло поле h7 · бяла пешка на бяло поле a2 · бяла пешка на черно поле b2 · бяла пешка на бяло поле c2 · бяла пешка на черно поле d2 · бяла пешка на бяло поле e2 · бяла пешка на черно поле f2 · бяла пешка на бяло поле g2 · бяла пешка на черно поле h2 · бял топ на черно поле a1 · бял кон на бяло поле b1 · бял офицер на черно поле c1 · бяла дама на бяло поле d1 · бял цар на черно поле e1 · бял офицер на бяло поле f1 · бял кон на черно поле g1 · бял топ на бяло поле h1 | черен топ на бяло поле a8 · черен кон на черно поле b8 · черен офицер на бяло поле c8 · черна дама на черно поле d8 · черен цар на бяло поле e8 · черен офицер на черно поле f8 · черен кон на бяло поле g8 · черен топ на черно поле h8 · черна пешка на черно поле a7 · черна пешка на бяло поле b7 · черна пешка на черно поле c7 · черна пешка на бяло поле d7 · черна пешка на черно поле e7 · черна пешка на бяло поле f7 · черна пешка на черно поле g7 · черна пешка на бяло поле h7 · бяла пешка на бяло поле a2 · бяла пешка на черно поле b2 · бяла пешка на бяло поле c2 · бяла пешка на черно поле d2 · бяла пешка на бяло поле e2 · бяла пешка на черно поле f2 · бяла пешка на бяло поле g2 · бяла пешка на черно поле h2 · бял топ на черно поле a1 · бял кон на бяло поле b1 · бял офицер на черно поле c1 · бяла дама на бяло поле d1 · бял цар на черно поле e1 · бял офицер на бяло поле f1 · бял кон на черно поле g1 · бял топ на бяло поле h1 | черен топ на бяло поле a8 · черен кон на черно поле b8 · черен офицер на бяло поле c8 · черна дама на черно поле d8 · черен цар на бяло поле e8 · черен офицер на черно поле f8 · черен кон на бяло поле g8 · черен топ на черно поле h8 · черна пешка на черно поле a7 · черна пешка на бяло поле b7 · черна пешка на черно поле c7 · черна пешка на бяло поле d7 · черна пешка на черно поле e7 · черна пешка на бяло поле f7 · черна пешка на черно поле g7 · черна пешка на бяло поле h7 · бяла пешка на бяло поле a2 · бяла пешка на черно поле b2 · бяла пешка на бяло поле c2 · бяла пешка на черно поле d2 · бяла пешка на бяло поле e2 · бяла пешка на черно поле f2 · бяла пешка на бяло поле g2 · бяла пешка на черно поле h2 · бял топ на черно поле a1 · бял кон на бяло поле b1 · бял офицер на черно поле c1 · бяла дама на бяло поле d1 · бял цар на черно поле e1 · бял офицер на бяло поле f1 · бял кон на черно поле g1 · бял топ на бяло поле h1 | черен топ на бяло поле a8 · черен кон на черно поле b8 · черен офицер на бяло поле c8 · черна дама на черно поле d8 · черен цар на бяло поле e8 · черен офицер на черно поле f8 · черен кон на бяло поле g8 · черен топ на черно поле h8 · черна пешка на черно поле a7 · черна пешка на бяло поле b7 · черна пешка на черно поле c7 · черна пешка на бяло поле d7 · черна пешка на черно поле e7 · черна пешка на бяло поле f7 · черна пешка на черно поле g7 · черна пешка на бяло поле h7 · бяла пешка на бяло поле a2 · бяла пешка на черно поле b2 · бяла пешка на бяло поле c2 · бяла пешка на черно поле d2 · бяла пешка на бяло поле e2 · бяла пешка на черно поле f2 · бяла пешка на бяло поле g2 · бяла пешка на черно поле h2 · бял топ на черно поле a1 · бял кон на бяло поле b1 · бял офицер на черно поле c1 · бяла дама на бяло поле d1 · бял цар на черно поле e1 · бял офицер на бяло поле f1 · бял кон на черно поле g1 · бял топ на бяло поле h1 | 8 |
| 7 | черен топ на бяло поле a8 · черен кон на черно поле b8 · черен офицер на бяло поле c8 · черна дама на черно поле d8 · черен цар на бяло поле e8 · черен офицер на черно поле f8 · черен кон на бяло поле g8 · черен топ на черно поле h8 · черна пешка на черно поле a7 · черна пешка на бяло поле b7 · черна пешка на черно поле c7 · черна пешка на бяло поле d7 · черна пешка на черно поле e7 · черна пешка на бяло поле f7 · черна пешка на черно поле g7 · черна пешка на бяло поле h7 · бяла пешка на бяло поле a2 · бяла пешка на черно поле b2 · бяла пешка на бяло поле c2 · бяла пешка на черно поле d2 · бяла пешка на бяло поле e2 · бяла пешка на черно поле f2 · бяла пешка на бяло поле g2 · бяла пешка на черно поле h2 · бял топ на черно поле a1 · бял кон на бяло поле b1 · бял офицер на черно поле c1 · бяла дама на бяло поле d1 · бял цар на черно поле e1 · бял офицер на бяло поле f1 · бял кон на черно поле g1 · бял топ на бяло поле h1 | черен топ на бяло поле a8 · черен кон на черно поле b8 · черен офицер на бяло поле c8 · черна дама на черно поле d8 · черен цар на бяло поле e8 · черен офицер на черно поле f8 · черен кон на бяло поле g8 · черен топ на черно поле h8 · черна пешка на черно поле a7 · черна пешка на бяло поле b7 · черна пешка на черно поле c7 · черна пешка на бяло поле d7 · черна пешка на черно поле e7 · черна пешка на бяло поле f7 · черна пешка на черно поле g7 · черна пешка на бяло поле h7 · бяла пешка на бяло поле a2 · бяла пешка на черно поле b2 · бяла пешка на бяло поле c2 · бяла пешка на черно поле d2 · бяла пешка на бяло поле e2 · бяла пешка на черно поле f2 · бяла пешка на бяло поле g2 · бяла пешка на черно поле h2 · бял топ на черно поле a1 · бял кон на бяло поле b1 · бял офицер на черно поле c1 · бяла дама на бяло поле d1 · бял цар на черно поле e1 · бял офицер на бяло поле f1 · бял кон на черно поле g1 · бял топ на бяло поле h1 | черен топ на бяло поле a8 · черен кон на черно поле b8 · черен офицер на бяло поле c8 · черна дама на черно поле d8 · черен цар на бяло поле e8 · черен офицер на черно поле f8 · черен кон на бяло поле g8 · черен топ на черно поле h8 · черна пешка на черно поле a7 · черна пешка на бяло поле b7 · черна пешка на черно поле c7 · черна пешка на бяло поле d7 · черна пешка на черно поле e7 · черна пешка на бяло поле f7 · черна пешка на черно поле g7 · черна пешка на бяло поле h7 · бяла пешка на бяло поле a2 · бяла пешка на черно поле b2 · бяла пешка на бяло поле c2 · бяла пешка на черно поле d2 · бяла пешка на бяло поле e2 · бяла пешка на черно поле f2 · бяла пешка на бяло поле g2 · бяла пешка на черно поле h2 · бял топ на черно поле a1 · бял кон на бяло поле b1 · бял офицер на черно поле c1 · бяла дама на бяло поле d1 · бял цар на черно поле e1 · бял офицер на бяло поле f1 · бял кон на черно поле g1 · бял топ на бяло поле h1 | черен топ на бяло поле a8 · черен кон на черно поле b8 · черен офицер на бяло поле c8 · черна дама на черно поле d8 · черен цар на бяло поле e8 · черен офицер на черно поле f8 · черен кон на бяло поле g8 · черен топ на черно поле h8 · черна пешка на черно поле a7 · черна пешка на бяло поле b7 · черна пешка на черно поле c7 · черна пешка на бяло поле d7 · черна пешка на черно поле e7 · черна пешка на бяло поле f7 · черна пешка на черно поле g7 · черна пешка на бяло поле h7 · бяла пешка на бяло поле a2 · бяла пешка на черно поле b2 · бяла пешка на бяло поле c2 · бяла пешка на черно поле d2 · бяла пешка на бяло поле e2 · бяла пешка на черно поле f2 · бяла пешка на бяло поле g2 · бяла пешка на черно поле h2 · бял топ на черно поле a1 · бял кон на бяло поле b1 · бял офицер на черно поле c1 · бяла дама на бяло поле d1 · бял цар на черно поле e1 · бял офицер на бяло поле f1 · бял кон на черно поле g1 · бял топ на бяло поле h1 | черен топ на бяло поле a8 · черен кон на черно поле b8 · черен офицер на бяло поле c8 · черна дама на черно поле d8 · черен цар на бяло поле e8 · черен офицер на черно поле f8 · черен кон на бяло поле g8 · черен топ на черно поле h8 · черна пешка на черно поле a7 · черна пешка на бяло поле b7 · черна пешка на черно поле c7 · черна пешка на бяло поле d7 · черна пешка на черно поле e7 · черна пешка на бяло поле f7 · черна пешка на черно поле g7 · черна пешка на бяло поле h7 · бяла пешка на бяло поле a2 · бяла пешка на черно поле b2 · бяла пешка на бяло поле c2 · бяла пешка на черно поле d2 · бяла пешка на бяло поле e2 · бяла пешка на черно поле f2 · бяла пешка на бяло поле g2 · бяла пешка на черно поле h2 · бял топ на черно поле a1 · бял кон на бяло поле b1 · бял офицер на черно поле c1 · бяла дама на бяло поле d1 · бял цар на черно поле e1 · бял офицер на бяло поле f1 · бял кон на черно поле g1 · бял топ на бяло поле h1 | черен топ на бяло поле a8 · черен кон на черно поле b8 · черен офицер на бяло поле c8 · черна дама на черно поле d8 · черен цар на бяло поле e8 · черен офицер на черно поле f8 · черен кон на бяло поле g8 · черен топ на черно поле h8 · черна пешка на черно поле a7 · черна пешка на бяло поле b7 · черна пешка на черно поле c7 · черна пешка на бяло поле d7 · черна пешка на черно поле e7 · черна пешка на бяло поле f7 · черна пешка на черно поле g7 · черна пешка на бяло поле h7 · бяла пешка на бяло поле a2 · бяла пешка на черно поле b2 · бяла пешка на бяло поле c2 · бяла пешка на черно поле d2 · бяла пешка на бяло поле e2 · бяла пешка на черно поле f2 · бяла пешка на бяло поле g2 · бяла пешка на черно поле h2 · бял топ на черно поле a1 · бял кон на бяло поле b1 · бял офицер на черно поле c1 · бяла дама на бяло поле d1 · бял цар на черно поле e1 · бял офицер на бяло поле f1 · бял кон на черно поле g1 · бял топ на бяло поле h1 | черен топ на бяло поле a8 · черен кон на черно поле b8 · черен офицер на бяло поле c8 · черна дама на черно поле d8 · черен цар на бяло поле e8 · черен офицер на черно поле f8 · черен кон на бяло поле g8 · черен топ на черно поле h8 · черна пешка на черно поле a7 · черна пешка на бяло поле b7 · черна пешка на черно поле c7 · черна пешка на бяло поле d7 · черна пешка на черно поле e7 · черна пешка на бяло поле f7 · черна пешка на черно поле g7 · черна пешка на бяло поле h7 · бяла пешка на бяло поле a2 · бяла пешка на черно поле b2 · бяла пешка на бяло поле c2 · бяла пешка на черно поле d2 · бяла пешка на бяло поле e2 · бяла пешка на черно поле f2 · бяла пешка на бяло поле g2 · бяла пешка на черно поле h2 · бял топ на черно поле a1 · бял кон на бяло поле b1 · бял офицер на черно поле c1 · бяла дама на бяло поле d1 · бял цар на черно поле e1 · бял офицер на бяло поле f1 · бял кон на черно поле g1 · бял топ на бяло поле h1 | черен топ на бяло поле a8 · черен кон на черно поле b8 · черен офицер на бяло поле c8 · черна дама на черно поле d8 · черен цар на бяло поле e8 · черен офицер на черно поле f8 · черен кон на бяло поле g8 · черен топ на черно поле h8 · черна пешка на черно поле a7 · черна пешка на бяло поле b7 · черна пешка на черно поле c7 · черна пешка на бяло поле d7 · черна пешка на черно поле e7 · черна пешка на бяло поле f7 · черна пешка на черно поле g7 · черна пешка на бяло поле h7 · бяла пешка на бяло поле a2 · бяла пешка на черно поле b2 · бяла пешка на бяло поле c2 · бяла пешка на черно поле d2 · бяла пешка на бяло поле e2 · бяла пешка на черно поле f2 · бяла пешка на бяло поле g2 · бяла пешка на черно поле h2 · бял топ на черно поле a1 · бял кон на бяло поле b1 · бял офицер на черно поле c1 · бяла дама на бяло поле d1 · бял цар на черно поле e1 · бял офицер на бяло поле f1 · бял кон на черно поле g1 · бял топ на бяло поле h1 | 7 |
| 6 | черен топ на бяло поле a8 · черен кон на черно поле b8 · черен офицер на бяло поле c8 · черна дама на черно поле d8 · черен цар на бяло поле e8 · черен офицер на черно поле f8 · черен кон на бяло поле g8 · черен топ на черно поле h8 · черна пешка на черно поле a7 · черна пешка на бяло поле b7 · черна пешка на черно поле c7 · черна пешка на бяло поле d7 · черна пешка на черно поле e7 · черна пешка на бяло поле f7 · черна пешка на черно поле g7 · черна пешка на бяло поле h7 · бяла пешка на бяло поле a2 · бяла пешка на черно поле b2 · бяла пешка на бяло поле c2 · бяла пешка на черно поле d2 · бяла пешка на бяло поле e2 · бяла пешка на черно поле f2 · бяла пешка на бяло поле g2 · бяла пешка на черно поле h2 · бял топ на черно поле a1 · бял кон на бяло поле b1 · бял офицер на черно поле c1 · бяла дама на бяло поле d1 · бял цар на черно поле e1 · бял офицер на бяло поле f1 · бял кон на черно поле g1 · бял топ на бяло поле h1 | черен топ на бяло поле a8 · черен кон на черно поле b8 · черен офицер на бяло поле c8 · черна дама на черно поле d8 · черен цар на бяло поле e8 · черен офицер на черно поле f8 · черен кон на бяло поле g8 · черен топ на черно поле h8 · черна пешка на черно поле a7 · черна пешка на бяло поле b7 · черна пешка на черно поле c7 · черна пешка на бяло поле d7 · черна пешка на черно поле e7 · черна пешка на бяло поле f7 · черна пешка на черно поле g7 · черна пешка на бяло поле h7 · бяла пешка на бяло поле a2 · бяла пешка на черно поле b2 · бяла пешка на бяло поле c2 · бяла пешка на черно поле d2 · бяла пешка на бяло поле e2 · бяла пешка на черно поле f2 · бяла пешка на бяло поле g2 · бяла пешка на черно поле h2 · бял топ на черно поле a1 · бял кон на бяло поле b1 · бял офицер на черно поле c1 · бяла дама на бяло поле d1 · бял цар на черно поле e1 · бял офицер на бяло поле f1 · бял кон на черно поле g1 · бял топ на бяло поле h1 | черен топ на бяло поле a8 · черен кон на черно поле b8 · черен офицер на бяло поле c8 · черна дама на черно поле d8 · черен цар на бяло поле e8 · черен офицер на черно поле f8 · черен кон на бяло поле g8 · черен топ на черно поле h8 · черна пешка на черно поле a7 · черна пешка на бяло поле b7 · черна пешка на черно поле c7 · черна пешка на бяло поле d7 · черна пешка на черно поле e7 · черна пешка на бяло поле f7 · черна пешка на черно поле g7 · черна пешка на бяло поле h7 · бяла пешка на бяло поле a2 · бяла пешка на черно поле b2 · бяла пешка на бяло поле c2 · бяла пешка на черно поле d2 · бяла пешка на бяло поле e2 · бяла пешка на черно поле f2 · бяла пешка на бяло поле g2 · бяла пешка на черно поле h2 · бял топ на черно поле a1 · бял кон на бяло поле b1 · бял офицер на черно поле c1 · бяла дама на бяло поле d1 · бял цар на черно поле e1 · бял офицер на бяло поле f1 · бял кон на черно поле g1 · бял топ на бяло поле h1 | черен топ на бяло поле a8 · черен кон на черно поле b8 · черен офицер на бяло поле c8 · черна дама на черно поле d8 · черен цар на бяло поле e8 · черен офицер на черно поле f8 · черен кон на бяло поле g8 · черен топ на черно поле h8 · черна пешка на черно поле a7 · черна пешка на бяло поле b7 · черна пешка на черно поле c7 · черна пешка на бяло поле d7 · черна пешка на черно поле e7 · черна пешка на бяло поле f7 · черна пешка на черно поле g7 · черна пешка на бяло поле h7 · бяла пешка на бяло поле a2 · бяла пешка на черно поле b2 · бяла пешка на бяло поле c2 · бяла пешка на черно поле d2 · бяла пешка на бяло поле e2 · бяла пешка на черно поле f2 · бяла пешка на бяло поле g2 · бяла пешка на черно поле h2 · бял топ на черно поле a1 · бял кон на бяло поле b1 · бял офицер на черно поле c1 · бяла дама на бяло поле d1 · бял цар на черно поле e1 · бял офицер на бяло поле f1 · бял кон на черно поле g1 · бял топ на бяло поле h1 | черен топ на бяло поле a8 · черен кон на черно поле b8 · черен офицер на бяло поле c8 · черна дама на черно поле d8 · черен цар на бяло поле e8 · черен офицер на черно поле f8 · черен кон на бяло поле g8 · черен топ на черно поле h8 · черна пешка на черно поле a7 · черна пешка на бяло поле b7 · черна пешка на черно поле c7 · черна пешка на бяло поле d7 · черна пешка на черно поле e7 · черна пешка на бяло поле f7 · черна пешка на черно поле g7 · черна пешка на бяло поле h7 · бяла пешка на бяло поле a2 · бяла пешка на черно поле b2 · бяла пешка на бяло поле c2 · бяла пешка на черно поле d2 · бяла пешка на бяло поле e2 · бяла пешка на черно поле f2 · бяла пешка на бяло поле g2 · бяла пешка на черно поле h2 · бял топ на черно поле a1 · бял кон на бяло поле b1 · бял офицер на черно поле c1 · бяла дама на бяло поле d1 · бял цар на черно поле e1 · бял офицер на бяло поле f1 · бял кон на черно поле g1 · бял топ на бяло поле h1 | черен топ на бяло поле a8 · черен кон на черно поле b8 · черен офицер на бяло поле c8 · черна дама на черно поле d8 · черен цар на бяло поле e8 · черен офицер на черно поле f8 · черен кон на бяло поле g8 · черен топ на черно поле h8 · черна пешка на черно поле a7 · черна пешка на бяло поле b7 · черна пешка на черно поле c7 · черна пешка на бяло поле d7 · черна пешка на черно поле e7 · черна пешка на бяло поле f7 · черна пешка на черно поле g7 · черна пешка на бяло поле h7 · бяла пешка на бяло поле a2 · бяла пешка на черно поле b2 · бяла пешка на бяло поле c2 · бяла пешка на черно поле d2 · бяла пешка на бяло поле e2 · бяла пешка на черно поле f2 · бяла пешка на бяло поле g2 · бяла пешка на черно поле h2 · бял топ на черно поле a1 · бял кон на бяло поле b1 · бял офицер на черно поле c1 · бяла дама на бяло поле d1 · бял цар на черно поле e1 · бял офицер на бяло поле f1 · бял кон на черно поле g1 · бял топ на бяло поле h1 | черен топ на бяло поле a8 · черен кон на черно поле b8 · черен офицер на бяло поле c8 · черна дама на черно поле d8 · черен цар на бяло поле e8 · черен офицер на черно поле f8 · черен кон на бяло поле g8 · черен топ на черно поле h8 · черна пешка на черно поле a7 · черна пешка на бяло поле b7 · черна пешка на черно поле c7 · черна пешка на бяло поле d7 · черна пешка на черно поле e7 · черна пешка на бяло поле f7 · черна пешка на черно поле g7 · черна пешка на бяло поле h7 · бяла пешка на бяло поле a2 · бяла пешка на черно поле b2 · бяла пешка на бяло поле c2 · бяла пешка на черно поле d2 · бяла пешка на бяло поле e2 · бяла пешка на черно поле f2 · бяла пешка на бяло поле g2 · бяла пешка на черно поле h2 · бял топ на черно поле a1 · бял кон на бяло поле b1 · бял офицер на черно поле c1 · бяла дама на бяло поле d1 · бял цар на черно поле e1 · бял офицер на бяло поле f1 · бял кон на черно поле g1 · бял топ на бяло поле h1 | черен топ на бяло поле a8 · черен кон на черно поле b8 · черен офицер на бяло поле c8 · черна дама на черно поле d8 · черен цар на бяло поле e8 · черен офицер на черно поле f8 · черен кон на бяло поле g8 · черен топ на черно поле h8 · черна пешка на черно поле a7 · черна пешка на бяло поле b7 · черна пешка на черно поле c7 · черна пешка на бяло поле d7 · черна пешка на черно поле e7 · черна пешка на бяло поле f7 · черна пешка на черно поле g7 · черна пешка на бяло поле h7 · бяла пешка на бяло поле a2 · бяла пешка на черно поле b2 · бяла пешка на бяло поле c2 · бяла пешка на черно поле d2 · бяла пешка на бяло поле e2 · бяла пешка на черно поле f2 · бяла пешка на бяло поле g2 · бяла пешка на черно поле h2 · бял топ на черно поле a1 · бял кон на бяло поле b1 · бял офицер на черно поле c1 · бяла дама на бяло поле d1 · бял цар на черно поле e1 · бял офицер на бяло поле f1 · бял кон на черно поле g1 · бял топ на бяло поле h1 | 6 |
| 5 | черен топ на бяло поле a8 · черен кон на черно поле b8 · черен офицер на бяло поле c8 · черна дама на черно поле d8 · черен цар на бяло поле e8 · черен офицер на черно поле f8 · черен кон на бяло поле g8 · черен топ на черно поле h8 · черна пешка на черно поле a7 · черна пешка на бяло поле b7 · черна пешка на черно поле c7 · черна пешка на бяло поле d7 · черна пешка на черно поле e7 · черна пешка на бяло поле f7 · черна пешка на черно поле g7 · черна пешка на бяло поле h7 · бяла пешка на бяло поле a2 · бяла пешка на черно поле b2 · бяла пешка на бяло поле c2 · бяла пешка на черно поле d2 · бяла пешка на бяло поле e2 · бяла пешка на черно поле f2 · бяла пешка на бяло поле g2 · бяла пешка на черно поле h2 · бял топ на черно поле a1 · бял кон на бяло поле b1 · бял офицер на черно поле c1 · бяла дама на бяло поле d1 · бял цар на черно поле e1 · бял офицер на бяло поле f1 · бял кон на черно поле g1 · бял топ на бяло поле h1 | черен топ на бяло поле a8 · черен кон на черно поле b8 · черен офицер на бяло поле c8 · черна дама на черно поле d8 · черен цар на бяло поле e8 · черен офицер на черно поле f8 · черен кон на бяло поле g8 · черен топ на черно поле h8 · черна пешка на черно поле a7 · черна пешка на бяло поле b7 · черна пешка на черно поле c7 · черна пешка на бяло поле d7 · черна пешка на черно поле e7 · черна пешка на бяло поле f7 · черна пешка на черно поле g7 · черна пешка на бяло поле h7 · бяла пешка на бяло поле a2 · бяла пешка на черно поле b2 · бяла пешка на бяло поле c2 · бяла пешка на черно поле d2 · бяла пешка на бяло поле e2 · бяла пешка на черно поле f2 · бяла пешка на бяло поле g2 · бяла пешка на черно поле h2 · бял топ на черно поле a1 · бял кон на бяло поле b1 · бял офицер на черно поле c1 · бяла дама на бяло поле d1 · бял цар на черно поле e1 · бял офицер на бяло поле f1 · бял кон на черно поле g1 · бял топ на бяло поле h1 | черен топ на бяло поле a8 · черен кон на черно поле b8 · черен офицер на бяло поле c8 · черна дама на черно поле d8 · черен цар на бяло поле e8 · черен офицер на черно поле f8 · черен кон на бяло поле g8 · черен топ на черно поле h8 · черна пешка на черно поле a7 · черна пешка на бяло поле b7 · черна пешка на черно поле c7 · черна пешка на бяло поле d7 · черна пешка на черно поле e7 · черна пешка на бяло поле f7 · черна пешка на черно поле g7 · черна пешка на бяло поле h7 · бяла пешка на бяло поле a2 · бяла пешка на черно поле b2 · бяла пешка на бяло поле c2 · бяла пешка на черно поле d2 · бяла пешка на бяло поле e2 · бяла пешка на черно поле f2 · бяла пешка на бяло поле g2 · бяла пешка на черно поле h2 · бял топ на черно поле a1 · бял кон на бяло поле b1 · бял офицер на черно поле c1 · бяла дама на бяло поле d1 · бял цар на черно поле e1 · бял офицер на бяло поле f1 · бял кон на черно поле g1 · бял топ на бяло поле h1 | черен топ на бяло поле a8 · черен кон на черно поле b8 · черен офицер на бяло поле c8 · черна дама на черно поле d8 · черен цар на бяло поле e8 · черен офицер на черно поле f8 · черен кон на бяло поле g8 · черен топ на черно поле h8 · черна пешка на черно поле a7 · черна пешка на бяло поле b7 · черна пешка на черно поле c7 · черна пешка на бяло поле d7 · черна пешка на черно поле e7 · черна пешка на бяло поле f7 · черна пешка на черно поле g7 · черна пешка на бяло поле h7 · бяла пешка на бяло поле a2 · бяла пешка на черно поле b2 · бяла пешка на бяло поле c2 · бяла пешка на черно поле d2 · бяла пешка на бяло поле e2 · бяла пешка на черно поле f2 · бяла пешка на бяло поле g2 · бяла пешка на черно поле h2 · бял топ на черно поле a1 · бял кон на бяло поле b1 · бял офицер на черно поле c1 · бяла дама на бяло поле d1 · бял цар на черно поле e1 · бял офицер на бяло поле f1 · бял кон на черно поле g1 · бял топ на бяло поле h1 | черен топ на бяло поле a8 · черен кон на черно поле b8 · черен офицер на бяло поле c8 · черна дама на черно поле d8 · черен цар на бяло поле e8 · черен офицер на черно поле f8 · черен кон на бяло поле g8 · черен топ на черно поле h8 · черна пешка на черно поле a7 · черна пешка на бяло поле b7 · черна пешка на черно поле c7 · черна пешка на бяло поле d7 · черна пешка на черно поле e7 · черна пешка на бяло поле f7 · черна пешка на черно поле g7 · черна пешка на бяло поле h7 · бяла пешка на бяло поле a2 · бяла пешка на черно поле b2 · бяла пешка на бяло поле c2 · бяла пешка на черно поле d2 · бяла пешка на бяло поле e2 · бяла пешка на черно поле f2 · бяла пешка на бяло поле g2 · бяла пешка на черно поле h2 · бял топ на черно поле a1 · бял кон на бяло поле b1 · бял офицер на черно поле c1 · бяла дама на бяло поле d1 · бял цар на черно поле e1 · бял офицер на бяло поле f1 · бял кон на черно поле g1 · бял топ на бяло поле h1 | черен топ на бяло поле a8 · черен кон на черно поле b8 · черен офицер на бяло поле c8 · черна дама на черно поле d8 · черен цар на бяло поле e8 · черен офицер на черно поле f8 · черен кон на бяло поле g8 · черен топ на черно поле h8 · черна пешка на черно поле a7 · черна пешка на бяло поле b7 · черна пешка на черно поле c7 · черна пешка на бяло поле d7 · черна пешка на черно поле e7 · черна пешка на бяло поле f7 · черна пешка на черно поле g7 · черна пешка на бяло поле h7 · бяла пешка на бяло поле a2 · бяла пешка на черно поле b2 · бяла пешка на бяло поле c2 · бяла пешка на черно поле d2 · бяла пешка на бяло поле e2 · бяла пешка на черно поле f2 · бяла пешка на бяло поле g2 · бяла пешка на черно поле h2 · бял топ на черно поле a1 · бял кон на бяло поле b1 · бял офицер на черно поле c1 · бяла дама на бяло поле d1 · бял цар на черно поле e1 · бял офицер на бяло поле f1 · бял кон на черно поле g1 · бял топ на бяло поле h1 | черен топ на бяло поле a8 · черен кон на черно поле b8 · черен офицер на бяло поле c8 · черна дама на черно поле d8 · черен цар на бяло поле e8 · черен офицер на черно поле f8 · черен кон на бяло поле g8 · черен топ на черно поле h8 · черна пешка на черно поле a7 · черна пешка на бяло поле b7 · черна пешка на черно поле c7 · черна пешка на бяло поле d7 · черна пешка на черно поле e7 · черна пешка на бяло поле f7 · черна пешка на черно поле g7 · черна пешка на бяло поле h7 · бяла пешка на бяло поле a2 · бяла пешка на черно поле b2 · бяла пешка на бяло поле c2 · бяла пешка на черно поле d2 · бяла пешка на бяло поле e2 · бяла пешка на черно поле f2 · бяла пешка на бяло поле g2 · бяла пешка на черно поле h2 · бял топ на черно поле a1 · бял кон на бяло поле b1 · бял офицер на черно поле c1 · бяла дама на бяло поле d1 · бял цар на черно поле e1 · бял офицер на бяло поле f1 · бял кон на черно поле g1 · бял топ на бяло поле h1 | черен топ на бяло поле a8 · черен кон на черно поле b8 · черен офицер на бяло поле c8 · черна дама на черно поле d8 · черен цар на бяло поле e8 · черен офицер на черно поле f8 · черен кон на бяло поле g8 · черен топ на черно поле h8 · черна пешка на черно поле a7 · черна пешка на бяло поле b7 · черна пешка на черно поле c7 · черна пешка на бяло поле d7 · черна пешка на черно поле e7 · черна пешка на бяло поле f7 · черна пешка на черно поле g7 · черна пешка на бяло поле h7 · бяла пешка на бяло поле a2 · бяла пешка на черно поле b2 · бяла пешка на бяло поле c2 · бяла пешка на черно поле d2 · бяла пешка на бяло поле e2 · бяла пешка на черно поле f2 · бяла пешка на бяло поле g2 · бяла пешка на черно поле h2 · бял топ на черно поле a1 · бял кон на бяло поле b1 · бял офицер на черно поле c1 · бяла дама на бяло поле d1 · бял цар на черно поле e1 · бял офицер на бяло поле f1 · бял кон на черно поле g1 · бял топ на бяло поле h1 | 5 |
| 4 | черен топ на бяло поле a8 · черен кон на черно поле b8 · черен офицер на бяло поле c8 · черна дама на черно поле d8 · черен цар на бяло поле e8 · черен офицер на черно поле f8 · черен кон на бяло поле g8 · черен топ на черно поле h8 · черна пешка на черно поле a7 · черна пешка на бяло поле b7 · черна пешка на черно поле c7 · черна пешка на бяло поле d7 · черна пешка на черно поле e7 · черна пешка на бяло поле f7 · черна пешка на черно поле g7 · черна пешка на бяло поле h7 · бяла пешка на бяло поле a2 · бяла пешка на черно поле b2 · бяла пешка на бяло поле c2 · бяла пешка на черно поле d2 · бяла пешка на бяло поле e2 · бяла пешка на черно поле f2 · бяла пешка на бяло поле g2 · бяла пешка на черно поле h2 · бял топ на черно поле a1 · бял кон на бяло поле b1 · бял офицер на черно поле c1 · бяла дама на бяло поле d1 · бял цар на черно поле e1 · бял офицер на бяло поле f1 · бял кон на черно поле g1 · бял топ на бяло поле h1 | черен топ на бяло поле a8 · черен кон на черно поле b8 · черен офицер на бяло поле c8 · черна дама на черно поле d8 · черен цар на бяло поле e8 · черен офицер на черно поле f8 · черен кон на бяло поле g8 · черен топ на черно поле h8 · черна пешка на черно поле a7 · черна пешка на бяло поле b7 · черна пешка на черно поле c7 · черна пешка на бяло поле d7 · черна пешка на черно поле e7 · черна пешка на бяло поле f7 · черна пешка на черно поле g7 · черна пешка на бяло поле h7 · бяла пешка на бяло поле a2 · бяла пешка на черно поле b2 · бяла пешка на бяло поле c2 · бяла пешка на черно поле d2 · бяла пешка на бяло поле e2 · бяла пешка на черно поле f2 · бяла пешка на бяло поле g2 · бяла пешка на черно поле h2 · бял топ на черно поле a1 · бял кон на бяло поле b1 · бял офицер на черно поле c1 · бяла дама на бяло поле d1 · бял цар на черно поле e1 · бял офицер на бяло поле f1 · бял кон на черно поле g1 · бял топ на бяло поле h1 | черен топ на бяло поле a8 · черен кон на черно поле b8 · черен офицер на бяло поле c8 · черна дама на черно поле d8 · черен цар на бяло поле e8 · черен офицер на черно поле f8 · черен кон на бяло поле g8 · черен топ на черно поле h8 · черна пешка на черно поле a7 · черна пешка на бяло поле b7 · черна пешка на черно поле c7 · черна пешка на бяло поле d7 · черна пешка на черно поле e7 · черна пешка на бяло поле f7 · черна пешка на черно поле g7 · черна пешка на бяло поле h7 · бяла пешка на бяло поле a2 · бяла пешка на черно поле b2 · бяла пешка на бяло поле c2 · бяла пешка на черно поле d2 · бяла пешка на бяло поле e2 · бяла пешка на черно поле f2 · бяла пешка на бяло поле g2 · бяла пешка на черно поле h2 · бял топ на черно поле a1 · бял кон на бяло поле b1 · бял офицер на черно поле c1 · бяла дама на бяло поле d1 · бял цар на черно поле e1 · бял офицер на бяло поле f1 · бял кон на черно поле g1 · бял топ на бяло поле h1 | черен топ на бяло поле a8 · черен кон на черно поле b8 · черен офицер на бяло поле c8 · черна дама на черно поле d8 · черен цар на бяло поле e8 · черен офицер на черно поле f8 · черен кон на бяло поле g8 · черен топ на черно поле h8 · черна пешка на черно поле a7 · черна пешка на бяло поле b7 · черна пешка на черно поле c7 · черна пешка на бяло поле d7 · черна пешка на черно поле e7 · черна пешка на бяло поле f7 · черна пешка на черно поле g7 · черна пешка на бяло поле h7 · бяла пешка на бяло поле a2 · бяла пешка на черно поле b2 · бяла пешка на бяло поле c2 · бяла пешка на черно поле d2 · бяла пешка на бяло поле e2 · бяла пешка на черно поле f2 · бяла пешка на бяло поле g2 · бяла пешка на черно поле h2 · бял топ на черно поле a1 · бял кон на бяло поле b1 · бял офицер на черно поле c1 · бяла дама на бяло поле d1 · бял цар на черно поле e1 · бял офицер на бяло поле f1 · бял кон на черно поле g1 · бял топ на бяло поле h1 | черен топ на бяло поле a8 · черен кон на черно поле b8 · черен офицер на бяло поле c8 · черна дама на черно поле d8 · черен цар на бяло поле e8 · черен офицер на черно поле f8 · черен кон на бяло поле g8 · черен топ на черно поле h8 · черна пешка на черно поле a7 · черна пешка на бяло поле b7 · черна пешка на черно поле c7 · черна пешка на бяло поле d7 · черна пешка на черно поле e7 · черна пешка на бяло поле f7 · черна пешка на черно поле g7 · черна пешка на бяло поле h7 · бяла пешка на бяло поле a2 · бяла пешка на черно поле b2 · бяла пешка на бяло поле c2 · бяла пешка на черно поле d2 · бяла пешка на бяло поле e2 · бяла пешка на черно поле f2 · бяла пешка на бяло поле g2 · бяла пешка на черно поле h2 · бял топ на черно поле a1 · бял кон на бяло поле b1 · бял офицер на черно поле c1 · бяла дама на бяло поле d1 · бял цар на черно поле e1 · бял офицер на бяло поле f1 · бял кон на черно поле g1 · бял топ на бяло поле h1 | черен топ на бяло поле a8 · черен кон на черно поле b8 · черен офицер на бяло поле c8 · черна дама на черно поле d8 · черен цар на бяло поле e8 · черен офицер на черно поле f8 · черен кон на бяло поле g8 · черен топ на черно поле h8 · черна пешка на черно поле a7 · черна пешка на бяло поле b7 · черна пешка на черно поле c7 · черна пешка на бяло поле d7 · черна пешка на черно поле e7 · черна пешка на бяло поле f7 · черна пешка на черно поле g7 · черна пешка на бяло поле h7 · бяла пешка на бяло поле a2 · бяла пешка на черно поле b2 · бяла пешка на бяло поле c2 · бяла пешка на черно поле d2 · бяла пешка на бяло поле e2 · бяла пешка на черно поле f2 · бяла пешка на бяло поле g2 · бяла пешка на черно поле h2 · бял топ на черно поле a1 · бял кон на бяло поле b1 · бял офицер на черно поле c1 · бяла дама на бяло поле d1 · бял цар на черно поле e1 · бял офицер на бяло поле f1 · бял кон на черно поле g1 · бял топ на бяло поле h1 | черен топ на бяло поле a8 · черен кон на черно поле b8 · черен офицер на бяло поле c8 · черна дама на черно поле d8 · черен цар на бяло поле e8 · черен офицер на черно поле f8 · черен кон на бяло поле g8 · черен топ на черно поле h8 · черна пешка на черно поле a7 · черна пешка на бяло поле b7 · черна пешка на черно поле c7 · черна пешка на бяло поле d7 · черна пешка на черно поле e7 · черна пешка на бяло поле f7 · черна пешка на черно поле g7 · черна пешка на бяло поле h7 · бяла пешка на бяло поле a2 · бяла пешка на черно поле b2 · бяла пешка на бяло поле c2 · бяла пешка на черно поле d2 · бяла пешка на бяло поле e2 · бяла пешка на черно поле f2 · бяла пешка на бяло поле g2 · бяла пешка на черно поле h2 · бял топ на черно поле a1 · бял кон на бяло поле b1 · бял офицер на черно поле c1 · бяла дама на бяло поле d1 · бял цар на черно поле e1 · бял офицер на бяло поле f1 · бял кон на черно поле g1 · бял топ на бяло поле h1 | черен топ на бяло поле a8 · черен кон на черно поле b8 · черен офицер на бяло поле c8 · черна дама на черно поле d8 · черен цар на бяло поле e8 · черен офицер на черно поле f8 · черен кон на бяло поле g8 · черен топ на черно поле h8 · черна пешка на черно поле a7 · черна пешка на бяло поле b7 · черна пешка на черно поле c7 · черна пешка на бяло поле d7 · черна пешка на черно поле e7 · черна пешка на бяло поле f7 · черна пешка на черно поле g7 · черна пешка на бяло поле h7 · бяла пешка на бяло поле a2 · бяла пешка на черно поле b2 · бяла пешка на бяло поле c2 · бяла пешка на черно поле d2 · бяла пешка на бяло поле e2 · бяла пешка на черно поле f2 · бяла пешка на бяло поле g2 · бяла пешка на черно поле h2 · бял топ на черно поле a1 · бял кон на бяло поле b1 · бял офицер на черно поле c1 · бяла дама на бяло поле d1 · бял цар на черно поле e1 · бял офицер на бяло поле f1 · бял кон на черно поле g1 · бял топ на бяло поле h1 | 4 |
| 3 | черен топ на бяло поле a8 · черен кон на черно поле b8 · черен офицер на бяло поле c8 · черна дама на черно поле d8 · черен цар на бяло поле e8 · черен офицер на черно поле f8 · черен кон на бяло поле g8 · черен топ на черно поле h8 · черна пешка на черно поле a7 · черна пешка на бяло поле b7 · черна пешка на черно поле c7 · черна пешка на бяло поле d7 · черна пешка на черно поле e7 · черна пешка на бяло поле f7 · черна пешка на черно поле g7 · черна пешка на бяло поле h7 · бяла пешка на бяло поле a2 · бяла пешка на черно поле b2 · бяла пешка на бяло поле c2 · бяла пешка на черно поле d2 · бяла пешка на бяло поле e2 · бяла пешка на черно поле f2 · бяла пешка на бяло поле g2 · бяла пешка на черно поле h2 · бял топ на черно поле a1 · бял кон на бяло поле b1 · бял офицер на черно поле c1 · бяла дама на бяло поле d1 · бял цар на черно поле e1 · бял офицер на бяло поле f1 · бял кон на черно поле g1 · бял топ на бяло поле h1 | черен топ на бяло поле a8 · черен кон на черно поле b8 · черен офицер на бяло поле c8 · черна дама на черно поле d8 · черен цар на бяло поле e8 · черен офицер на черно поле f8 · черен кон на бяло поле g8 · черен топ на черно поле h8 · черна пешка на черно поле a7 · черна пешка на бяло поле b7 · черна пешка на черно поле c7 · черна пешка на бяло поле d7 · черна пешка на черно поле e7 · черна пешка на бяло поле f7 · черна пешка на черно поле g7 · черна пешка на бяло поле h7 · бяла пешка на бяло поле a2 · бяла пешка на черно поле b2 · бяла пешка на бяло поле c2 · бяла пешка на черно поле d2 · бяла пешка на бяло поле e2 · бяла пешка на черно поле f2 · бяла пешка на бяло поле g2 · бяла пешка на черно поле h2 · бял топ на черно поле a1 · бял кон на бяло поле b1 · бял офицер на черно поле c1 · бяла дама на бяло поле d1 · бял цар на черно поле e1 · бял офицер на бяло поле f1 · бял кон на черно поле g1 · бял топ на бяло поле h1 | черен топ на бяло поле a8 · черен кон на черно поле b8 · черен офицер на бяло поле c8 · черна дама на черно поле d8 · черен цар на бяло поле e8 · черен офицер на черно поле f8 · черен кон на бяло поле g8 · черен топ на черно поле h8 · черна пешка на черно поле a7 · черна пешка на бяло поле b7 · черна пешка на черно поле c7 · черна пешка на бяло поле d7 · черна пешка на черно поле e7 · черна пешка на бяло поле f7 · черна пешка на черно поле g7 · черна пешка на бяло поле h7 · бяла пешка на бяло поле a2 · бяла пешка на черно поле b2 · бяла пешка на бяло поле c2 · бяла пешка на черно поле d2 · бяла пешка на бяло поле e2 · бяла пешка на черно поле f2 · бяла пешка на бяло поле g2 · бяла пешка на черно поле h2 · бял топ на черно поле a1 · бял кон на бяло поле b1 · бял офицер на черно поле c1 · бяла дама на бяло поле d1 · бял цар на черно поле e1 · бял офицер на бяло поле f1 · бял кон на черно поле g1 · бял топ на бяло поле h1 | черен топ на бяло поле a8 · черен кон на черно поле b8 · черен офицер на бяло поле c8 · черна дама на черно поле d8 · черен цар на бяло поле e8 · черен офицер на черно поле f8 · черен кон на бяло поле g8 · черен топ на черно поле h8 · черна пешка на черно поле a7 · черна пешка на бяло поле b7 · черна пешка на черно поле c7 · черна пешка на бяло поле d7 · черна пешка на черно поле e7 · черна пешка на бяло поле f7 · черна пешка на черно поле g7 · черна пешка на бяло поле h7 · бяла пешка на бяло поле a2 · бяла пешка на черно поле b2 · бяла пешка на бяло поле c2 · бяла пешка на черно поле d2 · бяла пешка на бяло поле e2 · бяла пешка на черно поле f2 · бяла пешка на бяло поле g2 · бяла пешка на черно поле h2 · бял топ на черно поле a1 · бял кон на бяло поле b1 · бял офицер на черно поле c1 · бяла дама на бяло поле d1 · бял цар на черно поле e1 · бял офицер на бяло поле f1 · бял кон на черно поле g1 · бял топ на бяло поле h1 | черен топ на бяло поле a8 · черен кон на черно поле b8 · черен офицер на бяло поле c8 · черна дама на черно поле d8 · черен цар на бяло поле e8 · черен офицер на черно поле f8 · черен кон на бяло поле g8 · черен топ на черно поле h8 · черна пешка на черно поле a7 · черна пешка на бяло поле b7 · черна пешка на черно поле c7 · черна пешка на бяло поле d7 · черна пешка на черно поле e7 · черна пешка на бяло поле f7 · черна пешка на черно поле g7 · черна пешка на бяло поле h7 · бяла пешка на бяло поле a2 · бяла пешка на черно поле b2 · бяла пешка на бяло поле c2 · бяла пешка на черно поле d2 · бяла пешка на бяло поле e2 · бяла пешка на черно поле f2 · бяла пешка на бяло поле g2 · бяла пешка на черно поле h2 · бял топ на черно поле a1 · бял кон на бяло поле b1 · бял офицер на черно поле c1 · бяла дама на бяло поле d1 · бял цар на черно поле e1 · бял офицер на бяло поле f1 · бял кон на черно поле g1 · бял топ на бяло поле h1 | черен топ на бяло поле a8 · черен кон на черно поле b8 · черен офицер на бяло поле c8 · черна дама на черно поле d8 · черен цар на бяло поле e8 · черен офицер на черно поле f8 · черен кон на бяло поле g8 · черен топ на черно поле h8 · черна пешка на черно поле a7 · черна пешка на бяло поле b7 · черна пешка на черно поле c7 · черна пешка на бяло поле d7 · черна пешка на черно поле e7 · черна пешка на бяло поле f7 · черна пешка на черно поле g7 · черна пешка на бяло поле h7 · бяла пешка на бяло поле a2 · бяла пешка на черно поле b2 · бяла пешка на бяло поле c2 · бяла пешка на черно поле d2 · бяла пешка на бяло поле e2 · бяла пешка на черно поле f2 · бяла пешка на бяло поле g2 · бяла пешка на черно поле h2 · бял топ на черно поле a1 · бял кон на бяло поле b1 · бял офицер на черно поле c1 · бяла дама на бяло поле d1 · бял цар на черно поле e1 · бял офицер на бяло поле f1 · бял кон на черно поле g1 · бял топ на бяло поле h1 | черен топ на бяло поле a8 · черен кон на черно поле b8 · черен офицер на бяло поле c8 · черна дама на черно поле d8 · черен цар на бяло поле e8 · черен офицер на черно поле f8 · черен кон на бяло поле g8 · черен топ на черно поле h8 · черна пешка на черно поле a7 · черна пешка на бяло поле b7 · черна пешка на черно поле c7 · черна пешка на бяло поле d7 · черна пешка на черно поле e7 · черна пешка на бяло поле f7 · черна пешка на черно поле g7 · черна пешка на бяло поле h7 · бяла пешка на бяло поле a2 · бяла пешка на черно поле b2 · бяла пешка на бяло поле c2 · бяла пешка на черно поле d2 · бяла пешка на бяло поле e2 · бяла пешка на черно поле f2 · бяла пешка на бяло поле g2 · бяла пешка на черно поле h2 · бял топ на черно поле a1 · бял кон на бяло поле b1 · бял офицер на черно поле c1 · бяла дама на бяло поле d1 · бял цар на черно поле e1 · бял офицер на бяло поле f1 · бял кон на черно поле g1 · бял топ на бяло поле h1 | черен топ на бяло поле a8 · черен кон на черно поле b8 · черен офицер на бяло поле c8 · черна дама на черно поле d8 · черен цар на бяло поле e8 · черен офицер на черно поле f8 · черен кон на бяло поле g8 · черен топ на черно поле h8 · черна пешка на черно поле a7 · черна пешка на бяло поле b7 · черна пешка на черно поле c7 · черна пешка на бяло поле d7 · черна пешка на черно поле e7 · черна пешка на бяло поле f7 · черна пешка на черно поле g7 · черна пешка на бяло поле h7 · бяла пешка на бяло поле a2 · бяла пешка на черно поле b2 · бяла пешка на бяло поле c2 · бяла пешка на черно поле d2 · бяла пешка на бяло поле e2 · бяла пешка на черно поле f2 · бяла пешка на бяло поле g2 · бяла пешка на черно поле h2 · бял топ на черно поле a1 · бял кон на бяло поле b1 · бял офицер на черно поле c1 · бяла дама на бяло поле d1 · бял цар на черно поле e1 · бял офицер на бяло поле f1 · бял кон на черно поле g1 · бял топ на бяло поле h1 | 3 |
| 2 | черен топ на бяло поле a8 · черен кон на черно поле b8 · черен офицер на бяло поле c8 · черна дама на черно поле d8 · черен цар на бяло поле e8 · черен офицер на черно поле f8 · черен кон на бяло поле g8 · черен топ на черно поле h8 · черна пешка на черно поле a7 · черна пешка на бяло поле b7 · черна пешка на черно поле c7 · черна пешка на бяло поле d7 · черна пешка на черно поле e7 · черна пешка на бяло поле f7 · черна пешка на черно поле g7 · черна пешка на бяло поле h7 · бяла пешка на бяло поле a2 · бяла пешка на черно поле b2 · бяла пешка на бяло поле c2 · бяла пешка на черно поле d2 · бяла пешка на бяло поле e2 · бяла пешка на черно поле f2 · бяла пешка на бяло поле g2 · бяла пешка на черно поле h2 · бял топ на черно поле a1 · бял кон на бяло поле b1 · бял офицер на черно поле c1 · бяла дама на бяло поле d1 · бял цар на черно поле e1 · бял офицер на бяло поле f1 · бял кон на черно поле g1 · бял топ на бяло поле h1 | черен топ на бяло поле a8 · черен кон на черно поле b8 · черен офицер на бяло поле c8 · черна дама на черно поле d8 · черен цар на бяло поле e8 · черен офицер на черно поле f8 · черен кон на бяло поле g8 · черен топ на черно поле h8 · черна пешка на черно поле a7 · черна пешка на бяло поле b7 · черна пешка на черно поле c7 · черна пешка на бяло поле d7 · черна пешка на черно поле e7 · черна пешка на бяло поле f7 · черна пешка на черно поле g7 · черна пешка на бяло поле h7 · бяла пешка на бяло поле a2 · бяла пешка на черно поле b2 · бяла пешка на бяло поле c2 · бяла пешка на черно поле d2 · бяла пешка на бяло поле e2 · бяла пешка на черно поле f2 · бяла пешка на бяло поле g2 · бяла пешка на черно поле h2 · бял топ на черно поле a1 · бял кон на бяло поле b1 · бял офицер на черно поле c1 · бяла дама на бяло поле d1 · бял цар на черно поле e1 · бял офицер на бяло поле f1 · бял кон на черно поле g1 · бял топ на бяло поле h1 | черен топ на бяло поле a8 · черен кон на черно поле b8 · черен офицер на бяло поле c8 · черна дама на черно поле d8 · черен цар на бяло поле e8 · черен офицер на черно поле f8 · черен кон на бяло поле g8 · черен топ на черно поле h8 · черна пешка на черно поле a7 · черна пешка на бяло поле b7 · черна пешка на черно поле c7 · черна пешка на бяло поле d7 · черна пешка на черно поле e7 · черна пешка на бяло поле f7 · черна пешка на черно поле g7 · черна пешка на бяло поле h7 · бяла пешка на бяло поле a2 · бяла пешка на черно поле b2 · бяла пешка на бяло поле c2 · бяла пешка на черно поле d2 · бяла пешка на бяло поле e2 · бяла пешка на черно поле f2 · бяла пешка на бяло поле g2 · бяла пешка на черно поле h2 · бял топ на черно поле a1 · бял кон на бяло поле b1 · бял офицер на черно поле c1 · бяла дама на бяло поле d1 · бял цар на черно поле e1 · бял офицер на бяло поле f1 · бял кон на черно поле g1 · бял топ на бяло поле h1 | черен топ на бяло поле a8 · черен кон на черно поле b8 · черен офицер на бяло поле c8 · черна дама на черно поле d8 · черен цар на бяло поле e8 · черен офицер на черно поле f8 · черен кон на бяло поле g8 · черен топ на черно поле h8 · черна пешка на черно поле a7 · черна пешка на бяло поле b7 · черна пешка на черно поле c7 · черна пешка на бяло поле d7 · черна пешка на черно поле e7 · черна пешка на бяло поле f7 · черна пешка на черно поле g7 · черна пешка на бяло поле h7 · бяла пешка на бяло поле a2 · бяла пешка на черно поле b2 · бяла пешка на бяло поле c2 · бяла пешка на черно поле d2 · бяла пешка на бяло поле e2 · бяла пешка на черно поле f2 · бяла пешка на бяло поле g2 · бяла пешка на черно поле h2 · бял топ на черно поле a1 · бял кон на бяло поле b1 · бял офицер на черно поле c1 · бяла дама на бяло поле d1 · бял цар на черно поле e1 · бял офицер на бяло поле f1 · бял кон на черно поле g1 · бял топ на бяло поле h1 | черен топ на бяло поле a8 · черен кон на черно поле b8 · черен офицер на бяло поле c8 · черна дама на черно поле d8 · черен цар на бяло поле e8 · черен офицер на черно поле f8 · черен кон на бяло поле g8 · черен топ на черно поле h8 · черна пешка на черно поле a7 · черна пешка на бяло поле b7 · черна пешка на черно поле c7 · черна пешка на бяло поле d7 · черна пешка на черно поле e7 · черна пешка на бяло поле f7 · черна пешка на черно поле g7 · черна пешка на бяло поле h7 · бяла пешка на бяло поле a2 · бяла пешка на черно поле b2 · бяла пешка на бяло поле c2 · бяла пешка на черно поле d2 · бяла пешка на бяло поле e2 · бяла пешка на черно поле f2 · бяла пешка на бяло поле g2 · бяла пешка на черно поле h2 · бял топ на черно поле a1 · бял кон на бяло поле b1 · бял офицер на черно поле c1 · бяла дама на бяло поле d1 · бял цар на черно поле e1 · бял офицер на бяло поле f1 · бял кон на черно поле g1 · бял топ на бяло поле h1 | черен топ на бяло поле a8 · черен кон на черно поле b8 · черен офицер на бяло поле c8 · черна дама на черно поле d8 · черен цар на бяло поле e8 · черен офицер на черно поле f8 · черен кон на бяло поле g8 · черен топ на черно поле h8 · черна пешка на черно поле a7 · черна пешка на бяло поле b7 · черна пешка на черно поле c7 · черна пешка на бяло поле d7 · черна пешка на черно поле e7 · черна пешка на бяло поле f7 · черна пешка на черно поле g7 · черна пешка на бяло поле h7 · бяла пешка на бяло поле a2 · бяла пешка на черно поле b2 · бяла пешка на бяло поле c2 · бяла пешка на черно поле d2 · бяла пешка на бяло поле e2 · бяла пешка на черно поле f2 · бяла пешка на бяло поле g2 · бяла пешка на черно поле h2 · бял топ на черно поле a1 · бял кон на бяло поле b1 · бял офицер на черно поле c1 · бяла дама на бяло поле d1 · бял цар на черно поле e1 · бял офицер на бяло поле f1 · бял кон на черно поле g1 · бял топ на бяло поле h1 | черен топ на бяло поле a8 · черен кон на черно поле b8 · черен офицер на бяло поле c8 · черна дама на черно поле d8 · черен цар на бяло поле e8 · черен офицер на черно поле f8 · черен кон на бяло поле g8 · черен топ на черно поле h8 · черна пешка на черно поле a7 · черна пешка на бяло поле b7 · черна пешка на черно поле c7 · черна пешка на бяло поле d7 · черна пешка на черно поле e7 · черна пешка на бяло поле f7 · черна пешка на черно поле g7 · черна пешка на бяло поле h7 · бяла пешка на бяло поле a2 · бяла пешка на черно поле b2 · бяла пешка на бяло поле c2 · бяла пешка на черно поле d2 · бяла пешка на бяло поле e2 · бяла пешка на черно поле f2 · бяла пешка на бяло поле g2 · бяла пешка на черно поле h2 · бял топ на черно поле a1 · бял кон на бяло поле b1 · бял офицер на черно поле c1 · бяла дама на бяло поле d1 · бял цар на черно поле e1 · бял офицер на бяло поле f1 · бял кон на черно поле g1 · бял топ на бяло поле h1 | черен топ на бяло поле a8 · черен кон на черно поле b8 · черен офицер на бяло поле c8 · черна дама на черно поле d8 · черен цар на бяло поле e8 · черен офицер на черно поле f8 · черен кон на бяло поле g8 · черен топ на черно поле h8 · черна пешка на черно поле a7 · черна пешка на бяло поле b7 · черна пешка на черно поле c7 · черна пешка на бяло поле d7 · черна пешка на черно поле e7 · черна пешка на бяло поле f7 · черна пешка на черно поле g7 · черна пешка на бяло поле h7 · бяла пешка на бяло поле a2 · бяла пешка на черно поле b2 · бяла пешка на бяло поле c2 · бяла пешка на черно поле d2 · бяла пешка на бяло поле e2 · бяла пешка на черно поле f2 · бяла пешка на бяло поле g2 · бяла пешка на черно поле h2 · бял топ на черно поле a1 · бял кон на бяло поле b1 · бял офицер на черно поле c1 · бяла дама на бяло поле d1 · бял цар на черно поле e1 · бял офицер на бяло поле f1 · бял кон на черно поле g1 · бял топ на бяло поле h1 | 2 |
| 1 | черен топ на бяло поле a8 · черен кон на черно поле b8 · черен офицер на бяло поле c8 · черна дама на черно поле d8 · черен цар на бяло поле e8 · черен офицер на черно поле f8 · черен кон на бяло поле g8 · черен топ на черно поле h8 · черна пешка на черно поле a7 · черна пешка на бяло поле b7 · черна пешка на черно поле c7 · черна пешка на бяло поле d7 · черна пешка на черно поле e7 · черна пешка на бяло поле f7 · черна пешка на черно поле g7 · черна пешка на бяло поле h7 · бяла пешка на бяло поле a2 · бяла пешка на черно поле b2 · бяла пешка на бяло поле c2 · бяла пешка на черно поле d2 · бяла пешка на бяло поле e2 · бяла пешка на черно поле f2 · бяла пешка на бяло поле g2 · бяла пешка на черно поле h2 · бял топ на черно поле a1 · бял кон на бяло поле b1 · бял офицер на черно поле c1 · бяла дама на бяло поле d1 · бял цар на черно поле e1 · бял офицер на бяло поле f1 · бял кон на черно поле g1 · бял топ на бяло поле h1 | черен топ на бяло поле a8 · черен кон на черно поле b8 · черен офицер на бяло поле c8 · черна дама на черно поле d8 · черен цар на бяло поле e8 · черен офицер на черно поле f8 · черен кон на бяло поле g8 · черен топ на черно поле h8 · черна пешка на черно поле a7 · черна пешка на бяло поле b7 · черна пешка на черно поле c7 · черна пешка на бяло поле d7 · черна пешка на черно поле e7 · черна пешка на бяло поле f7 · черна пешка на черно поле g7 · черна пешка на бяло поле h7 · бяла пешка на бяло поле a2 · бяла пешка на черно поле b2 · бяла пешка на бяло поле c2 · бяла пешка на черно поле d2 · бяла пешка на бяло поле e2 · бяла пешка на черно поле f2 · бяла пешка на бяло поле g2 · бяла пешка на черно поле h2 · бял топ на черно поле a1 · бял кон на бяло поле b1 · бял офицер на черно поле c1 · бяла дама на бяло поле d1 · бял цар на черно поле e1 · бял офицер на бяло поле f1 · бял кон на черно поле g1 · бял топ на бяло поле h1 | черен топ на бяло поле a8 · черен кон на черно поле b8 · черен офицер на бяло поле c8 · черна дама на черно поле d8 · черен цар на бяло поле e8 · черен офицер на черно поле f8 · черен кон на бяло поле g8 · черен топ на черно поле h8 · черна пешка на черно поле a7 · черна пешка на бяло поле b7 · черна пешка на черно поле c7 · черна пешка на бяло поле d7 · черна пешка на черно поле e7 · черна пешка на бяло поле f7 · черна пешка на черно поле g7 · черна пешка на бяло поле h7 · бяла пешка на бяло поле a2 · бяла пешка на черно поле b2 · бяла пешка на бяло поле c2 · бяла пешка на черно поле d2 · бяла пешка на бяло поле e2 · бяла пешка на черно поле f2 · бяла пешка на бяло поле g2 · бяла пешка на черно поле h2 · бял топ на черно поле a1 · бял кон на бяло поле b1 · бял офицер на черно поле c1 · бяла дама на бяло поле d1 · бял цар на черно поле e1 · бял офицер на бяло поле f1 · бял кон на черно поле g1 · бял топ на бяло поле h1 | черен топ на бяло поле a8 · черен кон на черно поле b8 · черен офицер на бяло поле c8 · черна дама на черно поле d8 · черен цар на бяло поле e8 · черен офицер на черно поле f8 · черен кон на бяло поле g8 · черен топ на черно поле h8 · черна пешка на черно поле a7 · черна пешка на бяло поле b7 · черна пешка на черно поле c7 · черна пешка на бяло поле d7 · черна пешка на черно поле e7 · черна пешка на бяло поле f7 · черна пешка на черно поле g7 · черна пешка на бяло поле h7 · бяла пешка на бяло поле a2 · бяла пешка на черно поле b2 · бяла пешка на бяло поле c2 · бяла пешка на черно поле d2 · бяла пешка на бяло поле e2 · бяла пешка на черно поле f2 · бяла пешка на бяло поле g2 · бяла пешка на черно поле h2 · бял топ на черно поле a1 · бял кон на бяло поле b1 · бял офицер на черно поле c1 · бяла дама на бяло поле d1 · бял цар на черно поле e1 · бял офицер на бяло поле f1 · бял кон на черно поле g1 · бял топ на бяло поле h1 | черен топ на бяло поле a8 · черен кон на черно поле b8 · черен офицер на бяло поле c8 · черна дама на черно поле d8 · черен цар на бяло поле e8 · черен офицер на черно поле f8 · черен кон на бяло поле g8 · черен топ на черно поле h8 · черна пешка на черно поле a7 · черна пешка на бяло поле b7 · черна пешка на черно поле c7 · черна пешка на бяло поле d7 · черна пешка на черно поле e7 · черна пешка на бяло поле f7 · черна пешка на черно поле g7 · черна пешка на бяло поле h7 · бяла пешка на бяло поле a2 · бяла пешка на черно поле b2 · бяла пешка на бяло поле c2 · бяла пешка на черно поле d2 · бяла пешка на бяло поле e2 · бяла пешка на черно поле f2 · бяла пешка на бяло поле g2 · бяла пешка на черно поле h2 · бял топ на черно поле a1 · бял кон на бяло поле b1 · бял офицер на черно поле c1 · бяла дама на бяло поле d1 · бял цар на черно поле e1 · бял офицер на бяло поле f1 · бял кон на черно поле g1 · бял топ на бяло поле h1 | черен топ на бяло поле a8 · черен кон на черно поле b8 · черен офицер на бяло поле c8 · черна дама на черно поле d8 · черен цар на бяло поле e8 · черен офицер на черно поле f8 · черен кон на бяло поле g8 · черен топ на черно поле h8 · черна пешка на черно поле a7 · черна пешка на бяло поле b7 · черна пешка на черно поле c7 · черна пешка на бяло поле d7 · черна пешка на черно поле e7 · черна пешка на бяло поле f7 · черна пешка на черно поле g7 · черна пешка на бяло поле h7 · бяла пешка на бяло поле a2 · бяла пешка на черно поле b2 · бяла пешка на бяло поле c2 · бяла пешка на черно поле d2 · бяла пешка на бяло поле e2 · бяла пешка на черно поле f2 · бяла пешка на бяло поле g2 · бяла пешка на черно поле h2 · бял топ на черно поле a1 · бял кон на бяло поле b1 · бял офицер на черно поле c1 · бяла дама на бяло поле d1 · бял цар на черно поле e1 · бял офицер на бяло поле f1 · бял кон на черно поле g1 · бял топ на бяло поле h1 | черен топ на бяло поле a8 · черен кон на черно поле b8 · черен офицер на бяло поле c8 · черна дама на черно поле d8 · черен цар на бяло поле e8 · черен офицер на черно поле f8 · черен кон на бяло поле g8 · черен топ на черно поле h8 · черна пешка на черно поле a7 · черна пешка на бяло поле b7 · черна пешка на черно поле c7 · черна пешка на бяло поле d7 · черна пешка на черно поле e7 · черна пешка на бяло поле f7 · черна пешка на черно поле g7 · черна пешка на бяло поле h7 · бяла пешка на бяло поле a2 · бяла пешка на черно поле b2 · бяла пешка на бяло поле c2 · бяла пешка на черно поле d2 · бяла пешка на бяло поле e2 · бяла пешка на черно поле f2 · бяла пешка на бяло поле g2 · бяла пешка на черно поле h2 · бял топ на черно поле a1 · бял кон на бяло поле b1 · бял офицер на черно поле c1 · бяла дама на бяло поле d1 · бял цар на черно поле e1 · бял офицер на бяло поле f1 · бял кон на черно поле g1 · бял топ на бяло поле h1 | черен топ на бяло поле a8 · черен кон на черно поле b8 · черен офицер на бяло поле c8 · черна дама на черно поле d8 · черен цар на бяло поле e8 · черен офицер на черно поле f8 · черен кон на бяло поле g8 · черен топ на черно поле h8 · черна пешка на черно поле a7 · черна пешка на бяло поле b7 · черна пешка на черно поле c7 · черна пешка на бяло поле d7 · черна пешка на черно поле e7 · черна пешка на бяло поле f7 · черна пешка на черно поле g7 · черна пешка на бяло поле h7 · бяла пешка на бяло поле a2 · бяла пешка на черно поле b2 · бяла пешка на бяло поле c2 · бяла пешка на черно поле d2 · бяла пешка на бяло поле e2 · бяла пешка на черно поле f2 · бяла пешка на бяло поле g2 · бяла пешка на черно поле h2 · бял топ на черно поле a1 · бял кон на бяло поле b1 · бял офицер на черно поле c1 · бяла дама на бяло поле d1 · бял цар на черно поле e1 · бял офицер на бяло поле f1 · бял кон на черно поле g1 · бял топ на бяло поле h1 | 1 |
|   | a | b | c | d | e | f | g | h |   |

Шахматът се играе върху квадратна дъска, която е разделена на 64 (8×8) квадратчета. Условно цветът на 32 от тези квадратчета е бял, а на другите 32 – черен. Има модификации с други светли цветове вместо бял и тъмни вместо черен. Цветовете на полетата се редуват, като се изисква първото поле вдясно от най-близкия ред към страната на всеки играч да е бяло (отляво да е черно). Всеки играч разполага в началото с 16 фигури: 8 пешки, 2 топа (или тура), 2 коня, 2 офицера, 1 дама (или популярно царица) и 1 цар. Те са наредени симетрично в двата съседни реда в близкия край на дъската за играча, като пешките са в предния ред (диаграма 1). Целта на играта е да се матира противника, тоест да се атакува неговия цар по такъв начин, че той да не може да се защити или да избяга. Това се нарича мат или матиране. За да се постигне това, фигурите извършват движения по дъската, наречени ходове, спазвайки правилата за движение на фигурите. Първи на ход са винаги белите, а след тях черните. Когато фигура от един цвят може да се премести на дадено поле, но то е заето от противникова фигура, се извършва „вземане“. При това действие фигурата, която е била първоначално на полето, се премахва от дъската, а другата се поставя на нейно място. Вземат се само фигури на противника. За документиране на партия се използва шахматната нотация.

### Шахматна нотация
Шахматната нотация е комбинация от букви, числа и други символи, чрез които се обозначават шахматните полета, позициите на фигурите, ходовете в шахмата и техните коментари. Използва се за запис в състезания и шахматната литература (в книги, списания, интернет и др.) Съществуват различни нотации, като най-разпространена в света е алгебричната шахматна нотация. При нея вертикалните редове се означават с малки латински букви от a до h, а хоризонталните редове – с числа от 1 до 8. Означението на всяко квадратче от дъската е комбинация от буква и цифра, които определят координатите му (например а1, d3, g5, h8). 

### Ходове
Всяка шахматна фигура има собствен модел на движение. Царят се движи само на съседно поле (изключение прави рокадата); дамата – по права линия и диагонал; топът (турът) – по права линия; офицерът – по диагонал; конят – във вид на буквата Г във всички посоки. Х-овете показват полетата, където фигурата може да бъде преместена, ако няма други фигури на полетата Х между изходната позиция на фигурата и крайната ѝ позиция (с изключение на коня, който може да прескача фигури). Ако има противникова фигура на крайната позиция, тогава местената фигура може да вземе фигурата на противника. Единственото изключение се отнася за пешката. Тя се мести само напред по права линия по 1 поле (ако не е местена, може и 2 полета), а взима по диагонал напред на съседни полета, означени с кръгчета (диаграми 2 ÷ 7).
|   | a | b | c | d | e | f | g | h |   |
| 8 | черен кръст на бяло поле e6 · черен кръст на черно поле f6 · черен кръст на бяло поле g6 · черен кръст на черно поле e5 · бял цар на бяло поле f5 · черен кръст на черно поле g5 · черен кръст на бяло поле e4 · черен кръст на черно поле f4 · черен кръст на бяло поле g4 | черен кръст на бяло поле e6 · черен кръст на черно поле f6 · черен кръст на бяло поле g6 · черен кръст на черно поле e5 · бял цар на бяло поле f5 · черен кръст на черно поле g5 · черен кръст на бяло поле e4 · черен кръст на черно поле f4 · черен кръст на бяло поле g4 | черен кръст на бяло поле e6 · черен кръст на черно поле f6 · черен кръст на бяло поле g6 · черен кръст на черно поле e5 · бял цар на бяло поле f5 · черен кръст на черно поле g5 · черен кръст на бяло поле e4 · черен кръст на черно поле f4 · черен кръст на бяло поле g4 | черен кръст на бяло поле e6 · черен кръст на черно поле f6 · черен кръст на бяло поле g6 · черен кръст на черно поле e5 · бял цар на бяло поле f5 · черен кръст на черно поле g5 · черен кръст на бяло поле e4 · черен кръст на черно поле f4 · черен кръст на бяло поле g4 | черен кръст на бяло поле e6 · черен кръст на черно поле f6 · черен кръст на бяло поле g6 · черен кръст на черно поле e5 · бял цар на бяло поле f5 · черен кръст на черно поле g5 · черен кръст на бяло поле e4 · черен кръст на черно поле f4 · черен кръст на бяло поле g4 | черен кръст на бяло поле e6 · черен кръст на черно поле f6 · черен кръст на бяло поле g6 · черен кръст на черно поле e5 · бял цар на бяло поле f5 · черен кръст на черно поле g5 · черен кръст на бяло поле e4 · черен кръст на черно поле f4 · черен кръст на бяло поле g4 | черен кръст на бяло поле e6 · черен кръст на черно поле f6 · черен кръст на бяло поле g6 · черен кръст на черно поле e5 · бял цар на бяло поле f5 · черен кръст на черно поле g5 · черен кръст на бяло поле e4 · черен кръст на черно поле f4 · черен кръст на бяло поле g4 | черен кръст на бяло поле e6 · черен кръст на черно поле f6 · черен кръст на бяло поле g6 · черен кръст на черно поле e5 · бял цар на бяло поле f5 · черен кръст на черно поле g5 · черен кръст на бяло поле e4 · черен кръст на черно поле f4 · черен кръст на бяло поле g4 | 8 |
| 7 | черен кръст на бяло поле e6 · черен кръст на черно поле f6 · черен кръст на бяло поле g6 · черен кръст на черно поле e5 · бял цар на бяло поле f5 · черен кръст на черно поле g5 · черен кръст на бяло поле e4 · черен кръст на черно поле f4 · черен кръст на бяло поле g4 | черен кръст на бяло поле e6 · черен кръст на черно поле f6 · черен кръст на бяло поле g6 · черен кръст на черно поле e5 · бял цар на бяло поле f5 · черен кръст на черно поле g5 · черен кръст на бяло поле e4 · черен кръст на черно поле f4 · черен кръст на бяло поле g4 | черен кръст на бяло поле e6 · черен кръст на черно поле f6 · черен кръст на бяло поле g6 · черен кръст на черно поле e5 · бял цар на бяло поле f5 · черен кръст на черно поле g5 · черен кръст на бяло поле e4 · черен кръст на черно поле f4 · черен кръст на бяло поле g4 | черен кръст на бяло поле e6 · черен кръст на черно поле f6 · черен кръст на бяло поле g6 · черен кръст на черно поле e5 · бял цар на бяло поле f5 · черен кръст на черно поле g5 · черен кръст на бяло поле e4 · черен кръст на черно поле f4 · черен кръст на бяло поле g4 | черен кръст на бяло поле e6 · черен кръст на черно поле f6 · черен кръст на бяло поле g6 · черен кръст на черно поле e5 · бял цар на бяло поле f5 · черен кръст на черно поле g5 · черен кръст на бяло поле e4 · черен кръст на черно поле f4 · черен кръст на бяло поле g4 | черен кръст на бяло поле e6 · черен кръст на черно поле f6 · черен кръст на бяло поле g6 · черен кръст на черно поле e5 · бял цар на бяло поле f5 · черен кръст на черно поле g5 · черен кръст на бяло поле e4 · черен кръст на черно поле f4 · черен кръст на бяло поле g4 | черен кръст на бяло поле e6 · черен кръст на черно поле f6 · черен кръст на бяло поле g6 · черен кръст на черно поле e5 · бял цар на бяло поле f5 · черен кръст на черно поле g5 · черен кръст на бяло поле e4 · черен кръст на черно поле f4 · черен кръст на бяло поле g4 | черен кръст на бяло поле e6 · черен кръст на черно поле f6 · черен кръст на бяло поле g6 · черен кръст на черно поле e5 · бял цар на бяло поле f5 · черен кръст на черно поле g5 · черен кръст на бяло поле e4 · черен кръст на черно поле f4 · черен кръст на бяло поле g4 | 7 |
| 6 | черен кръст на бяло поле e6 · черен кръст на черно поле f6 · черен кръст на бяло поле g6 · черен кръст на черно поле e5 · бял цар на бяло поле f5 · черен кръст на черно поле g5 · черен кръст на бяло поле e4 · черен кръст на черно поле f4 · черен кръст на бяло поле g4 | черен кръст на бяло поле e6 · черен кръст на черно поле f6 · черен кръст на бяло поле g6 · черен кръст на черно поле e5 · бял цар на бяло поле f5 · черен кръст на черно поле g5 · черен кръст на бяло поле e4 · черен кръст на черно поле f4 · черен кръст на бяло поле g4 | черен кръст на бяло поле e6 · черен кръст на черно поле f6 · черен кръст на бяло поле g6 · черен кръст на черно поле e5 · бял цар на бяло поле f5 · черен кръст на черно поле g5 · черен кръст на бяло поле e4 · черен кръст на черно поле f4 · черен кръст на бяло поле g4 | черен кръст на бяло поле e6 · черен кръст на черно поле f6 · черен кръст на бяло поле g6 · черен кръст на черно поле e5 · бял цар на бяло поле f5 · черен кръст на черно поле g5 · черен кръст на бяло поле e4 · черен кръст на черно поле f4 · черен кръст на бяло поле g4 | черен кръст на бяло поле e6 · черен кръст на черно поле f6 · черен кръст на бяло поле g6 · черен кръст на черно поле e5 · бял цар на бяло поле f5 · черен кръст на черно поле g5 · черен кръст на бяло поле e4 · черен кръст на черно поле f4 · черен кръст на бяло поле g4 | черен кръст на бяло поле e6 · черен кръст на черно поле f6 · черен кръст на бяло поле g6 · черен кръст на черно поле e5 · бял цар на бяло поле f5 · черен кръст на черно поле g5 · черен кръст на бяло поле e4 · черен кръст на черно поле f4 · черен кръст на бяло поле g4 | черен кръст на бяло поле e6 · черен кръст на черно поле f6 · черен кръст на бяло поле g6 · черен кръст на черно поле e5 · бял цар на бяло поле f5 · черен кръст на черно поле g5 · черен кръст на бяло поле e4 · черен кръст на черно поле f4 · черен кръст на бяло поле g4 | черен кръст на бяло поле e6 · черен кръст на черно поле f6 · черен кръст на бяло поле g6 · черен кръст на черно поле e5 · бял цар на бяло поле f5 · черен кръст на черно поле g5 · черен кръст на бяло поле e4 · черен кръст на черно поле f4 · черен кръст на бяло поле g4 | 6 |
| 5 | черен кръст на бяло поле e6 · черен кръст на черно поле f6 · черен кръст на бяло поле g6 · черен кръст на черно поле e5 · бял цар на бяло поле f5 · черен кръст на черно поле g5 · черен кръст на бяло поле e4 · черен кръст на черно поле f4 · черен кръст на бяло поле g4 | черен кръст на бяло поле e6 · черен кръст на черно поле f6 · черен кръст на бяло поле g6 · черен кръст на черно поле e5 · бял цар на бяло поле f5 · черен кръст на черно поле g5 · черен кръст на бяло поле e4 · черен кръст на черно поле f4 · черен кръст на бяло поле g4 | черен кръст на бяло поле e6 · черен кръст на черно поле f6 · черен кръст на бяло поле g6 · черен кръст на черно поле e5 · бял цар на бяло поле f5 · черен кръст на черно поле g5 · черен кръст на бяло поле e4 · черен кръст на черно поле f4 · черен кръст на бяло поле g4 | черен кръст на бяло поле e6 · черен кръст на черно поле f6 · черен кръст на бяло поле g6 · черен кръст на черно поле e5 · бял цар на бяло поле f5 · черен кръст на черно поле g5 · черен кръст на бяло поле e4 · черен кръст на черно поле f4 · черен кръст на бяло поле g4 | черен кръст на бяло поле e6 · черен кръст на черно поле f6 · черен кръст на бяло поле g6 · черен кръст на черно поле e5 · бял цар на бяло поле f5 · черен кръст на черно поле g5 · черен кръст на бяло поле e4 · черен кръст на черно поле f4 · черен кръст на бяло поле g4 | черен кръст на бяло поле e6 · черен кръст на черно поле f6 · черен кръст на бяло поле g6 · черен кръст на черно поле e5 · бял цар на бяло поле f5 · черен кръст на черно поле g5 · черен кръст на бяло поле e4 · черен кръст на черно поле f4 · черен кръст на бяло поле g4 | черен кръст на бяло поле e6 · черен кръст на черно поле f6 · черен кръст на бяло поле g6 · черен кръст на черно поле e5 · бял цар на бяло поле f5 · черен кръст на черно поле g5 · черен кръст на бяло поле e4 · черен кръст на черно поле f4 · черен кръст на бяло поле g4 | черен кръст на бяло поле e6 · черен кръст на черно поле f6 · черен кръст на бяло поле g6 · черен кръст на черно поле e5 · бял цар на бяло поле f5 · черен кръст на черно поле g5 · черен кръст на бяло поле e4 · черен кръст на черно поле f4 · черен кръст на бяло поле g4 | 5 |
| 4 | черен кръст на бяло поле e6 · черен кръст на черно поле f6 · черен кръст на бяло поле g6 · черен кръст на черно поле e5 · бял цар на бяло поле f5 · черен кръст на черно поле g5 · черен кръст на бяло поле e4 · черен кръст на черно поле f4 · черен кръст на бяло поле g4 | черен кръст на бяло поле e6 · черен кръст на черно поле f6 · черен кръст на бяло поле g6 · черен кръст на черно поле e5 · бял цар на бяло поле f5 · черен кръст на черно поле g5 · черен кръст на бяло поле e4 · черен кръст на черно поле f4 · черен кръст на бяло поле g4 | черен кръст на бяло поле e6 · черен кръст на черно поле f6 · черен кръст на бяло поле g6 · черен кръст на черно поле e5 · бял цар на бяло поле f5 · черен кръст на черно поле g5 · черен кръст на бяло поле e4 · черен кръст на черно поле f4 · черен кръст на бяло поле g4 | черен кръст на бяло поле e6 · черен кръст на черно поле f6 · черен кръст на бяло поле g6 · черен кръст на черно поле e5 · бял цар на бяло поле f5 · черен кръст на черно поле g5 · черен кръст на бяло поле e4 · черен кръст на черно поле f4 · черен кръст на бяло поле g4 | черен кръст на бяло поле e6 · черен кръст на черно поле f6 · черен кръст на бяло поле g6 · черен кръст на черно поле e5 · бял цар на бяло поле f5 · черен кръст на черно поле g5 · черен кръст на бяло поле e4 · черен кръст на черно поле f4 · черен кръст на бяло поле g4 | черен кръст на бяло поле e6 · черен кръст на черно поле f6 · черен кръст на бяло поле g6 · черен кръст на черно поле e5 · бял цар на бяло поле f5 · черен кръст на черно поле g5 · черен кръст на бяло поле e4 · черен кръст на черно поле f4 · черен кръст на бяло поле g4 | черен кръст на бяло поле e6 · черен кръст на черно поле f6 · черен кръст на бяло поле g6 · черен кръст на черно поле e5 · бял цар на бяло поле f5 · черен кръст на черно поле g5 · черен кръст на бяло поле e4 · черен кръст на черно поле f4 · черен кръст на бяло поле g4 | черен кръст на бяло поле e6 · черен кръст на черно поле f6 · черен кръст на бяло поле g6 · черен кръст на черно поле e5 · бял цар на бяло поле f5 · черен кръст на черно поле g5 · черен кръст на бяло поле e4 · черен кръст на черно поле f4 · черен кръст на бяло поле g4 | 4 |
| 3 | черен кръст на бяло поле e6 · черен кръст на черно поле f6 · черен кръст на бяло поле g6 · черен кръст на черно поле e5 · бял цар на бяло поле f5 · черен кръст на черно поле g5 · черен кръст на бяло поле e4 · черен кръст на черно поле f4 · черен кръст на бяло поле g4 | черен кръст на бяло поле e6 · черен кръст на черно поле f6 · черен кръст на бяло поле g6 · черен кръст на черно поле e5 · бял цар на бяло поле f5 · черен кръст на черно поле g5 · черен кръст на бяло поле e4 · черен кръст на черно поле f4 · черен кръст на бяло поле g4 | черен кръст на бяло поле e6 · черен кръст на черно поле f6 · черен кръст на бяло поле g6 · черен кръст на черно поле e5 · бял цар на бяло поле f5 · черен кръст на черно поле g5 · черен кръст на бяло поле e4 · черен кръст на черно поле f4 · черен кръст на бяло поле g4 | черен кръст на бяло поле e6 · черен кръст на черно поле f6 · черен кръст на бяло поле g6 · черен кръст на черно поле e5 · бял цар на бяло поле f5 · черен кръст на черно поле g5 · черен кръст на бяло поле e4 · черен кръст на черно поле f4 · черен кръст на бяло поле g4 | черен кръст на бяло поле e6 · черен кръст на черно поле f6 · черен кръст на бяло поле g6 · черен кръст на черно поле e5 · бял цар на бяло поле f5 · черен кръст на черно поле g5 · черен кръст на бяло поле e4 · черен кръст на черно поле f4 · черен кръст на бяло поле g4 | черен кръст на бяло поле e6 · черен кръст на черно поле f6 · черен кръст на бяло поле g6 · черен кръст на черно поле e5 · бял цар на бяло поле f5 · черен кръст на черно поле g5 · черен кръст на бяло поле e4 · черен кръст на черно поле f4 · черен кръст на бяло поле g4 | черен кръст на бяло поле e6 · черен кръст на черно поле f6 · черен кръст на бяло поле g6 · черен кръст на черно поле e5 · бял цар на бяло поле f5 · черен кръст на черно поле g5 · черен кръст на бяло поле e4 · черен кръст на черно поле f4 · черен кръст на бяло поле g4 | черен кръст на бяло поле e6 · черен кръст на черно поле f6 · черен кръст на бяло поле g6 · черен кръст на черно поле e5 · бял цар на бяло поле f5 · черен кръст на черно поле g5 · черен кръст на бяло поле e4 · черен кръст на черно поле f4 · черен кръст на бяло поле g4 | 3 |
| 2 | черен кръст на бяло поле e6 · черен кръст на черно поле f6 · черен кръст на бяло поле g6 · черен кръст на черно поле e5 · бял цар на бяло поле f5 · черен кръст на черно поле g5 · черен кръст на бяло поле e4 · черен кръст на черно поле f4 · черен кръст на бяло поле g4 | черен кръст на бяло поле e6 · черен кръст на черно поле f6 · черен кръст на бяло поле g6 · черен кръст на черно поле e5 · бял цар на бяло поле f5 · черен кръст на черно поле g5 · черен кръст на бяло поле e4 · черен кръст на черно поле f4 · черен кръст на бяло поле g4 | черен кръст на бяло поле e6 · черен кръст на черно поле f6 · черен кръст на бяло поле g6 · черен кръст на черно поле e5 · бял цар на бяло поле f5 · черен кръст на черно поле g5 · черен кръст на бяло поле e4 · черен кръст на черно поле f4 · черен кръст на бяло поле g4 | черен кръст на бяло поле e6 · черен кръст на черно поле f6 · черен кръст на бяло поле g6 · черен кръст на черно поле e5 · бял цар на бяло поле f5 · черен кръст на черно поле g5 · черен кръст на бяло поле e4 · черен кръст на черно поле f4 · черен кръст на бяло поле g4 | черен кръст на бяло поле e6 · черен кръст на черно поле f6 · черен кръст на бяло поле g6 · черен кръст на черно поле e5 · бял цар на бяло поле f5 · черен кръст на черно поле g5 · черен кръст на бяло поле e4 · черен кръст на черно поле f4 · черен кръст на бяло поле g4 | черен кръст на бяло поле e6 · черен кръст на черно поле f6 · черен кръст на бяло поле g6 · черен кръст на черно поле e5 · бял цар на бяло поле f5 · черен кръст на черно поле g5 · черен кръст на бяло поле e4 · черен кръст на черно поле f4 · черен кръст на бяло поле g4 | черен кръст на бяло поле e6 · черен кръст на черно поле f6 · черен кръст на бяло поле g6 · черен кръст на черно поле e5 · бял цар на бяло поле f5 · черен кръст на черно поле g5 · черен кръст на бяло поле e4 · черен кръст на черно поле f4 · черен кръст на бяло поле g4 | черен кръст на бяло поле e6 · черен кръст на черно поле f6 · черен кръст на бяло поле g6 · черен кръст на черно поле e5 · бял цар на бяло поле f5 · черен кръст на черно поле g5 · черен кръст на бяло поле e4 · черен кръст на черно поле f4 · черен кръст на бяло поле g4 | 2 |
| 1 | черен кръст на бяло поле e6 · черен кръст на черно поле f6 · черен кръст на бяло поле g6 · черен кръст на черно поле e5 · бял цар на бяло поле f5 · черен кръст на черно поле g5 · черен кръст на бяло поле e4 · черен кръст на черно поле f4 · черен кръст на бяло поле g4 | черен кръст на бяло поле e6 · черен кръст на черно поле f6 · черен кръст на бяло поле g6 · черен кръст на черно поле e5 · бял цар на бяло поле f5 · черен кръст на черно поле g5 · черен кръст на бяло поле e4 · черен кръст на черно поле f4 · черен кръст на бяло поле g4 | черен кръст на бяло поле e6 · черен кръст на черно поле f6 · черен кръст на бяло поле g6 · черен кръст на черно поле e5 · бял цар на бяло поле f5 · черен кръст на черно поле g5 · черен кръст на бяло поле e4 · черен кръст на черно поле f4 · черен кръст на бяло поле g4 | черен кръст на бяло поле e6 · черен кръст на черно поле f6 · черен кръст на бяло поле g6 · черен кръст на черно поле e5 · бял цар на бяло поле f5 · черен кръст на черно поле g5 · черен кръст на бяло поле e4 · черен кръст на черно поле f4 · черен кръст на бяло поле g4 | черен кръст на бяло поле e6 · черен кръст на черно поле f6 · черен кръст на бяло поле g6 · черен кръст на черно поле e5 · бял цар на бяло поле f5 · черен кръст на черно поле g5 · черен кръст на бяло поле e4 · черен кръст на черно поле f4 · черен кръст на бяло поле g4 | черен кръст на бяло поле e6 · черен кръст на черно поле f6 · черен кръст на бяло поле g6 · черен кръст на черно поле e5 · бял цар на бяло поле f5 · черен кръст на черно поле g5 · черен кръст на бяло поле e4 · черен кръст на черно поле f4 · черен кръст на бяло поле g4 | черен кръст на бяло поле e6 · черен кръст на черно поле f6 · черен кръст на бяло поле g6 · черен кръст на черно поле e5 · бял цар на бяло поле f5 · черен кръст на черно поле g5 · черен кръст на бяло поле e4 · черен кръст на черно поле f4 · черен кръст на бяло поле g4 | черен кръст на бяло поле e6 · черен кръст на черно поле f6 · черен кръст на бяло поле g6 · черен кръст на черно поле e5 · бял цар на бяло поле f5 · черен кръст на черно поле g5 · черен кръст на бяло поле e4 · черен кръст на черно поле f4 · черен кръст на бяло поле g4 | 1 |
|   | a | b | c | d | e | f | g | h |   |

|   | a | b | c | d | e | f | g | h |   |
| 8 | черен кръст на черно поле d8 · черен кръст на черно поле h8 · черен кръст на черно поле a7 · черен кръст на бяло поле d7 · черен кръст на черно поле g7 · черен кръст на черно поле b6 · черен кръст на черно поле d6 · черен кръст на черно поле f6 · черен кръст на черно поле c5 · черен кръст на бяло поле d5 · черен кръст на черно поле e5 · черен кръст на бяло поле a4 · черен кръст на черно поле b4 · черен кръст на бяло поле c4 · черна дама на черно поле d4 · черен кръст на бяло поле e4 · черен кръст на черно поле f4 · черен кръст на бяло поле g4 · черен кръст на черно поле h4 · черен кръст на черно поле c3 · черен кръст на бяло поле d3 · черен кръст на черно поле e3 · черен кръст на черно поле b2 · черен кръст на черно поле d2 · черен кръст на черно поле f2 · черен кръст на черно поле a1 · черен кръст на бяло поле d1 · черен кръст на черно поле g1 | черен кръст на черно поле d8 · черен кръст на черно поле h8 · черен кръст на черно поле a7 · черен кръст на бяло поле d7 · черен кръст на черно поле g7 · черен кръст на черно поле b6 · черен кръст на черно поле d6 · черен кръст на черно поле f6 · черен кръст на черно поле c5 · черен кръст на бяло поле d5 · черен кръст на черно поле e5 · черен кръст на бяло поле a4 · черен кръст на черно поле b4 · черен кръст на бяло поле c4 · черна дама на черно поле d4 · черен кръст на бяло поле e4 · черен кръст на черно поле f4 · черен кръст на бяло поле g4 · черен кръст на черно поле h4 · черен кръст на черно поле c3 · черен кръст на бяло поле d3 · черен кръст на черно поле e3 · черен кръст на черно поле b2 · черен кръст на черно поле d2 · черен кръст на черно поле f2 · черен кръст на черно поле a1 · черен кръст на бяло поле d1 · черен кръст на черно поле g1 | черен кръст на черно поле d8 · черен кръст на черно поле h8 · черен кръст на черно поле a7 · черен кръст на бяло поле d7 · черен кръст на черно поле g7 · черен кръст на черно поле b6 · черен кръст на черно поле d6 · черен кръст на черно поле f6 · черен кръст на черно поле c5 · черен кръст на бяло поле d5 · черен кръст на черно поле e5 · черен кръст на бяло поле a4 · черен кръст на черно поле b4 · черен кръст на бяло поле c4 · черна дама на черно поле d4 · черен кръст на бяло поле e4 · черен кръст на черно поле f4 · черен кръст на бяло поле g4 · черен кръст на черно поле h4 · черен кръст на черно поле c3 · черен кръст на бяло поле d3 · черен кръст на черно поле e3 · черен кръст на черно поле b2 · черен кръст на черно поле d2 · черен кръст на черно поле f2 · черен кръст на черно поле a1 · черен кръст на бяло поле d1 · черен кръст на черно поле g1 | черен кръст на черно поле d8 · черен кръст на черно поле h8 · черен кръст на черно поле a7 · черен кръст на бяло поле d7 · черен кръст на черно поле g7 · черен кръст на черно поле b6 · черен кръст на черно поле d6 · черен кръст на черно поле f6 · черен кръст на черно поле c5 · черен кръст на бяло поле d5 · черен кръст на черно поле e5 · черен кръст на бяло поле a4 · черен кръст на черно поле b4 · черен кръст на бяло поле c4 · черна дама на черно поле d4 · черен кръст на бяло поле e4 · черен кръст на черно поле f4 · черен кръст на бяло поле g4 · черен кръст на черно поле h4 · черен кръст на черно поле c3 · черен кръст на бяло поле d3 · черен кръст на черно поле e3 · черен кръст на черно поле b2 · черен кръст на черно поле d2 · черен кръст на черно поле f2 · черен кръст на черно поле a1 · черен кръст на бяло поле d1 · черен кръст на черно поле g1 | черен кръст на черно поле d8 · черен кръст на черно поле h8 · черен кръст на черно поле a7 · черен кръст на бяло поле d7 · черен кръст на черно поле g7 · черен кръст на черно поле b6 · черен кръст на черно поле d6 · черен кръст на черно поле f6 · черен кръст на черно поле c5 · черен кръст на бяло поле d5 · черен кръст на черно поле e5 · черен кръст на бяло поле a4 · черен кръст на черно поле b4 · черен кръст на бяло поле c4 · черна дама на черно поле d4 · черен кръст на бяло поле e4 · черен кръст на черно поле f4 · черен кръст на бяло поле g4 · черен кръст на черно поле h4 · черен кръст на черно поле c3 · черен кръст на бяло поле d3 · черен кръст на черно поле e3 · черен кръст на черно поле b2 · черен кръст на черно поле d2 · черен кръст на черно поле f2 · черен кръст на черно поле a1 · черен кръст на бяло поле d1 · черен кръст на черно поле g1 | черен кръст на черно поле d8 · черен кръст на черно поле h8 · черен кръст на черно поле a7 · черен кръст на бяло поле d7 · черен кръст на черно поле g7 · черен кръст на черно поле b6 · черен кръст на черно поле d6 · черен кръст на черно поле f6 · черен кръст на черно поле c5 · черен кръст на бяло поле d5 · черен кръст на черно поле e5 · черен кръст на бяло поле a4 · черен кръст на черно поле b4 · черен кръст на бяло поле c4 · черна дама на черно поле d4 · черен кръст на бяло поле e4 · черен кръст на черно поле f4 · черен кръст на бяло поле g4 · черен кръст на черно поле h4 · черен кръст на черно поле c3 · черен кръст на бяло поле d3 · черен кръст на черно поле e3 · черен кръст на черно поле b2 · черен кръст на черно поле d2 · черен кръст на черно поле f2 · черен кръст на черно поле a1 · черен кръст на бяло поле d1 · черен кръст на черно поле g1 | черен кръст на черно поле d8 · черен кръст на черно поле h8 · черен кръст на черно поле a7 · черен кръст на бяло поле d7 · черен кръст на черно поле g7 · черен кръст на черно поле b6 · черен кръст на черно поле d6 · черен кръст на черно поле f6 · черен кръст на черно поле c5 · черен кръст на бяло поле d5 · черен кръст на черно поле e5 · черен кръст на бяло поле a4 · черен кръст на черно поле b4 · черен кръст на бяло поле c4 · черна дама на черно поле d4 · черен кръст на бяло поле e4 · черен кръст на черно поле f4 · черен кръст на бяло поле g4 · черен кръст на черно поле h4 · черен кръст на черно поле c3 · черен кръст на бяло поле d3 · черен кръст на черно поле e3 · черен кръст на черно поле b2 · черен кръст на черно поле d2 · черен кръст на черно поле f2 · черен кръст на черно поле a1 · черен кръст на бяло поле d1 · черен кръст на черно поле g1 | черен кръст на черно поле d8 · черен кръст на черно поле h8 · черен кръст на черно поле a7 · черен кръст на бяло поле d7 · черен кръст на черно поле g7 · черен кръст на черно поле b6 · черен кръст на черно поле d6 · черен кръст на черно поле f6 · черен кръст на черно поле c5 · черен кръст на бяло поле d5 · черен кръст на черно поле e5 · черен кръст на бяло поле a4 · черен кръст на черно поле b4 · черен кръст на бяло поле c4 · черна дама на черно поле d4 · черен кръст на бяло поле e4 · черен кръст на черно поле f4 · черен кръст на бяло поле g4 · черен кръст на черно поле h4 · черен кръст на черно поле c3 · черен кръст на бяло поле d3 · черен кръст на черно поле e3 · черен кръст на черно поле b2 · черен кръст на черно поле d2 · черен кръст на черно поле f2 · черен кръст на черно поле a1 · черен кръст на бяло поле d1 · черен кръст на черно поле g1 | 8 |
| 7 | черен кръст на черно поле d8 · черен кръст на черно поле h8 · черен кръст на черно поле a7 · черен кръст на бяло поле d7 · черен кръст на черно поле g7 · черен кръст на черно поле b6 · черен кръст на черно поле d6 · черен кръст на черно поле f6 · черен кръст на черно поле c5 · черен кръст на бяло поле d5 · черен кръст на черно поле e5 · черен кръст на бяло поле a4 · черен кръст на черно поле b4 · черен кръст на бяло поле c4 · черна дама на черно поле d4 · черен кръст на бяло поле e4 · черен кръст на черно поле f4 · черен кръст на бяло поле g4 · черен кръст на черно поле h4 · черен кръст на черно поле c3 · черен кръст на бяло поле d3 · черен кръст на черно поле e3 · черен кръст на черно поле b2 · черен кръст на черно поле d2 · черен кръст на черно поле f2 · черен кръст на черно поле a1 · черен кръст на бяло поле d1 · черен кръст на черно поле g1 | черен кръст на черно поле d8 · черен кръст на черно поле h8 · черен кръст на черно поле a7 · черен кръст на бяло поле d7 · черен кръст на черно поле g7 · черен кръст на черно поле b6 · черен кръст на черно поле d6 · черен кръст на черно поле f6 · черен кръст на черно поле c5 · черен кръст на бяло поле d5 · черен кръст на черно поле e5 · черен кръст на бяло поле a4 · черен кръст на черно поле b4 · черен кръст на бяло поле c4 · черна дама на черно поле d4 · черен кръст на бяло поле e4 · черен кръст на черно поле f4 · черен кръст на бяло поле g4 · черен кръст на черно поле h4 · черен кръст на черно поле c3 · черен кръст на бяло поле d3 · черен кръст на черно поле e3 · черен кръст на черно поле b2 · черен кръст на черно поле d2 · черен кръст на черно поле f2 · черен кръст на черно поле a1 · черен кръст на бяло поле d1 · черен кръст на черно поле g1 | черен кръст на черно поле d8 · черен кръст на черно поле h8 · черен кръст на черно поле a7 · черен кръст на бяло поле d7 · черен кръст на черно поле g7 · черен кръст на черно поле b6 · черен кръст на черно поле d6 · черен кръст на черно поле f6 · черен кръст на черно поле c5 · черен кръст на бяло поле d5 · черен кръст на черно поле e5 · черен кръст на бяло поле a4 · черен кръст на черно поле b4 · черен кръст на бяло поле c4 · черна дама на черно поле d4 · черен кръст на бяло поле e4 · черен кръст на черно поле f4 · черен кръст на бяло поле g4 · черен кръст на черно поле h4 · черен кръст на черно поле c3 · черен кръст на бяло поле d3 · черен кръст на черно поле e3 · черен кръст на черно поле b2 · черен кръст на черно поле d2 · черен кръст на черно поле f2 · черен кръст на черно поле a1 · черен кръст на бяло поле d1 · черен кръст на черно поле g1 | черен кръст на черно поле d8 · черен кръст на черно поле h8 · черен кръст на черно поле a7 · черен кръст на бяло поле d7 · черен кръст на черно поле g7 · черен кръст на черно поле b6 · черен кръст на черно поле d6 · черен кръст на черно поле f6 · черен кръст на черно поле c5 · черен кръст на бяло поле d5 · черен кръст на черно поле e5 · черен кръст на бяло поле a4 · черен кръст на черно поле b4 · черен кръст на бяло поле c4 · черна дама на черно поле d4 · черен кръст на бяло поле e4 · черен кръст на черно поле f4 · черен кръст на бяло поле g4 · черен кръст на черно поле h4 · черен кръст на черно поле c3 · черен кръст на бяло поле d3 · черен кръст на черно поле e3 · черен кръст на черно поле b2 · черен кръст на черно поле d2 · черен кръст на черно поле f2 · черен кръст на черно поле a1 · черен кръст на бяло поле d1 · черен кръст на черно поле g1 | черен кръст на черно поле d8 · черен кръст на черно поле h8 · черен кръст на черно поле a7 · черен кръст на бяло поле d7 · черен кръст на черно поле g7 · черен кръст на черно поле b6 · черен кръст на черно поле d6 · черен кръст на черно поле f6 · черен кръст на черно поле c5 · черен кръст на бяло поле d5 · черен кръст на черно поле e5 · черен кръст на бяло поле a4 · черен кръст на черно поле b4 · черен кръст на бяло поле c4 · черна дама на черно поле d4 · черен кръст на бяло поле e4 · черен кръст на черно поле f4 · черен кръст на бяло поле g4 · черен кръст на черно поле h4 · черен кръст на черно поле c3 · черен кръст на бяло поле d3 · черен кръст на черно поле e3 · черен кръст на черно поле b2 · черен кръст на черно поле d2 · черен кръст на черно поле f2 · черен кръст на черно поле a1 · черен кръст на бяло поле d1 · черен кръст на черно поле g1 | черен кръст на черно поле d8 · черен кръст на черно поле h8 · черен кръст на черно поле a7 · черен кръст на бяло поле d7 · черен кръст на черно поле g7 · черен кръст на черно поле b6 · черен кръст на черно поле d6 · черен кръст на черно поле f6 · черен кръст на черно поле c5 · черен кръст на бяло поле d5 · черен кръст на черно поле e5 · черен кръст на бяло поле a4 · черен кръст на черно поле b4 · черен кръст на бяло поле c4 · черна дама на черно поле d4 · черен кръст на бяло поле e4 · черен кръст на черно поле f4 · черен кръст на бяло поле g4 · черен кръст на черно поле h4 · черен кръст на черно поле c3 · черен кръст на бяло поле d3 · черен кръст на черно поле e3 · черен кръст на черно поле b2 · черен кръст на черно поле d2 · черен кръст на черно поле f2 · черен кръст на черно поле a1 · черен кръст на бяло поле d1 · черен кръст на черно поле g1 | черен кръст на черно поле d8 · черен кръст на черно поле h8 · черен кръст на черно поле a7 · черен кръст на бяло поле d7 · черен кръст на черно поле g7 · черен кръст на черно поле b6 · черен кръст на черно поле d6 · черен кръст на черно поле f6 · черен кръст на черно поле c5 · черен кръст на бяло поле d5 · черен кръст на черно поле e5 · черен кръст на бяло поле a4 · черен кръст на черно поле b4 · черен кръст на бяло поле c4 · черна дама на черно поле d4 · черен кръст на бяло поле e4 · черен кръст на черно поле f4 · черен кръст на бяло поле g4 · черен кръст на черно поле h4 · черен кръст на черно поле c3 · черен кръст на бяло поле d3 · черен кръст на черно поле e3 · черен кръст на черно поле b2 · черен кръст на черно поле d2 · черен кръст на черно поле f2 · черен кръст на черно поле a1 · черен кръст на бяло поле d1 · черен кръст на черно поле g1 | черен кръст на черно поле d8 · черен кръст на черно поле h8 · черен кръст на черно поле a7 · черен кръст на бяло поле d7 · черен кръст на черно поле g7 · черен кръст на черно поле b6 · черен кръст на черно поле d6 · черен кръст на черно поле f6 · черен кръст на черно поле c5 · черен кръст на бяло поле d5 · черен кръст на черно поле e5 · черен кръст на бяло поле a4 · черен кръст на черно поле b4 · черен кръст на бяло поле c4 · черна дама на черно поле d4 · черен кръст на бяло поле e4 · черен кръст на черно поле f4 · черен кръст на бяло поле g4 · черен кръст на черно поле h4 · черен кръст на черно поле c3 · черен кръст на бяло поле d3 · черен кръст на черно поле e3 · черен кръст на черно поле b2 · черен кръст на черно поле d2 · черен кръст на черно поле f2 · черен кръст на черно поле a1 · черен кръст на бяло поле d1 · черен кръст на черно поле g1 | 7 |
| 6 | черен кръст на черно поле d8 · черен кръст на черно поле h8 · черен кръст на черно поле a7 · черен кръст на бяло поле d7 · черен кръст на черно поле g7 · черен кръст на черно поле b6 · черен кръст на черно поле d6 · черен кръст на черно поле f6 · черен кръст на черно поле c5 · черен кръст на бяло поле d5 · черен кръст на черно поле e5 · черен кръст на бяло поле a4 · черен кръст на черно поле b4 · черен кръст на бяло поле c4 · черна дама на черно поле d4 · черен кръст на бяло поле e4 · черен кръст на черно поле f4 · черен кръст на бяло поле g4 · черен кръст на черно поле h4 · черен кръст на черно поле c3 · черен кръст на бяло поле d3 · черен кръст на черно поле e3 · черен кръст на черно поле b2 · черен кръст на черно поле d2 · черен кръст на черно поле f2 · черен кръст на черно поле a1 · черен кръст на бяло поле d1 · черен кръст на черно поле g1 | черен кръст на черно поле d8 · черен кръст на черно поле h8 · черен кръст на черно поле a7 · черен кръст на бяло поле d7 · черен кръст на черно поле g7 · черен кръст на черно поле b6 · черен кръст на черно поле d6 · черен кръст на черно поле f6 · черен кръст на черно поле c5 · черен кръст на бяло поле d5 · черен кръст на черно поле e5 · черен кръст на бяло поле a4 · черен кръст на черно поле b4 · черен кръст на бяло поле c4 · черна дама на черно поле d4 · черен кръст на бяло поле e4 · черен кръст на черно поле f4 · черен кръст на бяло поле g4 · черен кръст на черно поле h4 · черен кръст на черно поле c3 · черен кръст на бяло поле d3 · черен кръст на черно поле e3 · черен кръст на черно поле b2 · черен кръст на черно поле d2 · черен кръст на черно поле f2 · черен кръст на черно поле a1 · черен кръст на бяло поле d1 · черен кръст на черно поле g1 | черен кръст на черно поле d8 · черен кръст на черно поле h8 · черен кръст на черно поле a7 · черен кръст на бяло поле d7 · черен кръст на черно поле g7 · черен кръст на черно поле b6 · черен кръст на черно поле d6 · черен кръст на черно поле f6 · черен кръст на черно поле c5 · черен кръст на бяло поле d5 · черен кръст на черно поле e5 · черен кръст на бяло поле a4 · черен кръст на черно поле b4 · черен кръст на бяло поле c4 · черна дама на черно поле d4 · черен кръст на бяло поле e4 · черен кръст на черно поле f4 · черен кръст на бяло поле g4 · черен кръст на черно поле h4 · черен кръст на черно поле c3 · черен кръст на бяло поле d3 · черен кръст на черно поле e3 · черен кръст на черно поле b2 · черен кръст на черно поле d2 · черен кръст на черно поле f2 · черен кръст на черно поле a1 · черен кръст на бяло поле d1 · черен кръст на черно поле g1 | черен кръст на черно поле d8 · черен кръст на черно поле h8 · черен кръст на черно поле a7 · черен кръст на бяло поле d7 · черен кръст на черно поле g7 · черен кръст на черно поле b6 · черен кръст на черно поле d6 · черен кръст на черно поле f6 · черен кръст на черно поле c5 · черен кръст на бяло поле d5 · черен кръст на черно поле e5 · черен кръст на бяло поле a4 · черен кръст на черно поле b4 · черен кръст на бяло поле c4 · черна дама на черно поле d4 · черен кръст на бяло поле e4 · черен кръст на черно поле f4 · черен кръст на бяло поле g4 · черен кръст на черно поле h4 · черен кръст на черно поле c3 · черен кръст на бяло поле d3 · черен кръст на черно поле e3 · черен кръст на черно поле b2 · черен кръст на черно поле d2 · черен кръст на черно поле f2 · черен кръст на черно поле a1 · черен кръст на бяло поле d1 · черен кръст на черно поле g1 | черен кръст на черно поле d8 · черен кръст на черно поле h8 · черен кръст на черно поле a7 · черен кръст на бяло поле d7 · черен кръст на черно поле g7 · черен кръст на черно поле b6 · черен кръст на черно поле d6 · черен кръст на черно поле f6 · черен кръст на черно поле c5 · черен кръст на бяло поле d5 · черен кръст на черно поле e5 · черен кръст на бяло поле a4 · черен кръст на черно поле b4 · черен кръст на бяло поле c4 · черна дама на черно поле d4 · черен кръст на бяло поле e4 · черен кръст на черно поле f4 · черен кръст на бяло поле g4 · черен кръст на черно поле h4 · черен кръст на черно поле c3 · черен кръст на бяло поле d3 · черен кръст на черно поле e3 · черен кръст на черно поле b2 · черен кръст на черно поле d2 · черен кръст на черно поле f2 · черен кръст на черно поле a1 · черен кръст на бяло поле d1 · черен кръст на черно поле g1 | черен кръст на черно поле d8 · черен кръст на черно поле h8 · черен кръст на черно поле a7 · черен кръст на бяло поле d7 · черен кръст на черно поле g7 · черен кръст на черно поле b6 · черен кръст на черно поле d6 · черен кръст на черно поле f6 · черен кръст на черно поле c5 · черен кръст на бяло поле d5 · черен кръст на черно поле e5 · черен кръст на бяло поле a4 · черен кръст на черно поле b4 · черен кръст на бяло поле c4 · черна дама на черно поле d4 · черен кръст на бяло поле e4 · черен кръст на черно поле f4 · черен кръст на бяло поле g4 · черен кръст на черно поле h4 · черен кръст на черно поле c3 · черен кръст на бяло поле d3 · черен кръст на черно поле e3 · черен кръст на черно поле b2 · черен кръст на черно поле d2 · черен кръст на черно поле f2 · черен кръст на черно поле a1 · черен кръст на бяло поле d1 · черен кръст на черно поле g1 | черен кръст на черно поле d8 · черен кръст на черно поле h8 · черен кръст на черно поле a7 · черен кръст на бяло поле d7 · черен кръст на черно поле g7 · черен кръст на черно поле b6 · черен кръст на черно поле d6 · черен кръст на черно поле f6 · черен кръст на черно поле c5 · черен кръст на бяло поле d5 · черен кръст на черно поле e5 · черен кръст на бяло поле a4 · черен кръст на черно поле b4 · черен кръст на бяло поле c4 · черна дама на черно поле d4 · черен кръст на бяло поле e4 · черен кръст на черно поле f4 · черен кръст на бяло поле g4 · черен кръст на черно поле h4 · черен кръст на черно поле c3 · черен кръст на бяло поле d3 · черен кръст на черно поле e3 · черен кръст на черно поле b2 · черен кръст на черно поле d2 · черен кръст на черно поле f2 · черен кръст на черно поле a1 · черен кръст на бяло поле d1 · черен кръст на черно поле g1 | черен кръст на черно поле d8 · черен кръст на черно поле h8 · черен кръст на черно поле a7 · черен кръст на бяло поле d7 · черен кръст на черно поле g7 · черен кръст на черно поле b6 · черен кръст на черно поле d6 · черен кръст на черно поле f6 · черен кръст на черно поле c5 · черен кръст на бяло поле d5 · черен кръст на черно поле e5 · черен кръст на бяло поле a4 · черен кръст на черно поле b4 · черен кръст на бяло поле c4 · черна дама на черно поле d4 · черен кръст на бяло поле e4 · черен кръст на черно поле f4 · черен кръст на бяло поле g4 · черен кръст на черно поле h4 · черен кръст на черно поле c3 · черен кръст на бяло поле d3 · черен кръст на черно поле e3 · черен кръст на черно поле b2 · черен кръст на черно поле d2 · черен кръст на черно поле f2 · черен кръст на черно поле a1 · черен кръст на бяло поле d1 · черен кръст на черно поле g1 | 6 |
| 5 | черен кръст на черно поле d8 · черен кръст на черно поле h8 · черен кръст на черно поле a7 · черен кръст на бяло поле d7 · черен кръст на черно поле g7 · черен кръст на черно поле b6 · черен кръст на черно поле d6 · черен кръст на черно поле f6 · черен кръст на черно поле c5 · черен кръст на бяло поле d5 · черен кръст на черно поле e5 · черен кръст на бяло поле a4 · черен кръст на черно поле b4 · черен кръст на бяло поле c4 · черна дама на черно поле d4 · черен кръст на бяло поле e4 · черен кръст на черно поле f4 · черен кръст на бяло поле g4 · черен кръст на черно поле h4 · черен кръст на черно поле c3 · черен кръст на бяло поле d3 · черен кръст на черно поле e3 · черен кръст на черно поле b2 · черен кръст на черно поле d2 · черен кръст на черно поле f2 · черен кръст на черно поле a1 · черен кръст на бяло поле d1 · черен кръст на черно поле g1 | черен кръст на черно поле d8 · черен кръст на черно поле h8 · черен кръст на черно поле a7 · черен кръст на бяло поле d7 · черен кръст на черно поле g7 · черен кръст на черно поле b6 · черен кръст на черно поле d6 · черен кръст на черно поле f6 · черен кръст на черно поле c5 · черен кръст на бяло поле d5 · черен кръст на черно поле e5 · черен кръст на бяло поле a4 · черен кръст на черно поле b4 · черен кръст на бяло поле c4 · черна дама на черно поле d4 · черен кръст на бяло поле e4 · черен кръст на черно поле f4 · черен кръст на бяло поле g4 · черен кръст на черно поле h4 · черен кръст на черно поле c3 · черен кръст на бяло поле d3 · черен кръст на черно поле e3 · черен кръст на черно поле b2 · черен кръст на черно поле d2 · черен кръст на черно поле f2 · черен кръст на черно поле a1 · черен кръст на бяло поле d1 · черен кръст на черно поле g1 | черен кръст на черно поле d8 · черен кръст на черно поле h8 · черен кръст на черно поле a7 · черен кръст на бяло поле d7 · черен кръст на черно поле g7 · черен кръст на черно поле b6 · черен кръст на черно поле d6 · черен кръст на черно поле f6 · черен кръст на черно поле c5 · черен кръст на бяло поле d5 · черен кръст на черно поле e5 · черен кръст на бяло поле a4 · черен кръст на черно поле b4 · черен кръст на бяло поле c4 · черна дама на черно поле d4 · черен кръст на бяло поле e4 · черен кръст на черно поле f4 · черен кръст на бяло поле g4 · черен кръст на черно поле h4 · черен кръст на черно поле c3 · черен кръст на бяло поле d3 · черен кръст на черно поле e3 · черен кръст на черно поле b2 · черен кръст на черно поле d2 · черен кръст на черно поле f2 · черен кръст на черно поле a1 · черен кръст на бяло поле d1 · черен кръст на черно поле g1 | черен кръст на черно поле d8 · черен кръст на черно поле h8 · черен кръст на черно поле a7 · черен кръст на бяло поле d7 · черен кръст на черно поле g7 · черен кръст на черно поле b6 · черен кръст на черно поле d6 · черен кръст на черно поле f6 · черен кръст на черно поле c5 · черен кръст на бяло поле d5 · черен кръст на черно поле e5 · черен кръст на бяло поле a4 · черен кръст на черно поле b4 · черен кръст на бяло поле c4 · черна дама на черно поле d4 · черен кръст на бяло поле e4 · черен кръст на черно поле f4 · черен кръст на бяло поле g4 · черен кръст на черно поле h4 · черен кръст на черно поле c3 · черен кръст на бяло поле d3 · черен кръст на черно поле e3 · черен кръст на черно поле b2 · черен кръст на черно поле d2 · черен кръст на черно поле f2 · черен кръст на черно поле a1 · черен кръст на бяло поле d1 · черен кръст на черно поле g1 | черен кръст на черно поле d8 · черен кръст на черно поле h8 · черен кръст на черно поле a7 · черен кръст на бяло поле d7 · черен кръст на черно поле g7 · черен кръст на черно поле b6 · черен кръст на черно поле d6 · черен кръст на черно поле f6 · черен кръст на черно поле c5 · черен кръст на бяло поле d5 · черен кръст на черно поле e5 · черен кръст на бяло поле a4 · черен кръст на черно поле b4 · черен кръст на бяло поле c4 · черна дама на черно поле d4 · черен кръст на бяло поле e4 · черен кръст на черно поле f4 · черен кръст на бяло поле g4 · черен кръст на черно поле h4 · черен кръст на черно поле c3 · черен кръст на бяло поле d3 · черен кръст на черно поле e3 · черен кръст на черно поле b2 · черен кръст на черно поле d2 · черен кръст на черно поле f2 · черен кръст на черно поле a1 · черен кръст на бяло поле d1 · черен кръст на черно поле g1 | черен кръст на черно поле d8 · черен кръст на черно поле h8 · черен кръст на черно поле a7 · черен кръст на бяло поле d7 · черен кръст на черно поле g7 · черен кръст на черно поле b6 · черен кръст на черно поле d6 · черен кръст на черно поле f6 · черен кръст на черно поле c5 · черен кръст на бяло поле d5 · черен кръст на черно поле e5 · черен кръст на бяло поле a4 · черен кръст на черно поле b4 · черен кръст на бяло поле c4 · черна дама на черно поле d4 · черен кръст на бяло поле e4 · черен кръст на черно поле f4 · черен кръст на бяло поле g4 · черен кръст на черно поле h4 · черен кръст на черно поле c3 · черен кръст на бяло поле d3 · черен кръст на черно поле e3 · черен кръст на черно поле b2 · черен кръст на черно поле d2 · черен кръст на черно поле f2 · черен кръст на черно поле a1 · черен кръст на бяло поле d1 · черен кръст на черно поле g1 | черен кръст на черно поле d8 · черен кръст на черно поле h8 · черен кръст на черно поле a7 · черен кръст на бяло поле d7 · черен кръст на черно поле g7 · черен кръст на черно поле b6 · черен кръст на черно поле d6 · черен кръст на черно поле f6 · черен кръст на черно поле c5 · черен кръст на бяло поле d5 · черен кръст на черно поле e5 · черен кръст на бяло поле a4 · черен кръст на черно поле b4 · черен кръст на бяло поле c4 · черна дама на черно поле d4 · черен кръст на бяло поле e4 · черен кръст на черно поле f4 · черен кръст на бяло поле g4 · черен кръст на черно поле h4 · черен кръст на черно поле c3 · черен кръст на бяло поле d3 · черен кръст на черно поле e3 · черен кръст на черно поле b2 · черен кръст на черно поле d2 · черен кръст на черно поле f2 · черен кръст на черно поле a1 · черен кръст на бяло поле d1 · черен кръст на черно поле g1 | черен кръст на черно поле d8 · черен кръст на черно поле h8 · черен кръст на черно поле a7 · черен кръст на бяло поле d7 · черен кръст на черно поле g7 · черен кръст на черно поле b6 · черен кръст на черно поле d6 · черен кръст на черно поле f6 · черен кръст на черно поле c5 · черен кръст на бяло поле d5 · черен кръст на черно поле e5 · черен кръст на бяло поле a4 · черен кръст на черно поле b4 · черен кръст на бяло поле c4 · черна дама на черно поле d4 · черен кръст на бяло поле e4 · черен кръст на черно поле f4 · черен кръст на бяло поле g4 · черен кръст на черно поле h4 · черен кръст на черно поле c3 · черен кръст на бяло поле d3 · черен кръст на черно поле e3 · черен кръст на черно поле b2 · черен кръст на черно поле d2 · черен кръст на черно поле f2 · черен кръст на черно поле a1 · черен кръст на бяло поле d1 · черен кръст на черно поле g1 | 5 |
| 4 | черен кръст на черно поле d8 · черен кръст на черно поле h8 · черен кръст на черно поле a7 · черен кръст на бяло поле d7 · черен кръст на черно поле g7 · черен кръст на черно поле b6 · черен кръст на черно поле d6 · черен кръст на черно поле f6 · черен кръст на черно поле c5 · черен кръст на бяло поле d5 · черен кръст на черно поле e5 · черен кръст на бяло поле a4 · черен кръст на черно поле b4 · черен кръст на бяло поле c4 · черна дама на черно поле d4 · черен кръст на бяло поле e4 · черен кръст на черно поле f4 · черен кръст на бяло поле g4 · черен кръст на черно поле h4 · черен кръст на черно поле c3 · черен кръст на бяло поле d3 · черен кръст на черно поле e3 · черен кръст на черно поле b2 · черен кръст на черно поле d2 · черен кръст на черно поле f2 · черен кръст на черно поле a1 · черен кръст на бяло поле d1 · черен кръст на черно поле g1 | черен кръст на черно поле d8 · черен кръст на черно поле h8 · черен кръст на черно поле a7 · черен кръст на бяло поле d7 · черен кръст на черно поле g7 · черен кръст на черно поле b6 · черен кръст на черно поле d6 · черен кръст на черно поле f6 · черен кръст на черно поле c5 · черен кръст на бяло поле d5 · черен кръст на черно поле e5 · черен кръст на бяло поле a4 · черен кръст на черно поле b4 · черен кръст на бяло поле c4 · черна дама на черно поле d4 · черен кръст на бяло поле e4 · черен кръст на черно поле f4 · черен кръст на бяло поле g4 · черен кръст на черно поле h4 · черен кръст на черно поле c3 · черен кръст на бяло поле d3 · черен кръст на черно поле e3 · черен кръст на черно поле b2 · черен кръст на черно поле d2 · черен кръст на черно поле f2 · черен кръст на черно поле a1 · черен кръст на бяло поле d1 · черен кръст на черно поле g1 | черен кръст на черно поле d8 · черен кръст на черно поле h8 · черен кръст на черно поле a7 · черен кръст на бяло поле d7 · черен кръст на черно поле g7 · черен кръст на черно поле b6 · черен кръст на черно поле d6 · черен кръст на черно поле f6 · черен кръст на черно поле c5 · черен кръст на бяло поле d5 · черен кръст на черно поле e5 · черен кръст на бяло поле a4 · черен кръст на черно поле b4 · черен кръст на бяло поле c4 · черна дама на черно поле d4 · черен кръст на бяло поле e4 · черен кръст на черно поле f4 · черен кръст на бяло поле g4 · черен кръст на черно поле h4 · черен кръст на черно поле c3 · черен кръст на бяло поле d3 · черен кръст на черно поле e3 · черен кръст на черно поле b2 · черен кръст на черно поле d2 · черен кръст на черно поле f2 · черен кръст на черно поле a1 · черен кръст на бяло поле d1 · черен кръст на черно поле g1 | черен кръст на черно поле d8 · черен кръст на черно поле h8 · черен кръст на черно поле a7 · черен кръст на бяло поле d7 · черен кръст на черно поле g7 · черен кръст на черно поле b6 · черен кръст на черно поле d6 · черен кръст на черно поле f6 · черен кръст на черно поле c5 · черен кръст на бяло поле d5 · черен кръст на черно поле e5 · черен кръст на бяло поле a4 · черен кръст на черно поле b4 · черен кръст на бяло поле c4 · черна дама на черно поле d4 · черен кръст на бяло поле e4 · черен кръст на черно поле f4 · черен кръст на бяло поле g4 · черен кръст на черно поле h4 · черен кръст на черно поле c3 · черен кръст на бяло поле d3 · черен кръст на черно поле e3 · черен кръст на черно поле b2 · черен кръст на черно поле d2 · черен кръст на черно поле f2 · черен кръст на черно поле a1 · черен кръст на бяло поле d1 · черен кръст на черно поле g1 | черен кръст на черно поле d8 · черен кръст на черно поле h8 · черен кръст на черно поле a7 · черен кръст на бяло поле d7 · черен кръст на черно поле g7 · черен кръст на черно поле b6 · черен кръст на черно поле d6 · черен кръст на черно поле f6 · черен кръст на черно поле c5 · черен кръст на бяло поле d5 · черен кръст на черно поле e5 · черен кръст на бяло поле a4 · черен кръст на черно поле b4 · черен кръст на бяло поле c4 · черна дама на черно поле d4 · черен кръст на бяло поле e4 · черен кръст на черно поле f4 · черен кръст на бяло поле g4 · черен кръст на черно поле h4 · черен кръст на черно поле c3 · черен кръст на бяло поле d3 · черен кръст на черно поле e3 · черен кръст на черно поле b2 · черен кръст на черно поле d2 · черен кръст на черно поле f2 · черен кръст на черно поле a1 · черен кръст на бяло поле d1 · черен кръст на черно поле g1 | черен кръст на черно поле d8 · черен кръст на черно поле h8 · черен кръст на черно поле a7 · черен кръст на бяло поле d7 · черен кръст на черно поле g7 · черен кръст на черно поле b6 · черен кръст на черно поле d6 · черен кръст на черно поле f6 · черен кръст на черно поле c5 · черен кръст на бяло поле d5 · черен кръст на черно поле e5 · черен кръст на бяло поле a4 · черен кръст на черно поле b4 · черен кръст на бяло поле c4 · черна дама на черно поле d4 · черен кръст на бяло поле e4 · черен кръст на черно поле f4 · черен кръст на бяло поле g4 · черен кръст на черно поле h4 · черен кръст на черно поле c3 · черен кръст на бяло поле d3 · черен кръст на черно поле e3 · черен кръст на черно поле b2 · черен кръст на черно поле d2 · черен кръст на черно поле f2 · черен кръст на черно поле a1 · черен кръст на бяло поле d1 · черен кръст на черно поле g1 | черен кръст на черно поле d8 · черен кръст на черно поле h8 · черен кръст на черно поле a7 · черен кръст на бяло поле d7 · черен кръст на черно поле g7 · черен кръст на черно поле b6 · черен кръст на черно поле d6 · черен кръст на черно поле f6 · черен кръст на черно поле c5 · черен кръст на бяло поле d5 · черен кръст на черно поле e5 · черен кръст на бяло поле a4 · черен кръст на черно поле b4 · черен кръст на бяло поле c4 · черна дама на черно поле d4 · черен кръст на бяло поле e4 · черен кръст на черно поле f4 · черен кръст на бяло поле g4 · черен кръст на черно поле h4 · черен кръст на черно поле c3 · черен кръст на бяло поле d3 · черен кръст на черно поле e3 · черен кръст на черно поле b2 · черен кръст на черно поле d2 · черен кръст на черно поле f2 · черен кръст на черно поле a1 · черен кръст на бяло поле d1 · черен кръст на черно поле g1 | черен кръст на черно поле d8 · черен кръст на черно поле h8 · черен кръст на черно поле a7 · черен кръст на бяло поле d7 · черен кръст на черно поле g7 · черен кръст на черно поле b6 · черен кръст на черно поле d6 · черен кръст на черно поле f6 · черен кръст на черно поле c5 · черен кръст на бяло поле d5 · черен кръст на черно поле e5 · черен кръст на бяло поле a4 · черен кръст на черно поле b4 · черен кръст на бяло поле c4 · черна дама на черно поле d4 · черен кръст на бяло поле e4 · черен кръст на черно поле f4 · черен кръст на бяло поле g4 · черен кръст на черно поле h4 · черен кръст на черно поле c3 · черен кръст на бяло поле d3 · черен кръст на черно поле e3 · черен кръст на черно поле b2 · черен кръст на черно поле d2 · черен кръст на черно поле f2 · черен кръст на черно поле a1 · черен кръст на бяло поле d1 · черен кръст на черно поле g1 | 4 |
| 3 | черен кръст на черно поле d8 · черен кръст на черно поле h8 · черен кръст на черно поле a7 · черен кръст на бяло поле d7 · черен кръст на черно поле g7 · черен кръст на черно поле b6 · черен кръст на черно поле d6 · черен кръст на черно поле f6 · черен кръст на черно поле c5 · черен кръст на бяло поле d5 · черен кръст на черно поле e5 · черен кръст на бяло поле a4 · черен кръст на черно поле b4 · черен кръст на бяло поле c4 · черна дама на черно поле d4 · черен кръст на бяло поле e4 · черен кръст на черно поле f4 · черен кръст на бяло поле g4 · черен кръст на черно поле h4 · черен кръст на черно поле c3 · черен кръст на бяло поле d3 · черен кръст на черно поле e3 · черен кръст на черно поле b2 · черен кръст на черно поле d2 · черен кръст на черно поле f2 · черен кръст на черно поле a1 · черен кръст на бяло поле d1 · черен кръст на черно поле g1 | черен кръст на черно поле d8 · черен кръст на черно поле h8 · черен кръст на черно поле a7 · черен кръст на бяло поле d7 · черен кръст на черно поле g7 · черен кръст на черно поле b6 · черен кръст на черно поле d6 · черен кръст на черно поле f6 · черен кръст на черно поле c5 · черен кръст на бяло поле d5 · черен кръст на черно поле e5 · черен кръст на бяло поле a4 · черен кръст на черно поле b4 · черен кръст на бяло поле c4 · черна дама на черно поле d4 · черен кръст на бяло поле e4 · черен кръст на черно поле f4 · черен кръст на бяло поле g4 · черен кръст на черно поле h4 · черен кръст на черно поле c3 · черен кръст на бяло поле d3 · черен кръст на черно поле e3 · черен кръст на черно поле b2 · черен кръст на черно поле d2 · черен кръст на черно поле f2 · черен кръст на черно поле a1 · черен кръст на бяло поле d1 · черен кръст на черно поле g1 | черен кръст на черно поле d8 · черен кръст на черно поле h8 · черен кръст на черно поле a7 · черен кръст на бяло поле d7 · черен кръст на черно поле g7 · черен кръст на черно поле b6 · черен кръст на черно поле d6 · черен кръст на черно поле f6 · черен кръст на черно поле c5 · черен кръст на бяло поле d5 · черен кръст на черно поле e5 · черен кръст на бяло поле a4 · черен кръст на черно поле b4 · черен кръст на бяло поле c4 · черна дама на черно поле d4 · черен кръст на бяло поле e4 · черен кръст на черно поле f4 · черен кръст на бяло поле g4 · черен кръст на черно поле h4 · черен кръст на черно поле c3 · черен кръст на бяло поле d3 · черен кръст на черно поле e3 · черен кръст на черно поле b2 · черен кръст на черно поле d2 · черен кръст на черно поле f2 · черен кръст на черно поле a1 · черен кръст на бяло поле d1 · черен кръст на черно поле g1 | черен кръст на черно поле d8 · черен кръст на черно поле h8 · черен кръст на черно поле a7 · черен кръст на бяло поле d7 · черен кръст на черно поле g7 · черен кръст на черно поле b6 · черен кръст на черно поле d6 · черен кръст на черно поле f6 · черен кръст на черно поле c5 · черен кръст на бяло поле d5 · черен кръст на черно поле e5 · черен кръст на бяло поле a4 · черен кръст на черно поле b4 · черен кръст на бяло поле c4 · черна дама на черно поле d4 · черен кръст на бяло поле e4 · черен кръст на черно поле f4 · черен кръст на бяло поле g4 · черен кръст на черно поле h4 · черен кръст на черно поле c3 · черен кръст на бяло поле d3 · черен кръст на черно поле e3 · черен кръст на черно поле b2 · черен кръст на черно поле d2 · черен кръст на черно поле f2 · черен кръст на черно поле a1 · черен кръст на бяло поле d1 · черен кръст на черно поле g1 | черен кръст на черно поле d8 · черен кръст на черно поле h8 · черен кръст на черно поле a7 · черен кръст на бяло поле d7 · черен кръст на черно поле g7 · черен кръст на черно поле b6 · черен кръст на черно поле d6 · черен кръст на черно поле f6 · черен кръст на черно поле c5 · черен кръст на бяло поле d5 · черен кръст на черно поле e5 · черен кръст на бяло поле a4 · черен кръст на черно поле b4 · черен кръст на бяло поле c4 · черна дама на черно поле d4 · черен кръст на бяло поле e4 · черен кръст на черно поле f4 · черен кръст на бяло поле g4 · черен кръст на черно поле h4 · черен кръст на черно поле c3 · черен кръст на бяло поле d3 · черен кръст на черно поле e3 · черен кръст на черно поле b2 · черен кръст на черно поле d2 · черен кръст на черно поле f2 · черен кръст на черно поле a1 · черен кръст на бяло поле d1 · черен кръст на черно поле g1 | черен кръст на черно поле d8 · черен кръст на черно поле h8 · черен кръст на черно поле a7 · черен кръст на бяло поле d7 · черен кръст на черно поле g7 · черен кръст на черно поле b6 · черен кръст на черно поле d6 · черен кръст на черно поле f6 · черен кръст на черно поле c5 · черен кръст на бяло поле d5 · черен кръст на черно поле e5 · черен кръст на бяло поле a4 · черен кръст на черно поле b4 · черен кръст на бяло поле c4 · черна дама на черно поле d4 · черен кръст на бяло поле e4 · черен кръст на черно поле f4 · черен кръст на бяло поле g4 · черен кръст на черно поле h4 · черен кръст на черно поле c3 · черен кръст на бяло поле d3 · черен кръст на черно поле e3 · черен кръст на черно поле b2 · черен кръст на черно поле d2 · черен кръст на черно поле f2 · черен кръст на черно поле a1 · черен кръст на бяло поле d1 · черен кръст на черно поле g1 | черен кръст на черно поле d8 · черен кръст на черно поле h8 · черен кръст на черно поле a7 · черен кръст на бяло поле d7 · черен кръст на черно поле g7 · черен кръст на черно поле b6 · черен кръст на черно поле d6 · черен кръст на черно поле f6 · черен кръст на черно поле c5 · черен кръст на бяло поле d5 · черен кръст на черно поле e5 · черен кръст на бяло поле a4 · черен кръст на черно поле b4 · черен кръст на бяло поле c4 · черна дама на черно поле d4 · черен кръст на бяло поле e4 · черен кръст на черно поле f4 · черен кръст на бяло поле g4 · черен кръст на черно поле h4 · черен кръст на черно поле c3 · черен кръст на бяло поле d3 · черен кръст на черно поле e3 · черен кръст на черно поле b2 · черен кръст на черно поле d2 · черен кръст на черно поле f2 · черен кръст на черно поле a1 · черен кръст на бяло поле d1 · черен кръст на черно поле g1 | черен кръст на черно поле d8 · черен кръст на черно поле h8 · черен кръст на черно поле a7 · черен кръст на бяло поле d7 · черен кръст на черно поле g7 · черен кръст на черно поле b6 · черен кръст на черно поле d6 · черен кръст на черно поле f6 · черен кръст на черно поле c5 · черен кръст на бяло поле d5 · черен кръст на черно поле e5 · черен кръст на бяло поле a4 · черен кръст на черно поле b4 · черен кръст на бяло поле c4 · черна дама на черно поле d4 · черен кръст на бяло поле e4 · черен кръст на черно поле f4 · черен кръст на бяло поле g4 · черен кръст на черно поле h4 · черен кръст на черно поле c3 · черен кръст на бяло поле d3 · черен кръст на черно поле e3 · черен кръст на черно поле b2 · черен кръст на черно поле d2 · черен кръст на черно поле f2 · черен кръст на черно поле a1 · черен кръст на бяло поле d1 · черен кръст на черно поле g1 | 3 |
| 2 | черен кръст на черно поле d8 · черен кръст на черно поле h8 · черен кръст на черно поле a7 · черен кръст на бяло поле d7 · черен кръст на черно поле g7 · черен кръст на черно поле b6 · черен кръст на черно поле d6 · черен кръст на черно поле f6 · черен кръст на черно поле c5 · черен кръст на бяло поле d5 · черен кръст на черно поле e5 · черен кръст на бяло поле a4 · черен кръст на черно поле b4 · черен кръст на бяло поле c4 · черна дама на черно поле d4 · черен кръст на бяло поле e4 · черен кръст на черно поле f4 · черен кръст на бяло поле g4 · черен кръст на черно поле h4 · черен кръст на черно поле c3 · черен кръст на бяло поле d3 · черен кръст на черно поле e3 · черен кръст на черно поле b2 · черен кръст на черно поле d2 · черен кръст на черно поле f2 · черен кръст на черно поле a1 · черен кръст на бяло поле d1 · черен кръст на черно поле g1 | черен кръст на черно поле d8 · черен кръст на черно поле h8 · черен кръст на черно поле a7 · черен кръст на бяло поле d7 · черен кръст на черно поле g7 · черен кръст на черно поле b6 · черен кръст на черно поле d6 · черен кръст на черно поле f6 · черен кръст на черно поле c5 · черен кръст на бяло поле d5 · черен кръст на черно поле e5 · черен кръст на бяло поле a4 · черен кръст на черно поле b4 · черен кръст на бяло поле c4 · черна дама на черно поле d4 · черен кръст на бяло поле e4 · черен кръст на черно поле f4 · черен кръст на бяло поле g4 · черен кръст на черно поле h4 · черен кръст на черно поле c3 · черен кръст на бяло поле d3 · черен кръст на черно поле e3 · черен кръст на черно поле b2 · черен кръст на черно поле d2 · черен кръст на черно поле f2 · черен кръст на черно поле a1 · черен кръст на бяло поле d1 · черен кръст на черно поле g1 | черен кръст на черно поле d8 · черен кръст на черно поле h8 · черен кръст на черно поле a7 · черен кръст на бяло поле d7 · черен кръст на черно поле g7 · черен кръст на черно поле b6 · черен кръст на черно поле d6 · черен кръст на черно поле f6 · черен кръст на черно поле c5 · черен кръст на бяло поле d5 · черен кръст на черно поле e5 · черен кръст на бяло поле a4 · черен кръст на черно поле b4 · черен кръст на бяло поле c4 · черна дама на черно поле d4 · черен кръст на бяло поле e4 · черен кръст на черно поле f4 · черен кръст на бяло поле g4 · черен кръст на черно поле h4 · черен кръст на черно поле c3 · черен кръст на бяло поле d3 · черен кръст на черно поле e3 · черен кръст на черно поле b2 · черен кръст на черно поле d2 · черен кръст на черно поле f2 · черен кръст на черно поле a1 · черен кръст на бяло поле d1 · черен кръст на черно поле g1 | черен кръст на черно поле d8 · черен кръст на черно поле h8 · черен кръст на черно поле a7 · черен кръст на бяло поле d7 · черен кръст на черно поле g7 · черен кръст на черно поле b6 · черен кръст на черно поле d6 · черен кръст на черно поле f6 · черен кръст на черно поле c5 · черен кръст на бяло поле d5 · черен кръст на черно поле e5 · черен кръст на бяло поле a4 · черен кръст на черно поле b4 · черен кръст на бяло поле c4 · черна дама на черно поле d4 · черен кръст на бяло поле e4 · черен кръст на черно поле f4 · черен кръст на бяло поле g4 · черен кръст на черно поле h4 · черен кръст на черно поле c3 · черен кръст на бяло поле d3 · черен кръст на черно поле e3 · черен кръст на черно поле b2 · черен кръст на черно поле d2 · черен кръст на черно поле f2 · черен кръст на черно поле a1 · черен кръст на бяло поле d1 · черен кръст на черно поле g1 | черен кръст на черно поле d8 · черен кръст на черно поле h8 · черен кръст на черно поле a7 · черен кръст на бяло поле d7 · черен кръст на черно поле g7 · черен кръст на черно поле b6 · черен кръст на черно поле d6 · черен кръст на черно поле f6 · черен кръст на черно поле c5 · черен кръст на бяло поле d5 · черен кръст на черно поле e5 · черен кръст на бяло поле a4 · черен кръст на черно поле b4 · черен кръст на бяло поле c4 · черна дама на черно поле d4 · черен кръст на бяло поле e4 · черен кръст на черно поле f4 · черен кръст на бяло поле g4 · черен кръст на черно поле h4 · черен кръст на черно поле c3 · черен кръст на бяло поле d3 · черен кръст на черно поле e3 · черен кръст на черно поле b2 · черен кръст на черно поле d2 · черен кръст на черно поле f2 · черен кръст на черно поле a1 · черен кръст на бяло поле d1 · черен кръст на черно поле g1 | черен кръст на черно поле d8 · черен кръст на черно поле h8 · черен кръст на черно поле a7 · черен кръст на бяло поле d7 · черен кръст на черно поле g7 · черен кръст на черно поле b6 · черен кръст на черно поле d6 · черен кръст на черно поле f6 · черен кръст на черно поле c5 · черен кръст на бяло поле d5 · черен кръст на черно поле e5 · черен кръст на бяло поле a4 · черен кръст на черно поле b4 · черен кръст на бяло поле c4 · черна дама на черно поле d4 · черен кръст на бяло поле e4 · черен кръст на черно поле f4 · черен кръст на бяло поле g4 · черен кръст на черно поле h4 · черен кръст на черно поле c3 · черен кръст на бяло поле d3 · черен кръст на черно поле e3 · черен кръст на черно поле b2 · черен кръст на черно поле d2 · черен кръст на черно поле f2 · черен кръст на черно поле a1 · черен кръст на бяло поле d1 · черен кръст на черно поле g1 | черен кръст на черно поле d8 · черен кръст на черно поле h8 · черен кръст на черно поле a7 · черен кръст на бяло поле d7 · черен кръст на черно поле g7 · черен кръст на черно поле b6 · черен кръст на черно поле d6 · черен кръст на черно поле f6 · черен кръст на черно поле c5 · черен кръст на бяло поле d5 · черен кръст на черно поле e5 · черен кръст на бяло поле a4 · черен кръст на черно поле b4 · черен кръст на бяло поле c4 · черна дама на черно поле d4 · черен кръст на бяло поле e4 · черен кръст на черно поле f4 · черен кръст на бяло поле g4 · черен кръст на черно поле h4 · черен кръст на черно поле c3 · черен кръст на бяло поле d3 · черен кръст на черно поле e3 · черен кръст на черно поле b2 · черен кръст на черно поле d2 · черен кръст на черно поле f2 · черен кръст на черно поле a1 · черен кръст на бяло поле d1 · черен кръст на черно поле g1 | черен кръст на черно поле d8 · черен кръст на черно поле h8 · черен кръст на черно поле a7 · черен кръст на бяло поле d7 · черен кръст на черно поле g7 · черен кръст на черно поле b6 · черен кръст на черно поле d6 · черен кръст на черно поле f6 · черен кръст на черно поле c5 · черен кръст на бяло поле d5 · черен кръст на черно поле e5 · черен кръст на бяло поле a4 · черен кръст на черно поле b4 · черен кръст на бяло поле c4 · черна дама на черно поле d4 · черен кръст на бяло поле e4 · черен кръст на черно поле f4 · черен кръст на бяло поле g4 · черен кръст на черно поле h4 · черен кръст на черно поле c3 · черен кръст на бяло поле d3 · черен кръст на черно поле e3 · черен кръст на черно поле b2 · черен кръст на черно поле d2 · черен кръст на черно поле f2 · черен кръст на черно поле a1 · черен кръст на бяло поле d1 · черен кръст на черно поле g1 | 2 |
| 1 | черен кръст на черно поле d8 · черен кръст на черно поле h8 · черен кръст на черно поле a7 · черен кръст на бяло поле d7 · черен кръст на черно поле g7 · черен кръст на черно поле b6 · черен кръст на черно поле d6 · черен кръст на черно поле f6 · черен кръст на черно поле c5 · черен кръст на бяло поле d5 · черен кръст на черно поле e5 · черен кръст на бяло поле a4 · черен кръст на черно поле b4 · черен кръст на бяло поле c4 · черна дама на черно поле d4 · черен кръст на бяло поле e4 · черен кръст на черно поле f4 · черен кръст на бяло поле g4 · черен кръст на черно поле h4 · черен кръст на черно поле c3 · черен кръст на бяло поле d3 · черен кръст на черно поле e3 · черен кръст на черно поле b2 · черен кръст на черно поле d2 · черен кръст на черно поле f2 · черен кръст на черно поле a1 · черен кръст на бяло поле d1 · черен кръст на черно поле g1 | черен кръст на черно поле d8 · черен кръст на черно поле h8 · черен кръст на черно поле a7 · черен кръст на бяло поле d7 · черен кръст на черно поле g7 · черен кръст на черно поле b6 · черен кръст на черно поле d6 · черен кръст на черно поле f6 · черен кръст на черно поле c5 · черен кръст на бяло поле d5 · черен кръст на черно поле e5 · черен кръст на бяло поле a4 · черен кръст на черно поле b4 · черен кръст на бяло поле c4 · черна дама на черно поле d4 · черен кръст на бяло поле e4 · черен кръст на черно поле f4 · черен кръст на бяло поле g4 · черен кръст на черно поле h4 · черен кръст на черно поле c3 · черен кръст на бяло поле d3 · черен кръст на черно поле e3 · черен кръст на черно поле b2 · черен кръст на черно поле d2 · черен кръст на черно поле f2 · черен кръст на черно поле a1 · черен кръст на бяло поле d1 · черен кръст на черно поле g1 | черен кръст на черно поле d8 · черен кръст на черно поле h8 · черен кръст на черно поле a7 · черен кръст на бяло поле d7 · черен кръст на черно поле g7 · черен кръст на черно поле b6 · черен кръст на черно поле d6 · черен кръст на черно поле f6 · черен кръст на черно поле c5 · черен кръст на бяло поле d5 · черен кръст на черно поле e5 · черен кръст на бяло поле a4 · черен кръст на черно поле b4 · черен кръст на бяло поле c4 · черна дама на черно поле d4 · черен кръст на бяло поле e4 · черен кръст на черно поле f4 · черен кръст на бяло поле g4 · черен кръст на черно поле h4 · черен кръст на черно поле c3 · черен кръст на бяло поле d3 · черен кръст на черно поле e3 · черен кръст на черно поле b2 · черен кръст на черно поле d2 · черен кръст на черно поле f2 · черен кръст на черно поле a1 · черен кръст на бяло поле d1 · черен кръст на черно поле g1 | черен кръст на черно поле d8 · черен кръст на черно поле h8 · черен кръст на черно поле a7 · черен кръст на бяло поле d7 · черен кръст на черно поле g7 · черен кръст на черно поле b6 · черен кръст на черно поле d6 · черен кръст на черно поле f6 · черен кръст на черно поле c5 · черен кръст на бяло поле d5 · черен кръст на черно поле e5 · черен кръст на бяло поле a4 · черен кръст на черно поле b4 · черен кръст на бяло поле c4 · черна дама на черно поле d4 · черен кръст на бяло поле e4 · черен кръст на черно поле f4 · черен кръст на бяло поле g4 · черен кръст на черно поле h4 · черен кръст на черно поле c3 · черен кръст на бяло поле d3 · черен кръст на черно поле e3 · черен кръст на черно поле b2 · черен кръст на черно поле d2 · черен кръст на черно поле f2 · черен кръст на черно поле a1 · черен кръст на бяло поле d1 · черен кръст на черно поле g1 | черен кръст на черно поле d8 · черен кръст на черно поле h8 · черен кръст на черно поле a7 · черен кръст на бяло поле d7 · черен кръст на черно поле g7 · черен кръст на черно поле b6 · черен кръст на черно поле d6 · черен кръст на черно поле f6 · черен кръст на черно поле c5 · черен кръст на бяло поле d5 · черен кръст на черно поле e5 · черен кръст на бяло поле a4 · черен кръст на черно поле b4 · черен кръст на бяло поле c4 · черна дама на черно поле d4 · черен кръст на бяло поле e4 · черен кръст на черно поле f4 · черен кръст на бяло поле g4 · черен кръст на черно поле h4 · черен кръст на черно поле c3 · черен кръст на бяло поле d3 · черен кръст на черно поле e3 · черен кръст на черно поле b2 · черен кръст на черно поле d2 · черен кръст на черно поле f2 · черен кръст на черно поле a1 · черен кръст на бяло поле d1 · черен кръст на черно поле g1 | черен кръст на черно поле d8 · черен кръст на черно поле h8 · черен кръст на черно поле a7 · черен кръст на бяло поле d7 · черен кръст на черно поле g7 · черен кръст на черно поле b6 · черен кръст на черно поле d6 · черен кръст на черно поле f6 · черен кръст на черно поле c5 · черен кръст на бяло поле d5 · черен кръст на черно поле e5 · черен кръст на бяло поле a4 · черен кръст на черно поле b4 · черен кръст на бяло поле c4 · черна дама на черно поле d4 · черен кръст на бяло поле e4 · черен кръст на черно поле f4 · черен кръст на бяло поле g4 · черен кръст на черно поле h4 · черен кръст на черно поле c3 · черен кръст на бяло поле d3 · черен кръст на черно поле e3 · черен кръст на черно поле b2 · черен кръст на черно поле d2 · черен кръст на черно поле f2 · черен кръст на черно поле a1 · черен кръст на бяло поле d1 · черен кръст на черно поле g1 | черен кръст на черно поле d8 · черен кръст на черно поле h8 · черен кръст на черно поле a7 · черен кръст на бяло поле d7 · черен кръст на черно поле g7 · черен кръст на черно поле b6 · черен кръст на черно поле d6 · черен кръст на черно поле f6 · черен кръст на черно поле c5 · черен кръст на бяло поле d5 · черен кръст на черно поле e5 · черен кръст на бяло поле a4 · черен кръст на черно поле b4 · черен кръст на бяло поле c4 · черна дама на черно поле d4 · черен кръст на бяло поле e4 · черен кръст на черно поле f4 · черен кръст на бяло поле g4 · черен кръст на черно поле h4 · черен кръст на черно поле c3 · черен кръст на бяло поле d3 · черен кръст на черно поле e3 · черен кръст на черно поле b2 · черен кръст на черно поле d2 · черен кръст на черно поле f2 · черен кръст на черно поле a1 · черен кръст на бяло поле d1 · черен кръст на черно поле g1 | черен кръст на черно поле d8 · черен кръст на черно поле h8 · черен кръст на черно поле a7 · черен кръст на бяло поле d7 · черен кръст на черно поле g7 · черен кръст на черно поле b6 · черен кръст на черно поле d6 · черен кръст на черно поле f6 · черен кръст на черно поле c5 · черен кръст на бяло поле d5 · черен кръст на черно поле e5 · черен кръст на бяло поле a4 · черен кръст на черно поле b4 · черен кръст на бяло поле c4 · черна дама на черно поле d4 · черен кръст на бяло поле e4 · черен кръст на черно поле f4 · черен кръст на бяло поле g4 · черен кръст на черно поле h4 · черен кръст на черно поле c3 · черен кръст на бяло поле d3 · черен кръст на черно поле e3 · черен кръст на черно поле b2 · черен кръст на черно поле d2 · черен кръст на черно поле f2 · черен кръст на черно поле a1 · черен кръст на бяло поле d1 · черен кръст на черно поле g1 | 1 |
|   | a | b | c | d | e | f | g | h |   |

|   | a | b | c | d | e | f | g | h |   |
| 8 | черен кръст на черно поле d8 · черен кръст на бяло поле d7 · черен кръст на черно поле d6 · черен кръст на черно поле a5 · черен кръст на бяло поле b5 · черен кръст на черно поле c5 · черен топ на бяло поле d5 · черен кръст на черно поле e5 · черен кръст на бяло поле f5 · черен кръст на черно поле g5 · черен кръст на бяло поле h5 · черен кръст на черно поле d4 · черен кръст на бяло поле d3 · черен кръст на черно поле d2 · черен кръст на бяло поле d1 | черен кръст на черно поле d8 · черен кръст на бяло поле d7 · черен кръст на черно поле d6 · черен кръст на черно поле a5 · черен кръст на бяло поле b5 · черен кръст на черно поле c5 · черен топ на бяло поле d5 · черен кръст на черно поле e5 · черен кръст на бяло поле f5 · черен кръст на черно поле g5 · черен кръст на бяло поле h5 · черен кръст на черно поле d4 · черен кръст на бяло поле d3 · черен кръст на черно поле d2 · черен кръст на бяло поле d1 | черен кръст на черно поле d8 · черен кръст на бяло поле d7 · черен кръст на черно поле d6 · черен кръст на черно поле a5 · черен кръст на бяло поле b5 · черен кръст на черно поле c5 · черен топ на бяло поле d5 · черен кръст на черно поле e5 · черен кръст на бяло поле f5 · черен кръст на черно поле g5 · черен кръст на бяло поле h5 · черен кръст на черно поле d4 · черен кръст на бяло поле d3 · черен кръст на черно поле d2 · черен кръст на бяло поле d1 | черен кръст на черно поле d8 · черен кръст на бяло поле d7 · черен кръст на черно поле d6 · черен кръст на черно поле a5 · черен кръст на бяло поле b5 · черен кръст на черно поле c5 · черен топ на бяло поле d5 · черен кръст на черно поле e5 · черен кръст на бяло поле f5 · черен кръст на черно поле g5 · черен кръст на бяло поле h5 · черен кръст на черно поле d4 · черен кръст на бяло поле d3 · черен кръст на черно поле d2 · черен кръст на бяло поле d1 | черен кръст на черно поле d8 · черен кръст на бяло поле d7 · черен кръст на черно поле d6 · черен кръст на черно поле a5 · черен кръст на бяло поле b5 · черен кръст на черно поле c5 · черен топ на бяло поле d5 · черен кръст на черно поле e5 · черен кръст на бяло поле f5 · черен кръст на черно поле g5 · черен кръст на бяло поле h5 · черен кръст на черно поле d4 · черен кръст на бяло поле d3 · черен кръст на черно поле d2 · черен кръст на бяло поле d1 | черен кръст на черно поле d8 · черен кръст на бяло поле d7 · черен кръст на черно поле d6 · черен кръст на черно поле a5 · черен кръст на бяло поле b5 · черен кръст на черно поле c5 · черен топ на бяло поле d5 · черен кръст на черно поле e5 · черен кръст на бяло поле f5 · черен кръст на черно поле g5 · черен кръст на бяло поле h5 · черен кръст на черно поле d4 · черен кръст на бяло поле d3 · черен кръст на черно поле d2 · черен кръст на бяло поле d1 | черен кръст на черно поле d8 · черен кръст на бяло поле d7 · черен кръст на черно поле d6 · черен кръст на черно поле a5 · черен кръст на бяло поле b5 · черен кръст на черно поле c5 · черен топ на бяло поле d5 · черен кръст на черно поле e5 · черен кръст на бяло поле f5 · черен кръст на черно поле g5 · черен кръст на бяло поле h5 · черен кръст на черно поле d4 · черен кръст на бяло поле d3 · черен кръст на черно поле d2 · черен кръст на бяло поле d1 | черен кръст на черно поле d8 · черен кръст на бяло поле d7 · черен кръст на черно поле d6 · черен кръст на черно поле a5 · черен кръст на бяло поле b5 · черен кръст на черно поле c5 · черен топ на бяло поле d5 · черен кръст на черно поле e5 · черен кръст на бяло поле f5 · черен кръст на черно поле g5 · черен кръст на бяло поле h5 · черен кръст на черно поле d4 · черен кръст на бяло поле d3 · черен кръст на черно поле d2 · черен кръст на бяло поле d1 | 8 |
| 7 | черен кръст на черно поле d8 · черен кръст на бяло поле d7 · черен кръст на черно поле d6 · черен кръст на черно поле a5 · черен кръст на бяло поле b5 · черен кръст на черно поле c5 · черен топ на бяло поле d5 · черен кръст на черно поле e5 · черен кръст на бяло поле f5 · черен кръст на черно поле g5 · черен кръст на бяло поле h5 · черен кръст на черно поле d4 · черен кръст на бяло поле d3 · черен кръст на черно поле d2 · черен кръст на бяло поле d1 | черен кръст на черно поле d8 · черен кръст на бяло поле d7 · черен кръст на черно поле d6 · черен кръст на черно поле a5 · черен кръст на бяло поле b5 · черен кръст на черно поле c5 · черен топ на бяло поле d5 · черен кръст на черно поле e5 · черен кръст на бяло поле f5 · черен кръст на черно поле g5 · черен кръст на бяло поле h5 · черен кръст на черно поле d4 · черен кръст на бяло поле d3 · черен кръст на черно поле d2 · черен кръст на бяло поле d1 | черен кръст на черно поле d8 · черен кръст на бяло поле d7 · черен кръст на черно поле d6 · черен кръст на черно поле a5 · черен кръст на бяло поле b5 · черен кръст на черно поле c5 · черен топ на бяло поле d5 · черен кръст на черно поле e5 · черен кръст на бяло поле f5 · черен кръст на черно поле g5 · черен кръст на бяло поле h5 · черен кръст на черно поле d4 · черен кръст на бяло поле d3 · черен кръст на черно поле d2 · черен кръст на бяло поле d1 | черен кръст на черно поле d8 · черен кръст на бяло поле d7 · черен кръст на черно поле d6 · черен кръст на черно поле a5 · черен кръст на бяло поле b5 · черен кръст на черно поле c5 · черен топ на бяло поле d5 · черен кръст на черно поле e5 · черен кръст на бяло поле f5 · черен кръст на черно поле g5 · черен кръст на бяло поле h5 · черен кръст на черно поле d4 · черен кръст на бяло поле d3 · черен кръст на черно поле d2 · черен кръст на бяло поле d1 | черен кръст на черно поле d8 · черен кръст на бяло поле d7 · черен кръст на черно поле d6 · черен кръст на черно поле a5 · черен кръст на бяло поле b5 · черен кръст на черно поле c5 · черен топ на бяло поле d5 · черен кръст на черно поле e5 · черен кръст на бяло поле f5 · черен кръст на черно поле g5 · черен кръст на бяло поле h5 · черен кръст на черно поле d4 · черен кръст на бяло поле d3 · черен кръст на черно поле d2 · черен кръст на бяло поле d1 | черен кръст на черно поле d8 · черен кръст на бяло поле d7 · черен кръст на черно поле d6 · черен кръст на черно поле a5 · черен кръст на бяло поле b5 · черен кръст на черно поле c5 · черен топ на бяло поле d5 · черен кръст на черно поле e5 · черен кръст на бяло поле f5 · черен кръст на черно поле g5 · черен кръст на бяло поле h5 · черен кръст на черно поле d4 · черен кръст на бяло поле d3 · черен кръст на черно поле d2 · черен кръст на бяло поле d1 | черен кръст на черно поле d8 · черен кръст на бяло поле d7 · черен кръст на черно поле d6 · черен кръст на черно поле a5 · черен кръст на бяло поле b5 · черен кръст на черно поле c5 · черен топ на бяло поле d5 · черен кръст на черно поле e5 · черен кръст на бяло поле f5 · черен кръст на черно поле g5 · черен кръст на бяло поле h5 · черен кръст на черно поле d4 · черен кръст на бяло поле d3 · черен кръст на черно поле d2 · черен кръст на бяло поле d1 | черен кръст на черно поле d8 · черен кръст на бяло поле d7 · черен кръст на черно поле d6 · черен кръст на черно поле a5 · черен кръст на бяло поле b5 · черен кръст на черно поле c5 · черен топ на бяло поле d5 · черен кръст на черно поле e5 · черен кръст на бяло поле f5 · черен кръст на черно поле g5 · черен кръст на бяло поле h5 · черен кръст на черно поле d4 · черен кръст на бяло поле d3 · черен кръст на черно поле d2 · черен кръст на бяло поле d1 | 7 |
| 6 | черен кръст на черно поле d8 · черен кръст на бяло поле d7 · черен кръст на черно поле d6 · черен кръст на черно поле a5 · черен кръст на бяло поле b5 · черен кръст на черно поле c5 · черен топ на бяло поле d5 · черен кръст на черно поле e5 · черен кръст на бяло поле f5 · черен кръст на черно поле g5 · черен кръст на бяло поле h5 · черен кръст на черно поле d4 · черен кръст на бяло поле d3 · черен кръст на черно поле d2 · черен кръст на бяло поле d1 | черен кръст на черно поле d8 · черен кръст на бяло поле d7 · черен кръст на черно поле d6 · черен кръст на черно поле a5 · черен кръст на бяло поле b5 · черен кръст на черно поле c5 · черен топ на бяло поле d5 · черен кръст на черно поле e5 · черен кръст на бяло поле f5 · черен кръст на черно поле g5 · черен кръст на бяло поле h5 · черен кръст на черно поле d4 · черен кръст на бяло поле d3 · черен кръст на черно поле d2 · черен кръст на бяло поле d1 | черен кръст на черно поле d8 · черен кръст на бяло поле d7 · черен кръст на черно поле d6 · черен кръст на черно поле a5 · черен кръст на бяло поле b5 · черен кръст на черно поле c5 · черен топ на бяло поле d5 · черен кръст на черно поле e5 · черен кръст на бяло поле f5 · черен кръст на черно поле g5 · черен кръст на бяло поле h5 · черен кръст на черно поле d4 · черен кръст на бяло поле d3 · черен кръст на черно поле d2 · черен кръст на бяло поле d1 | черен кръст на черно поле d8 · черен кръст на бяло поле d7 · черен кръст на черно поле d6 · черен кръст на черно поле a5 · черен кръст на бяло поле b5 · черен кръст на черно поле c5 · черен топ на бяло поле d5 · черен кръст на черно поле e5 · черен кръст на бяло поле f5 · черен кръст на черно поле g5 · черен кръст на бяло поле h5 · черен кръст на черно поле d4 · черен кръст на бяло поле d3 · черен кръст на черно поле d2 · черен кръст на бяло поле d1 | черен кръст на черно поле d8 · черен кръст на бяло поле d7 · черен кръст на черно поле d6 · черен кръст на черно поле a5 · черен кръст на бяло поле b5 · черен кръст на черно поле c5 · черен топ на бяло поле d5 · черен кръст на черно поле e5 · черен кръст на бяло поле f5 · черен кръст на черно поле g5 · черен кръст на бяло поле h5 · черен кръст на черно поле d4 · черен кръст на бяло поле d3 · черен кръст на черно поле d2 · черен кръст на бяло поле d1 | черен кръст на черно поле d8 · черен кръст на бяло поле d7 · черен кръст на черно поле d6 · черен кръст на черно поле a5 · черен кръст на бяло поле b5 · черен кръст на черно поле c5 · черен топ на бяло поле d5 · черен кръст на черно поле e5 · черен кръст на бяло поле f5 · черен кръст на черно поле g5 · черен кръст на бяло поле h5 · черен кръст на черно поле d4 · черен кръст на бяло поле d3 · черен кръст на черно поле d2 · черен кръст на бяло поле d1 | черен кръст на черно поле d8 · черен кръст на бяло поле d7 · черен кръст на черно поле d6 · черен кръст на черно поле a5 · черен кръст на бяло поле b5 · черен кръст на черно поле c5 · черен топ на бяло поле d5 · черен кръст на черно поле e5 · черен кръст на бяло поле f5 · черен кръст на черно поле g5 · черен кръст на бяло поле h5 · черен кръст на черно поле d4 · черен кръст на бяло поле d3 · черен кръст на черно поле d2 · черен кръст на бяло поле d1 | черен кръст на черно поле d8 · черен кръст на бяло поле d7 · черен кръст на черно поле d6 · черен кръст на черно поле a5 · черен кръст на бяло поле b5 · черен кръст на черно поле c5 · черен топ на бяло поле d5 · черен кръст на черно поле e5 · черен кръст на бяло поле f5 · черен кръст на черно поле g5 · черен кръст на бяло поле h5 · черен кръст на черно поле d4 · черен кръст на бяло поле d3 · черен кръст на черно поле d2 · черен кръст на бяло поле d1 | 6 |
| 5 | черен кръст на черно поле d8 · черен кръст на бяло поле d7 · черен кръст на черно поле d6 · черен кръст на черно поле a5 · черен кръст на бяло поле b5 · черен кръст на черно поле c5 · черен топ на бяло поле d5 · черен кръст на черно поле e5 · черен кръст на бяло поле f5 · черен кръст на черно поле g5 · черен кръст на бяло поле h5 · черен кръст на черно поле d4 · черен кръст на бяло поле d3 · черен кръст на черно поле d2 · черен кръст на бяло поле d1 | черен кръст на черно поле d8 · черен кръст на бяло поле d7 · черен кръст на черно поле d6 · черен кръст на черно поле a5 · черен кръст на бяло поле b5 · черен кръст на черно поле c5 · черен топ на бяло поле d5 · черен кръст на черно поле e5 · черен кръст на бяло поле f5 · черен кръст на черно поле g5 · черен кръст на бяло поле h5 · черен кръст на черно поле d4 · черен кръст на бяло поле d3 · черен кръст на черно поле d2 · черен кръст на бяло поле d1 | черен кръст на черно поле d8 · черен кръст на бяло поле d7 · черен кръст на черно поле d6 · черен кръст на черно поле a5 · черен кръст на бяло поле b5 · черен кръст на черно поле c5 · черен топ на бяло поле d5 · черен кръст на черно поле e5 · черен кръст на бяло поле f5 · черен кръст на черно поле g5 · черен кръст на бяло поле h5 · черен кръст на черно поле d4 · черен кръст на бяло поле d3 · черен кръст на черно поле d2 · черен кръст на бяло поле d1 | черен кръст на черно поле d8 · черен кръст на бяло поле d7 · черен кръст на черно поле d6 · черен кръст на черно поле a5 · черен кръст на бяло поле b5 · черен кръст на черно поле c5 · черен топ на бяло поле d5 · черен кръст на черно поле e5 · черен кръст на бяло поле f5 · черен кръст на черно поле g5 · черен кръст на бяло поле h5 · черен кръст на черно поле d4 · черен кръст на бяло поле d3 · черен кръст на черно поле d2 · черен кръст на бяло поле d1 | черен кръст на черно поле d8 · черен кръст на бяло поле d7 · черен кръст на черно поле d6 · черен кръст на черно поле a5 · черен кръст на бяло поле b5 · черен кръст на черно поле c5 · черен топ на бяло поле d5 · черен кръст на черно поле e5 · черен кръст на бяло поле f5 · черен кръст на черно поле g5 · черен кръст на бяло поле h5 · черен кръст на черно поле d4 · черен кръст на бяло поле d3 · черен кръст на черно поле d2 · черен кръст на бяло поле d1 | черен кръст на черно поле d8 · черен кръст на бяло поле d7 · черен кръст на черно поле d6 · черен кръст на черно поле a5 · черен кръст на бяло поле b5 · черен кръст на черно поле c5 · черен топ на бяло поле d5 · черен кръст на черно поле e5 · черен кръст на бяло поле f5 · черен кръст на черно поле g5 · черен кръст на бяло поле h5 · черен кръст на черно поле d4 · черен кръст на бяло поле d3 · черен кръст на черно поле d2 · черен кръст на бяло поле d1 | черен кръст на черно поле d8 · черен кръст на бяло поле d7 · черен кръст на черно поле d6 · черен кръст на черно поле a5 · черен кръст на бяло поле b5 · черен кръст на черно поле c5 · черен топ на бяло поле d5 · черен кръст на черно поле e5 · черен кръст на бяло поле f5 · черен кръст на черно поле g5 · черен кръст на бяло поле h5 · черен кръст на черно поле d4 · черен кръст на бяло поле d3 · черен кръст на черно поле d2 · черен кръст на бяло поле d1 | черен кръст на черно поле d8 · черен кръст на бяло поле d7 · черен кръст на черно поле d6 · черен кръст на черно поле a5 · черен кръст на бяло поле b5 · черен кръст на черно поле c5 · черен топ на бяло поле d5 · черен кръст на черно поле e5 · черен кръст на бяло поле f5 · черен кръст на черно поле g5 · черен кръст на бяло поле h5 · черен кръст на черно поле d4 · черен кръст на бяло поле d3 · черен кръст на черно поле d2 · черен кръст на бяло поле d1 | 5 |
| 4 | черен кръст на черно поле d8 · черен кръст на бяло поле d7 · черен кръст на черно поле d6 · черен кръст на черно поле a5 · черен кръст на бяло поле b5 · черен кръст на черно поле c5 · черен топ на бяло поле d5 · черен кръст на черно поле e5 · черен кръст на бяло поле f5 · черен кръст на черно поле g5 · черен кръст на бяло поле h5 · черен кръст на черно поле d4 · черен кръст на бяло поле d3 · черен кръст на черно поле d2 · черен кръст на бяло поле d1 | черен кръст на черно поле d8 · черен кръст на бяло поле d7 · черен кръст на черно поле d6 · черен кръст на черно поле a5 · черен кръст на бяло поле b5 · черен кръст на черно поле c5 · черен топ на бяло поле d5 · черен кръст на черно поле e5 · черен кръст на бяло поле f5 · черен кръст на черно поле g5 · черен кръст на бяло поле h5 · черен кръст на черно поле d4 · черен кръст на бяло поле d3 · черен кръст на черно поле d2 · черен кръст на бяло поле d1 | черен кръст на черно поле d8 · черен кръст на бяло поле d7 · черен кръст на черно поле d6 · черен кръст на черно поле a5 · черен кръст на бяло поле b5 · черен кръст на черно поле c5 · черен топ на бяло поле d5 · черен кръст на черно поле e5 · черен кръст на бяло поле f5 · черен кръст на черно поле g5 · черен кръст на бяло поле h5 · черен кръст на черно поле d4 · черен кръст на бяло поле d3 · черен кръст на черно поле d2 · черен кръст на бяло поле d1 | черен кръст на черно поле d8 · черен кръст на бяло поле d7 · черен кръст на черно поле d6 · черен кръст на черно поле a5 · черен кръст на бяло поле b5 · черен кръст на черно поле c5 · черен топ на бяло поле d5 · черен кръст на черно поле e5 · черен кръст на бяло поле f5 · черен кръст на черно поле g5 · черен кръст на бяло поле h5 · черен кръст на черно поле d4 · черен кръст на бяло поле d3 · черен кръст на черно поле d2 · черен кръст на бяло поле d1 | черен кръст на черно поле d8 · черен кръст на бяло поле d7 · черен кръст на черно поле d6 · черен кръст на черно поле a5 · черен кръст на бяло поле b5 · черен кръст на черно поле c5 · черен топ на бяло поле d5 · черен кръст на черно поле e5 · черен кръст на бяло поле f5 · черен кръст на черно поле g5 · черен кръст на бяло поле h5 · черен кръст на черно поле d4 · черен кръст на бяло поле d3 · черен кръст на черно поле d2 · черен кръст на бяло поле d1 | черен кръст на черно поле d8 · черен кръст на бяло поле d7 · черен кръст на черно поле d6 · черен кръст на черно поле a5 · черен кръст на бяло поле b5 · черен кръст на черно поле c5 · черен топ на бяло поле d5 · черен кръст на черно поле e5 · черен кръст на бяло поле f5 · черен кръст на черно поле g5 · черен кръст на бяло поле h5 · черен кръст на черно поле d4 · черен кръст на бяло поле d3 · черен кръст на черно поле d2 · черен кръст на бяло поле d1 | черен кръст на черно поле d8 · черен кръст на бяло поле d7 · черен кръст на черно поле d6 · черен кръст на черно поле a5 · черен кръст на бяло поле b5 · черен кръст на черно поле c5 · черен топ на бяло поле d5 · черен кръст на черно поле e5 · черен кръст на бяло поле f5 · черен кръст на черно поле g5 · черен кръст на бяло поле h5 · черен кръст на черно поле d4 · черен кръст на бяло поле d3 · черен кръст на черно поле d2 · черен кръст на бяло поле d1 | черен кръст на черно поле d8 · черен кръст на бяло поле d7 · черен кръст на черно поле d6 · черен кръст на черно поле a5 · черен кръст на бяло поле b5 · черен кръст на черно поле c5 · черен топ на бяло поле d5 · черен кръст на черно поле e5 · черен кръст на бяло поле f5 · черен кръст на черно поле g5 · черен кръст на бяло поле h5 · черен кръст на черно поле d4 · черен кръст на бяло поле d3 · черен кръст на черно поле d2 · черен кръст на бяло поле d1 | 4 |
| 3 | черен кръст на черно поле d8 · черен кръст на бяло поле d7 · черен кръст на черно поле d6 · черен кръст на черно поле a5 · черен кръст на бяло поле b5 · черен кръст на черно поле c5 · черен топ на бяло поле d5 · черен кръст на черно поле e5 · черен кръст на бяло поле f5 · черен кръст на черно поле g5 · черен кръст на бяло поле h5 · черен кръст на черно поле d4 · черен кръст на бяло поле d3 · черен кръст на черно поле d2 · черен кръст на бяло поле d1 | черен кръст на черно поле d8 · черен кръст на бяло поле d7 · черен кръст на черно поле d6 · черен кръст на черно поле a5 · черен кръст на бяло поле b5 · черен кръст на черно поле c5 · черен топ на бяло поле d5 · черен кръст на черно поле e5 · черен кръст на бяло поле f5 · черен кръст на черно поле g5 · черен кръст на бяло поле h5 · черен кръст на черно поле d4 · черен кръст на бяло поле d3 · черен кръст на черно поле d2 · черен кръст на бяло поле d1 | черен кръст на черно поле d8 · черен кръст на бяло поле d7 · черен кръст на черно поле d6 · черен кръст на черно поле a5 · черен кръст на бяло поле b5 · черен кръст на черно поле c5 · черен топ на бяло поле d5 · черен кръст на черно поле e5 · черен кръст на бяло поле f5 · черен кръст на черно поле g5 · черен кръст на бяло поле h5 · черен кръст на черно поле d4 · черен кръст на бяло поле d3 · черен кръст на черно поле d2 · черен кръст на бяло поле d1 | черен кръст на черно поле d8 · черен кръст на бяло поле d7 · черен кръст на черно поле d6 · черен кръст на черно поле a5 · черен кръст на бяло поле b5 · черен кръст на черно поле c5 · черен топ на бяло поле d5 · черен кръст на черно поле e5 · черен кръст на бяло поле f5 · черен кръст на черно поле g5 · черен кръст на бяло поле h5 · черен кръст на черно поле d4 · черен кръст на бяло поле d3 · черен кръст на черно поле d2 · черен кръст на бяло поле d1 | черен кръст на черно поле d8 · черен кръст на бяло поле d7 · черен кръст на черно поле d6 · черен кръст на черно поле a5 · черен кръст на бяло поле b5 · черен кръст на черно поле c5 · черен топ на бяло поле d5 · черен кръст на черно поле e5 · черен кръст на бяло поле f5 · черен кръст на черно поле g5 · черен кръст на бяло поле h5 · черен кръст на черно поле d4 · черен кръст на бяло поле d3 · черен кръст на черно поле d2 · черен кръст на бяло поле d1 | черен кръст на черно поле d8 · черен кръст на бяло поле d7 · черен кръст на черно поле d6 · черен кръст на черно поле a5 · черен кръст на бяло поле b5 · черен кръст на черно поле c5 · черен топ на бяло поле d5 · черен кръст на черно поле e5 · черен кръст на бяло поле f5 · черен кръст на черно поле g5 · черен кръст на бяло поле h5 · черен кръст на черно поле d4 · черен кръст на бяло поле d3 · черен кръст на черно поле d2 · черен кръст на бяло поле d1 | черен кръст на черно поле d8 · черен кръст на бяло поле d7 · черен кръст на черно поле d6 · черен кръст на черно поле a5 · черен кръст на бяло поле b5 · черен кръст на черно поле c5 · черен топ на бяло поле d5 · черен кръст на черно поле e5 · черен кръст на бяло поле f5 · черен кръст на черно поле g5 · черен кръст на бяло поле h5 · черен кръст на черно поле d4 · черен кръст на бяло поле d3 · черен кръст на черно поле d2 · черен кръст на бяло поле d1 | черен кръст на черно поле d8 · черен кръст на бяло поле d7 · черен кръст на черно поле d6 · черен кръст на черно поле a5 · черен кръст на бяло поле b5 · черен кръст на черно поле c5 · черен топ на бяло поле d5 · черен кръст на черно поле e5 · черен кръст на бяло поле f5 · черен кръст на черно поле g5 · черен кръст на бяло поле h5 · черен кръст на черно поле d4 · черен кръст на бяло поле d3 · черен кръст на черно поле d2 · черен кръст на бяло поле d1 | 3 |
| 2 | черен кръст на черно поле d8 · черен кръст на бяло поле d7 · черен кръст на черно поле d6 · черен кръст на черно поле a5 · черен кръст на бяло поле b5 · черен кръст на черно поле c5 · черен топ на бяло поле d5 · черен кръст на черно поле e5 · черен кръст на бяло поле f5 · черен кръст на черно поле g5 · черен кръст на бяло поле h5 · черен кръст на черно поле d4 · черен кръст на бяло поле d3 · черен кръст на черно поле d2 · черен кръст на бяло поле d1 | черен кръст на черно поле d8 · черен кръст на бяло поле d7 · черен кръст на черно поле d6 · черен кръст на черно поле a5 · черен кръст на бяло поле b5 · черен кръст на черно поле c5 · черен топ на бяло поле d5 · черен кръст на черно поле e5 · черен кръст на бяло поле f5 · черен кръст на черно поле g5 · черен кръст на бяло поле h5 · черен кръст на черно поле d4 · черен кръст на бяло поле d3 · черен кръст на черно поле d2 · черен кръст на бяло поле d1 | черен кръст на черно поле d8 · черен кръст на бяло поле d7 · черен кръст на черно поле d6 · черен кръст на черно поле a5 · черен кръст на бяло поле b5 · черен кръст на черно поле c5 · черен топ на бяло поле d5 · черен кръст на черно поле e5 · черен кръст на бяло поле f5 · черен кръст на черно поле g5 · черен кръст на бяло поле h5 · черен кръст на черно поле d4 · черен кръст на бяло поле d3 · черен кръст на черно поле d2 · черен кръст на бяло поле d1 | черен кръст на черно поле d8 · черен кръст на бяло поле d7 · черен кръст на черно поле d6 · черен кръст на черно поле a5 · черен кръст на бяло поле b5 · черен кръст на черно поле c5 · черен топ на бяло поле d5 · черен кръст на черно поле e5 · черен кръст на бяло поле f5 · черен кръст на черно поле g5 · черен кръст на бяло поле h5 · черен кръст на черно поле d4 · черен кръст на бяло поле d3 · черен кръст на черно поле d2 · черен кръст на бяло поле d1 | черен кръст на черно поле d8 · черен кръст на бяло поле d7 · черен кръст на черно поле d6 · черен кръст на черно поле a5 · черен кръст на бяло поле b5 · черен кръст на черно поле c5 · черен топ на бяло поле d5 · черен кръст на черно поле e5 · черен кръст на бяло поле f5 · черен кръст на черно поле g5 · черен кръст на бяло поле h5 · черен кръст на черно поле d4 · черен кръст на бяло поле d3 · черен кръст на черно поле d2 · черен кръст на бяло поле d1 | черен кръст на черно поле d8 · черен кръст на бяло поле d7 · черен кръст на черно поле d6 · черен кръст на черно поле a5 · черен кръст на бяло поле b5 · черен кръст на черно поле c5 · черен топ на бяло поле d5 · черен кръст на черно поле e5 · черен кръст на бяло поле f5 · черен кръст на черно поле g5 · черен кръст на бяло поле h5 · черен кръст на черно поле d4 · черен кръст на бяло поле d3 · черен кръст на черно поле d2 · черен кръст на бяло поле d1 | черен кръст на черно поле d8 · черен кръст на бяло поле d7 · черен кръст на черно поле d6 · черен кръст на черно поле a5 · черен кръст на бяло поле b5 · черен кръст на черно поле c5 · черен топ на бяло поле d5 · черен кръст на черно поле e5 · черен кръст на бяло поле f5 · черен кръст на черно поле g5 · черен кръст на бяло поле h5 · черен кръст на черно поле d4 · черен кръст на бяло поле d3 · черен кръст на черно поле d2 · черен кръст на бяло поле d1 | черен кръст на черно поле d8 · черен кръст на бяло поле d7 · черен кръст на черно поле d6 · черен кръст на черно поле a5 · черен кръст на бяло поле b5 · черен кръст на черно поле c5 · черен топ на бяло поле d5 · черен кръст на черно поле e5 · черен кръст на бяло поле f5 · черен кръст на черно поле g5 · черен кръст на бяло поле h5 · черен кръст на черно поле d4 · черен кръст на бяло поле d3 · черен кръст на черно поле d2 · черен кръст на бяло поле d1 | 2 |
| 1 | черен кръст на черно поле d8 · черен кръст на бяло поле d7 · черен кръст на черно поле d6 · черен кръст на черно поле a5 · черен кръст на бяло поле b5 · черен кръст на черно поле c5 · черен топ на бяло поле d5 · черен кръст на черно поле e5 · черен кръст на бяло поле f5 · черен кръст на черно поле g5 · черен кръст на бяло поле h5 · черен кръст на черно поле d4 · черен кръст на бяло поле d3 · черен кръст на черно поле d2 · черен кръст на бяло поле d1 | черен кръст на черно поле d8 · черен кръст на бяло поле d7 · черен кръст на черно поле d6 · черен кръст на черно поле a5 · черен кръст на бяло поле b5 · черен кръст на черно поле c5 · черен топ на бяло поле d5 · черен кръст на черно поле e5 · черен кръст на бяло поле f5 · черен кръст на черно поле g5 · черен кръст на бяло поле h5 · черен кръст на черно поле d4 · черен кръст на бяло поле d3 · черен кръст на черно поле d2 · черен кръст на бяло поле d1 | черен кръст на черно поле d8 · черен кръст на бяло поле d7 · черен кръст на черно поле d6 · черен кръст на черно поле a5 · черен кръст на бяло поле b5 · черен кръст на черно поле c5 · черен топ на бяло поле d5 · черен кръст на черно поле e5 · черен кръст на бяло поле f5 · черен кръст на черно поле g5 · черен кръст на бяло поле h5 · черен кръст на черно поле d4 · черен кръст на бяло поле d3 · черен кръст на черно поле d2 · черен кръст на бяло поле d1 | черен кръст на черно поле d8 · черен кръст на бяло поле d7 · черен кръст на черно поле d6 · черен кръст на черно поле a5 · черен кръст на бяло поле b5 · черен кръст на черно поле c5 · черен топ на бяло поле d5 · черен кръст на черно поле e5 · черен кръст на бяло поле f5 · черен кръст на черно поле g5 · черен кръст на бяло поле h5 · черен кръст на черно поле d4 · черен кръст на бяло поле d3 · черен кръст на черно поле d2 · черен кръст на бяло поле d1 | черен кръст на черно поле d8 · черен кръст на бяло поле d7 · черен кръст на черно поле d6 · черен кръст на черно поле a5 · черен кръст на бяло поле b5 · черен кръст на черно поле c5 · черен топ на бяло поле d5 · черен кръст на черно поле e5 · черен кръст на бяло поле f5 · черен кръст на черно поле g5 · черен кръст на бяло поле h5 · черен кръст на черно поле d4 · черен кръст на бяло поле d3 · черен кръст на черно поле d2 · черен кръст на бяло поле d1 | черен кръст на черно поле d8 · черен кръст на бяло поле d7 · черен кръст на черно поле d6 · черен кръст на черно поле a5 · черен кръст на бяло поле b5 · черен кръст на черно поле c5 · черен топ на бяло поле d5 · черен кръст на черно поле e5 · черен кръст на бяло поле f5 · черен кръст на черно поле g5 · черен кръст на бяло поле h5 · черен кръст на черно поле d4 · черен кръст на бяло поле d3 · черен кръст на черно поле d2 · черен кръст на бяло поле d1 | черен кръст на черно поле d8 · черен кръст на бяло поле d7 · черен кръст на черно поле d6 · черен кръст на черно поле a5 · черен кръст на бяло поле b5 · черен кръст на черно поле c5 · черен топ на бяло поле d5 · черен кръст на черно поле e5 · черен кръст на бяло поле f5 · черен кръст на черно поле g5 · черен кръст на бяло поле h5 · черен кръст на черно поле d4 · черен кръст на бяло поле d3 · черен кръст на черно поле d2 · черен кръст на бяло поле d1 | черен кръст на черно поле d8 · черен кръст на бяло поле d7 · черен кръст на черно поле d6 · черен кръст на черно поле a5 · черен кръст на бяло поле b5 · черен кръст на черно поле c5 · черен топ на бяло поле d5 · черен кръст на черно поле e5 · черен кръст на бяло поле f5 · черен кръст на черно поле g5 · черен кръст на бяло поле h5 · черен кръст на черно поле d4 · черен кръст на бяло поле d3 · черен кръст на черно поле d2 · черен кръст на бяло поле d1 | 1 |
|   | a | b | c | d | e | f | g | h |   |

|   | a | b | c | d | e | f | g | h |   |
| 8 | черен кръст на бяло поле a8 · черен кръст на бяло поле g8 · черен кръст на бяло поле b7 · черен кръст на бяло поле f7 · черен кръст на бяло поле c6 · черен кръст на бяло поле e6 · бял офицер на бяло поле d5 · черен кръст на бяло поле c4 · черен кръст на бяло поле e4 · черен кръст на бяло поле b3 · черен кръст на бяло поле f3 · черен кръст на бяло поле a2 · черен кръст на бяло поле g2 · черен кръст на бяло поле h1 | черен кръст на бяло поле a8 · черен кръст на бяло поле g8 · черен кръст на бяло поле b7 · черен кръст на бяло поле f7 · черен кръст на бяло поле c6 · черен кръст на бяло поле e6 · бял офицер на бяло поле d5 · черен кръст на бяло поле c4 · черен кръст на бяло поле e4 · черен кръст на бяло поле b3 · черен кръст на бяло поле f3 · черен кръст на бяло поле a2 · черен кръст на бяло поле g2 · черен кръст на бяло поле h1 | черен кръст на бяло поле a8 · черен кръст на бяло поле g8 · черен кръст на бяло поле b7 · черен кръст на бяло поле f7 · черен кръст на бяло поле c6 · черен кръст на бяло поле e6 · бял офицер на бяло поле d5 · черен кръст на бяло поле c4 · черен кръст на бяло поле e4 · черен кръст на бяло поле b3 · черен кръст на бяло поле f3 · черен кръст на бяло поле a2 · черен кръст на бяло поле g2 · черен кръст на бяло поле h1 | черен кръст на бяло поле a8 · черен кръст на бяло поле g8 · черен кръст на бяло поле b7 · черен кръст на бяло поле f7 · черен кръст на бяло поле c6 · черен кръст на бяло поле e6 · бял офицер на бяло поле d5 · черен кръст на бяло поле c4 · черен кръст на бяло поле e4 · черен кръст на бяло поле b3 · черен кръст на бяло поле f3 · черен кръст на бяло поле a2 · черен кръст на бяло поле g2 · черен кръст на бяло поле h1 | черен кръст на бяло поле a8 · черен кръст на бяло поле g8 · черен кръст на бяло поле b7 · черен кръст на бяло поле f7 · черен кръст на бяло поле c6 · черен кръст на бяло поле e6 · бял офицер на бяло поле d5 · черен кръст на бяло поле c4 · черен кръст на бяло поле e4 · черен кръст на бяло поле b3 · черен кръст на бяло поле f3 · черен кръст на бяло поле a2 · черен кръст на бяло поле g2 · черен кръст на бяло поле h1 | черен кръст на бяло поле a8 · черен кръст на бяло поле g8 · черен кръст на бяло поле b7 · черен кръст на бяло поле f7 · черен кръст на бяло поле c6 · черен кръст на бяло поле e6 · бял офицер на бяло поле d5 · черен кръст на бяло поле c4 · черен кръст на бяло поле e4 · черен кръст на бяло поле b3 · черен кръст на бяло поле f3 · черен кръст на бяло поле a2 · черен кръст на бяло поле g2 · черен кръст на бяло поле h1 | черен кръст на бяло поле a8 · черен кръст на бяло поле g8 · черен кръст на бяло поле b7 · черен кръст на бяло поле f7 · черен кръст на бяло поле c6 · черен кръст на бяло поле e6 · бял офицер на бяло поле d5 · черен кръст на бяло поле c4 · черен кръст на бяло поле e4 · черен кръст на бяло поле b3 · черен кръст на бяло поле f3 · черен кръст на бяло поле a2 · черен кръст на бяло поле g2 · черен кръст на бяло поле h1 | черен кръст на бяло поле a8 · черен кръст на бяло поле g8 · черен кръст на бяло поле b7 · черен кръст на бяло поле f7 · черен кръст на бяло поле c6 · черен кръст на бяло поле e6 · бял офицер на бяло поле d5 · черен кръст на бяло поле c4 · черен кръст на бяло поле e4 · черен кръст на бяло поле b3 · черен кръст на бяло поле f3 · черен кръст на бяло поле a2 · черен кръст на бяло поле g2 · черен кръст на бяло поле h1 | 8 |
| 7 | черен кръст на бяло поле a8 · черен кръст на бяло поле g8 · черен кръст на бяло поле b7 · черен кръст на бяло поле f7 · черен кръст на бяло поле c6 · черен кръст на бяло поле e6 · бял офицер на бяло поле d5 · черен кръст на бяло поле c4 · черен кръст на бяло поле e4 · черен кръст на бяло поле b3 · черен кръст на бяло поле f3 · черен кръст на бяло поле a2 · черен кръст на бяло поле g2 · черен кръст на бяло поле h1 | черен кръст на бяло поле a8 · черен кръст на бяло поле g8 · черен кръст на бяло поле b7 · черен кръст на бяло поле f7 · черен кръст на бяло поле c6 · черен кръст на бяло поле e6 · бял офицер на бяло поле d5 · черен кръст на бяло поле c4 · черен кръст на бяло поле e4 · черен кръст на бяло поле b3 · черен кръст на бяло поле f3 · черен кръст на бяло поле a2 · черен кръст на бяло поле g2 · черен кръст на бяло поле h1 | черен кръст на бяло поле a8 · черен кръст на бяло поле g8 · черен кръст на бяло поле b7 · черен кръст на бяло поле f7 · черен кръст на бяло поле c6 · черен кръст на бяло поле e6 · бял офицер на бяло поле d5 · черен кръст на бяло поле c4 · черен кръст на бяло поле e4 · черен кръст на бяло поле b3 · черен кръст на бяло поле f3 · черен кръст на бяло поле a2 · черен кръст на бяло поле g2 · черен кръст на бяло поле h1 | черен кръст на бяло поле a8 · черен кръст на бяло поле g8 · черен кръст на бяло поле b7 · черен кръст на бяло поле f7 · черен кръст на бяло поле c6 · черен кръст на бяло поле e6 · бял офицер на бяло поле d5 · черен кръст на бяло поле c4 · черен кръст на бяло поле e4 · черен кръст на бяло поле b3 · черен кръст на бяло поле f3 · черен кръст на бяло поле a2 · черен кръст на бяло поле g2 · черен кръст на бяло поле h1 | черен кръст на бяло поле a8 · черен кръст на бяло поле g8 · черен кръст на бяло поле b7 · черен кръст на бяло поле f7 · черен кръст на бяло поле c6 · черен кръст на бяло поле e6 · бял офицер на бяло поле d5 · черен кръст на бяло поле c4 · черен кръст на бяло поле e4 · черен кръст на бяло поле b3 · черен кръст на бяло поле f3 · черен кръст на бяло поле a2 · черен кръст на бяло поле g2 · черен кръст на бяло поле h1 | черен кръст на бяло поле a8 · черен кръст на бяло поле g8 · черен кръст на бяло поле b7 · черен кръст на бяло поле f7 · черен кръст на бяло поле c6 · черен кръст на бяло поле e6 · бял офицер на бяло поле d5 · черен кръст на бяло поле c4 · черен кръст на бяло поле e4 · черен кръст на бяло поле b3 · черен кръст на бяло поле f3 · черен кръст на бяло поле a2 · черен кръст на бяло поле g2 · черен кръст на бяло поле h1 | черен кръст на бяло поле a8 · черен кръст на бяло поле g8 · черен кръст на бяло поле b7 · черен кръст на бяло поле f7 · черен кръст на бяло поле c6 · черен кръст на бяло поле e6 · бял офицер на бяло поле d5 · черен кръст на бяло поле c4 · черен кръст на бяло поле e4 · черен кръст на бяло поле b3 · черен кръст на бяло поле f3 · черен кръст на бяло поле a2 · черен кръст на бяло поле g2 · черен кръст на бяло поле h1 | черен кръст на бяло поле a8 · черен кръст на бяло поле g8 · черен кръст на бяло поле b7 · черен кръст на бяло поле f7 · черен кръст на бяло поле c6 · черен кръст на бяло поле e6 · бял офицер на бяло поле d5 · черен кръст на бяло поле c4 · черен кръст на бяло поле e4 · черен кръст на бяло поле b3 · черен кръст на бяло поле f3 · черен кръст на бяло поле a2 · черен кръст на бяло поле g2 · черен кръст на бяло поле h1 | 7 |
| 6 | черен кръст на бяло поле a8 · черен кръст на бяло поле g8 · черен кръст на бяло поле b7 · черен кръст на бяло поле f7 · черен кръст на бяло поле c6 · черен кръст на бяло поле e6 · бял офицер на бяло поле d5 · черен кръст на бяло поле c4 · черен кръст на бяло поле e4 · черен кръст на бяло поле b3 · черен кръст на бяло поле f3 · черен кръст на бяло поле a2 · черен кръст на бяло поле g2 · черен кръст на бяло поле h1 | черен кръст на бяло поле a8 · черен кръст на бяло поле g8 · черен кръст на бяло поле b7 · черен кръст на бяло поле f7 · черен кръст на бяло поле c6 · черен кръст на бяло поле e6 · бял офицер на бяло поле d5 · черен кръст на бяло поле c4 · черен кръст на бяло поле e4 · черен кръст на бяло поле b3 · черен кръст на бяло поле f3 · черен кръст на бяло поле a2 · черен кръст на бяло поле g2 · черен кръст на бяло поле h1 | черен кръст на бяло поле a8 · черен кръст на бяло поле g8 · черен кръст на бяло поле b7 · черен кръст на бяло поле f7 · черен кръст на бяло поле c6 · черен кръст на бяло поле e6 · бял офицер на бяло поле d5 · черен кръст на бяло поле c4 · черен кръст на бяло поле e4 · черен кръст на бяло поле b3 · черен кръст на бяло поле f3 · черен кръст на бяло поле a2 · черен кръст на бяло поле g2 · черен кръст на бяло поле h1 | черен кръст на бяло поле a8 · черен кръст на бяло поле g8 · черен кръст на бяло поле b7 · черен кръст на бяло поле f7 · черен кръст на бяло поле c6 · черен кръст на бяло поле e6 · бял офицер на бяло поле d5 · черен кръст на бяло поле c4 · черен кръст на бяло поле e4 · черен кръст на бяло поле b3 · черен кръст на бяло поле f3 · черен кръст на бяло поле a2 · черен кръст на бяло поле g2 · черен кръст на бяло поле h1 | черен кръст на бяло поле a8 · черен кръст на бяло поле g8 · черен кръст на бяло поле b7 · черен кръст на бяло поле f7 · черен кръст на бяло поле c6 · черен кръст на бяло поле e6 · бял офицер на бяло поле d5 · черен кръст на бяло поле c4 · черен кръст на бяло поле e4 · черен кръст на бяло поле b3 · черен кръст на бяло поле f3 · черен кръст на бяло поле a2 · черен кръст на бяло поле g2 · черен кръст на бяло поле h1 | черен кръст на бяло поле a8 · черен кръст на бяло поле g8 · черен кръст на бяло поле b7 · черен кръст на бяло поле f7 · черен кръст на бяло поле c6 · черен кръст на бяло поле e6 · бял офицер на бяло поле d5 · черен кръст на бяло поле c4 · черен кръст на бяло поле e4 · черен кръст на бяло поле b3 · черен кръст на бяло поле f3 · черен кръст на бяло поле a2 · черен кръст на бяло поле g2 · черен кръст на бяло поле h1 | черен кръст на бяло поле a8 · черен кръст на бяло поле g8 · черен кръст на бяло поле b7 · черен кръст на бяло поле f7 · черен кръст на бяло поле c6 · черен кръст на бяло поле e6 · бял офицер на бяло поле d5 · черен кръст на бяло поле c4 · черен кръст на бяло поле e4 · черен кръст на бяло поле b3 · черен кръст на бяло поле f3 · черен кръст на бяло поле a2 · черен кръст на бяло поле g2 · черен кръст на бяло поле h1 | черен кръст на бяло поле a8 · черен кръст на бяло поле g8 · черен кръст на бяло поле b7 · черен кръст на бяло поле f7 · черен кръст на бяло поле c6 · черен кръст на бяло поле e6 · бял офицер на бяло поле d5 · черен кръст на бяло поле c4 · черен кръст на бяло поле e4 · черен кръст на бяло поле b3 · черен кръст на бяло поле f3 · черен кръст на бяло поле a2 · черен кръст на бяло поле g2 · черен кръст на бяло поле h1 | 6 |
| 5 | черен кръст на бяло поле a8 · черен кръст на бяло поле g8 · черен кръст на бяло поле b7 · черен кръст на бяло поле f7 · черен кръст на бяло поле c6 · черен кръст на бяло поле e6 · бял офицер на бяло поле d5 · черен кръст на бяло поле c4 · черен кръст на бяло поле e4 · черен кръст на бяло поле b3 · черен кръст на бяло поле f3 · черен кръст на бяло поле a2 · черен кръст на бяло поле g2 · черен кръст на бяло поле h1 | черен кръст на бяло поле a8 · черен кръст на бяло поле g8 · черен кръст на бяло поле b7 · черен кръст на бяло поле f7 · черен кръст на бяло поле c6 · черен кръст на бяло поле e6 · бял офицер на бяло поле d5 · черен кръст на бяло поле c4 · черен кръст на бяло поле e4 · черен кръст на бяло поле b3 · черен кръст на бяло поле f3 · черен кръст на бяло поле a2 · черен кръст на бяло поле g2 · черен кръст на бяло поле h1 | черен кръст на бяло поле a8 · черен кръст на бяло поле g8 · черен кръст на бяло поле b7 · черен кръст на бяло поле f7 · черен кръст на бяло поле c6 · черен кръст на бяло поле e6 · бял офицер на бяло поле d5 · черен кръст на бяло поле c4 · черен кръст на бяло поле e4 · черен кръст на бяло поле b3 · черен кръст на бяло поле f3 · черен кръст на бяло поле a2 · черен кръст на бяло поле g2 · черен кръст на бяло поле h1 | черен кръст на бяло поле a8 · черен кръст на бяло поле g8 · черен кръст на бяло поле b7 · черен кръст на бяло поле f7 · черен кръст на бяло поле c6 · черен кръст на бяло поле e6 · бял офицер на бяло поле d5 · черен кръст на бяло поле c4 · черен кръст на бяло поле e4 · черен кръст на бяло поле b3 · черен кръст на бяло поле f3 · черен кръст на бяло поле a2 · черен кръст на бяло поле g2 · черен кръст на бяло поле h1 | черен кръст на бяло поле a8 · черен кръст на бяло поле g8 · черен кръст на бяло поле b7 · черен кръст на бяло поле f7 · черен кръст на бяло поле c6 · черен кръст на бяло поле e6 · бял офицер на бяло поле d5 · черен кръст на бяло поле c4 · черен кръст на бяло поле e4 · черен кръст на бяло поле b3 · черен кръст на бяло поле f3 · черен кръст на бяло поле a2 · черен кръст на бяло поле g2 · черен кръст на бяло поле h1 | черен кръст на бяло поле a8 · черен кръст на бяло поле g8 · черен кръст на бяло поле b7 · черен кръст на бяло поле f7 · черен кръст на бяло поле c6 · черен кръст на бяло поле e6 · бял офицер на бяло поле d5 · черен кръст на бяло поле c4 · черен кръст на бяло поле e4 · черен кръст на бяло поле b3 · черен кръст на бяло поле f3 · черен кръст на бяло поле a2 · черен кръст на бяло поле g2 · черен кръст на бяло поле h1 | черен кръст на бяло поле a8 · черен кръст на бяло поле g8 · черен кръст на бяло поле b7 · черен кръст на бяло поле f7 · черен кръст на бяло поле c6 · черен кръст на бяло поле e6 · бял офицер на бяло поле d5 · черен кръст на бяло поле c4 · черен кръст на бяло поле e4 · черен кръст на бяло поле b3 · черен кръст на бяло поле f3 · черен кръст на бяло поле a2 · черен кръст на бяло поле g2 · черен кръст на бяло поле h1 | черен кръст на бяло поле a8 · черен кръст на бяло поле g8 · черен кръст на бяло поле b7 · черен кръст на бяло поле f7 · черен кръст на бяло поле c6 · черен кръст на бяло поле e6 · бял офицер на бяло поле d5 · черен кръст на бяло поле c4 · черен кръст на бяло поле e4 · черен кръст на бяло поле b3 · черен кръст на бяло поле f3 · черен кръст на бяло поле a2 · черен кръст на бяло поле g2 · черен кръст на бяло поле h1 | 5 |
| 4 | черен кръст на бяло поле a8 · черен кръст на бяло поле g8 · черен кръст на бяло поле b7 · черен кръст на бяло поле f7 · черен кръст на бяло поле c6 · черен кръст на бяло поле e6 · бял офицер на бяло поле d5 · черен кръст на бяло поле c4 · черен кръст на бяло поле e4 · черен кръст на бяло поле b3 · черен кръст на бяло поле f3 · черен кръст на бяло поле a2 · черен кръст на бяло поле g2 · черен кръст на бяло поле h1 | черен кръст на бяло поле a8 · черен кръст на бяло поле g8 · черен кръст на бяло поле b7 · черен кръст на бяло поле f7 · черен кръст на бяло поле c6 · черен кръст на бяло поле e6 · бял офицер на бяло поле d5 · черен кръст на бяло поле c4 · черен кръст на бяло поле e4 · черен кръст на бяло поле b3 · черен кръст на бяло поле f3 · черен кръст на бяло поле a2 · черен кръст на бяло поле g2 · черен кръст на бяло поле h1 | черен кръст на бяло поле a8 · черен кръст на бяло поле g8 · черен кръст на бяло поле b7 · черен кръст на бяло поле f7 · черен кръст на бяло поле c6 · черен кръст на бяло поле e6 · бял офицер на бяло поле d5 · черен кръст на бяло поле c4 · черен кръст на бяло поле e4 · черен кръст на бяло поле b3 · черен кръст на бяло поле f3 · черен кръст на бяло поле a2 · черен кръст на бяло поле g2 · черен кръст на бяло поле h1 | черен кръст на бяло поле a8 · черен кръст на бяло поле g8 · черен кръст на бяло поле b7 · черен кръст на бяло поле f7 · черен кръст на бяло поле c6 · черен кръст на бяло поле e6 · бял офицер на бяло поле d5 · черен кръст на бяло поле c4 · черен кръст на бяло поле e4 · черен кръст на бяло поле b3 · черен кръст на бяло поле f3 · черен кръст на бяло поле a2 · черен кръст на бяло поле g2 · черен кръст на бяло поле h1 | черен кръст на бяло поле a8 · черен кръст на бяло поле g8 · черен кръст на бяло поле b7 · черен кръст на бяло поле f7 · черен кръст на бяло поле c6 · черен кръст на бяло поле e6 · бял офицер на бяло поле d5 · черен кръст на бяло поле c4 · черен кръст на бяло поле e4 · черен кръст на бяло поле b3 · черен кръст на бяло поле f3 · черен кръст на бяло поле a2 · черен кръст на бяло поле g2 · черен кръст на бяло поле h1 | черен кръст на бяло поле a8 · черен кръст на бяло поле g8 · черен кръст на бяло поле b7 · черен кръст на бяло поле f7 · черен кръст на бяло поле c6 · черен кръст на бяло поле e6 · бял офицер на бяло поле d5 · черен кръст на бяло поле c4 · черен кръст на бяло поле e4 · черен кръст на бяло поле b3 · черен кръст на бяло поле f3 · черен кръст на бяло поле a2 · черен кръст на бяло поле g2 · черен кръст на бяло поле h1 | черен кръст на бяло поле a8 · черен кръст на бяло поле g8 · черен кръст на бяло поле b7 · черен кръст на бяло поле f7 · черен кръст на бяло поле c6 · черен кръст на бяло поле e6 · бял офицер на бяло поле d5 · черен кръст на бяло поле c4 · черен кръст на бяло поле e4 · черен кръст на бяло поле b3 · черен кръст на бяло поле f3 · черен кръст на бяло поле a2 · черен кръст на бяло поле g2 · черен кръст на бяло поле h1 | черен кръст на бяло поле a8 · черен кръст на бяло поле g8 · черен кръст на бяло поле b7 · черен кръст на бяло поле f7 · черен кръст на бяло поле c6 · черен кръст на бяло поле e6 · бял офицер на бяло поле d5 · черен кръст на бяло поле c4 · черен кръст на бяло поле e4 · черен кръст на бяло поле b3 · черен кръст на бяло поле f3 · черен кръст на бяло поле a2 · черен кръст на бяло поле g2 · черен кръст на бяло поле h1 | 4 |
| 3 | черен кръст на бяло поле a8 · черен кръст на бяло поле g8 · черен кръст на бяло поле b7 · черен кръст на бяло поле f7 · черен кръст на бяло поле c6 · черен кръст на бяло поле e6 · бял офицер на бяло поле d5 · черен кръст на бяло поле c4 · черен кръст на бяло поле e4 · черен кръст на бяло поле b3 · черен кръст на бяло поле f3 · черен кръст на бяло поле a2 · черен кръст на бяло поле g2 · черен кръст на бяло поле h1 | черен кръст на бяло поле a8 · черен кръст на бяло поле g8 · черен кръст на бяло поле b7 · черен кръст на бяло поле f7 · черен кръст на бяло поле c6 · черен кръст на бяло поле e6 · бял офицер на бяло поле d5 · черен кръст на бяло поле c4 · черен кръст на бяло поле e4 · черен кръст на бяло поле b3 · черен кръст на бяло поле f3 · черен кръст на бяло поле a2 · черен кръст на бяло поле g2 · черен кръст на бяло поле h1 | черен кръст на бяло поле a8 · черен кръст на бяло поле g8 · черен кръст на бяло поле b7 · черен кръст на бяло поле f7 · черен кръст на бяло поле c6 · черен кръст на бяло поле e6 · бял офицер на бяло поле d5 · черен кръст на бяло поле c4 · черен кръст на бяло поле e4 · черен кръст на бяло поле b3 · черен кръст на бяло поле f3 · черен кръст на бяло поле a2 · черен кръст на бяло поле g2 · черен кръст на бяло поле h1 | черен кръст на бяло поле a8 · черен кръст на бяло поле g8 · черен кръст на бяло поле b7 · черен кръст на бяло поле f7 · черен кръст на бяло поле c6 · черен кръст на бяло поле e6 · бял офицер на бяло поле d5 · черен кръст на бяло поле c4 · черен кръст на бяло поле e4 · черен кръст на бяло поле b3 · черен кръст на бяло поле f3 · черен кръст на бяло поле a2 · черен кръст на бяло поле g2 · черен кръст на бяло поле h1 | черен кръст на бяло поле a8 · черен кръст на бяло поле g8 · черен кръст на бяло поле b7 · черен кръст на бяло поле f7 · черен кръст на бяло поле c6 · черен кръст на бяло поле e6 · бял офицер на бяло поле d5 · черен кръст на бяло поле c4 · черен кръст на бяло поле e4 · черен кръст на бяло поле b3 · черен кръст на бяло поле f3 · черен кръст на бяло поле a2 · черен кръст на бяло поле g2 · черен кръст на бяло поле h1 | черен кръст на бяло поле a8 · черен кръст на бяло поле g8 · черен кръст на бяло поле b7 · черен кръст на бяло поле f7 · черен кръст на бяло поле c6 · черен кръст на бяло поле e6 · бял офицер на бяло поле d5 · черен кръст на бяло поле c4 · черен кръст на бяло поле e4 · черен кръст на бяло поле b3 · черен кръст на бяло поле f3 · черен кръст на бяло поле a2 · черен кръст на бяло поле g2 · черен кръст на бяло поле h1 | черен кръст на бяло поле a8 · черен кръст на бяло поле g8 · черен кръст на бяло поле b7 · черен кръст на бяло поле f7 · черен кръст на бяло поле c6 · черен кръст на бяло поле e6 · бял офицер на бяло поле d5 · черен кръст на бяло поле c4 · черен кръст на бяло поле e4 · черен кръст на бяло поле b3 · черен кръст на бяло поле f3 · черен кръст на бяло поле a2 · черен кръст на бяло поле g2 · черен кръст на бяло поле h1 | черен кръст на бяло поле a8 · черен кръст на бяло поле g8 · черен кръст на бяло поле b7 · черен кръст на бяло поле f7 · черен кръст на бяло поле c6 · черен кръст на бяло поле e6 · бял офицер на бяло поле d5 · черен кръст на бяло поле c4 · черен кръст на бяло поле e4 · черен кръст на бяло поле b3 · черен кръст на бяло поле f3 · черен кръст на бяло поле a2 · черен кръст на бяло поле g2 · черен кръст на бяло поле h1 | 3 |
| 2 | черен кръст на бяло поле a8 · черен кръст на бяло поле g8 · черен кръст на бяло поле b7 · черен кръст на бяло поле f7 · черен кръст на бяло поле c6 · черен кръст на бяло поле e6 · бял офицер на бяло поле d5 · черен кръст на бяло поле c4 · черен кръст на бяло поле e4 · черен кръст на бяло поле b3 · черен кръст на бяло поле f3 · черен кръст на бяло поле a2 · черен кръст на бяло поле g2 · черен кръст на бяло поле h1 | черен кръст на бяло поле a8 · черен кръст на бяло поле g8 · черен кръст на бяло поле b7 · черен кръст на бяло поле f7 · черен кръст на бяло поле c6 · черен кръст на бяло поле e6 · бял офицер на бяло поле d5 · черен кръст на бяло поле c4 · черен кръст на бяло поле e4 · черен кръст на бяло поле b3 · черен кръст на бяло поле f3 · черен кръст на бяло поле a2 · черен кръст на бяло поле g2 · черен кръст на бяло поле h1 | черен кръст на бяло поле a8 · черен кръст на бяло поле g8 · черен кръст на бяло поле b7 · черен кръст на бяло поле f7 · черен кръст на бяло поле c6 · черен кръст на бяло поле e6 · бял офицер на бяло поле d5 · черен кръст на бяло поле c4 · черен кръст на бяло поле e4 · черен кръст на бяло поле b3 · черен кръст на бяло поле f3 · черен кръст на бяло поле a2 · черен кръст на бяло поле g2 · черен кръст на бяло поле h1 | черен кръст на бяло поле a8 · черен кръст на бяло поле g8 · черен кръст на бяло поле b7 · черен кръст на бяло поле f7 · черен кръст на бяло поле c6 · черен кръст на бяло поле e6 · бял офицер на бяло поле d5 · черен кръст на бяло поле c4 · черен кръст на бяло поле e4 · черен кръст на бяло поле b3 · черен кръст на бяло поле f3 · черен кръст на бяло поле a2 · черен кръст на бяло поле g2 · черен кръст на бяло поле h1 | черен кръст на бяло поле a8 · черен кръст на бяло поле g8 · черен кръст на бяло поле b7 · черен кръст на бяло поле f7 · черен кръст на бяло поле c6 · черен кръст на бяло поле e6 · бял офицер на бяло поле d5 · черен кръст на бяло поле c4 · черен кръст на бяло поле e4 · черен кръст на бяло поле b3 · черен кръст на бяло поле f3 · черен кръст на бяло поле a2 · черен кръст на бяло поле g2 · черен кръст на бяло поле h1 | черен кръст на бяло поле a8 · черен кръст на бяло поле g8 · черен кръст на бяло поле b7 · черен кръст на бяло поле f7 · черен кръст на бяло поле c6 · черен кръст на бяло поле e6 · бял офицер на бяло поле d5 · черен кръст на бяло поле c4 · черен кръст на бяло поле e4 · черен кръст на бяло поле b3 · черен кръст на бяло поле f3 · черен кръст на бяло поле a2 · черен кръст на бяло поле g2 · черен кръст на бяло поле h1 | черен кръст на бяло поле a8 · черен кръст на бяло поле g8 · черен кръст на бяло поле b7 · черен кръст на бяло поле f7 · черен кръст на бяло поле c6 · черен кръст на бяло поле e6 · бял офицер на бяло поле d5 · черен кръст на бяло поле c4 · черен кръст на бяло поле e4 · черен кръст на бяло поле b3 · черен кръст на бяло поле f3 · черен кръст на бяло поле a2 · черен кръст на бяло поле g2 · черен кръст на бяло поле h1 | черен кръст на бяло поле a8 · черен кръст на бяло поле g8 · черен кръст на бяло поле b7 · черен кръст на бяло поле f7 · черен кръст на бяло поле c6 · черен кръст на бяло поле e6 · бял офицер на бяло поле d5 · черен кръст на бяло поле c4 · черен кръст на бяло поле e4 · черен кръст на бяло поле b3 · черен кръст на бяло поле f3 · черен кръст на бяло поле a2 · черен кръст на бяло поле g2 · черен кръст на бяло поле h1 | 2 |
| 1 | черен кръст на бяло поле a8 · черен кръст на бяло поле g8 · черен кръст на бяло поле b7 · черен кръст на бяло поле f7 · черен кръст на бяло поле c6 · черен кръст на бяло поле e6 · бял офицер на бяло поле d5 · черен кръст на бяло поле c4 · черен кръст на бяло поле e4 · черен кръст на бяло поле b3 · черен кръст на бяло поле f3 · черен кръст на бяло поле a2 · черен кръст на бяло поле g2 · черен кръст на бяло поле h1 | черен кръст на бяло поле a8 · черен кръст на бяло поле g8 · черен кръст на бяло поле b7 · черен кръст на бяло поле f7 · черен кръст на бяло поле c6 · черен кръст на бяло поле e6 · бял офицер на бяло поле d5 · черен кръст на бяло поле c4 · черен кръст на бяло поле e4 · черен кръст на бяло поле b3 · черен кръст на бяло поле f3 · черен кръст на бяло поле a2 · черен кръст на бяло поле g2 · черен кръст на бяло поле h1 | черен кръст на бяло поле a8 · черен кръст на бяло поле g8 · черен кръст на бяло поле b7 · черен кръст на бяло поле f7 · черен кръст на бяло поле c6 · черен кръст на бяло поле e6 · бял офицер на бяло поле d5 · черен кръст на бяло поле c4 · черен кръст на бяло поле e4 · черен кръст на бяло поле b3 · черен кръст на бяло поле f3 · черен кръст на бяло поле a2 · черен кръст на бяло поле g2 · черен кръст на бяло поле h1 | черен кръст на бяло поле a8 · черен кръст на бяло поле g8 · черен кръст на бяло поле b7 · черен кръст на бяло поле f7 · черен кръст на бяло поле c6 · черен кръст на бяло поле e6 · бял офицер на бяло поле d5 · черен кръст на бяло поле c4 · черен кръст на бяло поле e4 · черен кръст на бяло поле b3 · черен кръст на бяло поле f3 · черен кръст на бяло поле a2 · черен кръст на бяло поле g2 · черен кръст на бяло поле h1 | черен кръст на бяло поле a8 · черен кръст на бяло поле g8 · черен кръст на бяло поле b7 · черен кръст на бяло поле f7 · черен кръст на бяло поле c6 · черен кръст на бяло поле e6 · бял офицер на бяло поле d5 · черен кръст на бяло поле c4 · черен кръст на бяло поле e4 · черен кръст на бяло поле b3 · черен кръст на бяло поле f3 · черен кръст на бяло поле a2 · черен кръст на бяло поле g2 · черен кръст на бяло поле h1 | черен кръст на бяло поле a8 · черен кръст на бяло поле g8 · черен кръст на бяло поле b7 · черен кръст на бяло поле f7 · черен кръст на бяло поле c6 · черен кръст на бяло поле e6 · бял офицер на бяло поле d5 · черен кръст на бяло поле c4 · черен кръст на бяло поле e4 · черен кръст на бяло поле b3 · черен кръст на бяло поле f3 · черен кръст на бяло поле a2 · черен кръст на бяло поле g2 · черен кръст на бяло поле h1 | черен кръст на бяло поле a8 · черен кръст на бяло поле g8 · черен кръст на бяло поле b7 · черен кръст на бяло поле f7 · черен кръст на бяло поле c6 · черен кръст на бяло поле e6 · бял офицер на бяло поле d5 · черен кръст на бяло поле c4 · черен кръст на бяло поле e4 · черен кръст на бяло поле b3 · черен кръст на бяло поле f3 · черен кръст на бяло поле a2 · черен кръст на бяло поле g2 · черен кръст на бяло поле h1 | черен кръст на бяло поле a8 · черен кръст на бяло поле g8 · черен кръст на бяло поле b7 · черен кръст на бяло поле f7 · черен кръст на бяло поле c6 · черен кръст на бяло поле e6 · бял офицер на бяло поле d5 · черен кръст на бяло поле c4 · черен кръст на бяло поле e4 · черен кръст на бяло поле b3 · черен кръст на бяло поле f3 · черен кръст на бяло поле a2 · черен кръст на бяло поле g2 · черен кръст на бяло поле h1 | 1 |
|   | a | b | c | d | e | f | g | h |   |

|   | a | b | c | d | e | f | g | h |   |
| 8 | черен кръст на черно поле c7 · черен кръст на черно поле e7 · черен кръст на черно поле b6 · черен кръст на черно поле f6 · черен кон на бяло поле d5 · черен кръст на черно поле b4 · черен кръст на черно поле f4 · черен кръст на черно поле c3 · черен кръст на черно поле e3 | черен кръст на черно поле c7 · черен кръст на черно поле e7 · черен кръст на черно поле b6 · черен кръст на черно поле f6 · черен кон на бяло поле d5 · черен кръст на черно поле b4 · черен кръст на черно поле f4 · черен кръст на черно поле c3 · черен кръст на черно поле e3 | черен кръст на черно поле c7 · черен кръст на черно поле e7 · черен кръст на черно поле b6 · черен кръст на черно поле f6 · черен кон на бяло поле d5 · черен кръст на черно поле b4 · черен кръст на черно поле f4 · черен кръст на черно поле c3 · черен кръст на черно поле e3 | черен кръст на черно поле c7 · черен кръст на черно поле e7 · черен кръст на черно поле b6 · черен кръст на черно поле f6 · черен кон на бяло поле d5 · черен кръст на черно поле b4 · черен кръст на черно поле f4 · черен кръст на черно поле c3 · черен кръст на черно поле e3 | черен кръст на черно поле c7 · черен кръст на черно поле e7 · черен кръст на черно поле b6 · черен кръст на черно поле f6 · черен кон на бяло поле d5 · черен кръст на черно поле b4 · черен кръст на черно поле f4 · черен кръст на черно поле c3 · черен кръст на черно поле e3 | черен кръст на черно поле c7 · черен кръст на черно поле e7 · черен кръст на черно поле b6 · черен кръст на черно поле f6 · черен кон на бяло поле d5 · черен кръст на черно поле b4 · черен кръст на черно поле f4 · черен кръст на черно поле c3 · черен кръст на черно поле e3 | черен кръст на черно поле c7 · черен кръст на черно поле e7 · черен кръст на черно поле b6 · черен кръст на черно поле f6 · черен кон на бяло поле d5 · черен кръст на черно поле b4 · черен кръст на черно поле f4 · черен кръст на черно поле c3 · черен кръст на черно поле e3 | черен кръст на черно поле c7 · черен кръст на черно поле e7 · черен кръст на черно поле b6 · черен кръст на черно поле f6 · черен кон на бяло поле d5 · черен кръст на черно поле b4 · черен кръст на черно поле f4 · черен кръст на черно поле c3 · черен кръст на черно поле e3 | 8 |
| 7 | черен кръст на черно поле c7 · черен кръст на черно поле e7 · черен кръст на черно поле b6 · черен кръст на черно поле f6 · черен кон на бяло поле d5 · черен кръст на черно поле b4 · черен кръст на черно поле f4 · черен кръст на черно поле c3 · черен кръст на черно поле e3 | черен кръст на черно поле c7 · черен кръст на черно поле e7 · черен кръст на черно поле b6 · черен кръст на черно поле f6 · черен кон на бяло поле d5 · черен кръст на черно поле b4 · черен кръст на черно поле f4 · черен кръст на черно поле c3 · черен кръст на черно поле e3 | черен кръст на черно поле c7 · черен кръст на черно поле e7 · черен кръст на черно поле b6 · черен кръст на черно поле f6 · черен кон на бяло поле d5 · черен кръст на черно поле b4 · черен кръст на черно поле f4 · черен кръст на черно поле c3 · черен кръст на черно поле e3 | черен кръст на черно поле c7 · черен кръст на черно поле e7 · черен кръст на черно поле b6 · черен кръст на черно поле f6 · черен кон на бяло поле d5 · черен кръст на черно поле b4 · черен кръст на черно поле f4 · черен кръст на черно поле c3 · черен кръст на черно поле e3 | черен кръст на черно поле c7 · черен кръст на черно поле e7 · черен кръст на черно поле b6 · черен кръст на черно поле f6 · черен кон на бяло поле d5 · черен кръст на черно поле b4 · черен кръст на черно поле f4 · черен кръст на черно поле c3 · черен кръст на черно поле e3 | черен кръст на черно поле c7 · черен кръст на черно поле e7 · черен кръст на черно поле b6 · черен кръст на черно поле f6 · черен кон на бяло поле d5 · черен кръст на черно поле b4 · черен кръст на черно поле f4 · черен кръст на черно поле c3 · черен кръст на черно поле e3 | черен кръст на черно поле c7 · черен кръст на черно поле e7 · черен кръст на черно поле b6 · черен кръст на черно поле f6 · черен кон на бяло поле d5 · черен кръст на черно поле b4 · черен кръст на черно поле f4 · черен кръст на черно поле c3 · черен кръст на черно поле e3 | черен кръст на черно поле c7 · черен кръст на черно поле e7 · черен кръст на черно поле b6 · черен кръст на черно поле f6 · черен кон на бяло поле d5 · черен кръст на черно поле b4 · черен кръст на черно поле f4 · черен кръст на черно поле c3 · черен кръст на черно поле e3 | 7 |
| 6 | черен кръст на черно поле c7 · черен кръст на черно поле e7 · черен кръст на черно поле b6 · черен кръст на черно поле f6 · черен кон на бяло поле d5 · черен кръст на черно поле b4 · черен кръст на черно поле f4 · черен кръст на черно поле c3 · черен кръст на черно поле e3 | черен кръст на черно поле c7 · черен кръст на черно поле e7 · черен кръст на черно поле b6 · черен кръст на черно поле f6 · черен кон на бяло поле d5 · черен кръст на черно поле b4 · черен кръст на черно поле f4 · черен кръст на черно поле c3 · черен кръст на черно поле e3 | черен кръст на черно поле c7 · черен кръст на черно поле e7 · черен кръст на черно поле b6 · черен кръст на черно поле f6 · черен кон на бяло поле d5 · черен кръст на черно поле b4 · черен кръст на черно поле f4 · черен кръст на черно поле c3 · черен кръст на черно поле e3 | черен кръст на черно поле c7 · черен кръст на черно поле e7 · черен кръст на черно поле b6 · черен кръст на черно поле f6 · черен кон на бяло поле d5 · черен кръст на черно поле b4 · черен кръст на черно поле f4 · черен кръст на черно поле c3 · черен кръст на черно поле e3 | черен кръст на черно поле c7 · черен кръст на черно поле e7 · черен кръст на черно поле b6 · черен кръст на черно поле f6 · черен кон на бяло поле d5 · черен кръст на черно поле b4 · черен кръст на черно поле f4 · черен кръст на черно поле c3 · черен кръст на черно поле e3 | черен кръст на черно поле c7 · черен кръст на черно поле e7 · черен кръст на черно поле b6 · черен кръст на черно поле f6 · черен кон на бяло поле d5 · черен кръст на черно поле b4 · черен кръст на черно поле f4 · черен кръст на черно поле c3 · черен кръст на черно поле e3 | черен кръст на черно поле c7 · черен кръст на черно поле e7 · черен кръст на черно поле b6 · черен кръст на черно поле f6 · черен кон на бяло поле d5 · черен кръст на черно поле b4 · черен кръст на черно поле f4 · черен кръст на черно поле c3 · черен кръст на черно поле e3 | черен кръст на черно поле c7 · черен кръст на черно поле e7 · черен кръст на черно поле b6 · черен кръст на черно поле f6 · черен кон на бяло поле d5 · черен кръст на черно поле b4 · черен кръст на черно поле f4 · черен кръст на черно поле c3 · черен кръст на черно поле e3 | 6 |
| 5 | черен кръст на черно поле c7 · черен кръст на черно поле e7 · черен кръст на черно поле b6 · черен кръст на черно поле f6 · черен кон на бяло поле d5 · черен кръст на черно поле b4 · черен кръст на черно поле f4 · черен кръст на черно поле c3 · черен кръст на черно поле e3 | черен кръст на черно поле c7 · черен кръст на черно поле e7 · черен кръст на черно поле b6 · черен кръст на черно поле f6 · черен кон на бяло поле d5 · черен кръст на черно поле b4 · черен кръст на черно поле f4 · черен кръст на черно поле c3 · черен кръст на черно поле e3 | черен кръст на черно поле c7 · черен кръст на черно поле e7 · черен кръст на черно поле b6 · черен кръст на черно поле f6 · черен кон на бяло поле d5 · черен кръст на черно поле b4 · черен кръст на черно поле f4 · черен кръст на черно поле c3 · черен кръст на черно поле e3 | черен кръст на черно поле c7 · черен кръст на черно поле e7 · черен кръст на черно поле b6 · черен кръст на черно поле f6 · черен кон на бяло поле d5 · черен кръст на черно поле b4 · черен кръст на черно поле f4 · черен кръст на черно поле c3 · черен кръст на черно поле e3 | черен кръст на черно поле c7 · черен кръст на черно поле e7 · черен кръст на черно поле b6 · черен кръст на черно поле f6 · черен кон на бяло поле d5 · черен кръст на черно поле b4 · черен кръст на черно поле f4 · черен кръст на черно поле c3 · черен кръст на черно поле e3 | черен кръст на черно поле c7 · черен кръст на черно поле e7 · черен кръст на черно поле b6 · черен кръст на черно поле f6 · черен кон на бяло поле d5 · черен кръст на черно поле b4 · черен кръст на черно поле f4 · черен кръст на черно поле c3 · черен кръст на черно поле e3 | черен кръст на черно поле c7 · черен кръст на черно поле e7 · черен кръст на черно поле b6 · черен кръст на черно поле f6 · черен кон на бяло поле d5 · черен кръст на черно поле b4 · черен кръст на черно поле f4 · черен кръст на черно поле c3 · черен кръст на черно поле e3 | черен кръст на черно поле c7 · черен кръст на черно поле e7 · черен кръст на черно поле b6 · черен кръст на черно поле f6 · черен кон на бяло поле d5 · черен кръст на черно поле b4 · черен кръст на черно поле f4 · черен кръст на черно поле c3 · черен кръст на черно поле e3 | 5 |
| 4 | черен кръст на черно поле c7 · черен кръст на черно поле e7 · черен кръст на черно поле b6 · черен кръст на черно поле f6 · черен кон на бяло поле d5 · черен кръст на черно поле b4 · черен кръст на черно поле f4 · черен кръст на черно поле c3 · черен кръст на черно поле e3 | черен кръст на черно поле c7 · черен кръст на черно поле e7 · черен кръст на черно поле b6 · черен кръст на черно поле f6 · черен кон на бяло поле d5 · черен кръст на черно поле b4 · черен кръст на черно поле f4 · черен кръст на черно поле c3 · черен кръст на черно поле e3 | черен кръст на черно поле c7 · черен кръст на черно поле e7 · черен кръст на черно поле b6 · черен кръст на черно поле f6 · черен кон на бяло поле d5 · черен кръст на черно поле b4 · черен кръст на черно поле f4 · черен кръст на черно поле c3 · черен кръст на черно поле e3 | черен кръст на черно поле c7 · черен кръст на черно поле e7 · черен кръст на черно поле b6 · черен кръст на черно поле f6 · черен кон на бяло поле d5 · черен кръст на черно поле b4 · черен кръст на черно поле f4 · черен кръст на черно поле c3 · черен кръст на черно поле e3 | черен кръст на черно поле c7 · черен кръст на черно поле e7 · черен кръст на черно поле b6 · черен кръст на черно поле f6 · черен кон на бяло поле d5 · черен кръст на черно поле b4 · черен кръст на черно поле f4 · черен кръст на черно поле c3 · черен кръст на черно поле e3 | черен кръст на черно поле c7 · черен кръст на черно поле e7 · черен кръст на черно поле b6 · черен кръст на черно поле f6 · черен кон на бяло поле d5 · черен кръст на черно поле b4 · черен кръст на черно поле f4 · черен кръст на черно поле c3 · черен кръст на черно поле e3 | черен кръст на черно поле c7 · черен кръст на черно поле e7 · черен кръст на черно поле b6 · черен кръст на черно поле f6 · черен кон на бяло поле d5 · черен кръст на черно поле b4 · черен кръст на черно поле f4 · черен кръст на черно поле c3 · черен кръст на черно поле e3 | черен кръст на черно поле c7 · черен кръст на черно поле e7 · черен кръст на черно поле b6 · черен кръст на черно поле f6 · черен кон на бяло поле d5 · черен кръст на черно поле b4 · черен кръст на черно поле f4 · черен кръст на черно поле c3 · черен кръст на черно поле e3 | 4 |
| 3 | черен кръст на черно поле c7 · черен кръст на черно поле e7 · черен кръст на черно поле b6 · черен кръст на черно поле f6 · черен кон на бяло поле d5 · черен кръст на черно поле b4 · черен кръст на черно поле f4 · черен кръст на черно поле c3 · черен кръст на черно поле e3 | черен кръст на черно поле c7 · черен кръст на черно поле e7 · черен кръст на черно поле b6 · черен кръст на черно поле f6 · черен кон на бяло поле d5 · черен кръст на черно поле b4 · черен кръст на черно поле f4 · черен кръст на черно поле c3 · черен кръст на черно поле e3 | черен кръст на черно поле c7 · черен кръст на черно поле e7 · черен кръст на черно поле b6 · черен кръст на черно поле f6 · черен кон на бяло поле d5 · черен кръст на черно поле b4 · черен кръст на черно поле f4 · черен кръст на черно поле c3 · черен кръст на черно поле e3 | черен кръст на черно поле c7 · черен кръст на черно поле e7 · черен кръст на черно поле b6 · черен кръст на черно поле f6 · черен кон на бяло поле d5 · черен кръст на черно поле b4 · черен кръст на черно поле f4 · черен кръст на черно поле c3 · черен кръст на черно поле e3 | черен кръст на черно поле c7 · черен кръст на черно поле e7 · черен кръст на черно поле b6 · черен кръст на черно поле f6 · черен кон на бяло поле d5 · черен кръст на черно поле b4 · черен кръст на черно поле f4 · черен кръст на черно поле c3 · черен кръст на черно поле e3 | черен кръст на черно поле c7 · черен кръст на черно поле e7 · черен кръст на черно поле b6 · черен кръст на черно поле f6 · черен кон на бяло поле d5 · черен кръст на черно поле b4 · черен кръст на черно поле f4 · черен кръст на черно поле c3 · черен кръст на черно поле e3 | черен кръст на черно поле c7 · черен кръст на черно поле e7 · черен кръст на черно поле b6 · черен кръст на черно поле f6 · черен кон на бяло поле d5 · черен кръст на черно поле b4 · черен кръст на черно поле f4 · черен кръст на черно поле c3 · черен кръст на черно поле e3 | черен кръст на черно поле c7 · черен кръст на черно поле e7 · черен кръст на черно поле b6 · черен кръст на черно поле f6 · черен кон на бяло поле d5 · черен кръст на черно поле b4 · черен кръст на черно поле f4 · черен кръст на черно поле c3 · черен кръст на черно поле e3 | 3 |
| 2 | черен кръст на черно поле c7 · черен кръст на черно поле e7 · черен кръст на черно поле b6 · черен кръст на черно поле f6 · черен кон на бяло поле d5 · черен кръст на черно поле b4 · черен кръст на черно поле f4 · черен кръст на черно поле c3 · черен кръст на черно поле e3 | черен кръст на черно поле c7 · черен кръст на черно поле e7 · черен кръст на черно поле b6 · черен кръст на черно поле f6 · черен кон на бяло поле d5 · черен кръст на черно поле b4 · черен кръст на черно поле f4 · черен кръст на черно поле c3 · черен кръст на черно поле e3 | черен кръст на черно поле c7 · черен кръст на черно поле e7 · черен кръст на черно поле b6 · черен кръст на черно поле f6 · черен кон на бяло поле d5 · черен кръст на черно поле b4 · черен кръст на черно поле f4 · черен кръст на черно поле c3 · черен кръст на черно поле e3 | черен кръст на черно поле c7 · черен кръст на черно поле e7 · черен кръст на черно поле b6 · черен кръст на черно поле f6 · черен кон на бяло поле d5 · черен кръст на черно поле b4 · черен кръст на черно поле f4 · черен кръст на черно поле c3 · черен кръст на черно поле e3 | черен кръст на черно поле c7 · черен кръст на черно поле e7 · черен кръст на черно поле b6 · черен кръст на черно поле f6 · черен кон на бяло поле d5 · черен кръст на черно поле b4 · черен кръст на черно поле f4 · черен кръст на черно поле c3 · черен кръст на черно поле e3 | черен кръст на черно поле c7 · черен кръст на черно поле e7 · черен кръст на черно поле b6 · черен кръст на черно поле f6 · черен кон на бяло поле d5 · черен кръст на черно поле b4 · черен кръст на черно поле f4 · черен кръст на черно поле c3 · черен кръст на черно поле e3 | черен кръст на черно поле c7 · черен кръст на черно поле e7 · черен кръст на черно поле b6 · черен кръст на черно поле f6 · черен кон на бяло поле d5 · черен кръст на черно поле b4 · черен кръст на черно поле f4 · черен кръст на черно поле c3 · черен кръст на черно поле e3 | черен кръст на черно поле c7 · черен кръст на черно поле e7 · черен кръст на черно поле b6 · черен кръст на черно поле f6 · черен кон на бяло поле d5 · черен кръст на черно поле b4 · черен кръст на черно поле f4 · черен кръст на черно поле c3 · черен кръст на черно поле e3 | 2 |
| 1 | черен кръст на черно поле c7 · черен кръст на черно поле e7 · черен кръст на черно поле b6 · черен кръст на черно поле f6 · черен кон на бяло поле d5 · черен кръст на черно поле b4 · черен кръст на черно поле f4 · черен кръст на черно поле c3 · черен кръст на черно поле e3 | черен кръст на черно поле c7 · черен кръст на черно поле e7 · черен кръст на черно поле b6 · черен кръст на черно поле f6 · черен кон на бяло поле d5 · черен кръст на черно поле b4 · черен кръст на черно поле f4 · черен кръст на черно поле c3 · черен кръст на черно поле e3 | черен кръст на черно поле c7 · черен кръст на черно поле e7 · черен кръст на черно поле b6 · черен кръст на черно поле f6 · черен кон на бяло поле d5 · черен кръст на черно поле b4 · черен кръст на черно поле f4 · черен кръст на черно поле c3 · черен кръст на черно поле e3 | черен кръст на черно поле c7 · черен кръст на черно поле e7 · черен кръст на черно поле b6 · черен кръст на черно поле f6 · черен кон на бяло поле d5 · черен кръст на черно поле b4 · черен кръст на черно поле f4 · черен кръст на черно поле c3 · черен кръст на черно поле e3 | черен кръст на черно поле c7 · черен кръст на черно поле e7 · черен кръст на черно поле b6 · черен кръст на черно поле f6 · черен кон на бяло поле d5 · черен кръст на черно поле b4 · черен кръст на черно поле f4 · черен кръст на черно поле c3 · черен кръст на черно поле e3 | черен кръст на черно поле c7 · черен кръст на черно поле e7 · черен кръст на черно поле b6 · черен кръст на черно поле f6 · черен кон на бяло поле d5 · черен кръст на черно поле b4 · черен кръст на черно поле f4 · черен кръст на черно поле c3 · черен кръст на черно поле e3 | черен кръст на черно поле c7 · черен кръст на черно поле e7 · черен кръст на черно поле b6 · черен кръст на черно поле f6 · черен кон на бяло поле d5 · черен кръст на черно поле b4 · черен кръст на черно поле f4 · черен кръст на черно поле c3 · черен кръст на черно поле e3 | черен кръст на черно поле c7 · черен кръст на черно поле e7 · черен кръст на черно поле b6 · черен кръст на черно поле f6 · черен кон на бяло поле d5 · черен кръст на черно поле b4 · черен кръст на черно поле f4 · черен кръст на черно поле c3 · черен кръст на черно поле e3 | 1 |
|   | a | b | c | d | e | f | g | h |   |

|   | a | b | c | d | e | f | g | h |   |
| 8 | бял кръг на черно поле a7 · черен кръст на бяло поле b7 · бял кръг на черно поле c7 · бяла пешка на черно поле b6 · черен кръст на черно поле f4 · черна пешка на бяло поле b3 · бял кръг на черно поле e3 · черен кръст на бяло поле f3 · бял кръг на черно поле g3 · черен кръг на бяло поле a2 · черен кръст на черно поле b2 · черен кръг на бяло поле c2 · бяла пешка на черно поле f2 | бял кръг на черно поле a7 · черен кръст на бяло поле b7 · бял кръг на черно поле c7 · бяла пешка на черно поле b6 · черен кръст на черно поле f4 · черна пешка на бяло поле b3 · бял кръг на черно поле e3 · черен кръст на бяло поле f3 · бял кръг на черно поле g3 · черен кръг на бяло поле a2 · черен кръст на черно поле b2 · черен кръг на бяло поле c2 · бяла пешка на черно поле f2 | бял кръг на черно поле a7 · черен кръст на бяло поле b7 · бял кръг на черно поле c7 · бяла пешка на черно поле b6 · черен кръст на черно поле f4 · черна пешка на бяло поле b3 · бял кръг на черно поле e3 · черен кръст на бяло поле f3 · бял кръг на черно поле g3 · черен кръг на бяло поле a2 · черен кръст на черно поле b2 · черен кръг на бяло поле c2 · бяла пешка на черно поле f2 | бял кръг на черно поле a7 · черен кръст на бяло поле b7 · бял кръг на черно поле c7 · бяла пешка на черно поле b6 · черен кръст на черно поле f4 · черна пешка на бяло поле b3 · бял кръг на черно поле e3 · черен кръст на бяло поле f3 · бял кръг на черно поле g3 · черен кръг на бяло поле a2 · черен кръст на черно поле b2 · черен кръг на бяло поле c2 · бяла пешка на черно поле f2 | бял кръг на черно поле a7 · черен кръст на бяло поле b7 · бял кръг на черно поле c7 · бяла пешка на черно поле b6 · черен кръст на черно поле f4 · черна пешка на бяло поле b3 · бял кръг на черно поле e3 · черен кръст на бяло поле f3 · бял кръг на черно поле g3 · черен кръг на бяло поле a2 · черен кръст на черно поле b2 · черен кръг на бяло поле c2 · бяла пешка на черно поле f2 | бял кръг на черно поле a7 · черен кръст на бяло поле b7 · бял кръг на черно поле c7 · бяла пешка на черно поле b6 · черен кръст на черно поле f4 · черна пешка на бяло поле b3 · бял кръг на черно поле e3 · черен кръст на бяло поле f3 · бял кръг на черно поле g3 · черен кръг на бяло поле a2 · черен кръст на черно поле b2 · черен кръг на бяло поле c2 · бяла пешка на черно поле f2 | бял кръг на черно поле a7 · черен кръст на бяло поле b7 · бял кръг на черно поле c7 · бяла пешка на черно поле b6 · черен кръст на черно поле f4 · черна пешка на бяло поле b3 · бял кръг на черно поле e3 · черен кръст на бяло поле f3 · бял кръг на черно поле g3 · черен кръг на бяло поле a2 · черен кръст на черно поле b2 · черен кръг на бяло поле c2 · бяла пешка на черно поле f2 | бял кръг на черно поле a7 · черен кръст на бяло поле b7 · бял кръг на черно поле c7 · бяла пешка на черно поле b6 · черен кръст на черно поле f4 · черна пешка на бяло поле b3 · бял кръг на черно поле e3 · черен кръст на бяло поле f3 · бял кръг на черно поле g3 · черен кръг на бяло поле a2 · черен кръст на черно поле b2 · черен кръг на бяло поле c2 · бяла пешка на черно поле f2 | 8 |
| 7 | бял кръг на черно поле a7 · черен кръст на бяло поле b7 · бял кръг на черно поле c7 · бяла пешка на черно поле b6 · черен кръст на черно поле f4 · черна пешка на бяло поле b3 · бял кръг на черно поле e3 · черен кръст на бяло поле f3 · бял кръг на черно поле g3 · черен кръг на бяло поле a2 · черен кръст на черно поле b2 · черен кръг на бяло поле c2 · бяла пешка на черно поле f2 | бял кръг на черно поле a7 · черен кръст на бяло поле b7 · бял кръг на черно поле c7 · бяла пешка на черно поле b6 · черен кръст на черно поле f4 · черна пешка на бяло поле b3 · бял кръг на черно поле e3 · черен кръст на бяло поле f3 · бял кръг на черно поле g3 · черен кръг на бяло поле a2 · черен кръст на черно поле b2 · черен кръг на бяло поле c2 · бяла пешка на черно поле f2 | бял кръг на черно поле a7 · черен кръст на бяло поле b7 · бял кръг на черно поле c7 · бяла пешка на черно поле b6 · черен кръст на черно поле f4 · черна пешка на бяло поле b3 · бял кръг на черно поле e3 · черен кръст на бяло поле f3 · бял кръг на черно поле g3 · черен кръг на бяло поле a2 · черен кръст на черно поле b2 · черен кръг на бяло поле c2 · бяла пешка на черно поле f2 | бял кръг на черно поле a7 · черен кръст на бяло поле b7 · бял кръг на черно поле c7 · бяла пешка на черно поле b6 · черен кръст на черно поле f4 · черна пешка на бяло поле b3 · бял кръг на черно поле e3 · черен кръст на бяло поле f3 · бял кръг на черно поле g3 · черен кръг на бяло поле a2 · черен кръст на черно поле b2 · черен кръг на бяло поле c2 · бяла пешка на черно поле f2 | бял кръг на черно поле a7 · черен кръст на бяло поле b7 · бял кръг на черно поле c7 · бяла пешка на черно поле b6 · черен кръст на черно поле f4 · черна пешка на бяло поле b3 · бял кръг на черно поле e3 · черен кръст на бяло поле f3 · бял кръг на черно поле g3 · черен кръг на бяло поле a2 · черен кръст на черно поле b2 · черен кръг на бяло поле c2 · бяла пешка на черно поле f2 | бял кръг на черно поле a7 · черен кръст на бяло поле b7 · бял кръг на черно поле c7 · бяла пешка на черно поле b6 · черен кръст на черно поле f4 · черна пешка на бяло поле b3 · бял кръг на черно поле e3 · черен кръст на бяло поле f3 · бял кръг на черно поле g3 · черен кръг на бяло поле a2 · черен кръст на черно поле b2 · черен кръг на бяло поле c2 · бяла пешка на черно поле f2 | бял кръг на черно поле a7 · черен кръст на бяло поле b7 · бял кръг на черно поле c7 · бяла пешка на черно поле b6 · черен кръст на черно поле f4 · черна пешка на бяло поле b3 · бял кръг на черно поле e3 · черен кръст на бяло поле f3 · бял кръг на черно поле g3 · черен кръг на бяло поле a2 · черен кръст на черно поле b2 · черен кръг на бяло поле c2 · бяла пешка на черно поле f2 | бял кръг на черно поле a7 · черен кръст на бяло поле b7 · бял кръг на черно поле c7 · бяла пешка на черно поле b6 · черен кръст на черно поле f4 · черна пешка на бяло поле b3 · бял кръг на черно поле e3 · черен кръст на бяло поле f3 · бял кръг на черно поле g3 · черен кръг на бяло поле a2 · черен кръст на черно поле b2 · черен кръг на бяло поле c2 · бяла пешка на черно поле f2 | 7 |
| 6 | бял кръг на черно поле a7 · черен кръст на бяло поле b7 · бял кръг на черно поле c7 · бяла пешка на черно поле b6 · черен кръст на черно поле f4 · черна пешка на бяло поле b3 · бял кръг на черно поле e3 · черен кръст на бяло поле f3 · бял кръг на черно поле g3 · черен кръг на бяло поле a2 · черен кръст на черно поле b2 · черен кръг на бяло поле c2 · бяла пешка на черно поле f2 | бял кръг на черно поле a7 · черен кръст на бяло поле b7 · бял кръг на черно поле c7 · бяла пешка на черно поле b6 · черен кръст на черно поле f4 · черна пешка на бяло поле b3 · бял кръг на черно поле e3 · черен кръст на бяло поле f3 · бял кръг на черно поле g3 · черен кръг на бяло поле a2 · черен кръст на черно поле b2 · черен кръг на бяло поле c2 · бяла пешка на черно поле f2 | бял кръг на черно поле a7 · черен кръст на бяло поле b7 · бял кръг на черно поле c7 · бяла пешка на черно поле b6 · черен кръст на черно поле f4 · черна пешка на бяло поле b3 · бял кръг на черно поле e3 · черен кръст на бяло поле f3 · бял кръг на черно поле g3 · черен кръг на бяло поле a2 · черен кръст на черно поле b2 · черен кръг на бяло поле c2 · бяла пешка на черно поле f2 | бял кръг на черно поле a7 · черен кръст на бяло поле b7 · бял кръг на черно поле c7 · бяла пешка на черно поле b6 · черен кръст на черно поле f4 · черна пешка на бяло поле b3 · бял кръг на черно поле e3 · черен кръст на бяло поле f3 · бял кръг на черно поле g3 · черен кръг на бяло поле a2 · черен кръст на черно поле b2 · черен кръг на бяло поле c2 · бяла пешка на черно поле f2 | бял кръг на черно поле a7 · черен кръст на бяло поле b7 · бял кръг на черно поле c7 · бяла пешка на черно поле b6 · черен кръст на черно поле f4 · черна пешка на бяло поле b3 · бял кръг на черно поле e3 · черен кръст на бяло поле f3 · бял кръг на черно поле g3 · черен кръг на бяло поле a2 · черен кръст на черно поле b2 · черен кръг на бяло поле c2 · бяла пешка на черно поле f2 | бял кръг на черно поле a7 · черен кръст на бяло поле b7 · бял кръг на черно поле c7 · бяла пешка на черно поле b6 · черен кръст на черно поле f4 · черна пешка на бяло поле b3 · бял кръг на черно поле e3 · черен кръст на бяло поле f3 · бял кръг на черно поле g3 · черен кръг на бяло поле a2 · черен кръст на черно поле b2 · черен кръг на бяло поле c2 · бяла пешка на черно поле f2 | бял кръг на черно поле a7 · черен кръст на бяло поле b7 · бял кръг на черно поле c7 · бяла пешка на черно поле b6 · черен кръст на черно поле f4 · черна пешка на бяло поле b3 · бял кръг на черно поле e3 · черен кръст на бяло поле f3 · бял кръг на черно поле g3 · черен кръг на бяло поле a2 · черен кръст на черно поле b2 · черен кръг на бяло поле c2 · бяла пешка на черно поле f2 | бял кръг на черно поле a7 · черен кръст на бяло поле b7 · бял кръг на черно поле c7 · бяла пешка на черно поле b6 · черен кръст на черно поле f4 · черна пешка на бяло поле b3 · бял кръг на черно поле e3 · черен кръст на бяло поле f3 · бял кръг на черно поле g3 · черен кръг на бяло поле a2 · черен кръст на черно поле b2 · черен кръг на бяло поле c2 · бяла пешка на черно поле f2 | 6 |
| 5 | бял кръг на черно поле a7 · черен кръст на бяло поле b7 · бял кръг на черно поле c7 · бяла пешка на черно поле b6 · черен кръст на черно поле f4 · черна пешка на бяло поле b3 · бял кръг на черно поле e3 · черен кръст на бяло поле f3 · бял кръг на черно поле g3 · черен кръг на бяло поле a2 · черен кръст на черно поле b2 · черен кръг на бяло поле c2 · бяла пешка на черно поле f2 | бял кръг на черно поле a7 · черен кръст на бяло поле b7 · бял кръг на черно поле c7 · бяла пешка на черно поле b6 · черен кръст на черно поле f4 · черна пешка на бяло поле b3 · бял кръг на черно поле e3 · черен кръст на бяло поле f3 · бял кръг на черно поле g3 · черен кръг на бяло поле a2 · черен кръст на черно поле b2 · черен кръг на бяло поле c2 · бяла пешка на черно поле f2 | бял кръг на черно поле a7 · черен кръст на бяло поле b7 · бял кръг на черно поле c7 · бяла пешка на черно поле b6 · черен кръст на черно поле f4 · черна пешка на бяло поле b3 · бял кръг на черно поле e3 · черен кръст на бяло поле f3 · бял кръг на черно поле g3 · черен кръг на бяло поле a2 · черен кръст на черно поле b2 · черен кръг на бяло поле c2 · бяла пешка на черно поле f2 | бял кръг на черно поле a7 · черен кръст на бяло поле b7 · бял кръг на черно поле c7 · бяла пешка на черно поле b6 · черен кръст на черно поле f4 · черна пешка на бяло поле b3 · бял кръг на черно поле e3 · черен кръст на бяло поле f3 · бял кръг на черно поле g3 · черен кръг на бяло поле a2 · черен кръст на черно поле b2 · черен кръг на бяло поле c2 · бяла пешка на черно поле f2 | бял кръг на черно поле a7 · черен кръст на бяло поле b7 · бял кръг на черно поле c7 · бяла пешка на черно поле b6 · черен кръст на черно поле f4 · черна пешка на бяло поле b3 · бял кръг на черно поле e3 · черен кръст на бяло поле f3 · бял кръг на черно поле g3 · черен кръг на бяло поле a2 · черен кръст на черно поле b2 · черен кръг на бяло поле c2 · бяла пешка на черно поле f2 | бял кръг на черно поле a7 · черен кръст на бяло поле b7 · бял кръг на черно поле c7 · бяла пешка на черно поле b6 · черен кръст на черно поле f4 · черна пешка на бяло поле b3 · бял кръг на черно поле e3 · черен кръст на бяло поле f3 · бял кръг на черно поле g3 · черен кръг на бяло поле a2 · черен кръст на черно поле b2 · черен кръг на бяло поле c2 · бяла пешка на черно поле f2 | бял кръг на черно поле a7 · черен кръст на бяло поле b7 · бял кръг на черно поле c7 · бяла пешка на черно поле b6 · черен кръст на черно поле f4 · черна пешка на бяло поле b3 · бял кръг на черно поле e3 · черен кръст на бяло поле f3 · бял кръг на черно поле g3 · черен кръг на бяло поле a2 · черен кръст на черно поле b2 · черен кръг на бяло поле c2 · бяла пешка на черно поле f2 | бял кръг на черно поле a7 · черен кръст на бяло поле b7 · бял кръг на черно поле c7 · бяла пешка на черно поле b6 · черен кръст на черно поле f4 · черна пешка на бяло поле b3 · бял кръг на черно поле e3 · черен кръст на бяло поле f3 · бял кръг на черно поле g3 · черен кръг на бяло поле a2 · черен кръст на черно поле b2 · черен кръг на бяло поле c2 · бяла пешка на черно поле f2 | 5 |
| 4 | бял кръг на черно поле a7 · черен кръст на бяло поле b7 · бял кръг на черно поле c7 · бяла пешка на черно поле b6 · черен кръст на черно поле f4 · черна пешка на бяло поле b3 · бял кръг на черно поле e3 · черен кръст на бяло поле f3 · бял кръг на черно поле g3 · черен кръг на бяло поле a2 · черен кръст на черно поле b2 · черен кръг на бяло поле c2 · бяла пешка на черно поле f2 | бял кръг на черно поле a7 · черен кръст на бяло поле b7 · бял кръг на черно поле c7 · бяла пешка на черно поле b6 · черен кръст на черно поле f4 · черна пешка на бяло поле b3 · бял кръг на черно поле e3 · черен кръст на бяло поле f3 · бял кръг на черно поле g3 · черен кръг на бяло поле a2 · черен кръст на черно поле b2 · черен кръг на бяло поле c2 · бяла пешка на черно поле f2 | бял кръг на черно поле a7 · черен кръст на бяло поле b7 · бял кръг на черно поле c7 · бяла пешка на черно поле b6 · черен кръст на черно поле f4 · черна пешка на бяло поле b3 · бял кръг на черно поле e3 · черен кръст на бяло поле f3 · бял кръг на черно поле g3 · черен кръг на бяло поле a2 · черен кръст на черно поле b2 · черен кръг на бяло поле c2 · бяла пешка на черно поле f2 | бял кръг на черно поле a7 · черен кръст на бяло поле b7 · бял кръг на черно поле c7 · бяла пешка на черно поле b6 · черен кръст на черно поле f4 · черна пешка на бяло поле b3 · бял кръг на черно поле e3 · черен кръст на бяло поле f3 · бял кръг на черно поле g3 · черен кръг на бяло поле a2 · черен кръст на черно поле b2 · черен кръг на бяло поле c2 · бяла пешка на черно поле f2 | бял кръг на черно поле a7 · черен кръст на бяло поле b7 · бял кръг на черно поле c7 · бяла пешка на черно поле b6 · черен кръст на черно поле f4 · черна пешка на бяло поле b3 · бял кръг на черно поле e3 · черен кръст на бяло поле f3 · бял кръг на черно поле g3 · черен кръг на бяло поле a2 · черен кръст на черно поле b2 · черен кръг на бяло поле c2 · бяла пешка на черно поле f2 | бял кръг на черно поле a7 · черен кръст на бяло поле b7 · бял кръг на черно поле c7 · бяла пешка на черно поле b6 · черен кръст на черно поле f4 · черна пешка на бяло поле b3 · бял кръг на черно поле e3 · черен кръст на бяло поле f3 · бял кръг на черно поле g3 · черен кръг на бяло поле a2 · черен кръст на черно поле b2 · черен кръг на бяло поле c2 · бяла пешка на черно поле f2 | бял кръг на черно поле a7 · черен кръст на бяло поле b7 · бял кръг на черно поле c7 · бяла пешка на черно поле b6 · черен кръст на черно поле f4 · черна пешка на бяло поле b3 · бял кръг на черно поле e3 · черен кръст на бяло поле f3 · бял кръг на черно поле g3 · черен кръг на бяло поле a2 · черен кръст на черно поле b2 · черен кръг на бяло поле c2 · бяла пешка на черно поле f2 | бял кръг на черно поле a7 · черен кръст на бяло поле b7 · бял кръг на черно поле c7 · бяла пешка на черно поле b6 · черен кръст на черно поле f4 · черна пешка на бяло поле b3 · бял кръг на черно поле e3 · черен кръст на бяло поле f3 · бял кръг на черно поле g3 · черен кръг на бяло поле a2 · черен кръст на черно поле b2 · черен кръг на бяло поле c2 · бяла пешка на черно поле f2 | 4 |
| 3 | бял кръг на черно поле a7 · черен кръст на бяло поле b7 · бял кръг на черно поле c7 · бяла пешка на черно поле b6 · черен кръст на черно поле f4 · черна пешка на бяло поле b3 · бял кръг на черно поле e3 · черен кръст на бяло поле f3 · бял кръг на черно поле g3 · черен кръг на бяло поле a2 · черен кръст на черно поле b2 · черен кръг на бяло поле c2 · бяла пешка на черно поле f2 | бял кръг на черно поле a7 · черен кръст на бяло поле b7 · бял кръг на черно поле c7 · бяла пешка на черно поле b6 · черен кръст на черно поле f4 · черна пешка на бяло поле b3 · бял кръг на черно поле e3 · черен кръст на бяло поле f3 · бял кръг на черно поле g3 · черен кръг на бяло поле a2 · черен кръст на черно поле b2 · черен кръг на бяло поле c2 · бяла пешка на черно поле f2 | бял кръг на черно поле a7 · черен кръст на бяло поле b7 · бял кръг на черно поле c7 · бяла пешка на черно поле b6 · черен кръст на черно поле f4 · черна пешка на бяло поле b3 · бял кръг на черно поле e3 · черен кръст на бяло поле f3 · бял кръг на черно поле g3 · черен кръг на бяло поле a2 · черен кръст на черно поле b2 · черен кръг на бяло поле c2 · бяла пешка на черно поле f2 | бял кръг на черно поле a7 · черен кръст на бяло поле b7 · бял кръг на черно поле c7 · бяла пешка на черно поле b6 · черен кръст на черно поле f4 · черна пешка на бяло поле b3 · бял кръг на черно поле e3 · черен кръст на бяло поле f3 · бял кръг на черно поле g3 · черен кръг на бяло поле a2 · черен кръст на черно поле b2 · черен кръг на бяло поле c2 · бяла пешка на черно поле f2 | бял кръг на черно поле a7 · черен кръст на бяло поле b7 · бял кръг на черно поле c7 · бяла пешка на черно поле b6 · черен кръст на черно поле f4 · черна пешка на бяло поле b3 · бял кръг на черно поле e3 · черен кръст на бяло поле f3 · бял кръг на черно поле g3 · черен кръг на бяло поле a2 · черен кръст на черно поле b2 · черен кръг на бяло поле c2 · бяла пешка на черно поле f2 | бял кръг на черно поле a7 · черен кръст на бяло поле b7 · бял кръг на черно поле c7 · бяла пешка на черно поле b6 · черен кръст на черно поле f4 · черна пешка на бяло поле b3 · бял кръг на черно поле e3 · черен кръст на бяло поле f3 · бял кръг на черно поле g3 · черен кръг на бяло поле a2 · черен кръст на черно поле b2 · черен кръг на бяло поле c2 · бяла пешка на черно поле f2 | бял кръг на черно поле a7 · черен кръст на бяло поле b7 · бял кръг на черно поле c7 · бяла пешка на черно поле b6 · черен кръст на черно поле f4 · черна пешка на бяло поле b3 · бял кръг на черно поле e3 · черен кръст на бяло поле f3 · бял кръг на черно поле g3 · черен кръг на бяло поле a2 · черен кръст на черно поле b2 · черен кръг на бяло поле c2 · бяла пешка на черно поле f2 | бял кръг на черно поле a7 · черен кръст на бяло поле b7 · бял кръг на черно поле c7 · бяла пешка на черно поле b6 · черен кръст на черно поле f4 · черна пешка на бяло поле b3 · бял кръг на черно поле e3 · черен кръст на бяло поле f3 · бял кръг на черно поле g3 · черен кръг на бяло поле a2 · черен кръст на черно поле b2 · черен кръг на бяло поле c2 · бяла пешка на черно поле f2 | 3 |
| 2 | бял кръг на черно поле a7 · черен кръст на бяло поле b7 · бял кръг на черно поле c7 · бяла пешка на черно поле b6 · черен кръст на черно поле f4 · черна пешка на бяло поле b3 · бял кръг на черно поле e3 · черен кръст на бяло поле f3 · бял кръг на черно поле g3 · черен кръг на бяло поле a2 · черен кръст на черно поле b2 · черен кръг на бяло поле c2 · бяла пешка на черно поле f2 | бял кръг на черно поле a7 · черен кръст на бяло поле b7 · бял кръг на черно поле c7 · бяла пешка на черно поле b6 · черен кръст на черно поле f4 · черна пешка на бяло поле b3 · бял кръг на черно поле e3 · черен кръст на бяло поле f3 · бял кръг на черно поле g3 · черен кръг на бяло поле a2 · черен кръст на черно поле b2 · черен кръг на бяло поле c2 · бяла пешка на черно поле f2 | бял кръг на черно поле a7 · черен кръст на бяло поле b7 · бял кръг на черно поле c7 · бяла пешка на черно поле b6 · черен кръст на черно поле f4 · черна пешка на бяло поле b3 · бял кръг на черно поле e3 · черен кръст на бяло поле f3 · бял кръг на черно поле g3 · черен кръг на бяло поле a2 · черен кръст на черно поле b2 · черен кръг на бяло поле c2 · бяла пешка на черно поле f2 | бял кръг на черно поле a7 · черен кръст на бяло поле b7 · бял кръг на черно поле c7 · бяла пешка на черно поле b6 · черен кръст на черно поле f4 · черна пешка на бяло поле b3 · бял кръг на черно поле e3 · черен кръст на бяло поле f3 · бял кръг на черно поле g3 · черен кръг на бяло поле a2 · черен кръст на черно поле b2 · черен кръг на бяло поле c2 · бяла пешка на черно поле f2 | бял кръг на черно поле a7 · черен кръст на бяло поле b7 · бял кръг на черно поле c7 · бяла пешка на черно поле b6 · черен кръст на черно поле f4 · черна пешка на бяло поле b3 · бял кръг на черно поле e3 · черен кръст на бяло поле f3 · бял кръг на черно поле g3 · черен кръг на бяло поле a2 · черен кръст на черно поле b2 · черен кръг на бяло поле c2 · бяла пешка на черно поле f2 | бял кръг на черно поле a7 · черен кръст на бяло поле b7 · бял кръг на черно поле c7 · бяла пешка на черно поле b6 · черен кръст на черно поле f4 · черна пешка на бяло поле b3 · бял кръг на черно поле e3 · черен кръст на бяло поле f3 · бял кръг на черно поле g3 · черен кръг на бяло поле a2 · черен кръст на черно поле b2 · черен кръг на бяло поле c2 · бяла пешка на черно поле f2 | бял кръг на черно поле a7 · черен кръст на бяло поле b7 · бял кръг на черно поле c7 · бяла пешка на черно поле b6 · черен кръст на черно поле f4 · черна пешка на бяло поле b3 · бял кръг на черно поле e3 · черен кръст на бяло поле f3 · бял кръг на черно поле g3 · черен кръг на бяло поле a2 · черен кръст на черно поле b2 · черен кръг на бяло поле c2 · бяла пешка на черно поле f2 | бял кръг на черно поле a7 · черен кръст на бяло поле b7 · бял кръг на черно поле c7 · бяла пешка на черно поле b6 · черен кръст на черно поле f4 · черна пешка на бяло поле b3 · бял кръг на черно поле e3 · черен кръст на бяло поле f3 · бял кръг на черно поле g3 · черен кръг на бяло поле a2 · черен кръст на черно поле b2 · черен кръг на бяло поле c2 · бяла пешка на черно поле f2 | 2 |
| 1 | бял кръг на черно поле a7 · черен кръст на бяло поле b7 · бял кръг на черно поле c7 · бяла пешка на черно поле b6 · черен кръст на черно поле f4 · черна пешка на бяло поле b3 · бял кръг на черно поле e3 · черен кръст на бяло поле f3 · бял кръг на черно поле g3 · черен кръг на бяло поле a2 · черен кръст на черно поле b2 · черен кръг на бяло поле c2 · бяла пешка на черно поле f2 | бял кръг на черно поле a7 · черен кръст на бяло поле b7 · бял кръг на черно поле c7 · бяла пешка на черно поле b6 · черен кръст на черно поле f4 · черна пешка на бяло поле b3 · бял кръг на черно поле e3 · черен кръст на бяло поле f3 · бял кръг на черно поле g3 · черен кръг на бяло поле a2 · черен кръст на черно поле b2 · черен кръг на бяло поле c2 · бяла пешка на черно поле f2 | бял кръг на черно поле a7 · черен кръст на бяло поле b7 · бял кръг на черно поле c7 · бяла пешка на черно поле b6 · черен кръст на черно поле f4 · черна пешка на бяло поле b3 · бял кръг на черно поле e3 · черен кръст на бяло поле f3 · бял кръг на черно поле g3 · черен кръг на бяло поле a2 · черен кръст на черно поле b2 · черен кръг на бяло поле c2 · бяла пешка на черно поле f2 | бял кръг на черно поле a7 · черен кръст на бяло поле b7 · бял кръг на черно поле c7 · бяла пешка на черно поле b6 · черен кръст на черно поле f4 · черна пешка на бяло поле b3 · бял кръг на черно поле e3 · черен кръст на бяло поле f3 · бял кръг на черно поле g3 · черен кръг на бяло поле a2 · черен кръст на черно поле b2 · черен кръг на бяло поле c2 · бяла пешка на черно поле f2 | бял кръг на черно поле a7 · черен кръст на бяло поле b7 · бял кръг на черно поле c7 · бяла пешка на черно поле b6 · черен кръст на черно поле f4 · черна пешка на бяло поле b3 · бял кръг на черно поле e3 · черен кръст на бяло поле f3 · бял кръг на черно поле g3 · черен кръг на бяло поле a2 · черен кръст на черно поле b2 · черен кръг на бяло поле c2 · бяла пешка на черно поле f2 | бял кръг на черно поле a7 · черен кръст на бяло поле b7 · бял кръг на черно поле c7 · бяла пешка на черно поле b6 · черен кръст на черно поле f4 · черна пешка на бяло поле b3 · бял кръг на черно поле e3 · черен кръст на бяло поле f3 · бял кръг на черно поле g3 · черен кръг на бяло поле a2 · черен кръст на черно поле b2 · черен кръг на бяло поле c2 · бяла пешка на черно поле f2 | бял кръг на черно поле a7 · черен кръст на бяло поле b7 · бял кръг на черно поле c7 · бяла пешка на черно поле b6 · черен кръст на черно поле f4 · черна пешка на бяло поле b3 · бял кръг на черно поле e3 · черен кръст на бяло поле f3 · бял кръг на черно поле g3 · черен кръг на бяло поле a2 · черен кръст на черно поле b2 · черен кръг на бяло поле c2 · бяла пешка на черно поле f2 | бял кръг на черно поле a7 · черен кръст на бяло поле b7 · бял кръг на черно поле c7 · бяла пешка на черно поле b6 · черен кръст на черно поле f4 · черна пешка на бяло поле b3 · бял кръг на черно поле e3 · черен кръст на бяло поле f3 · бял кръг на черно поле g3 · черен кръг на бяло поле a2 · черен кръст на черно поле b2 · черен кръг на бяло поле c2 · бяла пешка на черно поле f2 | 1 |
|   | a | b | c | d | e | f | g | h |   |

### Специални ходове

#### Рокада
Веднъж на всяка игра всеки цар има правото да извърши специален ход, известен като рокада. Рокадата се състои от преместване на царя с две полета към топа, и после поставянето на топа веднага на прескоченото от царя поле (диаграма 8). Рокадата е възможна само ако следните условия са изпълнени:
- никоя от фигурите, участващи в рокадата, да не е местена преди по време на партията;
- не трябва да има фигури между царя и топа;
- царят не трябва да бъде под шах, нито да преминава през полета, които са под атака на противникови фигури. Рокадата е невъзможна и когато тя ще постави царя под шах.
- царят и топът трябва да са на един и същ хоризонтал (с изключение на рокадата с произведена пешка, описана по-късно).

|   | a | b | c | d | e | f | g | h |   |
| 8 | бял кръг на черно поле b8 · черен кръст на бяло поле c8 · бял кръг на черно поле d8 · бяла пешка на черно поле c7 · бял кръг на черно поле f6 · бяла пешка на черно поле e5 · черна пешка на бяло поле f5 · бяла пешка на черно поле g5 · черна пешка на бяло поле c2 · черен кръг на бяло поле b1 · черен кръст на черно поле c1 · черен кръг на бяло поле d1 | бял кръг на черно поле b8 · черен кръст на бяло поле c8 · бял кръг на черно поле d8 · бяла пешка на черно поле c7 · бял кръг на черно поле f6 · бяла пешка на черно поле e5 · черна пешка на бяло поле f5 · бяла пешка на черно поле g5 · черна пешка на бяло поле c2 · черен кръг на бяло поле b1 · черен кръст на черно поле c1 · черен кръг на бяло поле d1 | бял кръг на черно поле b8 · черен кръст на бяло поле c8 · бял кръг на черно поле d8 · бяла пешка на черно поле c7 · бял кръг на черно поле f6 · бяла пешка на черно поле e5 · черна пешка на бяло поле f5 · бяла пешка на черно поле g5 · черна пешка на бяло поле c2 · черен кръг на бяло поле b1 · черен кръст на черно поле c1 · черен кръг на бяло поле d1 | бял кръг на черно поле b8 · черен кръст на бяло поле c8 · бял кръг на черно поле d8 · бяла пешка на черно поле c7 · бял кръг на черно поле f6 · бяла пешка на черно поле e5 · черна пешка на бяло поле f5 · бяла пешка на черно поле g5 · черна пешка на бяло поле c2 · черен кръг на бяло поле b1 · черен кръст на черно поле c1 · черен кръг на бяло поле d1 | бял кръг на черно поле b8 · черен кръст на бяло поле c8 · бял кръг на черно поле d8 · бяла пешка на черно поле c7 · бял кръг на черно поле f6 · бяла пешка на черно поле e5 · черна пешка на бяло поле f5 · бяла пешка на черно поле g5 · черна пешка на бяло поле c2 · черен кръг на бяло поле b1 · черен кръст на черно поле c1 · черен кръг на бяло поле d1 | бял кръг на черно поле b8 · черен кръст на бяло поле c8 · бял кръг на черно поле d8 · бяла пешка на черно поле c7 · бял кръг на черно поле f6 · бяла пешка на черно поле e5 · черна пешка на бяло поле f5 · бяла пешка на черно поле g5 · черна пешка на бяло поле c2 · черен кръг на бяло поле b1 · черен кръст на черно поле c1 · черен кръг на бяло поле d1 | бял кръг на черно поле b8 · черен кръст на бяло поле c8 · бял кръг на черно поле d8 · бяла пешка на черно поле c7 · бял кръг на черно поле f6 · бяла пешка на черно поле e5 · черна пешка на бяло поле f5 · бяла пешка на черно поле g5 · черна пешка на бяло поле c2 · черен кръг на бяло поле b1 · черен кръст на черно поле c1 · черен кръг на бяло поле d1 | бял кръг на черно поле b8 · черен кръст на бяло поле c8 · бял кръг на черно поле d8 · бяла пешка на черно поле c7 · бял кръг на черно поле f6 · бяла пешка на черно поле e5 · черна пешка на бяло поле f5 · бяла пешка на черно поле g5 · черна пешка на бяло поле c2 · черен кръг на бяло поле b1 · черен кръст на черно поле c1 · черен кръг на бяло поле d1 | 8 |
| 7 | бял кръг на черно поле b8 · черен кръст на бяло поле c8 · бял кръг на черно поле d8 · бяла пешка на черно поле c7 · бял кръг на черно поле f6 · бяла пешка на черно поле e5 · черна пешка на бяло поле f5 · бяла пешка на черно поле g5 · черна пешка на бяло поле c2 · черен кръг на бяло поле b1 · черен кръст на черно поле c1 · черен кръг на бяло поле d1 | бял кръг на черно поле b8 · черен кръст на бяло поле c8 · бял кръг на черно поле d8 · бяла пешка на черно поле c7 · бял кръг на черно поле f6 · бяла пешка на черно поле e5 · черна пешка на бяло поле f5 · бяла пешка на черно поле g5 · черна пешка на бяло поле c2 · черен кръг на бяло поле b1 · черен кръст на черно поле c1 · черен кръг на бяло поле d1 | бял кръг на черно поле b8 · черен кръст на бяло поле c8 · бял кръг на черно поле d8 · бяла пешка на черно поле c7 · бял кръг на черно поле f6 · бяла пешка на черно поле e5 · черна пешка на бяло поле f5 · бяла пешка на черно поле g5 · черна пешка на бяло поле c2 · черен кръг на бяло поле b1 · черен кръст на черно поле c1 · черен кръг на бяло поле d1 | бял кръг на черно поле b8 · черен кръст на бяло поле c8 · бял кръг на черно поле d8 · бяла пешка на черно поле c7 · бял кръг на черно поле f6 · бяла пешка на черно поле e5 · черна пешка на бяло поле f5 · бяла пешка на черно поле g5 · черна пешка на бяло поле c2 · черен кръг на бяло поле b1 · черен кръст на черно поле c1 · черен кръг на бяло поле d1 | бял кръг на черно поле b8 · черен кръст на бяло поле c8 · бял кръг на черно поле d8 · бяла пешка на черно поле c7 · бял кръг на черно поле f6 · бяла пешка на черно поле e5 · черна пешка на бяло поле f5 · бяла пешка на черно поле g5 · черна пешка на бяло поле c2 · черен кръг на бяло поле b1 · черен кръст на черно поле c1 · черен кръг на бяло поле d1 | бял кръг на черно поле b8 · черен кръст на бяло поле c8 · бял кръг на черно поле d8 · бяла пешка на черно поле c7 · бял кръг на черно поле f6 · бяла пешка на черно поле e5 · черна пешка на бяло поле f5 · бяла пешка на черно поле g5 · черна пешка на бяло поле c2 · черен кръг на бяло поле b1 · черен кръст на черно поле c1 · черен кръг на бяло поле d1 | бял кръг на черно поле b8 · черен кръст на бяло поле c8 · бял кръг на черно поле d8 · бяла пешка на черно поле c7 · бял кръг на черно поле f6 · бяла пешка на черно поле e5 · черна пешка на бяло поле f5 · бяла пешка на черно поле g5 · черна пешка на бяло поле c2 · черен кръг на бяло поле b1 · черен кръст на черно поле c1 · черен кръг на бяло поле d1 | бял кръг на черно поле b8 · черен кръст на бяло поле c8 · бял кръг на черно поле d8 · бяла пешка на черно поле c7 · бял кръг на черно поле f6 · бяла пешка на черно поле e5 · черна пешка на бяло поле f5 · бяла пешка на черно поле g5 · черна пешка на бяло поле c2 · черен кръг на бяло поле b1 · черен кръст на черно поле c1 · черен кръг на бяло поле d1 | 7 |
| 6 | бял кръг на черно поле b8 · черен кръст на бяло поле c8 · бял кръг на черно поле d8 · бяла пешка на черно поле c7 · бял кръг на черно поле f6 · бяла пешка на черно поле e5 · черна пешка на бяло поле f5 · бяла пешка на черно поле g5 · черна пешка на бяло поле c2 · черен кръг на бяло поле b1 · черен кръст на черно поле c1 · черен кръг на бяло поле d1 | бял кръг на черно поле b8 · черен кръст на бяло поле c8 · бял кръг на черно поле d8 · бяла пешка на черно поле c7 · бял кръг на черно поле f6 · бяла пешка на черно поле e5 · черна пешка на бяло поле f5 · бяла пешка на черно поле g5 · черна пешка на бяло поле c2 · черен кръг на бяло поле b1 · черен кръст на черно поле c1 · черен кръг на бяло поле d1 | бял кръг на черно поле b8 · черен кръст на бяло поле c8 · бял кръг на черно поле d8 · бяла пешка на черно поле c7 · бял кръг на черно поле f6 · бяла пешка на черно поле e5 · черна пешка на бяло поле f5 · бяла пешка на черно поле g5 · черна пешка на бяло поле c2 · черен кръг на бяло поле b1 · черен кръст на черно поле c1 · черен кръг на бяло поле d1 | бял кръг на черно поле b8 · черен кръст на бяло поле c8 · бял кръг на черно поле d8 · бяла пешка на черно поле c7 · бял кръг на черно поле f6 · бяла пешка на черно поле e5 · черна пешка на бяло поле f5 · бяла пешка на черно поле g5 · черна пешка на бяло поле c2 · черен кръг на бяло поле b1 · черен кръст на черно поле c1 · черен кръг на бяло поле d1 | бял кръг на черно поле b8 · черен кръст на бяло поле c8 · бял кръг на черно поле d8 · бяла пешка на черно поле c7 · бял кръг на черно поле f6 · бяла пешка на черно поле e5 · черна пешка на бяло поле f5 · бяла пешка на черно поле g5 · черна пешка на бяло поле c2 · черен кръг на бяло поле b1 · черен кръст на черно поле c1 · черен кръг на бяло поле d1 | бял кръг на черно поле b8 · черен кръст на бяло поле c8 · бял кръг на черно поле d8 · бяла пешка на черно поле c7 · бял кръг на черно поле f6 · бяла пешка на черно поле e5 · черна пешка на бяло поле f5 · бяла пешка на черно поле g5 · черна пешка на бяло поле c2 · черен кръг на бяло поле b1 · черен кръст на черно поле c1 · черен кръг на бяло поле d1 | бял кръг на черно поле b8 · черен кръст на бяло поле c8 · бял кръг на черно поле d8 · бяла пешка на черно поле c7 · бял кръг на черно поле f6 · бяла пешка на черно поле e5 · черна пешка на бяло поле f5 · бяла пешка на черно поле g5 · черна пешка на бяло поле c2 · черен кръг на бяло поле b1 · черен кръст на черно поле c1 · черен кръг на бяло поле d1 | бял кръг на черно поле b8 · черен кръст на бяло поле c8 · бял кръг на черно поле d8 · бяла пешка на черно поле c7 · бял кръг на черно поле f6 · бяла пешка на черно поле e5 · черна пешка на бяло поле f5 · бяла пешка на черно поле g5 · черна пешка на бяло поле c2 · черен кръг на бяло поле b1 · черен кръст на черно поле c1 · черен кръг на бяло поле d1 | 6 |
| 5 | бял кръг на черно поле b8 · черен кръст на бяло поле c8 · бял кръг на черно поле d8 · бяла пешка на черно поле c7 · бял кръг на черно поле f6 · бяла пешка на черно поле e5 · черна пешка на бяло поле f5 · бяла пешка на черно поле g5 · черна пешка на бяло поле c2 · черен кръг на бяло поле b1 · черен кръст на черно поле c1 · черен кръг на бяло поле d1 | бял кръг на черно поле b8 · черен кръст на бяло поле c8 · бял кръг на черно поле d8 · бяла пешка на черно поле c7 · бял кръг на черно поле f6 · бяла пешка на черно поле e5 · черна пешка на бяло поле f5 · бяла пешка на черно поле g5 · черна пешка на бяло поле c2 · черен кръг на бяло поле b1 · черен кръст на черно поле c1 · черен кръг на бяло поле d1 | бял кръг на черно поле b8 · черен кръст на бяло поле c8 · бял кръг на черно поле d8 · бяла пешка на черно поле c7 · бял кръг на черно поле f6 · бяла пешка на черно поле e5 · черна пешка на бяло поле f5 · бяла пешка на черно поле g5 · черна пешка на бяло поле c2 · черен кръг на бяло поле b1 · черен кръст на черно поле c1 · черен кръг на бяло поле d1 | бял кръг на черно поле b8 · черен кръст на бяло поле c8 · бял кръг на черно поле d8 · бяла пешка на черно поле c7 · бял кръг на черно поле f6 · бяла пешка на черно поле e5 · черна пешка на бяло поле f5 · бяла пешка на черно поле g5 · черна пешка на бяло поле c2 · черен кръг на бяло поле b1 · черен кръст на черно поле c1 · черен кръг на бяло поле d1 | бял кръг на черно поле b8 · черен кръст на бяло поле c8 · бял кръг на черно поле d8 · бяла пешка на черно поле c7 · бял кръг на черно поле f6 · бяла пешка на черно поле e5 · черна пешка на бяло поле f5 · бяла пешка на черно поле g5 · черна пешка на бяло поле c2 · черен кръг на бяло поле b1 · черен кръст на черно поле c1 · черен кръг на бяло поле d1 | бял кръг на черно поле b8 · черен кръст на бяло поле c8 · бял кръг на черно поле d8 · бяла пешка на черно поле c7 · бял кръг на черно поле f6 · бяла пешка на черно поле e5 · черна пешка на бяло поле f5 · бяла пешка на черно поле g5 · черна пешка на бяло поле c2 · черен кръг на бяло поле b1 · черен кръст на черно поле c1 · черен кръг на бяло поле d1 | бял кръг на черно поле b8 · черен кръст на бяло поле c8 · бял кръг на черно поле d8 · бяла пешка на черно поле c7 · бял кръг на черно поле f6 · бяла пешка на черно поле e5 · черна пешка на бяло поле f5 · бяла пешка на черно поле g5 · черна пешка на бяло поле c2 · черен кръг на бяло поле b1 · черен кръст на черно поле c1 · черен кръг на бяло поле d1 | бял кръг на черно поле b8 · черен кръст на бяло поле c8 · бял кръг на черно поле d8 · бяла пешка на черно поле c7 · бял кръг на черно поле f6 · бяла пешка на черно поле e5 · черна пешка на бяло поле f5 · бяла пешка на черно поле g5 · черна пешка на бяло поле c2 · черен кръг на бяло поле b1 · черен кръст на черно поле c1 · черен кръг на бяло поле d1 | 5 |
| 4 | бял кръг на черно поле b8 · черен кръст на бяло поле c8 · бял кръг на черно поле d8 · бяла пешка на черно поле c7 · бял кръг на черно поле f6 · бяла пешка на черно поле e5 · черна пешка на бяло поле f5 · бяла пешка на черно поле g5 · черна пешка на бяло поле c2 · черен кръг на бяло поле b1 · черен кръст на черно поле c1 · черен кръг на бяло поле d1 | бял кръг на черно поле b8 · черен кръст на бяло поле c8 · бял кръг на черно поле d8 · бяла пешка на черно поле c7 · бял кръг на черно поле f6 · бяла пешка на черно поле e5 · черна пешка на бяло поле f5 · бяла пешка на черно поле g5 · черна пешка на бяло поле c2 · черен кръг на бяло поле b1 · черен кръст на черно поле c1 · черен кръг на бяло поле d1 | бял кръг на черно поле b8 · черен кръст на бяло поле c8 · бял кръг на черно поле d8 · бяла пешка на черно поле c7 · бял кръг на черно поле f6 · бяла пешка на черно поле e5 · черна пешка на бяло поле f5 · бяла пешка на черно поле g5 · черна пешка на бяло поле c2 · черен кръг на бяло поле b1 · черен кръст на черно поле c1 · черен кръг на бяло поле d1 | бял кръг на черно поле b8 · черен кръст на бяло поле c8 · бял кръг на черно поле d8 · бяла пешка на черно поле c7 · бял кръг на черно поле f6 · бяла пешка на черно поле e5 · черна пешка на бяло поле f5 · бяла пешка на черно поле g5 · черна пешка на бяло поле c2 · черен кръг на бяло поле b1 · черен кръст на черно поле c1 · черен кръг на бяло поле d1 | бял кръг на черно поле b8 · черен кръст на бяло поле c8 · бял кръг на черно поле d8 · бяла пешка на черно поле c7 · бял кръг на черно поле f6 · бяла пешка на черно поле e5 · черна пешка на бяло поле f5 · бяла пешка на черно поле g5 · черна пешка на бяло поле c2 · черен кръг на бяло поле b1 · черен кръст на черно поле c1 · черен кръг на бяло поле d1 | бял кръг на черно поле b8 · черен кръст на бяло поле c8 · бял кръг на черно поле d8 · бяла пешка на черно поле c7 · бял кръг на черно поле f6 · бяла пешка на черно поле e5 · черна пешка на бяло поле f5 · бяла пешка на черно поле g5 · черна пешка на бяло поле c2 · черен кръг на бяло поле b1 · черен кръст на черно поле c1 · черен кръг на бяло поле d1 | бял кръг на черно поле b8 · черен кръст на бяло поле c8 · бял кръг на черно поле d8 · бяла пешка на черно поле c7 · бял кръг на черно поле f6 · бяла пешка на черно поле e5 · черна пешка на бяло поле f5 · бяла пешка на черно поле g5 · черна пешка на бяло поле c2 · черен кръг на бяло поле b1 · черен кръст на черно поле c1 · черен кръг на бяло поле d1 | бял кръг на черно поле b8 · черен кръст на бяло поле c8 · бял кръг на черно поле d8 · бяла пешка на черно поле c7 · бял кръг на черно поле f6 · бяла пешка на черно поле e5 · черна пешка на бяло поле f5 · бяла пешка на черно поле g5 · черна пешка на бяло поле c2 · черен кръг на бяло поле b1 · черен кръст на черно поле c1 · черен кръг на бяло поле d1 | 4 |
| 3 | бял кръг на черно поле b8 · черен кръст на бяло поле c8 · бял кръг на черно поле d8 · бяла пешка на черно поле c7 · бял кръг на черно поле f6 · бяла пешка на черно поле e5 · черна пешка на бяло поле f5 · бяла пешка на черно поле g5 · черна пешка на бяло поле c2 · черен кръг на бяло поле b1 · черен кръст на черно поле c1 · черен кръг на бяло поле d1 | бял кръг на черно поле b8 · черен кръст на бяло поле c8 · бял кръг на черно поле d8 · бяла пешка на черно поле c7 · бял кръг на черно поле f6 · бяла пешка на черно поле e5 · черна пешка на бяло поле f5 · бяла пешка на черно поле g5 · черна пешка на бяло поле c2 · черен кръг на бяло поле b1 · черен кръст на черно поле c1 · черен кръг на бяло поле d1 | бял кръг на черно поле b8 · черен кръст на бяло поле c8 · бял кръг на черно поле d8 · бяла пешка на черно поле c7 · бял кръг на черно поле f6 · бяла пешка на черно поле e5 · черна пешка на бяло поле f5 · бяла пешка на черно поле g5 · черна пешка на бяло поле c2 · черен кръг на бяло поле b1 · черен кръст на черно поле c1 · черен кръг на бяло поле d1 | бял кръг на черно поле b8 · черен кръст на бяло поле c8 · бял кръг на черно поле d8 · бяла пешка на черно поле c7 · бял кръг на черно поле f6 · бяла пешка на черно поле e5 · черна пешка на бяло поле f5 · бяла пешка на черно поле g5 · черна пешка на бяло поле c2 · черен кръг на бяло поле b1 · черен кръст на черно поле c1 · черен кръг на бяло поле d1 | бял кръг на черно поле b8 · черен кръст на бяло поле c8 · бял кръг на черно поле d8 · бяла пешка на черно поле c7 · бял кръг на черно поле f6 · бяла пешка на черно поле e5 · черна пешка на бяло поле f5 · бяла пешка на черно поле g5 · черна пешка на бяло поле c2 · черен кръг на бяло поле b1 · черен кръст на черно поле c1 · черен кръг на бяло поле d1 | бял кръг на черно поле b8 · черен кръст на бяло поле c8 · бял кръг на черно поле d8 · бяла пешка на черно поле c7 · бял кръг на черно поле f6 · бяла пешка на черно поле e5 · черна пешка на бяло поле f5 · бяла пешка на черно поле g5 · черна пешка на бяло поле c2 · черен кръг на бяло поле b1 · черен кръст на черно поле c1 · черен кръг на бяло поле d1 | бял кръг на черно поле b8 · черен кръст на бяло поле c8 · бял кръг на черно поле d8 · бяла пешка на черно поле c7 · бял кръг на черно поле f6 · бяла пешка на черно поле e5 · черна пешка на бяло поле f5 · бяла пешка на черно поле g5 · черна пешка на бяло поле c2 · черен кръг на бяло поле b1 · черен кръст на черно поле c1 · черен кръг на бяло поле d1 | бял кръг на черно поле b8 · черен кръст на бяло поле c8 · бял кръг на черно поле d8 · бяла пешка на черно поле c7 · бял кръг на черно поле f6 · бяла пешка на черно поле e5 · черна пешка на бяло поле f5 · бяла пешка на черно поле g5 · черна пешка на бяло поле c2 · черен кръг на бяло поле b1 · черен кръст на черно поле c1 · черен кръг на бяло поле d1 | 3 |
| 2 | бял кръг на черно поле b8 · черен кръст на бяло поле c8 · бял кръг на черно поле d8 · бяла пешка на черно поле c7 · бял кръг на черно поле f6 · бяла пешка на черно поле e5 · черна пешка на бяло поле f5 · бяла пешка на черно поле g5 · черна пешка на бяло поле c2 · черен кръг на бяло поле b1 · черен кръст на черно поле c1 · черен кръг на бяло поле d1 | бял кръг на черно поле b8 · черен кръст на бяло поле c8 · бял кръг на черно поле d8 · бяла пешка на черно поле c7 · бял кръг на черно поле f6 · бяла пешка на черно поле e5 · черна пешка на бяло поле f5 · бяла пешка на черно поле g5 · черна пешка на бяло поле c2 · черен кръг на бяло поле b1 · черен кръст на черно поле c1 · черен кръг на бяло поле d1 | бял кръг на черно поле b8 · черен кръст на бяло поле c8 · бял кръг на черно поле d8 · бяла пешка на черно поле c7 · бял кръг на черно поле f6 · бяла пешка на черно поле e5 · черна пешка на бяло поле f5 · бяла пешка на черно поле g5 · черна пешка на бяло поле c2 · черен кръг на бяло поле b1 · черен кръст на черно поле c1 · черен кръг на бяло поле d1 | бял кръг на черно поле b8 · черен кръст на бяло поле c8 · бял кръг на черно поле d8 · бяла пешка на черно поле c7 · бял кръг на черно поле f6 · бяла пешка на черно поле e5 · черна пешка на бяло поле f5 · бяла пешка на черно поле g5 · черна пешка на бяло поле c2 · черен кръг на бяло поле b1 · черен кръст на черно поле c1 · черен кръг на бяло поле d1 | бял кръг на черно поле b8 · черен кръст на бяло поле c8 · бял кръг на черно поле d8 · бяла пешка на черно поле c7 · бял кръг на черно поле f6 · бяла пешка на черно поле e5 · черна пешка на бяло поле f5 · бяла пешка на черно поле g5 · черна пешка на бяло поле c2 · черен кръг на бяло поле b1 · черен кръст на черно поле c1 · черен кръг на бяло поле d1 | бял кръг на черно поле b8 · черен кръст на бяло поле c8 · бял кръг на черно поле d8 · бяла пешка на черно поле c7 · бял кръг на черно поле f6 · бяла пешка на черно поле e5 · черна пешка на бяло поле f5 · бяла пешка на черно поле g5 · черна пешка на бяло поле c2 · черен кръг на бяло поле b1 · черен кръст на черно поле c1 · черен кръг на бяло поле d1 | бял кръг на черно поле b8 · черен кръст на бяло поле c8 · бял кръг на черно поле d8 · бяла пешка на черно поле c7 · бял кръг на черно поле f6 · бяла пешка на черно поле e5 · черна пешка на бяло поле f5 · бяла пешка на черно поле g5 · черна пешка на бяло поле c2 · черен кръг на бяло поле b1 · черен кръст на черно поле c1 · черен кръг на бяло поле d1 | бял кръг на черно поле b8 · черен кръст на бяло поле c8 · бял кръг на черно поле d8 · бяла пешка на черно поле c7 · бял кръг на черно поле f6 · бяла пешка на черно поле e5 · черна пешка на бяло поле f5 · бяла пешка на черно поле g5 · черна пешка на бяло поле c2 · черен кръг на бяло поле b1 · черен кръст на черно поле c1 · черен кръг на бяло поле d1 | 2 |
| 1 | бял кръг на черно поле b8 · черен кръст на бяло поле c8 · бял кръг на черно поле d8 · бяла пешка на черно поле c7 · бял кръг на черно поле f6 · бяла пешка на черно поле e5 · черна пешка на бяло поле f5 · бяла пешка на черно поле g5 · черна пешка на бяло поле c2 · черен кръг на бяло поле b1 · черен кръст на черно поле c1 · черен кръг на бяло поле d1 | бял кръг на черно поле b8 · черен кръст на бяло поле c8 · бял кръг на черно поле d8 · бяла пешка на черно поле c7 · бял кръг на черно поле f6 · бяла пешка на черно поле e5 · черна пешка на бяло поле f5 · бяла пешка на черно поле g5 · черна пешка на бяло поле c2 · черен кръг на бяло поле b1 · черен кръст на черно поле c1 · черен кръг на бяло поле d1 | бял кръг на черно поле b8 · черен кръст на бяло поле c8 · бял кръг на черно поле d8 · бяла пешка на черно поле c7 · бял кръг на черно поле f6 · бяла пешка на черно поле e5 · черна пешка на бяло поле f5 · бяла пешка на черно поле g5 · черна пешка на бяло поле c2 · черен кръг на бяло поле b1 · черен кръст на черно поле c1 · черен кръг на бяло поле d1 | бял кръг на черно поле b8 · черен кръст на бяло поле c8 · бял кръг на черно поле d8 · бяла пешка на черно поле c7 · бял кръг на черно поле f6 · бяла пешка на черно поле e5 · черна пешка на бяло поле f5 · бяла пешка на черно поле g5 · черна пешка на бяло поле c2 · черен кръг на бяло поле b1 · черен кръст на черно поле c1 · черен кръг на бяло поле d1 | бял кръг на черно поле b8 · черен кръст на бяло поле c8 · бял кръг на черно поле d8 · бяла пешка на черно поле c7 · бял кръг на черно поле f6 · бяла пешка на черно поле e5 · черна пешка на бяло поле f5 · бяла пешка на черно поле g5 · черна пешка на бяло поле c2 · черен кръг на бяло поле b1 · черен кръст на черно поле c1 · черен кръг на бяло поле d1 | бял кръг на черно поле b8 · черен кръст на бяло поле c8 · бял кръг на черно поле d8 · бяла пешка на черно поле c7 · бял кръг на черно поле f6 · бяла пешка на черно поле e5 · черна пешка на бяло поле f5 · бяла пешка на черно поле g5 · черна пешка на бяло поле c2 · черен кръг на бяло поле b1 · черен кръст на черно поле c1 · черен кръг на бяло поле d1 | бял кръг на черно поле b8 · черен кръст на бяло поле c8 · бял кръг на черно поле d8 · бяла пешка на черно поле c7 · бял кръг на черно поле f6 · бяла пешка на черно поле e5 · черна пешка на бяло поле f5 · бяла пешка на черно поле g5 · черна пешка на бяло поле c2 · черен кръг на бяло поле b1 · черен кръст на черно поле c1 · черен кръг на бяло поле d1 | бял кръг на черно поле b8 · черен кръст на бяло поле c8 · бял кръг на черно поле d8 · бяла пешка на черно поле c7 · бял кръг на черно поле f6 · бяла пешка на черно поле e5 · черна пешка на бяло поле f5 · бяла пешка на черно поле g5 · черна пешка на бяло поле c2 · черен кръг на бяло поле b1 · черен кръст на черно поле c1 · черен кръг на бяло поле d1 | 1 |
|   | a | b | c | d | e | f | g | h |   |

#### Вземане на преминаване
Когато пешката се премести две полета напред и има противникова пешка на съседно поле до нейната крайна дестинация, тогава противниковата пешка може да вземе вашата и да се премести на полето зад крайната позиция на вашата, но единствено при следващия ход. Например ако черната пешка се премести две полета напред, т.е. от f7 на f5, тогава някоя от белите пешки на е5 или g5 може да я вземе „ан пасан“ и да се постави на полето f6 (диаграма 9).

#### Произвеждане
Когато пешка достигне последния (бяла 8-ия, а черна 1-ия) хоризонтал на шахматната дъска, тя може да бъде заменена след избор на играча за дама, топ, офицер или кон от същия цвят. Почти винаги играчите избират да заменят пешката с дама, защото дамата е най-силната фигура, но в някои специални случаи се избира друга фигура – например кон, защото конят може да даде шах по начин по който дамата не може. Когато се избира топ или офицер, това е за да се избегне пат на противниковия цар, защото в тези случаи дамата е твърде мощна и отнема всичките му налични полета. Замяна на пешката с по-слаба от дамата фигура се нарича „подпроизвеждане“. На диаграма 9 пешките на поле c7 и с2 може да изберат да достигнат до последния хоризонтал и да се произведат в по-добра фигура.

### Докосване на фигура
В състезателния шахмат съществува правило, накратко, че ако този, който е на ход, докосне някоя фигура, той трябва да играе с нея. Известно е с израза на френски Pièce touchée, pièce jouée (букв. „пипната фигура – играна фигура“). Правилото подробно е описано в Правилника на ФИДЕ и се свежда до следното:
- Ако играчът предупреди своевременно съперника си, че иска само да коригира положението на една или няколко фигури на полетата им, казвайки „j’adoube“ (фр.; произн. „жаду̀б“) или „I adjust“ (англ.; произн. „ай аджа̀ст“), той може да го направи.

В противен случай:
- ако играчът докосне една или повече фигури от един цвят, той трябва да играе с или да вземе първата фигура, която е докоснал, ако с нея може да се играе или ако тя може да се вземе;
- ако играчът докосне една от своите фигури и една от фигурите на противника, той трябва да вземе фигурата на противника със своята фигура; или, ако това е невъзможно, да играе със своята фигура; или, ако и това е невъзможно, да вземе фигурата на противника с всяка друга фигура.

Ако ходът или вземането са невъзможни, играчът може да направи всеки друг ход.

### Край на партията
Не е задължително партията да завърши с мат – играчът, който е на ход, може да се предаде, ако ситуацията му изглежда безнадеждна. Партията също може да завърши с реми (завършване наравно). Реми може да се постигне в няколко ситуации, включително реми чрез договаряне, пат, трикратно повторение на позицията, петдесет ходовото правило, реми поради невъзможност за мат (обикновено заради недостиг на материал за матиране) или когато свърши времето, но противникът има само цар.

### Контрол на времето
Въпреки че приятелски партии се играят без часовник и са без точна продължителност, шахматът също се играе с контрол на времето, в по-голямата си част от клубовете и професионалните играчи. Турнирни и други състезателни партии се играят с часовник. Ако времето на даден играч изтече преди партията да е завършена, той автоматично губи. Времето за игра на партия варира от седем часа при най-продължителните игри до 15 минути за партия при ускорения шах. Още по-кратко е времето при блиц шахмата, където класическото време за мислене на всеки състезател е 5 минути, обаче също популярни са варианти с 3, 2 и даже 1 минута за мислене на състезател.
При „блиц“ шахмат в съвременните турнири най-често използваната контрола за време е 3 минути на играч плюс 2 секунди след всеки ход. „Ускорен“ шахмат – съответно 15 минути на играч плюс 10 секунди след всеки ход. Има един контрол на времето за всички основни събития на FIDE: 90 минути за първите 40 хода, последвани от 30 минути за останалата част от играта, с добавяне на 30 секунди на ход, започвайки от първия ход.
Всеки играч може да използва предоставеното му време по начин, който желае. Например Волфганг Улман използва час и 40 минути за ход в една партия и час и 50 минути за ход в друга партия. Това често зависи от хода на играта. В сложна и неясна позиция играчът може да употреби почти цялото си време за мислене само върху 5 – 6 от най-критичните ходове, разчитайки, че впоследствие позицията ще се изясни и ще може да довърши партията играейки бързо. Когато на играч му остава твърде малко време за мислене и дори е застрашен да загуби по време, се казва че този играч се намира в цайтнот.
Международните правила за шахмат са описани по-детайлно в „Ръководство на ФИДЕ“, раздел „Правила на шахмата“.

## Стратегия и тактика
Стратегията в шахмата се основава на поставянето и постигането на дългосрочни цели по време на партията – например стремеж за постигане на доминация в центъра или използване на трайни слабости в позицията на противника. Неща като владение на центъра или слабости в пешечната структура се наричат стратегически фактори, защото те имат дълготрайно влияние върху хода на партията. Под тактика се разбират различни краткосрочни действия, които водят до постигане на стратегическите цели. Тези две части на шахматното мислене не могат напълно да бъдат разделени, защото стратегическите цели са в по-голямата си част достижими чрез средствата на тактиката, докато тактическите възможности се основават на предходната стратегия в играта. Шахматът е изключително богат на тактически мотиви и на практика е невъзможно успешно да се проведе стратегически план без да се използват собствените тактически възможности и да се възпрепятстват противниковите. Тактическите операции също се наричат и „комбинации“.
Заради различните стратегически и тактически модели играта на шахмат обикновено се разделя на три фази: дебют – обикновено първите от 10 до 25 хода, когато играчите развиват своите фигури и подготвят обстановката за предстоящата битка (най-често се счита, че дебютът приключва, когато фигурите на първа линия, без топа, който не участва в рокадата, бъдат преместени по веднъж); мителшпил – разгръщащата се фаза на играта; и ендшпил, когато повечето фигури са разменени и царете започват да вземат активно участие в борбата.

### Основи на стратегията
Стратегията в шахмата е ангажирана с оценяването на шахматните позиции и определянето на целите и дългосрочните планове за бъдещата игра. По време на оценяването играчите трябва да вземат под внимание множество фактори като стойността на фигурите върху дъската, пешечната структура, безопасността на царя, контрола върху ключови полета или групи от полета (например диагоналите, откритите хоризонтални и вертикални линии, черните или белите полета) и т.н.
Най-основната стъпка в оценяването на една позиция е пресмятането на общата стойност на фигурите от двете спорещи страни. Ориентировъчните стойности, използвани за тази цел са под формата на точки. Обикновено пешките са със стойност единица, конете и офицерите имат стойност три точки, топовете – пет точки и дамата е със стойност девет точки. Например обмяна на топ за офицер и две пешки се счита за равностойна в точково измерение. Стойността на царя е безкрайна, в такъв смисъл, че ако царят получи мат, играта приключва (царят не може да бъде разменян за други фигури). Като игрова фигура обаче, на царя също може да се сложи оценка. В ендшпила, където рядко е застрашен от мат, царят в повечето случаи е по-силен от офицера или коня, но е по-слаб от топа. По тази причина на царя понякога се слага стойност от четири точки. Впоследствие тези основни стойности се променят под влиянието на други фактори като позиция на фигурата (например пешките на предни позиции имат по-голяма стойност от тези на изходяща позиция, а кон в центъра на дъската е много по-силен от кон в ъгъла), координация между фигурите (например двойка офицери имат по-добра координация помежду си от двойката офицер и кон) или вида на позицията (конете са повече ценени при затворени позиции с много пешки, докато офицерите са по-силни при открити позиции). Факторите, които влияят върху същинската сила на една фигура в дадена позиция, са толкова много, че тук огромно значение придобива опитът на шахматиста.
Друг важен фактор при оценяването на шахматната позиция е пешечната структура (понякога известна като скелетът на пешките) или конфигурацията на пешките върху дъската. Пешките са най-малко подвижните шахматни фигури. Поради тази причина пешечната структура е относително статична, заради което до голяма степен определя стратегическата същност на позицията. Слабости в пешечната структура като изолирани, сдвоени или изостанали пешки или дупки, веднъж създадени, обикновено остават за дълго време. Те принуждават собственика им да ги защитава и по-този начин ограничават активните му възможности. Заради това трябва да се избягват, освен ако появата им не е компенсирана с друго стойностно предимство (например възможност за развиване на атака).

### Основи на тактиката
В шахмата тактиката се концентрира основно върху краткосрочни действия – толкова краткосрочни, че могат предварително да бъдат изчислени от играча или компютъра. Максималната дълбочина на изчислението зависи от способностите на шахматиста или – в случая с компютърните програми – скоростта на процесора. В спокойните позиции не е възможно многоходово предвиждане, защото там на всеки ход има голям брой възможни и приемливи отговори, докато в „тактическите“ позиции с ограничен брой силни варианти е възможно изчислението на много дълга поредица от ходове. Такива ходове често се наричат форсирани, защото са безусловно най-силни и играчите не могат да предпочетат друг ход.
Форсираните ходове могат да бъдат начин единият играч да наложи волята си на другия, но може да стане и така, че за известно време и двамата играчи са принудени да следват една-единствена серия от ходове, без възможност никъде да се отклонят.
Прости едноходови или двуходови тактически действия като заплахи, размяна на фигури, двойна атака и т.н., могат да се комбинират в по-сложни варианти – тактически маневри, използвани често от едната или двете страни в партията. Теоретиците описват множество елементарни тактически методи или типични маневри, например свръзка, линеен удар, рентген (линеен удар–свръзка, засада, защита на своя фигура чрез противникова), „вилица“, батарея, скрито нападение, междинен ход, освобождаване на поле, прихващане, проходна пешка, пробив на пешки, претоварване, отвличане, примамка, жертва, двоен шах, открит шах, открит удар, открита линия, маневриране, лавиране, преследване (вечна атака), „мелница“. 
Форсиран вариант, който е свързан с жертва и обикновено резултатът от него е очевидна печалба, се нарича комбинация. Блестящите комбинации – като тези в безсмъртната партия – са описвани като красиви и са уважавани от любителите на шахмата. Откриването на комбинация е също основна цел на шахматната задача, целяща развиването на уменията на шахматиста.

### Дебют
|   | a | b | c | d | e | f | g | h |   |
| 8 | черен топ на бяло поле a8 · черен офицер на бяло поле c8 · черна дама на черно поле d8 · черен цар на бяло поле e8 · черен офицер на черно поле f8 · черен кон на бяло поле g8 · черен топ на черно поле h8 · черна пешка на черно поле a7 · черна пешка на бяло поле b7 · черна пешка на черно поле c7 · черна пешка на бяло поле d7 · черна пешка на бяло поле f7 · черна пешка на черно поле g7 · черна пешка на бяло поле h7 · черен кон на бяло поле c6 · бял офицер на бяло поле b5 · черна пешка на черно поле e5 · бяла пешка на бяло поле e4 · бял кон на бяло поле f3 · бяла пешка на бяло поле a2 · бяла пешка на черно поле b2 · бяла пешка на бяло поле c2 · бяла пешка на черно поле d2 · бяла пешка на черно поле f2 · бяла пешка на бяло поле g2 · бяла пешка на черно поле h2 · бял топ на черно поле a1 · бял кон на бяло поле b1 · бял офицер на черно поле c1 · бяла дама на бяло поле d1 · бял цар на черно поле e1 · бял топ на бяло поле h1 | черен топ на бяло поле a8 · черен офицер на бяло поле c8 · черна дама на черно поле d8 · черен цар на бяло поле e8 · черен офицер на черно поле f8 · черен кон на бяло поле g8 · черен топ на черно поле h8 · черна пешка на черно поле a7 · черна пешка на бяло поле b7 · черна пешка на черно поле c7 · черна пешка на бяло поле d7 · черна пешка на бяло поле f7 · черна пешка на черно поле g7 · черна пешка на бяло поле h7 · черен кон на бяло поле c6 · бял офицер на бяло поле b5 · черна пешка на черно поле e5 · бяла пешка на бяло поле e4 · бял кон на бяло поле f3 · бяла пешка на бяло поле a2 · бяла пешка на черно поле b2 · бяла пешка на бяло поле c2 · бяла пешка на черно поле d2 · бяла пешка на черно поле f2 · бяла пешка на бяло поле g2 · бяла пешка на черно поле h2 · бял топ на черно поле a1 · бял кон на бяло поле b1 · бял офицер на черно поле c1 · бяла дама на бяло поле d1 · бял цар на черно поле e1 · бял топ на бяло поле h1 | черен топ на бяло поле a8 · черен офицер на бяло поле c8 · черна дама на черно поле d8 · черен цар на бяло поле e8 · черен офицер на черно поле f8 · черен кон на бяло поле g8 · черен топ на черно поле h8 · черна пешка на черно поле a7 · черна пешка на бяло поле b7 · черна пешка на черно поле c7 · черна пешка на бяло поле d7 · черна пешка на бяло поле f7 · черна пешка на черно поле g7 · черна пешка на бяло поле h7 · черен кон на бяло поле c6 · бял офицер на бяло поле b5 · черна пешка на черно поле e5 · бяла пешка на бяло поле e4 · бял кон на бяло поле f3 · бяла пешка на бяло поле a2 · бяла пешка на черно поле b2 · бяла пешка на бяло поле c2 · бяла пешка на черно поле d2 · бяла пешка на черно поле f2 · бяла пешка на бяло поле g2 · бяла пешка на черно поле h2 · бял топ на черно поле a1 · бял кон на бяло поле b1 · бял офицер на черно поле c1 · бяла дама на бяло поле d1 · бял цар на черно поле e1 · бял топ на бяло поле h1 | черен топ на бяло поле a8 · черен офицер на бяло поле c8 · черна дама на черно поле d8 · черен цар на бяло поле e8 · черен офицер на черно поле f8 · черен кон на бяло поле g8 · черен топ на черно поле h8 · черна пешка на черно поле a7 · черна пешка на бяло поле b7 · черна пешка на черно поле c7 · черна пешка на бяло поле d7 · черна пешка на бяло поле f7 · черна пешка на черно поле g7 · черна пешка на бяло поле h7 · черен кон на бяло поле c6 · бял офицер на бяло поле b5 · черна пешка на черно поле e5 · бяла пешка на бяло поле e4 · бял кон на бяло поле f3 · бяла пешка на бяло поле a2 · бяла пешка на черно поле b2 · бяла пешка на бяло поле c2 · бяла пешка на черно поле d2 · бяла пешка на черно поле f2 · бяла пешка на бяло поле g2 · бяла пешка на черно поле h2 · бял топ на черно поле a1 · бял кон на бяло поле b1 · бял офицер на черно поле c1 · бяла дама на бяло поле d1 · бял цар на черно поле e1 · бял топ на бяло поле h1 | черен топ на бяло поле a8 · черен офицер на бяло поле c8 · черна дама на черно поле d8 · черен цар на бяло поле e8 · черен офицер на черно поле f8 · черен кон на бяло поле g8 · черен топ на черно поле h8 · черна пешка на черно поле a7 · черна пешка на бяло поле b7 · черна пешка на черно поле c7 · черна пешка на бяло поле d7 · черна пешка на бяло поле f7 · черна пешка на черно поле g7 · черна пешка на бяло поле h7 · черен кон на бяло поле c6 · бял офицер на бяло поле b5 · черна пешка на черно поле e5 · бяла пешка на бяло поле e4 · бял кон на бяло поле f3 · бяла пешка на бяло поле a2 · бяла пешка на черно поле b2 · бяла пешка на бяло поле c2 · бяла пешка на черно поле d2 · бяла пешка на черно поле f2 · бяла пешка на бяло поле g2 · бяла пешка на черно поле h2 · бял топ на черно поле a1 · бял кон на бяло поле b1 · бял офицер на черно поле c1 · бяла дама на бяло поле d1 · бял цар на черно поле e1 · бял топ на бяло поле h1 | черен топ на бяло поле a8 · черен офицер на бяло поле c8 · черна дама на черно поле d8 · черен цар на бяло поле e8 · черен офицер на черно поле f8 · черен кон на бяло поле g8 · черен топ на черно поле h8 · черна пешка на черно поле a7 · черна пешка на бяло поле b7 · черна пешка на черно поле c7 · черна пешка на бяло поле d7 · черна пешка на бяло поле f7 · черна пешка на черно поле g7 · черна пешка на бяло поле h7 · черен кон на бяло поле c6 · бял офицер на бяло поле b5 · черна пешка на черно поле e5 · бяла пешка на бяло поле e4 · бял кон на бяло поле f3 · бяла пешка на бяло поле a2 · бяла пешка на черно поле b2 · бяла пешка на бяло поле c2 · бяла пешка на черно поле d2 · бяла пешка на черно поле f2 · бяла пешка на бяло поле g2 · бяла пешка на черно поле h2 · бял топ на черно поле a1 · бял кон на бяло поле b1 · бял офицер на черно поле c1 · бяла дама на бяло поле d1 · бял цар на черно поле e1 · бял топ на бяло поле h1 | черен топ на бяло поле a8 · черен офицер на бяло поле c8 · черна дама на черно поле d8 · черен цар на бяло поле e8 · черен офицер на черно поле f8 · черен кон на бяло поле g8 · черен топ на черно поле h8 · черна пешка на черно поле a7 · черна пешка на бяло поле b7 · черна пешка на черно поле c7 · черна пешка на бяло поле d7 · черна пешка на бяло поле f7 · черна пешка на черно поле g7 · черна пешка на бяло поле h7 · черен кон на бяло поле c6 · бял офицер на бяло поле b5 · черна пешка на черно поле e5 · бяла пешка на бяло поле e4 · бял кон на бяло поле f3 · бяла пешка на бяло поле a2 · бяла пешка на черно поле b2 · бяла пешка на бяло поле c2 · бяла пешка на черно поле d2 · бяла пешка на черно поле f2 · бяла пешка на бяло поле g2 · бяла пешка на черно поле h2 · бял топ на черно поле a1 · бял кон на бяло поле b1 · бял офицер на черно поле c1 · бяла дама на бяло поле d1 · бял цар на черно поле e1 · бял топ на бяло поле h1 | черен топ на бяло поле a8 · черен офицер на бяло поле c8 · черна дама на черно поле d8 · черен цар на бяло поле e8 · черен офицер на черно поле f8 · черен кон на бяло поле g8 · черен топ на черно поле h8 · черна пешка на черно поле a7 · черна пешка на бяло поле b7 · черна пешка на черно поле c7 · черна пешка на бяло поле d7 · черна пешка на бяло поле f7 · черна пешка на черно поле g7 · черна пешка на бяло поле h7 · черен кон на бяло поле c6 · бял офицер на бяло поле b5 · черна пешка на черно поле e5 · бяла пешка на бяло поле e4 · бял кон на бяло поле f3 · бяла пешка на бяло поле a2 · бяла пешка на черно поле b2 · бяла пешка на бяло поле c2 · бяла пешка на черно поле d2 · бяла пешка на черно поле f2 · бяла пешка на бяло поле g2 · бяла пешка на черно поле h2 · бял топ на черно поле a1 · бял кон на бяло поле b1 · бял офицер на черно поле c1 · бяла дама на бяло поле d1 · бял цар на черно поле e1 · бял топ на бяло поле h1 | 8 |
| 7 | черен топ на бяло поле a8 · черен офицер на бяло поле c8 · черна дама на черно поле d8 · черен цар на бяло поле e8 · черен офицер на черно поле f8 · черен кон на бяло поле g8 · черен топ на черно поле h8 · черна пешка на черно поле a7 · черна пешка на бяло поле b7 · черна пешка на черно поле c7 · черна пешка на бяло поле d7 · черна пешка на бяло поле f7 · черна пешка на черно поле g7 · черна пешка на бяло поле h7 · черен кон на бяло поле c6 · бял офицер на бяло поле b5 · черна пешка на черно поле e5 · бяла пешка на бяло поле e4 · бял кон на бяло поле f3 · бяла пешка на бяло поле a2 · бяла пешка на черно поле b2 · бяла пешка на бяло поле c2 · бяла пешка на черно поле d2 · бяла пешка на черно поле f2 · бяла пешка на бяло поле g2 · бяла пешка на черно поле h2 · бял топ на черно поле a1 · бял кон на бяло поле b1 · бял офицер на черно поле c1 · бяла дама на бяло поле d1 · бял цар на черно поле e1 · бял топ на бяло поле h1 | черен топ на бяло поле a8 · черен офицер на бяло поле c8 · черна дама на черно поле d8 · черен цар на бяло поле e8 · черен офицер на черно поле f8 · черен кон на бяло поле g8 · черен топ на черно поле h8 · черна пешка на черно поле a7 · черна пешка на бяло поле b7 · черна пешка на черно поле c7 · черна пешка на бяло поле d7 · черна пешка на бяло поле f7 · черна пешка на черно поле g7 · черна пешка на бяло поле h7 · черен кон на бяло поле c6 · бял офицер на бяло поле b5 · черна пешка на черно поле e5 · бяла пешка на бяло поле e4 · бял кон на бяло поле f3 · бяла пешка на бяло поле a2 · бяла пешка на черно поле b2 · бяла пешка на бяло поле c2 · бяла пешка на черно поле d2 · бяла пешка на черно поле f2 · бяла пешка на бяло поле g2 · бяла пешка на черно поле h2 · бял топ на черно поле a1 · бял кон на бяло поле b1 · бял офицер на черно поле c1 · бяла дама на бяло поле d1 · бял цар на черно поле e1 · бял топ на бяло поле h1 | черен топ на бяло поле a8 · черен офицер на бяло поле c8 · черна дама на черно поле d8 · черен цар на бяло поле e8 · черен офицер на черно поле f8 · черен кон на бяло поле g8 · черен топ на черно поле h8 · черна пешка на черно поле a7 · черна пешка на бяло поле b7 · черна пешка на черно поле c7 · черна пешка на бяло поле d7 · черна пешка на бяло поле f7 · черна пешка на черно поле g7 · черна пешка на бяло поле h7 · черен кон на бяло поле c6 · бял офицер на бяло поле b5 · черна пешка на черно поле e5 · бяла пешка на бяло поле e4 · бял кон на бяло поле f3 · бяла пешка на бяло поле a2 · бяла пешка на черно поле b2 · бяла пешка на бяло поле c2 · бяла пешка на черно поле d2 · бяла пешка на черно поле f2 · бяла пешка на бяло поле g2 · бяла пешка на черно поле h2 · бял топ на черно поле a1 · бял кон на бяло поле b1 · бял офицер на черно поле c1 · бяла дама на бяло поле d1 · бял цар на черно поле e1 · бял топ на бяло поле h1 | черен топ на бяло поле a8 · черен офицер на бяло поле c8 · черна дама на черно поле d8 · черен цар на бяло поле e8 · черен офицер на черно поле f8 · черен кон на бяло поле g8 · черен топ на черно поле h8 · черна пешка на черно поле a7 · черна пешка на бяло поле b7 · черна пешка на черно поле c7 · черна пешка на бяло поле d7 · черна пешка на бяло поле f7 · черна пешка на черно поле g7 · черна пешка на бяло поле h7 · черен кон на бяло поле c6 · бял офицер на бяло поле b5 · черна пешка на черно поле e5 · бяла пешка на бяло поле e4 · бял кон на бяло поле f3 · бяла пешка на бяло поле a2 · бяла пешка на черно поле b2 · бяла пешка на бяло поле c2 · бяла пешка на черно поле d2 · бяла пешка на черно поле f2 · бяла пешка на бяло поле g2 · бяла пешка на черно поле h2 · бял топ на черно поле a1 · бял кон на бяло поле b1 · бял офицер на черно поле c1 · бяла дама на бяло поле d1 · бял цар на черно поле e1 · бял топ на бяло поле h1 | черен топ на бяло поле a8 · черен офицер на бяло поле c8 · черна дама на черно поле d8 · черен цар на бяло поле e8 · черен офицер на черно поле f8 · черен кон на бяло поле g8 · черен топ на черно поле h8 · черна пешка на черно поле a7 · черна пешка на бяло поле b7 · черна пешка на черно поле c7 · черна пешка на бяло поле d7 · черна пешка на бяло поле f7 · черна пешка на черно поле g7 · черна пешка на бяло поле h7 · черен кон на бяло поле c6 · бял офицер на бяло поле b5 · черна пешка на черно поле e5 · бяла пешка на бяло поле e4 · бял кон на бяло поле f3 · бяла пешка на бяло поле a2 · бяла пешка на черно поле b2 · бяла пешка на бяло поле c2 · бяла пешка на черно поле d2 · бяла пешка на черно поле f2 · бяла пешка на бяло поле g2 · бяла пешка на черно поле h2 · бял топ на черно поле a1 · бял кон на бяло поле b1 · бял офицер на черно поле c1 · бяла дама на бяло поле d1 · бял цар на черно поле e1 · бял топ на бяло поле h1 | черен топ на бяло поле a8 · черен офицер на бяло поле c8 · черна дама на черно поле d8 · черен цар на бяло поле e8 · черен офицер на черно поле f8 · черен кон на бяло поле g8 · черен топ на черно поле h8 · черна пешка на черно поле a7 · черна пешка на бяло поле b7 · черна пешка на черно поле c7 · черна пешка на бяло поле d7 · черна пешка на бяло поле f7 · черна пешка на черно поле g7 · черна пешка на бяло поле h7 · черен кон на бяло поле c6 · бял офицер на бяло поле b5 · черна пешка на черно поле e5 · бяла пешка на бяло поле e4 · бял кон на бяло поле f3 · бяла пешка на бяло поле a2 · бяла пешка на черно поле b2 · бяла пешка на бяло поле c2 · бяла пешка на черно поле d2 · бяла пешка на черно поле f2 · бяла пешка на бяло поле g2 · бяла пешка на черно поле h2 · бял топ на черно поле a1 · бял кон на бяло поле b1 · бял офицер на черно поле c1 · бяла дама на бяло поле d1 · бял цар на черно поле e1 · бял топ на бяло поле h1 | черен топ на бяло поле a8 · черен офицер на бяло поле c8 · черна дама на черно поле d8 · черен цар на бяло поле e8 · черен офицер на черно поле f8 · черен кон на бяло поле g8 · черен топ на черно поле h8 · черна пешка на черно поле a7 · черна пешка на бяло поле b7 · черна пешка на черно поле c7 · черна пешка на бяло поле d7 · черна пешка на бяло поле f7 · черна пешка на черно поле g7 · черна пешка на бяло поле h7 · черен кон на бяло поле c6 · бял офицер на бяло поле b5 · черна пешка на черно поле e5 · бяла пешка на бяло поле e4 · бял кон на бяло поле f3 · бяла пешка на бяло поле a2 · бяла пешка на черно поле b2 · бяла пешка на бяло поле c2 · бяла пешка на черно поле d2 · бяла пешка на черно поле f2 · бяла пешка на бяло поле g2 · бяла пешка на черно поле h2 · бял топ на черно поле a1 · бял кон на бяло поле b1 · бял офицер на черно поле c1 · бяла дама на бяло поле d1 · бял цар на черно поле e1 · бял топ на бяло поле h1 | черен топ на бяло поле a8 · черен офицер на бяло поле c8 · черна дама на черно поле d8 · черен цар на бяло поле e8 · черен офицер на черно поле f8 · черен кон на бяло поле g8 · черен топ на черно поле h8 · черна пешка на черно поле a7 · черна пешка на бяло поле b7 · черна пешка на черно поле c7 · черна пешка на бяло поле d7 · черна пешка на бяло поле f7 · черна пешка на черно поле g7 · черна пешка на бяло поле h7 · черен кон на бяло поле c6 · бял офицер на бяло поле b5 · черна пешка на черно поле e5 · бяла пешка на бяло поле e4 · бял кон на бяло поле f3 · бяла пешка на бяло поле a2 · бяла пешка на черно поле b2 · бяла пешка на бяло поле c2 · бяла пешка на черно поле d2 · бяла пешка на черно поле f2 · бяла пешка на бяло поле g2 · бяла пешка на черно поле h2 · бял топ на черно поле a1 · бял кон на бяло поле b1 · бял офицер на черно поле c1 · бяла дама на бяло поле d1 · бял цар на черно поле e1 · бял топ на бяло поле h1 | 7 |
| 6 | черен топ на бяло поле a8 · черен офицер на бяло поле c8 · черна дама на черно поле d8 · черен цар на бяло поле e8 · черен офицер на черно поле f8 · черен кон на бяло поле g8 · черен топ на черно поле h8 · черна пешка на черно поле a7 · черна пешка на бяло поле b7 · черна пешка на черно поле c7 · черна пешка на бяло поле d7 · черна пешка на бяло поле f7 · черна пешка на черно поле g7 · черна пешка на бяло поле h7 · черен кон на бяло поле c6 · бял офицер на бяло поле b5 · черна пешка на черно поле e5 · бяла пешка на бяло поле e4 · бял кон на бяло поле f3 · бяла пешка на бяло поле a2 · бяла пешка на черно поле b2 · бяла пешка на бяло поле c2 · бяла пешка на черно поле d2 · бяла пешка на черно поле f2 · бяла пешка на бяло поле g2 · бяла пешка на черно поле h2 · бял топ на черно поле a1 · бял кон на бяло поле b1 · бял офицер на черно поле c1 · бяла дама на бяло поле d1 · бял цар на черно поле e1 · бял топ на бяло поле h1 | черен топ на бяло поле a8 · черен офицер на бяло поле c8 · черна дама на черно поле d8 · черен цар на бяло поле e8 · черен офицер на черно поле f8 · черен кон на бяло поле g8 · черен топ на черно поле h8 · черна пешка на черно поле a7 · черна пешка на бяло поле b7 · черна пешка на черно поле c7 · черна пешка на бяло поле d7 · черна пешка на бяло поле f7 · черна пешка на черно поле g7 · черна пешка на бяло поле h7 · черен кон на бяло поле c6 · бял офицер на бяло поле b5 · черна пешка на черно поле e5 · бяла пешка на бяло поле e4 · бял кон на бяло поле f3 · бяла пешка на бяло поле a2 · бяла пешка на черно поле b2 · бяла пешка на бяло поле c2 · бяла пешка на черно поле d2 · бяла пешка на черно поле f2 · бяла пешка на бяло поле g2 · бяла пешка на черно поле h2 · бял топ на черно поле a1 · бял кон на бяло поле b1 · бял офицер на черно поле c1 · бяла дама на бяло поле d1 · бял цар на черно поле e1 · бял топ на бяло поле h1 | черен топ на бяло поле a8 · черен офицер на бяло поле c8 · черна дама на черно поле d8 · черен цар на бяло поле e8 · черен офицер на черно поле f8 · черен кон на бяло поле g8 · черен топ на черно поле h8 · черна пешка на черно поле a7 · черна пешка на бяло поле b7 · черна пешка на черно поле c7 · черна пешка на бяло поле d7 · черна пешка на бяло поле f7 · черна пешка на черно поле g7 · черна пешка на бяло поле h7 · черен кон на бяло поле c6 · бял офицер на бяло поле b5 · черна пешка на черно поле e5 · бяла пешка на бяло поле e4 · бял кон на бяло поле f3 · бяла пешка на бяло поле a2 · бяла пешка на черно поле b2 · бяла пешка на бяло поле c2 · бяла пешка на черно поле d2 · бяла пешка на черно поле f2 · бяла пешка на бяло поле g2 · бяла пешка на черно поле h2 · бял топ на черно поле a1 · бял кон на бяло поле b1 · бял офицер на черно поле c1 · бяла дама на бяло поле d1 · бял цар на черно поле e1 · бял топ на бяло поле h1 | черен топ на бяло поле a8 · черен офицер на бяло поле c8 · черна дама на черно поле d8 · черен цар на бяло поле e8 · черен офицер на черно поле f8 · черен кон на бяло поле g8 · черен топ на черно поле h8 · черна пешка на черно поле a7 · черна пешка на бяло поле b7 · черна пешка на черно поле c7 · черна пешка на бяло поле d7 · черна пешка на бяло поле f7 · черна пешка на черно поле g7 · черна пешка на бяло поле h7 · черен кон на бяло поле c6 · бял офицер на бяло поле b5 · черна пешка на черно поле e5 · бяла пешка на бяло поле e4 · бял кон на бяло поле f3 · бяла пешка на бяло поле a2 · бяла пешка на черно поле b2 · бяла пешка на бяло поле c2 · бяла пешка на черно поле d2 · бяла пешка на черно поле f2 · бяла пешка на бяло поле g2 · бяла пешка на черно поле h2 · бял топ на черно поле a1 · бял кон на бяло поле b1 · бял офицер на черно поле c1 · бяла дама на бяло поле d1 · бял цар на черно поле e1 · бял топ на бяло поле h1 | черен топ на бяло поле a8 · черен офицер на бяло поле c8 · черна дама на черно поле d8 · черен цар на бяло поле e8 · черен офицер на черно поле f8 · черен кон на бяло поле g8 · черен топ на черно поле h8 · черна пешка на черно поле a7 · черна пешка на бяло поле b7 · черна пешка на черно поле c7 · черна пешка на бяло поле d7 · черна пешка на бяло поле f7 · черна пешка на черно поле g7 · черна пешка на бяло поле h7 · черен кон на бяло поле c6 · бял офицер на бяло поле b5 · черна пешка на черно поле e5 · бяла пешка на бяло поле e4 · бял кон на бяло поле f3 · бяла пешка на бяло поле a2 · бяла пешка на черно поле b2 · бяла пешка на бяло поле c2 · бяла пешка на черно поле d2 · бяла пешка на черно поле f2 · бяла пешка на бяло поле g2 · бяла пешка на черно поле h2 · бял топ на черно поле a1 · бял кон на бяло поле b1 · бял офицер на черно поле c1 · бяла дама на бяло поле d1 · бял цар на черно поле e1 · бял топ на бяло поле h1 | черен топ на бяло поле a8 · черен офицер на бяло поле c8 · черна дама на черно поле d8 · черен цар на бяло поле e8 · черен офицер на черно поле f8 · черен кон на бяло поле g8 · черен топ на черно поле h8 · черна пешка на черно поле a7 · черна пешка на бяло поле b7 · черна пешка на черно поле c7 · черна пешка на бяло поле d7 · черна пешка на бяло поле f7 · черна пешка на черно поле g7 · черна пешка на бяло поле h7 · черен кон на бяло поле c6 · бял офицер на бяло поле b5 · черна пешка на черно поле e5 · бяла пешка на бяло поле e4 · бял кон на бяло поле f3 · бяла пешка на бяло поле a2 · бяла пешка на черно поле b2 · бяла пешка на бяло поле c2 · бяла пешка на черно поле d2 · бяла пешка на черно поле f2 · бяла пешка на бяло поле g2 · бяла пешка на черно поле h2 · бял топ на черно поле a1 · бял кон на бяло поле b1 · бял офицер на черно поле c1 · бяла дама на бяло поле d1 · бял цар на черно поле e1 · бял топ на бяло поле h1 | черен топ на бяло поле a8 · черен офицер на бяло поле c8 · черна дама на черно поле d8 · черен цар на бяло поле e8 · черен офицер на черно поле f8 · черен кон на бяло поле g8 · черен топ на черно поле h8 · черна пешка на черно поле a7 · черна пешка на бяло поле b7 · черна пешка на черно поле c7 · черна пешка на бяло поле d7 · черна пешка на бяло поле f7 · черна пешка на черно поле g7 · черна пешка на бяло поле h7 · черен кон на бяло поле c6 · бял офицер на бяло поле b5 · черна пешка на черно поле e5 · бяла пешка на бяло поле e4 · бял кон на бяло поле f3 · бяла пешка на бяло поле a2 · бяла пешка на черно поле b2 · бяла пешка на бяло поле c2 · бяла пешка на черно поле d2 · бяла пешка на черно поле f2 · бяла пешка на бяло поле g2 · бяла пешка на черно поле h2 · бял топ на черно поле a1 · бял кон на бяло поле b1 · бял офицер на черно поле c1 · бяла дама на бяло поле d1 · бял цар на черно поле e1 · бял топ на бяло поле h1 | черен топ на бяло поле a8 · черен офицер на бяло поле c8 · черна дама на черно поле d8 · черен цар на бяло поле e8 · черен офицер на черно поле f8 · черен кон на бяло поле g8 · черен топ на черно поле h8 · черна пешка на черно поле a7 · черна пешка на бяло поле b7 · черна пешка на черно поле c7 · черна пешка на бяло поле d7 · черна пешка на бяло поле f7 · черна пешка на черно поле g7 · черна пешка на бяло поле h7 · черен кон на бяло поле c6 · бял офицер на бяло поле b5 · черна пешка на черно поле e5 · бяла пешка на бяло поле e4 · бял кон на бяло поле f3 · бяла пешка на бяло поле a2 · бяла пешка на черно поле b2 · бяла пешка на бяло поле c2 · бяла пешка на черно поле d2 · бяла пешка на черно поле f2 · бяла пешка на бяло поле g2 · бяла пешка на черно поле h2 · бял топ на черно поле a1 · бял кон на бяло поле b1 · бял офицер на черно поле c1 · бяла дама на бяло поле d1 · бял цар на черно поле e1 · бял топ на бяло поле h1 | 6 |
| 5 | черен топ на бяло поле a8 · черен офицер на бяло поле c8 · черна дама на черно поле d8 · черен цар на бяло поле e8 · черен офицер на черно поле f8 · черен кон на бяло поле g8 · черен топ на черно поле h8 · черна пешка на черно поле a7 · черна пешка на бяло поле b7 · черна пешка на черно поле c7 · черна пешка на бяло поле d7 · черна пешка на бяло поле f7 · черна пешка на черно поле g7 · черна пешка на бяло поле h7 · черен кон на бяло поле c6 · бял офицер на бяло поле b5 · черна пешка на черно поле e5 · бяла пешка на бяло поле e4 · бял кон на бяло поле f3 · бяла пешка на бяло поле a2 · бяла пешка на черно поле b2 · бяла пешка на бяло поле c2 · бяла пешка на черно поле d2 · бяла пешка на черно поле f2 · бяла пешка на бяло поле g2 · бяла пешка на черно поле h2 · бял топ на черно поле a1 · бял кон на бяло поле b1 · бял офицер на черно поле c1 · бяла дама на бяло поле d1 · бял цар на черно поле e1 · бял топ на бяло поле h1 | черен топ на бяло поле a8 · черен офицер на бяло поле c8 · черна дама на черно поле d8 · черен цар на бяло поле e8 · черен офицер на черно поле f8 · черен кон на бяло поле g8 · черен топ на черно поле h8 · черна пешка на черно поле a7 · черна пешка на бяло поле b7 · черна пешка на черно поле c7 · черна пешка на бяло поле d7 · черна пешка на бяло поле f7 · черна пешка на черно поле g7 · черна пешка на бяло поле h7 · черен кон на бяло поле c6 · бял офицер на бяло поле b5 · черна пешка на черно поле e5 · бяла пешка на бяло поле e4 · бял кон на бяло поле f3 · бяла пешка на бяло поле a2 · бяла пешка на черно поле b2 · бяла пешка на бяло поле c2 · бяла пешка на черно поле d2 · бяла пешка на черно поле f2 · бяла пешка на бяло поле g2 · бяла пешка на черно поле h2 · бял топ на черно поле a1 · бял кон на бяло поле b1 · бял офицер на черно поле c1 · бяла дама на бяло поле d1 · бял цар на черно поле e1 · бял топ на бяло поле h1 | черен топ на бяло поле a8 · черен офицер на бяло поле c8 · черна дама на черно поле d8 · черен цар на бяло поле e8 · черен офицер на черно поле f8 · черен кон на бяло поле g8 · черен топ на черно поле h8 · черна пешка на черно поле a7 · черна пешка на бяло поле b7 · черна пешка на черно поле c7 · черна пешка на бяло поле d7 · черна пешка на бяло поле f7 · черна пешка на черно поле g7 · черна пешка на бяло поле h7 · черен кон на бяло поле c6 · бял офицер на бяло поле b5 · черна пешка на черно поле e5 · бяла пешка на бяло поле e4 · бял кон на бяло поле f3 · бяла пешка на бяло поле a2 · бяла пешка на черно поле b2 · бяла пешка на бяло поле c2 · бяла пешка на черно поле d2 · бяла пешка на черно поле f2 · бяла пешка на бяло поле g2 · бяла пешка на черно поле h2 · бял топ на черно поле a1 · бял кон на бяло поле b1 · бял офицер на черно поле c1 · бяла дама на бяло поле d1 · бял цар на черно поле e1 · бял топ на бяло поле h1 | черен топ на бяло поле a8 · черен офицер на бяло поле c8 · черна дама на черно поле d8 · черен цар на бяло поле e8 · черен офицер на черно поле f8 · черен кон на бяло поле g8 · черен топ на черно поле h8 · черна пешка на черно поле a7 · черна пешка на бяло поле b7 · черна пешка на черно поле c7 · черна пешка на бяло поле d7 · черна пешка на бяло поле f7 · черна пешка на черно поле g7 · черна пешка на бяло поле h7 · черен кон на бяло поле c6 · бял офицер на бяло поле b5 · черна пешка на черно поле e5 · бяла пешка на бяло поле e4 · бял кон на бяло поле f3 · бяла пешка на бяло поле a2 · бяла пешка на черно поле b2 · бяла пешка на бяло поле c2 · бяла пешка на черно поле d2 · бяла пешка на черно поле f2 · бяла пешка на бяло поле g2 · бяла пешка на черно поле h2 · бял топ на черно поле a1 · бял кон на бяло поле b1 · бял офицер на черно поле c1 · бяла дама на бяло поле d1 · бял цар на черно поле e1 · бял топ на бяло поле h1 | черен топ на бяло поле a8 · черен офицер на бяло поле c8 · черна дама на черно поле d8 · черен цар на бяло поле e8 · черен офицер на черно поле f8 · черен кон на бяло поле g8 · черен топ на черно поле h8 · черна пешка на черно поле a7 · черна пешка на бяло поле b7 · черна пешка на черно поле c7 · черна пешка на бяло поле d7 · черна пешка на бяло поле f7 · черна пешка на черно поле g7 · черна пешка на бяло поле h7 · черен кон на бяло поле c6 · бял офицер на бяло поле b5 · черна пешка на черно поле e5 · бяла пешка на бяло поле e4 · бял кон на бяло поле f3 · бяла пешка на бяло поле a2 · бяла пешка на черно поле b2 · бяла пешка на бяло поле c2 · бяла пешка на черно поле d2 · бяла пешка на черно поле f2 · бяла пешка на бяло поле g2 · бяла пешка на черно поле h2 · бял топ на черно поле a1 · бял кон на бяло поле b1 · бял офицер на черно поле c1 · бяла дама на бяло поле d1 · бял цар на черно поле e1 · бял топ на бяло поле h1 | черен топ на бяло поле a8 · черен офицер на бяло поле c8 · черна дама на черно поле d8 · черен цар на бяло поле e8 · черен офицер на черно поле f8 · черен кон на бяло поле g8 · черен топ на черно поле h8 · черна пешка на черно поле a7 · черна пешка на бяло поле b7 · черна пешка на черно поле c7 · черна пешка на бяло поле d7 · черна пешка на бяло поле f7 · черна пешка на черно поле g7 · черна пешка на бяло поле h7 · черен кон на бяло поле c6 · бял офицер на бяло поле b5 · черна пешка на черно поле e5 · бяла пешка на бяло поле e4 · бял кон на бяло поле f3 · бяла пешка на бяло поле a2 · бяла пешка на черно поле b2 · бяла пешка на бяло поле c2 · бяла пешка на черно поле d2 · бяла пешка на черно поле f2 · бяла пешка на бяло поле g2 · бяла пешка на черно поле h2 · бял топ на черно поле a1 · бял кон на бяло поле b1 · бял офицер на черно поле c1 · бяла дама на бяло поле d1 · бял цар на черно поле e1 · бял топ на бяло поле h1 | черен топ на бяло поле a8 · черен офицер на бяло поле c8 · черна дама на черно поле d8 · черен цар на бяло поле e8 · черен офицер на черно поле f8 · черен кон на бяло поле g8 · черен топ на черно поле h8 · черна пешка на черно поле a7 · черна пешка на бяло поле b7 · черна пешка на черно поле c7 · черна пешка на бяло поле d7 · черна пешка на бяло поле f7 · черна пешка на черно поле g7 · черна пешка на бяло поле h7 · черен кон на бяло поле c6 · бял офицер на бяло поле b5 · черна пешка на черно поле e5 · бяла пешка на бяло поле e4 · бял кон на бяло поле f3 · бяла пешка на бяло поле a2 · бяла пешка на черно поле b2 · бяла пешка на бяло поле c2 · бяла пешка на черно поле d2 · бяла пешка на черно поле f2 · бяла пешка на бяло поле g2 · бяла пешка на черно поле h2 · бял топ на черно поле a1 · бял кон на бяло поле b1 · бял офицер на черно поле c1 · бяла дама на бяло поле d1 · бял цар на черно поле e1 · бял топ на бяло поле h1 | черен топ на бяло поле a8 · черен офицер на бяло поле c8 · черна дама на черно поле d8 · черен цар на бяло поле e8 · черен офицер на черно поле f8 · черен кон на бяло поле g8 · черен топ на черно поле h8 · черна пешка на черно поле a7 · черна пешка на бяло поле b7 · черна пешка на черно поле c7 · черна пешка на бяло поле d7 · черна пешка на бяло поле f7 · черна пешка на черно поле g7 · черна пешка на бяло поле h7 · черен кон на бяло поле c6 · бял офицер на бяло поле b5 · черна пешка на черно поле e5 · бяла пешка на бяло поле e4 · бял кон на бяло поле f3 · бяла пешка на бяло поле a2 · бяла пешка на черно поле b2 · бяла пешка на бяло поле c2 · бяла пешка на черно поле d2 · бяла пешка на черно поле f2 · бяла пешка на бяло поле g2 · бяла пешка на черно поле h2 · бял топ на черно поле a1 · бял кон на бяло поле b1 · бял офицер на черно поле c1 · бяла дама на бяло поле d1 · бял цар на черно поле e1 · бял топ на бяло поле h1 | 5 |
| 4 | черен топ на бяло поле a8 · черен офицер на бяло поле c8 · черна дама на черно поле d8 · черен цар на бяло поле e8 · черен офицер на черно поле f8 · черен кон на бяло поле g8 · черен топ на черно поле h8 · черна пешка на черно поле a7 · черна пешка на бяло поле b7 · черна пешка на черно поле c7 · черна пешка на бяло поле d7 · черна пешка на бяло поле f7 · черна пешка на черно поле g7 · черна пешка на бяло поле h7 · черен кон на бяло поле c6 · бял офицер на бяло поле b5 · черна пешка на черно поле e5 · бяла пешка на бяло поле e4 · бял кон на бяло поле f3 · бяла пешка на бяло поле a2 · бяла пешка на черно поле b2 · бяла пешка на бяло поле c2 · бяла пешка на черно поле d2 · бяла пешка на черно поле f2 · бяла пешка на бяло поле g2 · бяла пешка на черно поле h2 · бял топ на черно поле a1 · бял кон на бяло поле b1 · бял офицер на черно поле c1 · бяла дама на бяло поле d1 · бял цар на черно поле e1 · бял топ на бяло поле h1 | черен топ на бяло поле a8 · черен офицер на бяло поле c8 · черна дама на черно поле d8 · черен цар на бяло поле e8 · черен офицер на черно поле f8 · черен кон на бяло поле g8 · черен топ на черно поле h8 · черна пешка на черно поле a7 · черна пешка на бяло поле b7 · черна пешка на черно поле c7 · черна пешка на бяло поле d7 · черна пешка на бяло поле f7 · черна пешка на черно поле g7 · черна пешка на бяло поле h7 · черен кон на бяло поле c6 · бял офицер на бяло поле b5 · черна пешка на черно поле e5 · бяла пешка на бяло поле e4 · бял кон на бяло поле f3 · бяла пешка на бяло поле a2 · бяла пешка на черно поле b2 · бяла пешка на бяло поле c2 · бяла пешка на черно поле d2 · бяла пешка на черно поле f2 · бяла пешка на бяло поле g2 · бяла пешка на черно поле h2 · бял топ на черно поле a1 · бял кон на бяло поле b1 · бял офицер на черно поле c1 · бяла дама на бяло поле d1 · бял цар на черно поле e1 · бял топ на бяло поле h1 | черен топ на бяло поле a8 · черен офицер на бяло поле c8 · черна дама на черно поле d8 · черен цар на бяло поле e8 · черен офицер на черно поле f8 · черен кон на бяло поле g8 · черен топ на черно поле h8 · черна пешка на черно поле a7 · черна пешка на бяло поле b7 · черна пешка на черно поле c7 · черна пешка на бяло поле d7 · черна пешка на бяло поле f7 · черна пешка на черно поле g7 · черна пешка на бяло поле h7 · черен кон на бяло поле c6 · бял офицер на бяло поле b5 · черна пешка на черно поле e5 · бяла пешка на бяло поле e4 · бял кон на бяло поле f3 · бяла пешка на бяло поле a2 · бяла пешка на черно поле b2 · бяла пешка на бяло поле c2 · бяла пешка на черно поле d2 · бяла пешка на черно поле f2 · бяла пешка на бяло поле g2 · бяла пешка на черно поле h2 · бял топ на черно поле a1 · бял кон на бяло поле b1 · бял офицер на черно поле c1 · бяла дама на бяло поле d1 · бял цар на черно поле e1 · бял топ на бяло поле h1 | черен топ на бяло поле a8 · черен офицер на бяло поле c8 · черна дама на черно поле d8 · черен цар на бяло поле e8 · черен офицер на черно поле f8 · черен кон на бяло поле g8 · черен топ на черно поле h8 · черна пешка на черно поле a7 · черна пешка на бяло поле b7 · черна пешка на черно поле c7 · черна пешка на бяло поле d7 · черна пешка на бяло поле f7 · черна пешка на черно поле g7 · черна пешка на бяло поле h7 · черен кон на бяло поле c6 · бял офицер на бяло поле b5 · черна пешка на черно поле e5 · бяла пешка на бяло поле e4 · бял кон на бяло поле f3 · бяла пешка на бяло поле a2 · бяла пешка на черно поле b2 · бяла пешка на бяло поле c2 · бяла пешка на черно поле d2 · бяла пешка на черно поле f2 · бяла пешка на бяло поле g2 · бяла пешка на черно поле h2 · бял топ на черно поле a1 · бял кон на бяло поле b1 · бял офицер на черно поле c1 · бяла дама на бяло поле d1 · бял цар на черно поле e1 · бял топ на бяло поле h1 | черен топ на бяло поле a8 · черен офицер на бяло поле c8 · черна дама на черно поле d8 · черен цар на бяло поле e8 · черен офицер на черно поле f8 · черен кон на бяло поле g8 · черен топ на черно поле h8 · черна пешка на черно поле a7 · черна пешка на бяло поле b7 · черна пешка на черно поле c7 · черна пешка на бяло поле d7 · черна пешка на бяло поле f7 · черна пешка на черно поле g7 · черна пешка на бяло поле h7 · черен кон на бяло поле c6 · бял офицер на бяло поле b5 · черна пешка на черно поле e5 · бяла пешка на бяло поле e4 · бял кон на бяло поле f3 · бяла пешка на бяло поле a2 · бяла пешка на черно поле b2 · бяла пешка на бяло поле c2 · бяла пешка на черно поле d2 · бяла пешка на черно поле f2 · бяла пешка на бяло поле g2 · бяла пешка на черно поле h2 · бял топ на черно поле a1 · бял кон на бяло поле b1 · бял офицер на черно поле c1 · бяла дама на бяло поле d1 · бял цар на черно поле e1 · бял топ на бяло поле h1 | черен топ на бяло поле a8 · черен офицер на бяло поле c8 · черна дама на черно поле d8 · черен цар на бяло поле e8 · черен офицер на черно поле f8 · черен кон на бяло поле g8 · черен топ на черно поле h8 · черна пешка на черно поле a7 · черна пешка на бяло поле b7 · черна пешка на черно поле c7 · черна пешка на бяло поле d7 · черна пешка на бяло поле f7 · черна пешка на черно поле g7 · черна пешка на бяло поле h7 · черен кон на бяло поле c6 · бял офицер на бяло поле b5 · черна пешка на черно поле e5 · бяла пешка на бяло поле e4 · бял кон на бяло поле f3 · бяла пешка на бяло поле a2 · бяла пешка на черно поле b2 · бяла пешка на бяло поле c2 · бяла пешка на черно поле d2 · бяла пешка на черно поле f2 · бяла пешка на бяло поле g2 · бяла пешка на черно поле h2 · бял топ на черно поле a1 · бял кон на бяло поле b1 · бял офицер на черно поле c1 · бяла дама на бяло поле d1 · бял цар на черно поле e1 · бял топ на бяло поле h1 | черен топ на бяло поле a8 · черен офицер на бяло поле c8 · черна дама на черно поле d8 · черен цар на бяло поле e8 · черен офицер на черно поле f8 · черен кон на бяло поле g8 · черен топ на черно поле h8 · черна пешка на черно поле a7 · черна пешка на бяло поле b7 · черна пешка на черно поле c7 · черна пешка на бяло поле d7 · черна пешка на бяло поле f7 · черна пешка на черно поле g7 · черна пешка на бяло поле h7 · черен кон на бяло поле c6 · бял офицер на бяло поле b5 · черна пешка на черно поле e5 · бяла пешка на бяло поле e4 · бял кон на бяло поле f3 · бяла пешка на бяло поле a2 · бяла пешка на черно поле b2 · бяла пешка на бяло поле c2 · бяла пешка на черно поле d2 · бяла пешка на черно поле f2 · бяла пешка на бяло поле g2 · бяла пешка на черно поле h2 · бял топ на черно поле a1 · бял кон на бяло поле b1 · бял офицер на черно поле c1 · бяла дама на бяло поле d1 · бял цар на черно поле e1 · бял топ на бяло поле h1 | черен топ на бяло поле a8 · черен офицер на бяло поле c8 · черна дама на черно поле d8 · черен цар на бяло поле e8 · черен офицер на черно поле f8 · черен кон на бяло поле g8 · черен топ на черно поле h8 · черна пешка на черно поле a7 · черна пешка на бяло поле b7 · черна пешка на черно поле c7 · черна пешка на бяло поле d7 · черна пешка на бяло поле f7 · черна пешка на черно поле g7 · черна пешка на бяло поле h7 · черен кон на бяло поле c6 · бял офицер на бяло поле b5 · черна пешка на черно поле e5 · бяла пешка на бяло поле e4 · бял кон на бяло поле f3 · бяла пешка на бяло поле a2 · бяла пешка на черно поле b2 · бяла пешка на бяло поле c2 · бяла пешка на черно поле d2 · бяла пешка на черно поле f2 · бяла пешка на бяло поле g2 · бяла пешка на черно поле h2 · бял топ на черно поле a1 · бял кон на бяло поле b1 · бял офицер на черно поле c1 · бяла дама на бяло поле d1 · бял цар на черно поле e1 · бял топ на бяло поле h1 | 4 |
| 3 | черен топ на бяло поле a8 · черен офицер на бяло поле c8 · черна дама на черно поле d8 · черен цар на бяло поле e8 · черен офицер на черно поле f8 · черен кон на бяло поле g8 · черен топ на черно поле h8 · черна пешка на черно поле a7 · черна пешка на бяло поле b7 · черна пешка на черно поле c7 · черна пешка на бяло поле d7 · черна пешка на бяло поле f7 · черна пешка на черно поле g7 · черна пешка на бяло поле h7 · черен кон на бяло поле c6 · бял офицер на бяло поле b5 · черна пешка на черно поле e5 · бяла пешка на бяло поле e4 · бял кон на бяло поле f3 · бяла пешка на бяло поле a2 · бяла пешка на черно поле b2 · бяла пешка на бяло поле c2 · бяла пешка на черно поле d2 · бяла пешка на черно поле f2 · бяла пешка на бяло поле g2 · бяла пешка на черно поле h2 · бял топ на черно поле a1 · бял кон на бяло поле b1 · бял офицер на черно поле c1 · бяла дама на бяло поле d1 · бял цар на черно поле e1 · бял топ на бяло поле h1 | черен топ на бяло поле a8 · черен офицер на бяло поле c8 · черна дама на черно поле d8 · черен цар на бяло поле e8 · черен офицер на черно поле f8 · черен кон на бяло поле g8 · черен топ на черно поле h8 · черна пешка на черно поле a7 · черна пешка на бяло поле b7 · черна пешка на черно поле c7 · черна пешка на бяло поле d7 · черна пешка на бяло поле f7 · черна пешка на черно поле g7 · черна пешка на бяло поле h7 · черен кон на бяло поле c6 · бял офицер на бяло поле b5 · черна пешка на черно поле e5 · бяла пешка на бяло поле e4 · бял кон на бяло поле f3 · бяла пешка на бяло поле a2 · бяла пешка на черно поле b2 · бяла пешка на бяло поле c2 · бяла пешка на черно поле d2 · бяла пешка на черно поле f2 · бяла пешка на бяло поле g2 · бяла пешка на черно поле h2 · бял топ на черно поле a1 · бял кон на бяло поле b1 · бял офицер на черно поле c1 · бяла дама на бяло поле d1 · бял цар на черно поле e1 · бял топ на бяло поле h1 | черен топ на бяло поле a8 · черен офицер на бяло поле c8 · черна дама на черно поле d8 · черен цар на бяло поле e8 · черен офицер на черно поле f8 · черен кон на бяло поле g8 · черен топ на черно поле h8 · черна пешка на черно поле a7 · черна пешка на бяло поле b7 · черна пешка на черно поле c7 · черна пешка на бяло поле d7 · черна пешка на бяло поле f7 · черна пешка на черно поле g7 · черна пешка на бяло поле h7 · черен кон на бяло поле c6 · бял офицер на бяло поле b5 · черна пешка на черно поле e5 · бяла пешка на бяло поле e4 · бял кон на бяло поле f3 · бяла пешка на бяло поле a2 · бяла пешка на черно поле b2 · бяла пешка на бяло поле c2 · бяла пешка на черно поле d2 · бяла пешка на черно поле f2 · бяла пешка на бяло поле g2 · бяла пешка на черно поле h2 · бял топ на черно поле a1 · бял кон на бяло поле b1 · бял офицер на черно поле c1 · бяла дама на бяло поле d1 · бял цар на черно поле e1 · бял топ на бяло поле h1 | черен топ на бяло поле a8 · черен офицер на бяло поле c8 · черна дама на черно поле d8 · черен цар на бяло поле e8 · черен офицер на черно поле f8 · черен кон на бяло поле g8 · черен топ на черно поле h8 · черна пешка на черно поле a7 · черна пешка на бяло поле b7 · черна пешка на черно поле c7 · черна пешка на бяло поле d7 · черна пешка на бяло поле f7 · черна пешка на черно поле g7 · черна пешка на бяло поле h7 · черен кон на бяло поле c6 · бял офицер на бяло поле b5 · черна пешка на черно поле e5 · бяла пешка на бяло поле e4 · бял кон на бяло поле f3 · бяла пешка на бяло поле a2 · бяла пешка на черно поле b2 · бяла пешка на бяло поле c2 · бяла пешка на черно поле d2 · бяла пешка на черно поле f2 · бяла пешка на бяло поле g2 · бяла пешка на черно поле h2 · бял топ на черно поле a1 · бял кон на бяло поле b1 · бял офицер на черно поле c1 · бяла дама на бяло поле d1 · бял цар на черно поле e1 · бял топ на бяло поле h1 | черен топ на бяло поле a8 · черен офицер на бяло поле c8 · черна дама на черно поле d8 · черен цар на бяло поле e8 · черен офицер на черно поле f8 · черен кон на бяло поле g8 · черен топ на черно поле h8 · черна пешка на черно поле a7 · черна пешка на бяло поле b7 · черна пешка на черно поле c7 · черна пешка на бяло поле d7 · черна пешка на бяло поле f7 · черна пешка на черно поле g7 · черна пешка на бяло поле h7 · черен кон на бяло поле c6 · бял офицер на бяло поле b5 · черна пешка на черно поле e5 · бяла пешка на бяло поле e4 · бял кон на бяло поле f3 · бяла пешка на бяло поле a2 · бяла пешка на черно поле b2 · бяла пешка на бяло поле c2 · бяла пешка на черно поле d2 · бяла пешка на черно поле f2 · бяла пешка на бяло поле g2 · бяла пешка на черно поле h2 · бял топ на черно поле a1 · бял кон на бяло поле b1 · бял офицер на черно поле c1 · бяла дама на бяло поле d1 · бял цар на черно поле e1 · бял топ на бяло поле h1 | черен топ на бяло поле a8 · черен офицер на бяло поле c8 · черна дама на черно поле d8 · черен цар на бяло поле e8 · черен офицер на черно поле f8 · черен кон на бяло поле g8 · черен топ на черно поле h8 · черна пешка на черно поле a7 · черна пешка на бяло поле b7 · черна пешка на черно поле c7 · черна пешка на бяло поле d7 · черна пешка на бяло поле f7 · черна пешка на черно поле g7 · черна пешка на бяло поле h7 · черен кон на бяло поле c6 · бял офицер на бяло поле b5 · черна пешка на черно поле e5 · бяла пешка на бяло поле e4 · бял кон на бяло поле f3 · бяла пешка на бяло поле a2 · бяла пешка на черно поле b2 · бяла пешка на бяло поле c2 · бяла пешка на черно поле d2 · бяла пешка на черно поле f2 · бяла пешка на бяло поле g2 · бяла пешка на черно поле h2 · бял топ на черно поле a1 · бял кон на бяло поле b1 · бял офицер на черно поле c1 · бяла дама на бяло поле d1 · бял цар на черно поле e1 · бял топ на бяло поле h1 | черен топ на бяло поле a8 · черен офицер на бяло поле c8 · черна дама на черно поле d8 · черен цар на бяло поле e8 · черен офицер на черно поле f8 · черен кон на бяло поле g8 · черен топ на черно поле h8 · черна пешка на черно поле a7 · черна пешка на бяло поле b7 · черна пешка на черно поле c7 · черна пешка на бяло поле d7 · черна пешка на бяло поле f7 · черна пешка на черно поле g7 · черна пешка на бяло поле h7 · черен кон на бяло поле c6 · бял офицер на бяло поле b5 · черна пешка на черно поле e5 · бяла пешка на бяло поле e4 · бял кон на бяло поле f3 · бяла пешка на бяло поле a2 · бяла пешка на черно поле b2 · бяла пешка на бяло поле c2 · бяла пешка на черно поле d2 · бяла пешка на черно поле f2 · бяла пешка на бяло поле g2 · бяла пешка на черно поле h2 · бял топ на черно поле a1 · бял кон на бяло поле b1 · бял офицер на черно поле c1 · бяла дама на бяло поле d1 · бял цар на черно поле e1 · бял топ на бяло поле h1 | черен топ на бяло поле a8 · черен офицер на бяло поле c8 · черна дама на черно поле d8 · черен цар на бяло поле e8 · черен офицер на черно поле f8 · черен кон на бяло поле g8 · черен топ на черно поле h8 · черна пешка на черно поле a7 · черна пешка на бяло поле b7 · черна пешка на черно поле c7 · черна пешка на бяло поле d7 · черна пешка на бяло поле f7 · черна пешка на черно поле g7 · черна пешка на бяло поле h7 · черен кон на бяло поле c6 · бял офицер на бяло поле b5 · черна пешка на черно поле e5 · бяла пешка на бяло поле e4 · бял кон на бяло поле f3 · бяла пешка на бяло поле a2 · бяла пешка на черно поле b2 · бяла пешка на бяло поле c2 · бяла пешка на черно поле d2 · бяла пешка на черно поле f2 · бяла пешка на бяло поле g2 · бяла пешка на черно поле h2 · бял топ на черно поле a1 · бял кон на бяло поле b1 · бял офицер на черно поле c1 · бяла дама на бяло поле d1 · бял цар на черно поле e1 · бял топ на бяло поле h1 | 3 |
| 2 | черен топ на бяло поле a8 · черен офицер на бяло поле c8 · черна дама на черно поле d8 · черен цар на бяло поле e8 · черен офицер на черно поле f8 · черен кон на бяло поле g8 · черен топ на черно поле h8 · черна пешка на черно поле a7 · черна пешка на бяло поле b7 · черна пешка на черно поле c7 · черна пешка на бяло поле d7 · черна пешка на бяло поле f7 · черна пешка на черно поле g7 · черна пешка на бяло поле h7 · черен кон на бяло поле c6 · бял офицер на бяло поле b5 · черна пешка на черно поле e5 · бяла пешка на бяло поле e4 · бял кон на бяло поле f3 · бяла пешка на бяло поле a2 · бяла пешка на черно поле b2 · бяла пешка на бяло поле c2 · бяла пешка на черно поле d2 · бяла пешка на черно поле f2 · бяла пешка на бяло поле g2 · бяла пешка на черно поле h2 · бял топ на черно поле a1 · бял кон на бяло поле b1 · бял офицер на черно поле c1 · бяла дама на бяло поле d1 · бял цар на черно поле e1 · бял топ на бяло поле h1 | черен топ на бяло поле a8 · черен офицер на бяло поле c8 · черна дама на черно поле d8 · черен цар на бяло поле e8 · черен офицер на черно поле f8 · черен кон на бяло поле g8 · черен топ на черно поле h8 · черна пешка на черно поле a7 · черна пешка на бяло поле b7 · черна пешка на черно поле c7 · черна пешка на бяло поле d7 · черна пешка на бяло поле f7 · черна пешка на черно поле g7 · черна пешка на бяло поле h7 · черен кон на бяло поле c6 · бял офицер на бяло поле b5 · черна пешка на черно поле e5 · бяла пешка на бяло поле e4 · бял кон на бяло поле f3 · бяла пешка на бяло поле a2 · бяла пешка на черно поле b2 · бяла пешка на бяло поле c2 · бяла пешка на черно поле d2 · бяла пешка на черно поле f2 · бяла пешка на бяло поле g2 · бяла пешка на черно поле h2 · бял топ на черно поле a1 · бял кон на бяло поле b1 · бял офицер на черно поле c1 · бяла дама на бяло поле d1 · бял цар на черно поле e1 · бял топ на бяло поле h1 | черен топ на бяло поле a8 · черен офицер на бяло поле c8 · черна дама на черно поле d8 · черен цар на бяло поле e8 · черен офицер на черно поле f8 · черен кон на бяло поле g8 · черен топ на черно поле h8 · черна пешка на черно поле a7 · черна пешка на бяло поле b7 · черна пешка на черно поле c7 · черна пешка на бяло поле d7 · черна пешка на бяло поле f7 · черна пешка на черно поле g7 · черна пешка на бяло поле h7 · черен кон на бяло поле c6 · бял офицер на бяло поле b5 · черна пешка на черно поле e5 · бяла пешка на бяло поле e4 · бял кон на бяло поле f3 · бяла пешка на бяло поле a2 · бяла пешка на черно поле b2 · бяла пешка на бяло поле c2 · бяла пешка на черно поле d2 · бяла пешка на черно поле f2 · бяла пешка на бяло поле g2 · бяла пешка на черно поле h2 · бял топ на черно поле a1 · бял кон на бяло поле b1 · бял офицер на черно поле c1 · бяла дама на бяло поле d1 · бял цар на черно поле e1 · бял топ на бяло поле h1 | черен топ на бяло поле a8 · черен офицер на бяло поле c8 · черна дама на черно поле d8 · черен цар на бяло поле e8 · черен офицер на черно поле f8 · черен кон на бяло поле g8 · черен топ на черно поле h8 · черна пешка на черно поле a7 · черна пешка на бяло поле b7 · черна пешка на черно поле c7 · черна пешка на бяло поле d7 · черна пешка на бяло поле f7 · черна пешка на черно поле g7 · черна пешка на бяло поле h7 · черен кон на бяло поле c6 · бял офицер на бяло поле b5 · черна пешка на черно поле e5 · бяла пешка на бяло поле e4 · бял кон на бяло поле f3 · бяла пешка на бяло поле a2 · бяла пешка на черно поле b2 · бяла пешка на бяло поле c2 · бяла пешка на черно поле d2 · бяла пешка на черно поле f2 · бяла пешка на бяло поле g2 · бяла пешка на черно поле h2 · бял топ на черно поле a1 · бял кон на бяло поле b1 · бял офицер на черно поле c1 · бяла дама на бяло поле d1 · бял цар на черно поле e1 · бял топ на бяло поле h1 | черен топ на бяло поле a8 · черен офицер на бяло поле c8 · черна дама на черно поле d8 · черен цар на бяло поле e8 · черен офицер на черно поле f8 · черен кон на бяло поле g8 · черен топ на черно поле h8 · черна пешка на черно поле a7 · черна пешка на бяло поле b7 · черна пешка на черно поле c7 · черна пешка на бяло поле d7 · черна пешка на бяло поле f7 · черна пешка на черно поле g7 · черна пешка на бяло поле h7 · черен кон на бяло поле c6 · бял офицер на бяло поле b5 · черна пешка на черно поле e5 · бяла пешка на бяло поле e4 · бял кон на бяло поле f3 · бяла пешка на бяло поле a2 · бяла пешка на черно поле b2 · бяла пешка на бяло поле c2 · бяла пешка на черно поле d2 · бяла пешка на черно поле f2 · бяла пешка на бяло поле g2 · бяла пешка на черно поле h2 · бял топ на черно поле a1 · бял кон на бяло поле b1 · бял офицер на черно поле c1 · бяла дама на бяло поле d1 · бял цар на черно поле e1 · бял топ на бяло поле h1 | черен топ на бяло поле a8 · черен офицер на бяло поле c8 · черна дама на черно поле d8 · черен цар на бяло поле e8 · черен офицер на черно поле f8 · черен кон на бяло поле g8 · черен топ на черно поле h8 · черна пешка на черно поле a7 · черна пешка на бяло поле b7 · черна пешка на черно поле c7 · черна пешка на бяло поле d7 · черна пешка на бяло поле f7 · черна пешка на черно поле g7 · черна пешка на бяло поле h7 · черен кон на бяло поле c6 · бял офицер на бяло поле b5 · черна пешка на черно поле e5 · бяла пешка на бяло поле e4 · бял кон на бяло поле f3 · бяла пешка на бяло поле a2 · бяла пешка на черно поле b2 · бяла пешка на бяло поле c2 · бяла пешка на черно поле d2 · бяла пешка на черно поле f2 · бяла пешка на бяло поле g2 · бяла пешка на черно поле h2 · бял топ на черно поле a1 · бял кон на бяло поле b1 · бял офицер на черно поле c1 · бяла дама на бяло поле d1 · бял цар на черно поле e1 · бял топ на бяло поле h1 | черен топ на бяло поле a8 · черен офицер на бяло поле c8 · черна дама на черно поле d8 · черен цар на бяло поле e8 · черен офицер на черно поле f8 · черен кон на бяло поле g8 · черен топ на черно поле h8 · черна пешка на черно поле a7 · черна пешка на бяло поле b7 · черна пешка на черно поле c7 · черна пешка на бяло поле d7 · черна пешка на бяло поле f7 · черна пешка на черно поле g7 · черна пешка на бяло поле h7 · черен кон на бяло поле c6 · бял офицер на бяло поле b5 · черна пешка на черно поле e5 · бяла пешка на бяло поле e4 · бял кон на бяло поле f3 · бяла пешка на бяло поле a2 · бяла пешка на черно поле b2 · бяла пешка на бяло поле c2 · бяла пешка на черно поле d2 · бяла пешка на черно поле f2 · бяла пешка на бяло поле g2 · бяла пешка на черно поле h2 · бял топ на черно поле a1 · бял кон на бяло поле b1 · бял офицер на черно поле c1 · бяла дама на бяло поле d1 · бял цар на черно поле e1 · бял топ на бяло поле h1 | черен топ на бяло поле a8 · черен офицер на бяло поле c8 · черна дама на черно поле d8 · черен цар на бяло поле e8 · черен офицер на черно поле f8 · черен кон на бяло поле g8 · черен топ на черно поле h8 · черна пешка на черно поле a7 · черна пешка на бяло поле b7 · черна пешка на черно поле c7 · черна пешка на бяло поле d7 · черна пешка на бяло поле f7 · черна пешка на черно поле g7 · черна пешка на бяло поле h7 · черен кон на бяло поле c6 · бял офицер на бяло поле b5 · черна пешка на черно поле e5 · бяла пешка на бяло поле e4 · бял кон на бяло поле f3 · бяла пешка на бяло поле a2 · бяла пешка на черно поле b2 · бяла пешка на бяло поле c2 · бяла пешка на черно поле d2 · бяла пешка на черно поле f2 · бяла пешка на бяло поле g2 · бяла пешка на черно поле h2 · бял топ на черно поле a1 · бял кон на бяло поле b1 · бял офицер на черно поле c1 · бяла дама на бяло поле d1 · бял цар на черно поле e1 · бял топ на бяло поле h1 | 2 |
| 1 | черен топ на бяло поле a8 · черен офицер на бяло поле c8 · черна дама на черно поле d8 · черен цар на бяло поле e8 · черен офицер на черно поле f8 · черен кон на бяло поле g8 · черен топ на черно поле h8 · черна пешка на черно поле a7 · черна пешка на бяло поле b7 · черна пешка на черно поле c7 · черна пешка на бяло поле d7 · черна пешка на бяло поле f7 · черна пешка на черно поле g7 · черна пешка на бяло поле h7 · черен кон на бяло поле c6 · бял офицер на бяло поле b5 · черна пешка на черно поле e5 · бяла пешка на бяло поле e4 · бял кон на бяло поле f3 · бяла пешка на бяло поле a2 · бяла пешка на черно поле b2 · бяла пешка на бяло поле c2 · бяла пешка на черно поле d2 · бяла пешка на черно поле f2 · бяла пешка на бяло поле g2 · бяла пешка на черно поле h2 · бял топ на черно поле a1 · бял кон на бяло поле b1 · бял офицер на черно поле c1 · бяла дама на бяло поле d1 · бял цар на черно поле e1 · бял топ на бяло поле h1 | черен топ на бяло поле a8 · черен офицер на бяло поле c8 · черна дама на черно поле d8 · черен цар на бяло поле e8 · черен офицер на черно поле f8 · черен кон на бяло поле g8 · черен топ на черно поле h8 · черна пешка на черно поле a7 · черна пешка на бяло поле b7 · черна пешка на черно поле c7 · черна пешка на бяло поле d7 · черна пешка на бяло поле f7 · черна пешка на черно поле g7 · черна пешка на бяло поле h7 · черен кон на бяло поле c6 · бял офицер на бяло поле b5 · черна пешка на черно поле e5 · бяла пешка на бяло поле e4 · бял кон на бяло поле f3 · бяла пешка на бяло поле a2 · бяла пешка на черно поле b2 · бяла пешка на бяло поле c2 · бяла пешка на черно поле d2 · бяла пешка на черно поле f2 · бяла пешка на бяло поле g2 · бяла пешка на черно поле h2 · бял топ на черно поле a1 · бял кон на бяло поле b1 · бял офицер на черно поле c1 · бяла дама на бяло поле d1 · бял цар на черно поле e1 · бял топ на бяло поле h1 | черен топ на бяло поле a8 · черен офицер на бяло поле c8 · черна дама на черно поле d8 · черен цар на бяло поле e8 · черен офицер на черно поле f8 · черен кон на бяло поле g8 · черен топ на черно поле h8 · черна пешка на черно поле a7 · черна пешка на бяло поле b7 · черна пешка на черно поле c7 · черна пешка на бяло поле d7 · черна пешка на бяло поле f7 · черна пешка на черно поле g7 · черна пешка на бяло поле h7 · черен кон на бяло поле c6 · бял офицер на бяло поле b5 · черна пешка на черно поле e5 · бяла пешка на бяло поле e4 · бял кон на бяло поле f3 · бяла пешка на бяло поле a2 · бяла пешка на черно поле b2 · бяла пешка на бяло поле c2 · бяла пешка на черно поле d2 · бяла пешка на черно поле f2 · бяла пешка на бяло поле g2 · бяла пешка на черно поле h2 · бял топ на черно поле a1 · бял кон на бяло поле b1 · бял офицер на черно поле c1 · бяла дама на бяло поле d1 · бял цар на черно поле e1 · бял топ на бяло поле h1 | черен топ на бяло поле a8 · черен офицер на бяло поле c8 · черна дама на черно поле d8 · черен цар на бяло поле e8 · черен офицер на черно поле f8 · черен кон на бяло поле g8 · черен топ на черно поле h8 · черна пешка на черно поле a7 · черна пешка на бяло поле b7 · черна пешка на черно поле c7 · черна пешка на бяло поле d7 · черна пешка на бяло поле f7 · черна пешка на черно поле g7 · черна пешка на бяло поле h7 · черен кон на бяло поле c6 · бял офицер на бяло поле b5 · черна пешка на черно поле e5 · бяла пешка на бяло поле e4 · бял кон на бяло поле f3 · бяла пешка на бяло поле a2 · бяла пешка на черно поле b2 · бяла пешка на бяло поле c2 · бяла пешка на черно поле d2 · бяла пешка на черно поле f2 · бяла пешка на бяло поле g2 · бяла пешка на черно поле h2 · бял топ на черно поле a1 · бял кон на бяло поле b1 · бял офицер на черно поле c1 · бяла дама на бяло поле d1 · бял цар на черно поле e1 · бял топ на бяло поле h1 | черен топ на бяло поле a8 · черен офицер на бяло поле c8 · черна дама на черно поле d8 · черен цар на бяло поле e8 · черен офицер на черно поле f8 · черен кон на бяло поле g8 · черен топ на черно поле h8 · черна пешка на черно поле a7 · черна пешка на бяло поле b7 · черна пешка на черно поле c7 · черна пешка на бяло поле d7 · черна пешка на бяло поле f7 · черна пешка на черно поле g7 · черна пешка на бяло поле h7 · черен кон на бяло поле c6 · бял офицер на бяло поле b5 · черна пешка на черно поле e5 · бяла пешка на бяло поле e4 · бял кон на бяло поле f3 · бяла пешка на бяло поле a2 · бяла пешка на черно поле b2 · бяла пешка на бяло поле c2 · бяла пешка на черно поле d2 · бяла пешка на черно поле f2 · бяла пешка на бяло поле g2 · бяла пешка на черно поле h2 · бял топ на черно поле a1 · бял кон на бяло поле b1 · бял офицер на черно поле c1 · бяла дама на бяло поле d1 · бял цар на черно поле e1 · бял топ на бяло поле h1 | черен топ на бяло поле a8 · черен офицер на бяло поле c8 · черна дама на черно поле d8 · черен цар на бяло поле e8 · черен офицер на черно поле f8 · черен кон на бяло поле g8 · черен топ на черно поле h8 · черна пешка на черно поле a7 · черна пешка на бяло поле b7 · черна пешка на черно поле c7 · черна пешка на бяло поле d7 · черна пешка на бяло поле f7 · черна пешка на черно поле g7 · черна пешка на бяло поле h7 · черен кон на бяло поле c6 · бял офицер на бяло поле b5 · черна пешка на черно поле e5 · бяла пешка на бяло поле e4 · бял кон на бяло поле f3 · бяла пешка на бяло поле a2 · бяла пешка на черно поле b2 · бяла пешка на бяло поле c2 · бяла пешка на черно поле d2 · бяла пешка на черно поле f2 · бяла пешка на бяло поле g2 · бяла пешка на черно поле h2 · бял топ на черно поле a1 · бял кон на бяло поле b1 · бял офицер на черно поле c1 · бяла дама на бяло поле d1 · бял цар на черно поле e1 · бял топ на бяло поле h1 | черен топ на бяло поле a8 · черен офицер на бяло поле c8 · черна дама на черно поле d8 · черен цар на бяло поле e8 · черен офицер на черно поле f8 · черен кон на бяло поле g8 · черен топ на черно поле h8 · черна пешка на черно поле a7 · черна пешка на бяло поле b7 · черна пешка на черно поле c7 · черна пешка на бяло поле d7 · черна пешка на бяло поле f7 · черна пешка на черно поле g7 · черна пешка на бяло поле h7 · черен кон на бяло поле c6 · бял офицер на бяло поле b5 · черна пешка на черно поле e5 · бяла пешка на бяло поле e4 · бял кон на бяло поле f3 · бяла пешка на бяло поле a2 · бяла пешка на черно поле b2 · бяла пешка на бяло поле c2 · бяла пешка на черно поле d2 · бяла пешка на черно поле f2 · бяла пешка на бяло поле g2 · бяла пешка на черно поле h2 · бял топ на черно поле a1 · бял кон на бяло поле b1 · бял офицер на черно поле c1 · бяла дама на бяло поле d1 · бял цар на черно поле e1 · бял топ на бяло поле h1 | черен топ на бяло поле a8 · черен офицер на бяло поле c8 · черна дама на черно поле d8 · черен цар на бяло поле e8 · черен офицер на черно поле f8 · черен кон на бяло поле g8 · черен топ на черно поле h8 · черна пешка на черно поле a7 · черна пешка на бяло поле b7 · черна пешка на черно поле c7 · черна пешка на бяло поле d7 · черна пешка на бяло поле f7 · черна пешка на черно поле g7 · черна пешка на бяло поле h7 · черен кон на бяло поле c6 · бял офицер на бяло поле b5 · черна пешка на черно поле e5 · бяла пешка на бяло поле e4 · бял кон на бяло поле f3 · бяла пешка на бяло поле a2 · бяла пешка на черно поле b2 · бяла пешка на бяло поле c2 · бяла пешка на черно поле d2 · бяла пешка на черно поле f2 · бяла пешка на бяло поле g2 · бяла пешка на черно поле h2 · бял топ на черно поле a1 · бял кон на бяло поле b1 · бял офицер на черно поле c1 · бяла дама на бяло поле d1 · бял цар на черно поле e1 · бял топ на бяло поле h1 | 1 |
|   | a | b | c | d | e | f | g | h |   |

Дебютът е поредица от първите ходове в партията („откриващите ходове“). На известните и често играни дебюти се дават имена, например Испанска партия или Сицилианска защита, и се категоризират в справочници като Енциклопедия на шахматните дебюти.
Има множество различни дебюти, различаващи се по характер от спокойна позиционна игра (например Дебют Рети) до много агресивни (Латвийски гамбит). В някои дебюти, точната поредица от ходове, считана за най-добрата за двете страни, може да се състои от 30 – 35 хода или повече. Професионалните шахматисти прекарват години, изучавайки дебюти и продължават да го правят по време на кариерите си, защото теорията на дебютите непрекъснато се развива.
Основните стратегически цели на повечето дебюти са подобни една на друга:
- Развитие: извеждане на фигурите на полезни полета, където да имат влияние върху центъра и да оказват натиск върху противниковата позиция. Обикновено първо се развиват конете и офицерите, след това царят прави рокада и накрая в играта влизат дамата и топовете. Топовете се стремят да заемат открити линии или да подкрепят централните си пешки.
- Контрол върху центъра: контролът върху полетата в центъра на дъската позволява на фигурите лесно да достигнат всяка част на дъската и също да създават „парализиращ“ ефект върху опонента;
- Обезпечаване безопасност на царя: за целта в повечето дебютни варианти рокада се прави в първите 10 – 15 хода.
- Изгодна структура на пешките: играчите се стремят да избегнат създаването на слаби пешки, такива като изолирани, сдвоени, изостанали или пешечни острови. Същевременно пешките се използват в борбата за контрол над центъра.

Част от тези основи, други стратегически планове или тактически поредици от ходове могат да бъдат включени в дебюта.
Много шахматисти и теоретици смятат, че белите, заради правото им на първия ход в партията, имат малко предимство. Черните обикновено се стремят да неутрализират предимството на белите и да постигнат изравняване на играта или развитие на контраигра в небалансираната позиция.

### Мителшпил
Мителшпилът е част от партията, когато повечето фигури вече са развити. Тъй като дебютната теория е завършила, играчите определят позицията, за да съставят планове, основаващи се на особеностите на позицията, и в същото време да пресметнат тактическите възможности на позицията.
Типични планове или стратегически теми – например малочислената атака, каквато е атаката на пешките на дамския фланг срещу противника, който има повече пешки на този фланг, са често подходящи само при някои пешечни структури, които са резултат от специфична група дебюти. Заради това изучаването на дебютите трябва да бъде свързано с подготовката на планове за действие в мителшпил фазата.
Мителшпилът е също фазата на играта, в която се извършват повечето комбинации. Често тези комбинации са свързани с атака срещу царя на опонента; някои основни примери имат собствени имена, например мат Боден или комбинация Ласкер-Бауер.
Друг важен стратегически въпрос на мителшпила е дали и как да се намали и оползотвори материалът до ендшпила (т.е. да се опрости играта). Например по-малките материални предимства могат в повечето случаи да се превърнат в победа само в ендшпила и затова по-силната страна трябва да избере подходящ начин да достигне до края. Не всяко намаляване на материала е подходящо за тази цел. Например ако едната страна има белопол офицер (т.е. движещ се по белите полета), а опонентът има чернопол офицер (т.е. движещ се по черните полета), преобразуването на играта в пешечен ендшпил с офицери е обикновено предимство за по-слабата страна, защото ендшпил с офицери от противоположен цвят е твърде вероятно да завърши реми, въпреки че по-силната страна има една или две пешки повече.

### Ендшпил
Ендшпилът е фаза в играта, когато на дъската са останали малко фигури. Има три основни стратегически различия между по-ранните фази и ендшпила:
|   | a                                                                                  | b                                                                                  | c                                                                                  | d                                                                                  | e                                                                                  | f                                                                                  | g                                                                                  | h                                                                                  |   |
| 8 | черен цар на бяло поле c8 · бяла пешка на черно поле c7 · бял цар на черно поле d6 | черен цар на бяло поле c8 · бяла пешка на черно поле c7 · бял цар на черно поле d6 | черен цар на бяло поле c8 · бяла пешка на черно поле c7 · бял цар на черно поле d6 | черен цар на бяло поле c8 · бяла пешка на черно поле c7 · бял цар на черно поле d6 | черен цар на бяло поле c8 · бяла пешка на черно поле c7 · бял цар на черно поле d6 | черен цар на бяло поле c8 · бяла пешка на черно поле c7 · бял цар на черно поле d6 | черен цар на бяло поле c8 · бяла пешка на черно поле c7 · бял цар на черно поле d6 | черен цар на бяло поле c8 · бяла пешка на черно поле c7 · бял цар на черно поле d6 | 8 |
| 7 | черен цар на бяло поле c8 · бяла пешка на черно поле c7 · бял цар на черно поле d6 | черен цар на бяло поле c8 · бяла пешка на черно поле c7 · бял цар на черно поле d6 | черен цар на бяло поле c8 · бяла пешка на черно поле c7 · бял цар на черно поле d6 | черен цар на бяло поле c8 · бяла пешка на черно поле c7 · бял цар на черно поле d6 | черен цар на бяло поле c8 · бяла пешка на черно поле c7 · бял цар на черно поле d6 | черен цар на бяло поле c8 · бяла пешка на черно поле c7 · бял цар на черно поле d6 | черен цар на бяло поле c8 · бяла пешка на черно поле c7 · бял цар на черно поле d6 | черен цар на бяло поле c8 · бяла пешка на черно поле c7 · бял цар на черно поле d6 | 7 |
| 6 | черен цар на бяло поле c8 · бяла пешка на черно поле c7 · бял цар на черно поле d6 | черен цар на бяло поле c8 · бяла пешка на черно поле c7 · бял цар на черно поле d6 | черен цар на бяло поле c8 · бяла пешка на черно поле c7 · бял цар на черно поле d6 | черен цар на бяло поле c8 · бяла пешка на черно поле c7 · бял цар на черно поле d6 | черен цар на бяло поле c8 · бяла пешка на черно поле c7 · бял цар на черно поле d6 | черен цар на бяло поле c8 · бяла пешка на черно поле c7 · бял цар на черно поле d6 | черен цар на бяло поле c8 · бяла пешка на черно поле c7 · бял цар на черно поле d6 | черен цар на бяло поле c8 · бяла пешка на черно поле c7 · бял цар на черно поле d6 | 6 |
| 5 | черен цар на бяло поле c8 · бяла пешка на черно поле c7 · бял цар на черно поле d6 | черен цар на бяло поле c8 · бяла пешка на черно поле c7 · бял цар на черно поле d6 | черен цар на бяло поле c8 · бяла пешка на черно поле c7 · бял цар на черно поле d6 | черен цар на бяло поле c8 · бяла пешка на черно поле c7 · бял цар на черно поле d6 | черен цар на бяло поле c8 · бяла пешка на черно поле c7 · бял цар на черно поле d6 | черен цар на бяло поле c8 · бяла пешка на черно поле c7 · бял цар на черно поле d6 | черен цар на бяло поле c8 · бяла пешка на черно поле c7 · бял цар на черно поле d6 | черен цар на бяло поле c8 · бяла пешка на черно поле c7 · бял цар на черно поле d6 | 5 |
| 4 | черен цар на бяло поле c8 · бяла пешка на черно поле c7 · бял цар на черно поле d6 | черен цар на бяло поле c8 · бяла пешка на черно поле c7 · бял цар на черно поле d6 | черен цар на бяло поле c8 · бяла пешка на черно поле c7 · бял цар на черно поле d6 | черен цар на бяло поле c8 · бяла пешка на черно поле c7 · бял цар на черно поле d6 | черен цар на бяло поле c8 · бяла пешка на черно поле c7 · бял цар на черно поле d6 | черен цар на бяло поле c8 · бяла пешка на черно поле c7 · бял цар на черно поле d6 | черен цар на бяло поле c8 · бяла пешка на черно поле c7 · бял цар на черно поле d6 | черен цар на бяло поле c8 · бяла пешка на черно поле c7 · бял цар на черно поле d6 | 4 |
| 3 | черен цар на бяло поле c8 · бяла пешка на черно поле c7 · бял цар на черно поле d6 | черен цар на бяло поле c8 · бяла пешка на черно поле c7 · бял цар на черно поле d6 | черен цар на бяло поле c8 · бяла пешка на черно поле c7 · бял цар на черно поле d6 | черен цар на бяло поле c8 · бяла пешка на черно поле c7 · бял цар на черно поле d6 | черен цар на бяло поле c8 · бяла пешка на черно поле c7 · бял цар на черно поле d6 | черен цар на бяло поле c8 · бяла пешка на черно поле c7 · бял цар на черно поле d6 | черен цар на бяло поле c8 · бяла пешка на черно поле c7 · бял цар на черно поле d6 | черен цар на бяло поле c8 · бяла пешка на черно поле c7 · бял цар на черно поле d6 | 3 |
| 2 | черен цар на бяло поле c8 · бяла пешка на черно поле c7 · бял цар на черно поле d6 | черен цар на бяло поле c8 · бяла пешка на черно поле c7 · бял цар на черно поле d6 | черен цар на бяло поле c8 · бяла пешка на черно поле c7 · бял цар на черно поле d6 | черен цар на бяло поле c8 · бяла пешка на черно поле c7 · бял цар на черно поле d6 | черен цар на бяло поле c8 · бяла пешка на черно поле c7 · бял цар на черно поле d6 | черен цар на бяло поле c8 · бяла пешка на черно поле c7 · бял цар на черно поле d6 | черен цар на бяло поле c8 · бяла пешка на черно поле c7 · бял цар на черно поле d6 | черен цар на бяло поле c8 · бяла пешка на черно поле c7 · бял цар на черно поле d6 | 2 |
| 1 | черен цар на бяло поле c8 · бяла пешка на черно поле c7 · бял цар на черно поле d6 | черен цар на бяло поле c8 · бяла пешка на черно поле c7 · бял цар на черно поле d6 | черен цар на бяло поле c8 · бяла пешка на черно поле c7 · бял цар на черно поле d6 | черен цар на бяло поле c8 · бяла пешка на черно поле c7 · бял цар на черно поле d6 | черен цар на бяло поле c8 · бяла пешка на черно поле c7 · бял цар на черно поле d6 | черен цар на бяло поле c8 · бяла пешка на черно поле c7 · бял цар на черно поле d6 | черен цар на бяло поле c8 · бяла пешка на черно поле c7 · бял цар на черно поле d6 | черен цар на бяло поле c8 · бяла пешка на черно поле c7 · бял цар на черно поле d6 | 1 |
|   | a                                                                                  | b                                                                                  | c                                                                                  | d                                                                                  | e                                                                                  | f                                                                                  | g                                                                                  | h                                                                                  |   |

- По време на ендшпила пешките стават по-важни; ендшпилът често се върти около опитите за произвеждане на пешка във фигура.
- Царят, който в мителшпила е застрашен от мат и трябва да стои зад пешечно укритие, в ендшпила става силна фигура и често е преместван в центъра на дъската, където пази пешките от своя цвят, атакува тези на противника и затруднява движението на противниковия цар.
- Цугцванг – неблагоприятно положение за играча, който е на ход. В шахмата правото на ход е същевременно и задължение. Може да стане така, че за играча, който е на ход, всичките възможни ходове са неизгодни. Тогава той е принуден със собствените си ръце да влоши позицията си. Цугцвангът често е определящ фактор в ендшпила и по-рядко в другите фази на партията. Например на диаграмата отляво, ако черните са на ход, трябва да изиграят 1...Цb7 и позволяват произвеждането на бялата пешка в дама след 2.Цd7, докато ако белите са на ход, трябва да се задоволят с пат чрез 1.Цс6 или да загубят последната си пешка, ако играят друг ход.

Ендшпилите могат да бъдат класифицирани според вида на фигурите, които са останали на дъската. Основните матове са позиции, в които едната страна има само цар, а другата разполага с една или две фигури повече, и може да матира противниковия цар, обединявайки работата на царя и фигурите си. Например пешечните ендшпили се състоят от цар и пешки при едната или двете страни и задачата на по-силната страна е да произведе една от пешките си. Другите по-сложни ендшпили са класифицирани според фигурите на дъската, а други – на царете. Например ендшпил „топ и пешка срещу топ“.

## Кутии за шах
Едни от основните характеристики на кутиите за шахмат са размерът на дъската, материалът, от който е изработена, както и размерът на различните фигури за шахмат, които са важни, за да пасват на големината на шаха.

### Големина на дъската за шахмат
Съществуват различни размери на дъската за шахмат:
18/9/2 cm – За този размер на шах са подходящи дървени фигури, чиито размер на пешката е 2,5 cm, а на царя – 4,5 cm
22/11/6 – Размерът на фигурите за този шах трябва да бъдат с малки размери: пешка – 2 cm, цар – 3,5 cm.
34/17/5 – Това е един от стандартните размери на дъската за шахмат. Размерът на фигурите за този вид шах трябва да са със средни размери, съответно размер на пешката 3,5 cm, на царя – 6 cm.
48/24/6 – Друг стандартен размер на дъска за шахмат, за който са подходящи фигури с големи размери – за пешката – 4,5 cm, за царя – 9 cm. Подходящи за този шах са и дървени фигури „Стаунтон“, които са одобрени от „ФИДЕ“ (Федерацията по шахмат) за шахматни състезания и турнири. Те са балансирани, със специално вградени във всяка фигура оловни тежести. Фигурите са произведени в България.

#### Материал за производство на шахове
Кутия за шах табла ситопечат се произвежда ръчно от твърда букова дървесина. Рамката е от масивно дърво, като се оцветява с различни байцове в цвят орех, габър или може да бъде натурална. Дъската се прави от пресован буков материал – буков шперплат, като формите за шаха и капиите за табла за отпечатват в специални калъпи с мастило – ситопечат. Лакира се в два слоя.
Кутия за шах табла фурнир махагон също се изработва ръчно от букова дървесина.
Кутия за шах табла фурнир орех се изработва от орехова дървесина. Рамката е от орехово дърво, като се оцветява в различни байцове на ореха – тъмен или светъл. Дъската се изработва от орехов материал.
Кутия за шах табла пирограф се произвежда от буково дърво. Пирографирането, което се прави върху нея, най-общо представлява рисуване върху дърво чрез изгаряне с помощта на машинка – пирограф. Като цяло пирографът допринася за по-автентичния вид на дървото, както и за по-ярките и живи изображения, които се рисуват върху него. Върху нея могат да се пирографират различни елементи и текстове.
Кутия за шах табла с дърворезба се изработват от орех, а дърворезбата, която се прави върху таблата, представлява обработка на дървесината, като процесът включва изрязване на различни декоративни изображения.

## История

### Предшественици и произход
Името „шахмат“ е с персийски произход и има смисъл на „царска игра“. Съставено е от думите: „шах“ (на персийски език شاه – цар, крал) и „мат“ (на персийски: مرده – мъртъв). Който умъртви противниковия цар, той печели играта.
Съществуват много легенди, теории и схващания за произхода на играта, като за нейна родина най-често се споменават Индия, Персия и дори Китай. Точна дата не може да бъде определена, но предположенията са за периода от III до VI век. Най-вероятен е индийският произход, като производна на играта шатрандж. С различните свойства (движения на фигурите и с тяхното разположение), играта е отразявала състава и свойствата на тогавашната индийска войска, образувана от четири части: слонове, бойни кули, коне и пехотинци. От Индия тя се разпространява и в Персия.

### Разпространение в Европа
След завладяването на Персия от арабите, те пренасят шахмата в Европа. През VIII – IX век, по време на завладяването на Испания от арабите, играта идва в Испания – най-напред в южните области на Испания, която тогава е част от Арабския халифат. След това, в продължение на няколко десетилетия, в Португалия, Италия и Франция. Играта бързо спечелва сърцата на европейците, викингите допринасят за разпространението на играта в Британските острови и Скандинавия. През XI и XII век шахматът се счита за едно от най-разпространените забавления на феодалното благородство и е включен в програмата за рицарско възпитание.
|   | a | b | c | d | e | f | g | h |   |
| 8 | черен цар на черно поле b8 · черен топ на бяло поле c8 · черен офицер на черно поле a7 · черна дама на бяло поле b7 · черна пешка на черно поле c7 · бял офицер на черно поле g7 · черна пешка на бяло поле h7 · бяла дама на бяло поле c6 · черен офицер на бяло поле e6 · черна пешка на бяло поле g6 · черен топ на черно поле h6 · бял кон на черно поле a5 · бял кон на черно поле b4 · бял топ на черно поле f4 · бял топ на черно поле a3 · черен кон на бяло поле b3 · бяла пешка на черно поле c3 · бяла пешка на бяло поле f3 · бяла пешка на черно поле b2 · черен кон на бяло поле c2 · черна пешка на черно поле h2 · черна пешка на бяло поле f1 · бял цар на бяло поле h1 | черен цар на черно поле b8 · черен топ на бяло поле c8 · черен офицер на черно поле a7 · черна дама на бяло поле b7 · черна пешка на черно поле c7 · бял офицер на черно поле g7 · черна пешка на бяло поле h7 · бяла дама на бяло поле c6 · черен офицер на бяло поле e6 · черна пешка на бяло поле g6 · черен топ на черно поле h6 · бял кон на черно поле a5 · бял кон на черно поле b4 · бял топ на черно поле f4 · бял топ на черно поле a3 · черен кон на бяло поле b3 · бяла пешка на черно поле c3 · бяла пешка на бяло поле f3 · бяла пешка на черно поле b2 · черен кон на бяло поле c2 · черна пешка на черно поле h2 · черна пешка на бяло поле f1 · бял цар на бяло поле h1 | черен цар на черно поле b8 · черен топ на бяло поле c8 · черен офицер на черно поле a7 · черна дама на бяло поле b7 · черна пешка на черно поле c7 · бял офицер на черно поле g7 · черна пешка на бяло поле h7 · бяла дама на бяло поле c6 · черен офицер на бяло поле e6 · черна пешка на бяло поле g6 · черен топ на черно поле h6 · бял кон на черно поле a5 · бял кон на черно поле b4 · бял топ на черно поле f4 · бял топ на черно поле a3 · черен кон на бяло поле b3 · бяла пешка на черно поле c3 · бяла пешка на бяло поле f3 · бяла пешка на черно поле b2 · черен кон на бяло поле c2 · черна пешка на черно поле h2 · черна пешка на бяло поле f1 · бял цар на бяло поле h1 | черен цар на черно поле b8 · черен топ на бяло поле c8 · черен офицер на черно поле a7 · черна дама на бяло поле b7 · черна пешка на черно поле c7 · бял офицер на черно поле g7 · черна пешка на бяло поле h7 · бяла дама на бяло поле c6 · черен офицер на бяло поле e6 · черна пешка на бяло поле g6 · черен топ на черно поле h6 · бял кон на черно поле a5 · бял кон на черно поле b4 · бял топ на черно поле f4 · бял топ на черно поле a3 · черен кон на бяло поле b3 · бяла пешка на черно поле c3 · бяла пешка на бяло поле f3 · бяла пешка на черно поле b2 · черен кон на бяло поле c2 · черна пешка на черно поле h2 · черна пешка на бяло поле f1 · бял цар на бяло поле h1 | черен цар на черно поле b8 · черен топ на бяло поле c8 · черен офицер на черно поле a7 · черна дама на бяло поле b7 · черна пешка на черно поле c7 · бял офицер на черно поле g7 · черна пешка на бяло поле h7 · бяла дама на бяло поле c6 · черен офицер на бяло поле e6 · черна пешка на бяло поле g6 · черен топ на черно поле h6 · бял кон на черно поле a5 · бял кон на черно поле b4 · бял топ на черно поле f4 · бял топ на черно поле a3 · черен кон на бяло поле b3 · бяла пешка на черно поле c3 · бяла пешка на бяло поле f3 · бяла пешка на черно поле b2 · черен кон на бяло поле c2 · черна пешка на черно поле h2 · черна пешка на бяло поле f1 · бял цар на бяло поле h1 | черен цар на черно поле b8 · черен топ на бяло поле c8 · черен офицер на черно поле a7 · черна дама на бяло поле b7 · черна пешка на черно поле c7 · бял офицер на черно поле g7 · черна пешка на бяло поле h7 · бяла дама на бяло поле c6 · черен офицер на бяло поле e6 · черна пешка на бяло поле g6 · черен топ на черно поле h6 · бял кон на черно поле a5 · бял кон на черно поле b4 · бял топ на черно поле f4 · бял топ на черно поле a3 · черен кон на бяло поле b3 · бяла пешка на черно поле c3 · бяла пешка на бяло поле f3 · бяла пешка на черно поле b2 · черен кон на бяло поле c2 · черна пешка на черно поле h2 · черна пешка на бяло поле f1 · бял цар на бяло поле h1 | черен цар на черно поле b8 · черен топ на бяло поле c8 · черен офицер на черно поле a7 · черна дама на бяло поле b7 · черна пешка на черно поле c7 · бял офицер на черно поле g7 · черна пешка на бяло поле h7 · бяла дама на бяло поле c6 · черен офицер на бяло поле e6 · черна пешка на бяло поле g6 · черен топ на черно поле h6 · бял кон на черно поле a5 · бял кон на черно поле b4 · бял топ на черно поле f4 · бял топ на черно поле a3 · черен кон на бяло поле b3 · бяла пешка на черно поле c3 · бяла пешка на бяло поле f3 · бяла пешка на черно поле b2 · черен кон на бяло поле c2 · черна пешка на черно поле h2 · черна пешка на бяло поле f1 · бял цар на бяло поле h1 | черен цар на черно поле b8 · черен топ на бяло поле c8 · черен офицер на черно поле a7 · черна дама на бяло поле b7 · черна пешка на черно поле c7 · бял офицер на черно поле g7 · черна пешка на бяло поле h7 · бяла дама на бяло поле c6 · черен офицер на бяло поле e6 · черна пешка на бяло поле g6 · черен топ на черно поле h6 · бял кон на черно поле a5 · бял кон на черно поле b4 · бял топ на черно поле f4 · бял топ на черно поле a3 · черен кон на бяло поле b3 · бяла пешка на черно поле c3 · бяла пешка на бяло поле f3 · бяла пешка на черно поле b2 · черен кон на бяло поле c2 · черна пешка на черно поле h2 · черна пешка на бяло поле f1 · бял цар на бяло поле h1 | 8 |
| 7 | черен цар на черно поле b8 · черен топ на бяло поле c8 · черен офицер на черно поле a7 · черна дама на бяло поле b7 · черна пешка на черно поле c7 · бял офицер на черно поле g7 · черна пешка на бяло поле h7 · бяла дама на бяло поле c6 · черен офицер на бяло поле e6 · черна пешка на бяло поле g6 · черен топ на черно поле h6 · бял кон на черно поле a5 · бял кон на черно поле b4 · бял топ на черно поле f4 · бял топ на черно поле a3 · черен кон на бяло поле b3 · бяла пешка на черно поле c3 · бяла пешка на бяло поле f3 · бяла пешка на черно поле b2 · черен кон на бяло поле c2 · черна пешка на черно поле h2 · черна пешка на бяло поле f1 · бял цар на бяло поле h1 | черен цар на черно поле b8 · черен топ на бяло поле c8 · черен офицер на черно поле a7 · черна дама на бяло поле b7 · черна пешка на черно поле c7 · бял офицер на черно поле g7 · черна пешка на бяло поле h7 · бяла дама на бяло поле c6 · черен офицер на бяло поле e6 · черна пешка на бяло поле g6 · черен топ на черно поле h6 · бял кон на черно поле a5 · бял кон на черно поле b4 · бял топ на черно поле f4 · бял топ на черно поле a3 · черен кон на бяло поле b3 · бяла пешка на черно поле c3 · бяла пешка на бяло поле f3 · бяла пешка на черно поле b2 · черен кон на бяло поле c2 · черна пешка на черно поле h2 · черна пешка на бяло поле f1 · бял цар на бяло поле h1 | черен цар на черно поле b8 · черен топ на бяло поле c8 · черен офицер на черно поле a7 · черна дама на бяло поле b7 · черна пешка на черно поле c7 · бял офицер на черно поле g7 · черна пешка на бяло поле h7 · бяла дама на бяло поле c6 · черен офицер на бяло поле e6 · черна пешка на бяло поле g6 · черен топ на черно поле h6 · бял кон на черно поле a5 · бял кон на черно поле b4 · бял топ на черно поле f4 · бял топ на черно поле a3 · черен кон на бяло поле b3 · бяла пешка на черно поле c3 · бяла пешка на бяло поле f3 · бяла пешка на черно поле b2 · черен кон на бяло поле c2 · черна пешка на черно поле h2 · черна пешка на бяло поле f1 · бял цар на бяло поле h1 | черен цар на черно поле b8 · черен топ на бяло поле c8 · черен офицер на черно поле a7 · черна дама на бяло поле b7 · черна пешка на черно поле c7 · бял офицер на черно поле g7 · черна пешка на бяло поле h7 · бяла дама на бяло поле c6 · черен офицер на бяло поле e6 · черна пешка на бяло поле g6 · черен топ на черно поле h6 · бял кон на черно поле a5 · бял кон на черно поле b4 · бял топ на черно поле f4 · бял топ на черно поле a3 · черен кон на бяло поле b3 · бяла пешка на черно поле c3 · бяла пешка на бяло поле f3 · бяла пешка на черно поле b2 · черен кон на бяло поле c2 · черна пешка на черно поле h2 · черна пешка на бяло поле f1 · бял цар на бяло поле h1 | черен цар на черно поле b8 · черен топ на бяло поле c8 · черен офицер на черно поле a7 · черна дама на бяло поле b7 · черна пешка на черно поле c7 · бял офицер на черно поле g7 · черна пешка на бяло поле h7 · бяла дама на бяло поле c6 · черен офицер на бяло поле e6 · черна пешка на бяло поле g6 · черен топ на черно поле h6 · бял кон на черно поле a5 · бял кон на черно поле b4 · бял топ на черно поле f4 · бял топ на черно поле a3 · черен кон на бяло поле b3 · бяла пешка на черно поле c3 · бяла пешка на бяло поле f3 · бяла пешка на черно поле b2 · черен кон на бяло поле c2 · черна пешка на черно поле h2 · черна пешка на бяло поле f1 · бял цар на бяло поле h1 | черен цар на черно поле b8 · черен топ на бяло поле c8 · черен офицер на черно поле a7 · черна дама на бяло поле b7 · черна пешка на черно поле c7 · бял офицер на черно поле g7 · черна пешка на бяло поле h7 · бяла дама на бяло поле c6 · черен офицер на бяло поле e6 · черна пешка на бяло поле g6 · черен топ на черно поле h6 · бял кон на черно поле a5 · бял кон на черно поле b4 · бял топ на черно поле f4 · бял топ на черно поле a3 · черен кон на бяло поле b3 · бяла пешка на черно поле c3 · бяла пешка на бяло поле f3 · бяла пешка на черно поле b2 · черен кон на бяло поле c2 · черна пешка на черно поле h2 · черна пешка на бяло поле f1 · бял цар на бяло поле h1 | черен цар на черно поле b8 · черен топ на бяло поле c8 · черен офицер на черно поле a7 · черна дама на бяло поле b7 · черна пешка на черно поле c7 · бял офицер на черно поле g7 · черна пешка на бяло поле h7 · бяла дама на бяло поле c6 · черен офицер на бяло поле e6 · черна пешка на бяло поле g6 · черен топ на черно поле h6 · бял кон на черно поле a5 · бял кон на черно поле b4 · бял топ на черно поле f4 · бял топ на черно поле a3 · черен кон на бяло поле b3 · бяла пешка на черно поле c3 · бяла пешка на бяло поле f3 · бяла пешка на черно поле b2 · черен кон на бяло поле c2 · черна пешка на черно поле h2 · черна пешка на бяло поле f1 · бял цар на бяло поле h1 | черен цар на черно поле b8 · черен топ на бяло поле c8 · черен офицер на черно поле a7 · черна дама на бяло поле b7 · черна пешка на черно поле c7 · бял офицер на черно поле g7 · черна пешка на бяло поле h7 · бяла дама на бяло поле c6 · черен офицер на бяло поле e6 · черна пешка на бяло поле g6 · черен топ на черно поле h6 · бял кон на черно поле a5 · бял кон на черно поле b4 · бял топ на черно поле f4 · бял топ на черно поле a3 · черен кон на бяло поле b3 · бяла пешка на черно поле c3 · бяла пешка на бяло поле f3 · бяла пешка на черно поле b2 · черен кон на бяло поле c2 · черна пешка на черно поле h2 · черна пешка на бяло поле f1 · бял цар на бяло поле h1 | 7 |
| 6 | черен цар на черно поле b8 · черен топ на бяло поле c8 · черен офицер на черно поле a7 · черна дама на бяло поле b7 · черна пешка на черно поле c7 · бял офицер на черно поле g7 · черна пешка на бяло поле h7 · бяла дама на бяло поле c6 · черен офицер на бяло поле e6 · черна пешка на бяло поле g6 · черен топ на черно поле h6 · бял кон на черно поле a5 · бял кон на черно поле b4 · бял топ на черно поле f4 · бял топ на черно поле a3 · черен кон на бяло поле b3 · бяла пешка на черно поле c3 · бяла пешка на бяло поле f3 · бяла пешка на черно поле b2 · черен кон на бяло поле c2 · черна пешка на черно поле h2 · черна пешка на бяло поле f1 · бял цар на бяло поле h1 | черен цар на черно поле b8 · черен топ на бяло поле c8 · черен офицер на черно поле a7 · черна дама на бяло поле b7 · черна пешка на черно поле c7 · бял офицер на черно поле g7 · черна пешка на бяло поле h7 · бяла дама на бяло поле c6 · черен офицер на бяло поле e6 · черна пешка на бяло поле g6 · черен топ на черно поле h6 · бял кон на черно поле a5 · бял кон на черно поле b4 · бял топ на черно поле f4 · бял топ на черно поле a3 · черен кон на бяло поле b3 · бяла пешка на черно поле c3 · бяла пешка на бяло поле f3 · бяла пешка на черно поле b2 · черен кон на бяло поле c2 · черна пешка на черно поле h2 · черна пешка на бяло поле f1 · бял цар на бяло поле h1 | черен цар на черно поле b8 · черен топ на бяло поле c8 · черен офицер на черно поле a7 · черна дама на бяло поле b7 · черна пешка на черно поле c7 · бял офицер на черно поле g7 · черна пешка на бяло поле h7 · бяла дама на бяло поле c6 · черен офицер на бяло поле e6 · черна пешка на бяло поле g6 · черен топ на черно поле h6 · бял кон на черно поле a5 · бял кон на черно поле b4 · бял топ на черно поле f4 · бял топ на черно поле a3 · черен кон на бяло поле b3 · бяла пешка на черно поле c3 · бяла пешка на бяло поле f3 · бяла пешка на черно поле b2 · черен кон на бяло поле c2 · черна пешка на черно поле h2 · черна пешка на бяло поле f1 · бял цар на бяло поле h1 | черен цар на черно поле b8 · черен топ на бяло поле c8 · черен офицер на черно поле a7 · черна дама на бяло поле b7 · черна пешка на черно поле c7 · бял офицер на черно поле g7 · черна пешка на бяло поле h7 · бяла дама на бяло поле c6 · черен офицер на бяло поле e6 · черна пешка на бяло поле g6 · черен топ на черно поле h6 · бял кон на черно поле a5 · бял кон на черно поле b4 · бял топ на черно поле f4 · бял топ на черно поле a3 · черен кон на бяло поле b3 · бяла пешка на черно поле c3 · бяла пешка на бяло поле f3 · бяла пешка на черно поле b2 · черен кон на бяло поле c2 · черна пешка на черно поле h2 · черна пешка на бяло поле f1 · бял цар на бяло поле h1 | черен цар на черно поле b8 · черен топ на бяло поле c8 · черен офицер на черно поле a7 · черна дама на бяло поле b7 · черна пешка на черно поле c7 · бял офицер на черно поле g7 · черна пешка на бяло поле h7 · бяла дама на бяло поле c6 · черен офицер на бяло поле e6 · черна пешка на бяло поле g6 · черен топ на черно поле h6 · бял кон на черно поле a5 · бял кон на черно поле b4 · бял топ на черно поле f4 · бял топ на черно поле a3 · черен кон на бяло поле b3 · бяла пешка на черно поле c3 · бяла пешка на бяло поле f3 · бяла пешка на черно поле b2 · черен кон на бяло поле c2 · черна пешка на черно поле h2 · черна пешка на бяло поле f1 · бял цар на бяло поле h1 | черен цар на черно поле b8 · черен топ на бяло поле c8 · черен офицер на черно поле a7 · черна дама на бяло поле b7 · черна пешка на черно поле c7 · бял офицер на черно поле g7 · черна пешка на бяло поле h7 · бяла дама на бяло поле c6 · черен офицер на бяло поле e6 · черна пешка на бяло поле g6 · черен топ на черно поле h6 · бял кон на черно поле a5 · бял кон на черно поле b4 · бял топ на черно поле f4 · бял топ на черно поле a3 · черен кон на бяло поле b3 · бяла пешка на черно поле c3 · бяла пешка на бяло поле f3 · бяла пешка на черно поле b2 · черен кон на бяло поле c2 · черна пешка на черно поле h2 · черна пешка на бяло поле f1 · бял цар на бяло поле h1 | черен цар на черно поле b8 · черен топ на бяло поле c8 · черен офицер на черно поле a7 · черна дама на бяло поле b7 · черна пешка на черно поле c7 · бял офицер на черно поле g7 · черна пешка на бяло поле h7 · бяла дама на бяло поле c6 · черен офицер на бяло поле e6 · черна пешка на бяло поле g6 · черен топ на черно поле h6 · бял кон на черно поле a5 · бял кон на черно поле b4 · бял топ на черно поле f4 · бял топ на черно поле a3 · черен кон на бяло поле b3 · бяла пешка на черно поле c3 · бяла пешка на бяло поле f3 · бяла пешка на черно поле b2 · черен кон на бяло поле c2 · черна пешка на черно поле h2 · черна пешка на бяло поле f1 · бял цар на бяло поле h1 | черен цар на черно поле b8 · черен топ на бяло поле c8 · черен офицер на черно поле a7 · черна дама на бяло поле b7 · черна пешка на черно поле c7 · бял офицер на черно поле g7 · черна пешка на бяло поле h7 · бяла дама на бяло поле c6 · черен офицер на бяло поле e6 · черна пешка на бяло поле g6 · черен топ на черно поле h6 · бял кон на черно поле a5 · бял кон на черно поле b4 · бял топ на черно поле f4 · бял топ на черно поле a3 · черен кон на бяло поле b3 · бяла пешка на черно поле c3 · бяла пешка на бяло поле f3 · бяла пешка на черно поле b2 · черен кон на бяло поле c2 · черна пешка на черно поле h2 · черна пешка на бяло поле f1 · бял цар на бяло поле h1 | 6 |
| 5 | черен цар на черно поле b8 · черен топ на бяло поле c8 · черен офицер на черно поле a7 · черна дама на бяло поле b7 · черна пешка на черно поле c7 · бял офицер на черно поле g7 · черна пешка на бяло поле h7 · бяла дама на бяло поле c6 · черен офицер на бяло поле e6 · черна пешка на бяло поле g6 · черен топ на черно поле h6 · бял кон на черно поле a5 · бял кон на черно поле b4 · бял топ на черно поле f4 · бял топ на черно поле a3 · черен кон на бяло поле b3 · бяла пешка на черно поле c3 · бяла пешка на бяло поле f3 · бяла пешка на черно поле b2 · черен кон на бяло поле c2 · черна пешка на черно поле h2 · черна пешка на бяло поле f1 · бял цар на бяло поле h1 | черен цар на черно поле b8 · черен топ на бяло поле c8 · черен офицер на черно поле a7 · черна дама на бяло поле b7 · черна пешка на черно поле c7 · бял офицер на черно поле g7 · черна пешка на бяло поле h7 · бяла дама на бяло поле c6 · черен офицер на бяло поле e6 · черна пешка на бяло поле g6 · черен топ на черно поле h6 · бял кон на черно поле a5 · бял кон на черно поле b4 · бял топ на черно поле f4 · бял топ на черно поле a3 · черен кон на бяло поле b3 · бяла пешка на черно поле c3 · бяла пешка на бяло поле f3 · бяла пешка на черно поле b2 · черен кон на бяло поле c2 · черна пешка на черно поле h2 · черна пешка на бяло поле f1 · бял цар на бяло поле h1 | черен цар на черно поле b8 · черен топ на бяло поле c8 · черен офицер на черно поле a7 · черна дама на бяло поле b7 · черна пешка на черно поле c7 · бял офицер на черно поле g7 · черна пешка на бяло поле h7 · бяла дама на бяло поле c6 · черен офицер на бяло поле e6 · черна пешка на бяло поле g6 · черен топ на черно поле h6 · бял кон на черно поле a5 · бял кон на черно поле b4 · бял топ на черно поле f4 · бял топ на черно поле a3 · черен кон на бяло поле b3 · бяла пешка на черно поле c3 · бяла пешка на бяло поле f3 · бяла пешка на черно поле b2 · черен кон на бяло поле c2 · черна пешка на черно поле h2 · черна пешка на бяло поле f1 · бял цар на бяло поле h1 | черен цар на черно поле b8 · черен топ на бяло поле c8 · черен офицер на черно поле a7 · черна дама на бяло поле b7 · черна пешка на черно поле c7 · бял офицер на черно поле g7 · черна пешка на бяло поле h7 · бяла дама на бяло поле c6 · черен офицер на бяло поле e6 · черна пешка на бяло поле g6 · черен топ на черно поле h6 · бял кон на черно поле a5 · бял кон на черно поле b4 · бял топ на черно поле f4 · бял топ на черно поле a3 · черен кон на бяло поле b3 · бяла пешка на черно поле c3 · бяла пешка на бяло поле f3 · бяла пешка на черно поле b2 · черен кон на бяло поле c2 · черна пешка на черно поле h2 · черна пешка на бяло поле f1 · бял цар на бяло поле h1 | черен цар на черно поле b8 · черен топ на бяло поле c8 · черен офицер на черно поле a7 · черна дама на бяло поле b7 · черна пешка на черно поле c7 · бял офицер на черно поле g7 · черна пешка на бяло поле h7 · бяла дама на бяло поле c6 · черен офицер на бяло поле e6 · черна пешка на бяло поле g6 · черен топ на черно поле h6 · бял кон на черно поле a5 · бял кон на черно поле b4 · бял топ на черно поле f4 · бял топ на черно поле a3 · черен кон на бяло поле b3 · бяла пешка на черно поле c3 · бяла пешка на бяло поле f3 · бяла пешка на черно поле b2 · черен кон на бяло поле c2 · черна пешка на черно поле h2 · черна пешка на бяло поле f1 · бял цар на бяло поле h1 | черен цар на черно поле b8 · черен топ на бяло поле c8 · черен офицер на черно поле a7 · черна дама на бяло поле b7 · черна пешка на черно поле c7 · бял офицер на черно поле g7 · черна пешка на бяло поле h7 · бяла дама на бяло поле c6 · черен офицер на бяло поле e6 · черна пешка на бяло поле g6 · черен топ на черно поле h6 · бял кон на черно поле a5 · бял кон на черно поле b4 · бял топ на черно поле f4 · бял топ на черно поле a3 · черен кон на бяло поле b3 · бяла пешка на черно поле c3 · бяла пешка на бяло поле f3 · бяла пешка на черно поле b2 · черен кон на бяло поле c2 · черна пешка на черно поле h2 · черна пешка на бяло поле f1 · бял цар на бяло поле h1 | черен цар на черно поле b8 · черен топ на бяло поле c8 · черен офицер на черно поле a7 · черна дама на бяло поле b7 · черна пешка на черно поле c7 · бял офицер на черно поле g7 · черна пешка на бяло поле h7 · бяла дама на бяло поле c6 · черен офицер на бяло поле e6 · черна пешка на бяло поле g6 · черен топ на черно поле h6 · бял кон на черно поле a5 · бял кон на черно поле b4 · бял топ на черно поле f4 · бял топ на черно поле a3 · черен кон на бяло поле b3 · бяла пешка на черно поле c3 · бяла пешка на бяло поле f3 · бяла пешка на черно поле b2 · черен кон на бяло поле c2 · черна пешка на черно поле h2 · черна пешка на бяло поле f1 · бял цар на бяло поле h1 | черен цар на черно поле b8 · черен топ на бяло поле c8 · черен офицер на черно поле a7 · черна дама на бяло поле b7 · черна пешка на черно поле c7 · бял офицер на черно поле g7 · черна пешка на бяло поле h7 · бяла дама на бяло поле c6 · черен офицер на бяло поле e6 · черна пешка на бяло поле g6 · черен топ на черно поле h6 · бял кон на черно поле a5 · бял кон на черно поле b4 · бял топ на черно поле f4 · бял топ на черно поле a3 · черен кон на бяло поле b3 · бяла пешка на черно поле c3 · бяла пешка на бяло поле f3 · бяла пешка на черно поле b2 · черен кон на бяло поле c2 · черна пешка на черно поле h2 · черна пешка на бяло поле f1 · бял цар на бяло поле h1 | 5 |
| 4 | черен цар на черно поле b8 · черен топ на бяло поле c8 · черен офицер на черно поле a7 · черна дама на бяло поле b7 · черна пешка на черно поле c7 · бял офицер на черно поле g7 · черна пешка на бяло поле h7 · бяла дама на бяло поле c6 · черен офицер на бяло поле e6 · черна пешка на бяло поле g6 · черен топ на черно поле h6 · бял кон на черно поле a5 · бял кон на черно поле b4 · бял топ на черно поле f4 · бял топ на черно поле a3 · черен кон на бяло поле b3 · бяла пешка на черно поле c3 · бяла пешка на бяло поле f3 · бяла пешка на черно поле b2 · черен кон на бяло поле c2 · черна пешка на черно поле h2 · черна пешка на бяло поле f1 · бял цар на бяло поле h1 | черен цар на черно поле b8 · черен топ на бяло поле c8 · черен офицер на черно поле a7 · черна дама на бяло поле b7 · черна пешка на черно поле c7 · бял офицер на черно поле g7 · черна пешка на бяло поле h7 · бяла дама на бяло поле c6 · черен офицер на бяло поле e6 · черна пешка на бяло поле g6 · черен топ на черно поле h6 · бял кон на черно поле a5 · бял кон на черно поле b4 · бял топ на черно поле f4 · бял топ на черно поле a3 · черен кон на бяло поле b3 · бяла пешка на черно поле c3 · бяла пешка на бяло поле f3 · бяла пешка на черно поле b2 · черен кон на бяло поле c2 · черна пешка на черно поле h2 · черна пешка на бяло поле f1 · бял цар на бяло поле h1 | черен цар на черно поле b8 · черен топ на бяло поле c8 · черен офицер на черно поле a7 · черна дама на бяло поле b7 · черна пешка на черно поле c7 · бял офицер на черно поле g7 · черна пешка на бяло поле h7 · бяла дама на бяло поле c6 · черен офицер на бяло поле e6 · черна пешка на бяло поле g6 · черен топ на черно поле h6 · бял кон на черно поле a5 · бял кон на черно поле b4 · бял топ на черно поле f4 · бял топ на черно поле a3 · черен кон на бяло поле b3 · бяла пешка на черно поле c3 · бяла пешка на бяло поле f3 · бяла пешка на черно поле b2 · черен кон на бяло поле c2 · черна пешка на черно поле h2 · черна пешка на бяло поле f1 · бял цар на бяло поле h1 | черен цар на черно поле b8 · черен топ на бяло поле c8 · черен офицер на черно поле a7 · черна дама на бяло поле b7 · черна пешка на черно поле c7 · бял офицер на черно поле g7 · черна пешка на бяло поле h7 · бяла дама на бяло поле c6 · черен офицер на бяло поле e6 · черна пешка на бяло поле g6 · черен топ на черно поле h6 · бял кон на черно поле a5 · бял кон на черно поле b4 · бял топ на черно поле f4 · бял топ на черно поле a3 · черен кон на бяло поле b3 · бяла пешка на черно поле c3 · бяла пешка на бяло поле f3 · бяла пешка на черно поле b2 · черен кон на бяло поле c2 · черна пешка на черно поле h2 · черна пешка на бяло поле f1 · бял цар на бяло поле h1 | черен цар на черно поле b8 · черен топ на бяло поле c8 · черен офицер на черно поле a7 · черна дама на бяло поле b7 · черна пешка на черно поле c7 · бял офицер на черно поле g7 · черна пешка на бяло поле h7 · бяла дама на бяло поле c6 · черен офицер на бяло поле e6 · черна пешка на бяло поле g6 · черен топ на черно поле h6 · бял кон на черно поле a5 · бял кон на черно поле b4 · бял топ на черно поле f4 · бял топ на черно поле a3 · черен кон на бяло поле b3 · бяла пешка на черно поле c3 · бяла пешка на бяло поле f3 · бяла пешка на черно поле b2 · черен кон на бяло поле c2 · черна пешка на черно поле h2 · черна пешка на бяло поле f1 · бял цар на бяло поле h1 | черен цар на черно поле b8 · черен топ на бяло поле c8 · черен офицер на черно поле a7 · черна дама на бяло поле b7 · черна пешка на черно поле c7 · бял офицер на черно поле g7 · черна пешка на бяло поле h7 · бяла дама на бяло поле c6 · черен офицер на бяло поле e6 · черна пешка на бяло поле g6 · черен топ на черно поле h6 · бял кон на черно поле a5 · бял кон на черно поле b4 · бял топ на черно поле f4 · бял топ на черно поле a3 · черен кон на бяло поле b3 · бяла пешка на черно поле c3 · бяла пешка на бяло поле f3 · бяла пешка на черно поле b2 · черен кон на бяло поле c2 · черна пешка на черно поле h2 · черна пешка на бяло поле f1 · бял цар на бяло поле h1 | черен цар на черно поле b8 · черен топ на бяло поле c8 · черен офицер на черно поле a7 · черна дама на бяло поле b7 · черна пешка на черно поле c7 · бял офицер на черно поле g7 · черна пешка на бяло поле h7 · бяла дама на бяло поле c6 · черен офицер на бяло поле e6 · черна пешка на бяло поле g6 · черен топ на черно поле h6 · бял кон на черно поле a5 · бял кон на черно поле b4 · бял топ на черно поле f4 · бял топ на черно поле a3 · черен кон на бяло поле b3 · бяла пешка на черно поле c3 · бяла пешка на бяло поле f3 · бяла пешка на черно поле b2 · черен кон на бяло поле c2 · черна пешка на черно поле h2 · черна пешка на бяло поле f1 · бял цар на бяло поле h1 | черен цар на черно поле b8 · черен топ на бяло поле c8 · черен офицер на черно поле a7 · черна дама на бяло поле b7 · черна пешка на черно поле c7 · бял офицер на черно поле g7 · черна пешка на бяло поле h7 · бяла дама на бяло поле c6 · черен офицер на бяло поле e6 · черна пешка на бяло поле g6 · черен топ на черно поле h6 · бял кон на черно поле a5 · бял кон на черно поле b4 · бял топ на черно поле f4 · бял топ на черно поле a3 · черен кон на бяло поле b3 · бяла пешка на черно поле c3 · бяла пешка на бяло поле f3 · бяла пешка на черно поле b2 · черен кон на бяло поле c2 · черна пешка на черно поле h2 · черна пешка на бяло поле f1 · бял цар на бяло поле h1 | 4 |
| 3 | черен цар на черно поле b8 · черен топ на бяло поле c8 · черен офицер на черно поле a7 · черна дама на бяло поле b7 · черна пешка на черно поле c7 · бял офицер на черно поле g7 · черна пешка на бяло поле h7 · бяла дама на бяло поле c6 · черен офицер на бяло поле e6 · черна пешка на бяло поле g6 · черен топ на черно поле h6 · бял кон на черно поле a5 · бял кон на черно поле b4 · бял топ на черно поле f4 · бял топ на черно поле a3 · черен кон на бяло поле b3 · бяла пешка на черно поле c3 · бяла пешка на бяло поле f3 · бяла пешка на черно поле b2 · черен кон на бяло поле c2 · черна пешка на черно поле h2 · черна пешка на бяло поле f1 · бял цар на бяло поле h1 | черен цар на черно поле b8 · черен топ на бяло поле c8 · черен офицер на черно поле a7 · черна дама на бяло поле b7 · черна пешка на черно поле c7 · бял офицер на черно поле g7 · черна пешка на бяло поле h7 · бяла дама на бяло поле c6 · черен офицер на бяло поле e6 · черна пешка на бяло поле g6 · черен топ на черно поле h6 · бял кон на черно поле a5 · бял кон на черно поле b4 · бял топ на черно поле f4 · бял топ на черно поле a3 · черен кон на бяло поле b3 · бяла пешка на черно поле c3 · бяла пешка на бяло поле f3 · бяла пешка на черно поле b2 · черен кон на бяло поле c2 · черна пешка на черно поле h2 · черна пешка на бяло поле f1 · бял цар на бяло поле h1 | черен цар на черно поле b8 · черен топ на бяло поле c8 · черен офицер на черно поле a7 · черна дама на бяло поле b7 · черна пешка на черно поле c7 · бял офицер на черно поле g7 · черна пешка на бяло поле h7 · бяла дама на бяло поле c6 · черен офицер на бяло поле e6 · черна пешка на бяло поле g6 · черен топ на черно поле h6 · бял кон на черно поле a5 · бял кон на черно поле b4 · бял топ на черно поле f4 · бял топ на черно поле a3 · черен кон на бяло поле b3 · бяла пешка на черно поле c3 · бяла пешка на бяло поле f3 · бяла пешка на черно поле b2 · черен кон на бяло поле c2 · черна пешка на черно поле h2 · черна пешка на бяло поле f1 · бял цар на бяло поле h1 | черен цар на черно поле b8 · черен топ на бяло поле c8 · черен офицер на черно поле a7 · черна дама на бяло поле b7 · черна пешка на черно поле c7 · бял офицер на черно поле g7 · черна пешка на бяло поле h7 · бяла дама на бяло поле c6 · черен офицер на бяло поле e6 · черна пешка на бяло поле g6 · черен топ на черно поле h6 · бял кон на черно поле a5 · бял кон на черно поле b4 · бял топ на черно поле f4 · бял топ на черно поле a3 · черен кон на бяло поле b3 · бяла пешка на черно поле c3 · бяла пешка на бяло поле f3 · бяла пешка на черно поле b2 · черен кон на бяло поле c2 · черна пешка на черно поле h2 · черна пешка на бяло поле f1 · бял цар на бяло поле h1 | черен цар на черно поле b8 · черен топ на бяло поле c8 · черен офицер на черно поле a7 · черна дама на бяло поле b7 · черна пешка на черно поле c7 · бял офицер на черно поле g7 · черна пешка на бяло поле h7 · бяла дама на бяло поле c6 · черен офицер на бяло поле e6 · черна пешка на бяло поле g6 · черен топ на черно поле h6 · бял кон на черно поле a5 · бял кон на черно поле b4 · бял топ на черно поле f4 · бял топ на черно поле a3 · черен кон на бяло поле b3 · бяла пешка на черно поле c3 · бяла пешка на бяло поле f3 · бяла пешка на черно поле b2 · черен кон на бяло поле c2 · черна пешка на черно поле h2 · черна пешка на бяло поле f1 · бял цар на бяло поле h1 | черен цар на черно поле b8 · черен топ на бяло поле c8 · черен офицер на черно поле a7 · черна дама на бяло поле b7 · черна пешка на черно поле c7 · бял офицер на черно поле g7 · черна пешка на бяло поле h7 · бяла дама на бяло поле c6 · черен офицер на бяло поле e6 · черна пешка на бяло поле g6 · черен топ на черно поле h6 · бял кон на черно поле a5 · бял кон на черно поле b4 · бял топ на черно поле f4 · бял топ на черно поле a3 · черен кон на бяло поле b3 · бяла пешка на черно поле c3 · бяла пешка на бяло поле f3 · бяла пешка на черно поле b2 · черен кон на бяло поле c2 · черна пешка на черно поле h2 · черна пешка на бяло поле f1 · бял цар на бяло поле h1 | черен цар на черно поле b8 · черен топ на бяло поле c8 · черен офицер на черно поле a7 · черна дама на бяло поле b7 · черна пешка на черно поле c7 · бял офицер на черно поле g7 · черна пешка на бяло поле h7 · бяла дама на бяло поле c6 · черен офицер на бяло поле e6 · черна пешка на бяло поле g6 · черен топ на черно поле h6 · бял кон на черно поле a5 · бял кон на черно поле b4 · бял топ на черно поле f4 · бял топ на черно поле a3 · черен кон на бяло поле b3 · бяла пешка на черно поле c3 · бяла пешка на бяло поле f3 · бяла пешка на черно поле b2 · черен кон на бяло поле c2 · черна пешка на черно поле h2 · черна пешка на бяло поле f1 · бял цар на бяло поле h1 | черен цар на черно поле b8 · черен топ на бяло поле c8 · черен офицер на черно поле a7 · черна дама на бяло поле b7 · черна пешка на черно поле c7 · бял офицер на черно поле g7 · черна пешка на бяло поле h7 · бяла дама на бяло поле c6 · черен офицер на бяло поле e6 · черна пешка на бяло поле g6 · черен топ на черно поле h6 · бял кон на черно поле a5 · бял кон на черно поле b4 · бял топ на черно поле f4 · бял топ на черно поле a3 · черен кон на бяло поле b3 · бяла пешка на черно поле c3 · бяла пешка на бяло поле f3 · бяла пешка на черно поле b2 · черен кон на бяло поле c2 · черна пешка на черно поле h2 · черна пешка на бяло поле f1 · бял цар на бяло поле h1 | 3 |
| 2 | черен цар на черно поле b8 · черен топ на бяло поле c8 · черен офицер на черно поле a7 · черна дама на бяло поле b7 · черна пешка на черно поле c7 · бял офицер на черно поле g7 · черна пешка на бяло поле h7 · бяла дама на бяло поле c6 · черен офицер на бяло поле e6 · черна пешка на бяло поле g6 · черен топ на черно поле h6 · бял кон на черно поле a5 · бял кон на черно поле b4 · бял топ на черно поле f4 · бял топ на черно поле a3 · черен кон на бяло поле b3 · бяла пешка на черно поле c3 · бяла пешка на бяло поле f3 · бяла пешка на черно поле b2 · черен кон на бяло поле c2 · черна пешка на черно поле h2 · черна пешка на бяло поле f1 · бял цар на бяло поле h1 | черен цар на черно поле b8 · черен топ на бяло поле c8 · черен офицер на черно поле a7 · черна дама на бяло поле b7 · черна пешка на черно поле c7 · бял офицер на черно поле g7 · черна пешка на бяло поле h7 · бяла дама на бяло поле c6 · черен офицер на бяло поле e6 · черна пешка на бяло поле g6 · черен топ на черно поле h6 · бял кон на черно поле a5 · бял кон на черно поле b4 · бял топ на черно поле f4 · бял топ на черно поле a3 · черен кон на бяло поле b3 · бяла пешка на черно поле c3 · бяла пешка на бяло поле f3 · бяла пешка на черно поле b2 · черен кон на бяло поле c2 · черна пешка на черно поле h2 · черна пешка на бяло поле f1 · бял цар на бяло поле h1 | черен цар на черно поле b8 · черен топ на бяло поле c8 · черен офицер на черно поле a7 · черна дама на бяло поле b7 · черна пешка на черно поле c7 · бял офицер на черно поле g7 · черна пешка на бяло поле h7 · бяла дама на бяло поле c6 · черен офицер на бяло поле e6 · черна пешка на бяло поле g6 · черен топ на черно поле h6 · бял кон на черно поле a5 · бял кон на черно поле b4 · бял топ на черно поле f4 · бял топ на черно поле a3 · черен кон на бяло поле b3 · бяла пешка на черно поле c3 · бяла пешка на бяло поле f3 · бяла пешка на черно поле b2 · черен кон на бяло поле c2 · черна пешка на черно поле h2 · черна пешка на бяло поле f1 · бял цар на бяло поле h1 | черен цар на черно поле b8 · черен топ на бяло поле c8 · черен офицер на черно поле a7 · черна дама на бяло поле b7 · черна пешка на черно поле c7 · бял офицер на черно поле g7 · черна пешка на бяло поле h7 · бяла дама на бяло поле c6 · черен офицер на бяло поле e6 · черна пешка на бяло поле g6 · черен топ на черно поле h6 · бял кон на черно поле a5 · бял кон на черно поле b4 · бял топ на черно поле f4 · бял топ на черно поле a3 · черен кон на бяло поле b3 · бяла пешка на черно поле c3 · бяла пешка на бяло поле f3 · бяла пешка на черно поле b2 · черен кон на бяло поле c2 · черна пешка на черно поле h2 · черна пешка на бяло поле f1 · бял цар на бяло поле h1 | черен цар на черно поле b8 · черен топ на бяло поле c8 · черен офицер на черно поле a7 · черна дама на бяло поле b7 · черна пешка на черно поле c7 · бял офицер на черно поле g7 · черна пешка на бяло поле h7 · бяла дама на бяло поле c6 · черен офицер на бяло поле e6 · черна пешка на бяло поле g6 · черен топ на черно поле h6 · бял кон на черно поле a5 · бял кон на черно поле b4 · бял топ на черно поле f4 · бял топ на черно поле a3 · черен кон на бяло поле b3 · бяла пешка на черно поле c3 · бяла пешка на бяло поле f3 · бяла пешка на черно поле b2 · черен кон на бяло поле c2 · черна пешка на черно поле h2 · черна пешка на бяло поле f1 · бял цар на бяло поле h1 | черен цар на черно поле b8 · черен топ на бяло поле c8 · черен офицер на черно поле a7 · черна дама на бяло поле b7 · черна пешка на черно поле c7 · бял офицер на черно поле g7 · черна пешка на бяло поле h7 · бяла дама на бяло поле c6 · черен офицер на бяло поле e6 · черна пешка на бяло поле g6 · черен топ на черно поле h6 · бял кон на черно поле a5 · бял кон на черно поле b4 · бял топ на черно поле f4 · бял топ на черно поле a3 · черен кон на бяло поле b3 · бяла пешка на черно поле c3 · бяла пешка на бяло поле f3 · бяла пешка на черно поле b2 · черен кон на бяло поле c2 · черна пешка на черно поле h2 · черна пешка на бяло поле f1 · бял цар на бяло поле h1 | черен цар на черно поле b8 · черен топ на бяло поле c8 · черен офицер на черно поле a7 · черна дама на бяло поле b7 · черна пешка на черно поле c7 · бял офицер на черно поле g7 · черна пешка на бяло поле h7 · бяла дама на бяло поле c6 · черен офицер на бяло поле e6 · черна пешка на бяло поле g6 · черен топ на черно поле h6 · бял кон на черно поле a5 · бял кон на черно поле b4 · бял топ на черно поле f4 · бял топ на черно поле a3 · черен кон на бяло поле b3 · бяла пешка на черно поле c3 · бяла пешка на бяло поле f3 · бяла пешка на черно поле b2 · черен кон на бяло поле c2 · черна пешка на черно поле h2 · черна пешка на бяло поле f1 · бял цар на бяло поле h1 | черен цар на черно поле b8 · черен топ на бяло поле c8 · черен офицер на черно поле a7 · черна дама на бяло поле b7 · черна пешка на черно поле c7 · бял офицер на черно поле g7 · черна пешка на бяло поле h7 · бяла дама на бяло поле c6 · черен офицер на бяло поле e6 · черна пешка на бяло поле g6 · черен топ на черно поле h6 · бял кон на черно поле a5 · бял кон на черно поле b4 · бял топ на черно поле f4 · бял топ на черно поле a3 · черен кон на бяло поле b3 · бяла пешка на черно поле c3 · бяла пешка на бяло поле f3 · бяла пешка на черно поле b2 · черен кон на бяло поле c2 · черна пешка на черно поле h2 · черна пешка на бяло поле f1 · бял цар на бяло поле h1 | 2 |
| 1 | черен цар на черно поле b8 · черен топ на бяло поле c8 · черен офицер на черно поле a7 · черна дама на бяло поле b7 · черна пешка на черно поле c7 · бял офицер на черно поле g7 · черна пешка на бяло поле h7 · бяла дама на бяло поле c6 · черен офицер на бяло поле e6 · черна пешка на бяло поле g6 · черен топ на черно поле h6 · бял кон на черно поле a5 · бял кон на черно поле b4 · бял топ на черно поле f4 · бял топ на черно поле a3 · черен кон на бяло поле b3 · бяла пешка на черно поле c3 · бяла пешка на бяло поле f3 · бяла пешка на черно поле b2 · черен кон на бяло поле c2 · черна пешка на черно поле h2 · черна пешка на бяло поле f1 · бял цар на бяло поле h1 | черен цар на черно поле b8 · черен топ на бяло поле c8 · черен офицер на черно поле a7 · черна дама на бяло поле b7 · черна пешка на черно поле c7 · бял офицер на черно поле g7 · черна пешка на бяло поле h7 · бяла дама на бяло поле c6 · черен офицер на бяло поле e6 · черна пешка на бяло поле g6 · черен топ на черно поле h6 · бял кон на черно поле a5 · бял кон на черно поле b4 · бял топ на черно поле f4 · бял топ на черно поле a3 · черен кон на бяло поле b3 · бяла пешка на черно поле c3 · бяла пешка на бяло поле f3 · бяла пешка на черно поле b2 · черен кон на бяло поле c2 · черна пешка на черно поле h2 · черна пешка на бяло поле f1 · бял цар на бяло поле h1 | черен цар на черно поле b8 · черен топ на бяло поле c8 · черен офицер на черно поле a7 · черна дама на бяло поле b7 · черна пешка на черно поле c7 · бял офицер на черно поле g7 · черна пешка на бяло поле h7 · бяла дама на бяло поле c6 · черен офицер на бяло поле e6 · черна пешка на бяло поле g6 · черен топ на черно поле h6 · бял кон на черно поле a5 · бял кон на черно поле b4 · бял топ на черно поле f4 · бял топ на черно поле a3 · черен кон на бяло поле b3 · бяла пешка на черно поле c3 · бяла пешка на бяло поле f3 · бяла пешка на черно поле b2 · черен кон на бяло поле c2 · черна пешка на черно поле h2 · черна пешка на бяло поле f1 · бял цар на бяло поле h1 | черен цар на черно поле b8 · черен топ на бяло поле c8 · черен офицер на черно поле a7 · черна дама на бяло поле b7 · черна пешка на черно поле c7 · бял офицер на черно поле g7 · черна пешка на бяло поле h7 · бяла дама на бяло поле c6 · черен офицер на бяло поле e6 · черна пешка на бяло поле g6 · черен топ на черно поле h6 · бял кон на черно поле a5 · бял кон на черно поле b4 · бял топ на черно поле f4 · бял топ на черно поле a3 · черен кон на бяло поле b3 · бяла пешка на черно поле c3 · бяла пешка на бяло поле f3 · бяла пешка на черно поле b2 · черен кон на бяло поле c2 · черна пешка на черно поле h2 · черна пешка на бяло поле f1 · бял цар на бяло поле h1 | черен цар на черно поле b8 · черен топ на бяло поле c8 · черен офицер на черно поле a7 · черна дама на бяло поле b7 · черна пешка на черно поле c7 · бял офицер на черно поле g7 · черна пешка на бяло поле h7 · бяла дама на бяло поле c6 · черен офицер на бяло поле e6 · черна пешка на бяло поле g6 · черен топ на черно поле h6 · бял кон на черно поле a5 · бял кон на черно поле b4 · бял топ на черно поле f4 · бял топ на черно поле a3 · черен кон на бяло поле b3 · бяла пешка на черно поле c3 · бяла пешка на бяло поле f3 · бяла пешка на черно поле b2 · черен кон на бяло поле c2 · черна пешка на черно поле h2 · черна пешка на бяло поле f1 · бял цар на бяло поле h1 | черен цар на черно поле b8 · черен топ на бяло поле c8 · черен офицер на черно поле a7 · черна дама на бяло поле b7 · черна пешка на черно поле c7 · бял офицер на черно поле g7 · черна пешка на бяло поле h7 · бяла дама на бяло поле c6 · черен офицер на бяло поле e6 · черна пешка на бяло поле g6 · черен топ на черно поле h6 · бял кон на черно поле a5 · бял кон на черно поле b4 · бял топ на черно поле f4 · бял топ на черно поле a3 · черен кон на бяло поле b3 · бяла пешка на черно поле c3 · бяла пешка на бяло поле f3 · бяла пешка на черно поле b2 · черен кон на бяло поле c2 · черна пешка на черно поле h2 · черна пешка на бяло поле f1 · бял цар на бяло поле h1 | черен цар на черно поле b8 · черен топ на бяло поле c8 · черен офицер на черно поле a7 · черна дама на бяло поле b7 · черна пешка на черно поле c7 · бял офицер на черно поле g7 · черна пешка на бяло поле h7 · бяла дама на бяло поле c6 · черен офицер на бяло поле e6 · черна пешка на бяло поле g6 · черен топ на черно поле h6 · бял кон на черно поле a5 · бял кон на черно поле b4 · бял топ на черно поле f4 · бял топ на черно поле a3 · черен кон на бяло поле b3 · бяла пешка на черно поле c3 · бяла пешка на бяло поле f3 · бяла пешка на черно поле b2 · черен кон на бяло поле c2 · черна пешка на черно поле h2 · черна пешка на бяло поле f1 · бял цар на бяло поле h1 | черен цар на черно поле b8 · черен топ на бяло поле c8 · черен офицер на черно поле a7 · черна дама на бяло поле b7 · черна пешка на черно поле c7 · бял офицер на черно поле g7 · черна пешка на бяло поле h7 · бяла дама на бяло поле c6 · черен офицер на бяло поле e6 · черна пешка на бяло поле g6 · черен топ на черно поле h6 · бял кон на черно поле a5 · бял кон на черно поле b4 · бял топ на черно поле f4 · бял топ на черно поле a3 · черен кон на бяло поле b3 · бяла пешка на черно поле c3 · бяла пешка на бяло поле f3 · бяла пешка на черно поле b2 · черен кон на бяло поле c2 · черна пешка на черно поле h2 · черна пешка на бяло поле f1 · бял цар на бяло поле h1 | 1 |
|   | a | b | c | d | e | f | g | h |   |

Европейските майстори продължиха да променят правилата, като в крайна сметка превърнаха шахмата в модерен шахмат. Първо, от XI век шахматната дъска става двуцветна (на изток е еднаква). Второ, победата се присъжда само при условие на мат. Трето, в стремежа си да ускорят играта, европейците позволяват на пешките да се придвижат с две полета в началото на играта, изобретяват кралския скок (в рамките на правоъгълника c1 – c3 – g1 – g3) – първообраз на бъдещата рокада. Освен това след трансформирането на пешката във фигура последната може да скочи на всяко трето поле около него. През XV век шахматът придобива като цяло модерен вид, въпреки че поради непоследователността на промените в продължение на няколко века, различните страни са имали свои, понякога доста странни, характеристики на правилата. В Италия например до XIX век пешка, която достига последния хоризонтал, може да се превърне само във фигури, извадени от дъската. В същото време тя може да отиде до последния хоризонтал при липса на взети фигури; такава пешка изчаква момента, когато противникът вземе фигура, и веднага се превръща в нея. Не е забранено да се прави рокада, ако има фигура между топа и царя или когато царят минава през бито поле.
С разпространението на шахмата в Европа започват да се появяват както истински шахмат, така и художествени произведения с истории за тази игра. През 1160 г. се появява първата шахматна поема, създадена от Езрой. През 1283 г. кралят на Леон, Галисия и Кастилия Алфонсо Х Мъдри издава първата шахматна книга в Европа – трактатът „Книга на игрите“. Тази книга представлява значителен исторически интерес, тъй като съдържа описание както на новия европейски шахмат, така и на вече избледняващия шатрандж.

### Произход на съвременната игра (1450 – 1850)
Около 1200 г. правилата на шатранджа започват да бъдат видоизменяни в Южна Европа и около 1475 г. няколко основни промени оформят играта такава, каквато е позната днес. Тези съвременни правила за основните ходове са възприети в Италия и Испания. Пешките получават правото да напреднат с две полета при първия им ход, докато офицерите и дамите придобиват съвременните си способности. Дамата заменя по-ранната шахматна фигура „везир“ към края на X век, и до XV век става най-силната фигура.
Тези нови правила бързо се разпростират из Западна Европа, с изключение на правилата за пат, които са финализирани през ранния XIX век. За да се различава от предците си, тази версия на правилата е понякога посочвана като „западен шахмат“ или „международен шахмат“.
Писмени работи за теорията как да играем шахмат започват да се появяват през XV век. Най-старата оцеляла печатна шахматна книга Repetición de Amores y Arte de Ajedrez от испанския духовник Луис Рамирес де Лусена е публикувана в Саламанка през 1497 г.
Лусена и по-късни майстори като португалеца Педро Дамиано, италианците Джовани Леонардо Ди Бона, Джулио Чезаре Полерио и Джоакино Греко и испанския свещеник Руй Лопес де Сегура развиват елементите на дебютите и започват да анализират прости ендшпили.
През XVIII век центърът на европейския шахматен живот се премества от южноевропейските държави във Франция. Двамата най-важни френски майстори са Франсоа-Андре Деникен Филидор, музикант по професия, който открива важността на пешките за шахматната стратегия, и по-късно Луи Шарл дьо Лабурдоне, който печели известната серия от мачове с ирландския майстор Александър Мак Донал през 1834. Центрове на шахматния живот през този период са кафенета в големи европейски градове като кафене „Режанс“ (Café de la Régence) в Париж и ресторант Simpson's-in-the-Strand в Лондон.
С настъпването на XIX век шахматната организация се развива бързо. Появяват се много шахматни клубове, шахматни книги и шахматни списания. Провеждат се кореспондентски мачове между градове; например Лондонския шахматен клуб играе срещу Единбургския шахматен клуб през 1824 г.
Шахматните задачи стават постоянна част от вестниците на XIX век; Бернард Хорвиц, Йозеф Клинг и Самуел Лойд композират някои от най-влиятелните задачи. През 1843 г. Тасило фон Хайдебранд Ласа публикува своята и на Паул Рудолф фон Билгер книга Handbuch des Schachspiels („Хандбух“), първият изчерпателен наръчник за шахматна теория.

### Раждането на спорта (1850 – 1945)
Първият съвременен шахматен турнир е проведен в Лондон през 1851 г. и е спечелен изненадващо от германеца Адолф Андерсен, относително неизвестен играч по онова време. Андерсен е приветстван като водещ шахматен майстор.
и неговия блестящ, енергичен, атакуващ стил става емблематичен за времето си, въпреки че по-късно е описан като стратегически слаб или повърхностен.
Блестящи партии като „Безсмъртната партия“ на Андерсен и „Оперната партия“ на Пол Морфи са определяни като най-високия възможен връх в шахматното изкуство.
По-дълбоко проникване в природата на шахмата идва с играта на Пол Морфи и Вилхелм Щайниц. Американецът Морфи, необикновено дете-чудо, спечелва срещу всички важни състезатели, включително Андерсен, по време на кратката му шахматна кариера между 1857 и 1863 г. Успехът на Морфи произлиза от комбинацията на брилянтни атаки и стабилна стратегия; той интуитивно знае как да подготви атаките.
Роденият в Прага Вилхем Щайниц описва по-късно как да се избегнат слабостите в нашата позиция и как да създадем и използваме такива слабости в позицията на противника.
В допълнение към постиженията му в теорията, Щайниц полага основите на важна традиция: триумфът му срещу водещия германски майстор Йохан Цукерторт през 1881 г. е считан за първото световно първенство по шахмат. Щайниц губи титлата си през 1894 г. от много по-младия немски математик Емануел Ласкер, който запазва тази титла в продължение на 27 години, най-дългият период сред всички световни шампиони.
Кубинското дете-чудо Хосе Раул Капабланка (световен шампион в периода 1921 – 27), който обича простите позиции и ендшпили, успява да сложи край на немски говорещото господство в шахмата; той остава непобеден в турнирна партия в продължение на осем години, до 1924 г.
Негов наследник е руснакът Александър Алехин, силно атакуващ играч, който умира като световен шампион през 1946 г., губейки за кратко титлата си от холандеца Макс Еве през 1935 г. и възвръщайки си я две години по-късно.
Между двете световни войни шахматът е революционизиран от новата теоретична школа на т. нар. „хипермодернизъм“ с представители Арон Нимцович и Рихард Рети. Те проповядват идеята да се контролира центърът на дъската с отдалечени фигури вместо с пешки, канейки противниците си да окупират центъра с пешки, които да станат обекти на атака.
След края на XIX век броят на ежегодно провежданите турнири и мачове за майстори бързо нараства. Някои източници посочват, че през 1914 г. титлата „гросмайстор по шахмат“ е за първи път официално присъдена от руския император Николай II на Ласкер, Капабланка, Алехин, Тараш и Маршал, но това е спорно твърдение. Традицията за присъждане на такива звания се продължава от Световната федерация по шахмат, основана през 1924 г. в Париж. През 1927 г. е основано световното първенство за жени с първа победителка чехкинята Вера Менчик.

### Следвоенен период (1945 и нататък)
След смъртта на Алехин нов световен шампион е потърсен чрез турнир с елитни играчи, организиран от ФИДЕ, която оттогава има контрол над титлата с изключение на едно прекъсване. Победителят от турнира през 1948 г., руснакът Михаил Ботвиник, един от най-силните за всички времена, поставя началото на ерата на съветско господство в света на шахмата. До разпадането на Съветския съюз има само един несъветски шампион – американецът Боби Фишер (шампион в периода 1972 – 1975).
В предишната неофициална система световният шампион определя с кой претендент ще играе мач за титлата и претендентът е задължен да потърси спонсори за мача. ФИДЕ въвежда нова система на квалифициращи турнири и мачове. Най-силните играчи в света се събират в „междузонални турнири“, където се присъединяват към играчи, които са се квалифицирали от „зонални турнири“. Завършилите на първите места в тези междузонални турнири отиват на етап „кандидати“, който първоначално е турнир, а впоследствие поредица от елиминационни мачове. Победителят при кандидатите играе с настоящия световен шампион за титлата. При поражение на шампиона той има право да изиграе мач реванш година по-късно. Тази система работи в тригодишен цикъл.
Ботвиник участва в шампионатни мачове за период от 15 години и става 5 пъти световен шампион. Той спечелва турнира за световната титла през 1948 г. и я запазва след равните мачове през 1951 г. с Давид Бронщайн и 1954 г. със Смислов. През 1957 г. губи от Василий Смислов, но си възвръща титлата след мач реванш през 1958 г. През 1960 г. губи титлата от латвийското дете-чудо Михаил Тал, завършен тактичен и атакуващ играч. Ботвиник пак си възвръща титлата в мача реванш през 1961 г. След това повторно възвръщане ФИДЕ отменя автоматичното правило за мач реванш на детронирания шампион.
Тигран Петросян, гений на защитата и силен позиционен играч, през 1963 г. побеждава Ботвиник и успява да задържи титлата за два цикъла. През 1966 г. я защитава с победа, а през 1969 г. губи от един и същ претендент. Неговият наследник, Борис Спаски от СССР (1969 – 1972), често е описван като играч с универсален стил – еднакво добре владеещ както позиционната, така и остро-комбинационната игра.
Следващият цикъл за титлата излъчва първия несъветски претендент за титлата от Втората световна война, американеца Боби Фишер, който побеждава останалите кандидати с безпрецедентна лекота и очаквано печели мача за световната титла. През 1975 г. обаче, Фишер отказва да защитава титлата си срещу по-младия съветски гросмайстор Анатолий Карпов, когато ФИДЕ отказва да изпълни само едно от неговите 64 изисквания – при резултат 9:9 т. мачът от 24 партии да завърши предсрочно и той да запази титлата си. Фишер не се явява на мача и Карпов го печели служебно. Анатолий Карпов защитава на два пъти титлата си срещу Виктор Корчной (1978 и 1981 г.) и доминира през 70-те и първата половина на 80-те години на XX век с поредица от турнирни успехи.
Царуването на Карпов е прекъснато през 1985 г. от друг гениален руски шахматист – Гари Каспаров. Каспаров и Карпов провеждат пет равностойни мача за световната титла между 1984 и 1990 г. – едни от най-силните двубои в историята на шахмата. Карпов печели само първия от тях през 1984 г., който е прекратен при резултат 5:3 победи преди да завърши според регламента до 6 победи поради рекордната му продължителност. Следващата година при нов регламент побеждава Каспаров и става най-младият световен шампион в историята. Той печели третия и петия мач с 1 т. разлика, а четвъртия завършва наравно и така си запазва титлата.
През 1993 г., Гари Каспаров и Найджъл Шорт скъсват връзките си с ФИДЕ, за да организират техен собствен мач за титлата и основават състезателната Професионална шахматна асоциация (ПФА). Оттогава до 2006 г. има едновременно две световни първенства и двама световни шампиони:
- Шампионат по „класически шахмат“ на ПФА. Продължава само по традицията на Щайниц, в която настоящият шампион играе с претедента серия от много партии. Каспаров побеждава Шорт, а през 1995 г. – Ананд и остава шампион по „класически шахмат“ на ПФА до 2000 г., когато губи своята титла от руснака Владимир Крамник.
- Световно първенство, организирано от ФИДЕ. През 1993 г. Карпов побеждава Ян Тиман и отново е световен шампион до 1999 г. Тогава ФИДЕ променя правилата като отнема правото на световния шампион да защитава титлата си в мач срещу претендент. Шампионът Анатолий Карпов протестира и отказва да участва в шампионата на общо основание като влезе в играта още от самото начало на турнира. Така бива лишен от титлата служебно, както я печели за пръв път. Световен шампион става друг руски гросмайстор – Александър Халифман, който на финала побеждава с 1 т. Владимир Акопян.
През 2000 г. във финалния мач индиецът Вишванатан Ананд побеждава с 3 т. Алексей Широв и за първи път става световен шампион. Следващите два финала са в мачове от 8 партии: през 2002 г. побеждава украинецът Руслан Пономарьов, а през 2004 г. – Рустам Касимджанов (Узбекистан). През 2005 г. ФИДЕ въвежда нова форма, при която осемте най-силни шахматисти в света участват в общ турнир в Сан Луис (Аржентина), за да определят шампиона. Играе се всеки срещу всеки в 2 кръга при разменени фигури. Убедително побеждава Веселин Топалов и става първият българин, световен шампион по шахмат.
Световното първенство по шахмат през 2006 г. се провежда за обединяване на титлите. Тогава Крамник при скандални условия и обвинения в некоректност побеждава световния шампион на ФИДЕ Топалов и става единствен световен шампион. През септември 2007 г., руснакът губи титлата си от Вишванатан Ананд, който спечелва световното първенство в град Мексико. Ананд защитава титлата си в мачове срещу претендентите през 2008, 2010 и 2012 г.
През 2013 г. от 9-и до 22 ноември победителят сред претендентите Магнус Карлсен побеждава в мач за титлата Ананд в град Ченай, Индия без да изгуби нито една партия. Карлсен печели мача с 6,5:3,5 (+3, =7, -0) и на 22 години и 357 дни става двадесетият световен шампион по шахмат. Той е вторият най-млад шампион в историята на шаха след Гари Каспаров (22 години и 210 дни). Защитава титлата си 4 пъти, а през 2022 г. отказва. Тогава в мач за титлата през април 2023 г. китаецът Дин Лижън побеждава руския гросмайстор Ян Непомнящий след равенство 7:7 в редовните партии и 2,5:1,5 в тайбрека на бърз шах. На следващаща година Дин Лижън е победен от 18-годишния индийски гросмайтор Гукеш Домараджу, който е настоящият световен шампион.
Най-високият рейтинг за всички времена притежава Магнус Карлсен от Норвегия, който е световен шампион по блиц шах за 2024 г. заедно с Ян Непомнящий.
Дзю Уъндзюн е настоящата световна шампионка по класически шах от 20 май 2018 г. и по блиц за 2024 г., а с най-висок рейтинг е Хоу Ифан, и двете от Китай. Унгарката Юдит Полгар притежава най-високия рейтинг в историята сред жените. Тя никога не участва в световното първенство за жени, като вместо това предпочита да се състезава с водещите играчи сред мъжете и дори е поддържала рейтинг сред 20 най-силни играчи при мъжете.

## Шахматна композиция
Шахматната композиция е изкуството на създаване на шахматни задачи (тези задачи понякога са наричани шахматни композиции). Личност, която създава такива проблеми, е известна като шахматен композитор.
Повечето шахматни задачи проявяват следните особености:
- Позицията е композирана, т.е. тя не е взета от реална игра, но е съчинена за специфичната цел на поставения проблем.
- Има определено условие, т.е. цел, която трябва да бъде постигната. Например да се матират черните фигури в определен брой от ходове.
- Има тема (или съвкупност от теми), за която задачата е съставена да илюстрира: шахматните задачи обикновено илюстрират отделни идеи. Много от тези теми имат собствени имена и често са кръстени на личностите, които за първи път са ги използвали. Например тема „Новотни“.

Шахматната композиция е отделен клон на спорта шахмат и съществуват турнири както за композиране, така и за решаване на шахматни задачи.

## Състезателна игра

### Организация на състезанията
Съвременният шахмат е организиран спорт, структуриран в международни и национални съюзи, турнири и конгреси. Международното управляващо тяло на шахмата е Международната федерация по шахмат (ФИДЕ). Повечето държави имат национална шахматна организация (например Българска федерация по шахмат), която е член на ФИДЕ. Международната федерация по шахмат е член на Международния олимпийски комитет (МОК), но играта шахмат никога не взима участие в Олимпийски игри; шахматът има собствена олимпиада, която се провежда на всеки две години под формата на отборно състезание. Приблизително 605 милиона хора в света знаят как да играят шахмат, а 7,5 милиона са членове на национални федерации по шахмат, които съществуват в 160 държави в цял свят. Това превръща шахмата в един от най-популярните спортове в света.
Най-популярните състезания са индивидуалните Световни първенства за мъже и жени, които сега се провеждат на интервали от 1 до 3 години според условията.
Други индивидуални състезания включват Световно първенство за юноши и девойки до 20 години, Европейско индивидуално първенство и националните първенства. Турнири само с покана редовно привличат най-силните играчи в света и към този вид състезания са причислявани турнирите „Линарес“ (Испания), „Амбър“ (Монте Карло), „Спаркасен Чес Мийтинг“ (Дортмунд), вече бившият „М-Тел Мастърс“ (София) и „Корус“ (Вайк ан Зее).
Отборни състезания са Шахматната олимпиада, Световното отборно първенство и Европейското отборно първенство по шахмат.
Световното първенство по решаване на шахматни задачи и световното първенство по кореспондентен шахмат са друг вид шахматни състезания, те са едновременно индивидуални и отборни.
Освен тези престижни състезания, съществуват хиляди други шахматни турнири, събития, които се провеждат ежегодно по целия свят и събират състезатели от всички нива, от начинаещи до експерти.

### Звания и рангове
Най-добрите играчи могат да бъдат наградени със специални звания от международната организация ФИДЕ.
- Гросмайстор (накратко ГМ, понякога се използва „международен гросмайстор“ или МГМ) се присъжда на шахматистите от световна класа. Част от световния шампион, ГМ е най-високото звание, което шахматист може да получи. Преди ФИДЕ да награди шахматист с него, играчът трябва да има ЕЛО рейтинг от най-малко 2500 и постигнати три забележителни резултати (наречени норми) в турнири, включващи участието на други гросмайстори от страни различни от тази на кандидата. Има също други начини за придобиване на гросмайсторско звание, например ако шахматистът спечели Световното първенство за юноши или девойки.
- Международен майстор (накратко ММ). Изискванията са подобни на ГМ, но са занижени. Минималният рейтинг за ММ е 2400.
- ФИДЕ майстор (накратко ФМ) Обикновения начин за получаване на звание ФИДЕ майстор е достигане на ФИДЕ рейтинг от 2300 или повече.
- Кандидат-майстор (накратко КМ) Подобно на ФМ, но с ФИДЕ рейтинг от най-малко 2200.

Всички звания са отворени за мъже и жени. Отделни звания само за жени, такива като гросмайстор за жени (ГМЖ), също са налични. Започвайки с Нона Гаприндашвили през 1978 г., много жени спечелват гросмайсторска титла и повечето от топ десет на жените през юли 2009 г. имат пълно гросмайсторско звание.
Международни звания са присъждани на композитори и решавачи на шахматни задачи, както и на състезатели по кореспондентен шахмат (от Международната федерация по кореспондентен шахмат). Освен това националните шахматни организации може също да присъждат титли, обикновено на напреднали играчи, които са още под нивото необходимо за международните звания; пример е титлата „шахматен експерт“, използвана в Съединените щати.

## Най-добрите шахматисти
Съществуват много класации за най-добри шахматисти в историята на шахмата. Съставени са от различни институции, за различни периоди от време и по различни критерии, и като такива не са лишени от субективизъм.
| Място | Коеф. ЕЛО | Име                  | Дата       | Държава           |
| ----- | --------- | -------------------- | ---------- | ----------------- |
| 1     | 2889,2    | Магнус Карлсен       | 21.04.2014 | Норвегия          |
| 2     | 2856,7    | Гари Каспаров        | 03.03.2000 | Русия             |
| 3     | 2851,3    | Фабиано Каруана      | 08.10.2014 | Италия, САЩ       |
| 4     | 2835,5    | Левон Аронян         | 02.02.2014 | Армения, Германия |
| 5     | 2826,5    | Веселин Топалов      | 24.08.2015 | България          |
| 6     | 2826,2    | Шахрияр Мамедяров    | 30.09.2018 | Азербайджан       |
| 7     | 2824,5    | Уесли Со             | 01.04.2017 | Филипини, САЩ     |
| 8     | 2820,7    | Вишванатан Ананд     | 26.01.2011 | Индия             |
| 9     | 2819,3    | Максим Вашие-Лаграв  | 28.07.2016 | Франция           |
| 10    | 2819,0    | Хикару Накамура      | 23.08.2015 | Япония, САЩ       |
| 11    | 2817,8    | Владимир Крамник     | 02.10.2016 | Русия             |
| 12    | 2816,9    | Дин Лижън            | 08.11.2018 | Китай             |
| 13    | 2813,6    | Александър Гришчук   | 15.02.2015 | Русия             |
| 14    | 2809,3    | Арджун Еригайси      | 08.11.2024 | Индия             |
| 15    | 2804,0    | Алиреза Фирузджа     | 01.12.2021 | Иран, Франция     |
| 16    | 2802,8    | Аниш Гири            | 15.02.2015 | Нидерландия       |
| 17    | 2799,8    | Ян Непомнящий        | 10.04.2023 | Русия, ФИДЕ       |
| 18    | 2799,6    | Теймур Раджабов      | 02.09.2012 | Азербайджан       |
| 19    | 2798,9    | Александър Морозевич | 24.08.2008 | Русия             |
| 20    | 2796,4    | Гукеш Домараджу      | 21.10.2024 | Индия             |
| 21    | 2791,5    | Василий Иванчук      | 06.07.2008 | Украйна           |
| 22    | 2790,9    | Анатолий Карпов      | 01.06.1994 | Русия             |
| 23    | 2789,7    | Роберт Фишер         | 04.08.1972 | САЩ               |
| Chess24 (2020) 1. Гари Каспаров (СССР, Русия) 2. Магнус Карлсен (Норвегия) 3. Роберт Фишер (САЩ) 4. Емануел Ласкер (Германия) 5. Александър Алехин (Русия, СССР, Франция) 6. Анатоли Карпов (СССР, Русия) 7. Хосе Раул Капабланка (Куба) 8. Михаил Ботвиник (СССР) 9. Вишванатан Ананд (Индия) 10. Пол Морфи (САЩ) ........................... 20. Виктор Корчной (СССР, Швейцария) 21. Веселин Топалов (България) 22. Паул Керес (Естония, СССР) Listverse (2009) 1. Гари Каспаров (СССР, Русия) 2. Анатоли Карпов (СССР, Русия) 3. Емануел Ласкер (Германия) 4. Вилхелм Щайниц (Австрия) 5. Хосе Раул Капабланка (Куба) 6. Роберт Фишер (САЩ) 7. Александър Алехин (Русия, СССР, Франция) 8. Михаил Ботвиник (СССР) 9. Пол Морфи (САЩ) 10. Deep Blue (IBM) Експеримент на динамичното оценяване на свързаното сравнение (2002) 1. Емануел Ласкер – пик 1916 г. 2. Хосе Раул Капабланка – пик 1921 г. 3. Роберт Фишер – пик 1972 г. 4. Александър Алехин , – пик 1930 г. 5. Гари Каспаров , – пик 1991 г. | Кийн-Дивински (2009) (Рейтингът на Дивински е различен от ЕЛО) 1. Гари Каспаров (СССР, Русия) – 3096 2. Анатоли Карпов (СССР, Русия) – 2876 3. Роберт Фишер (САЩ) – 2690 4. Михаил Ботвиник (СССР) – 2616 5. Хосе Раул Капабланка (Куба) – 2552 6. Емануел Ласкер (Германия) – 2550 7. Виктор Корчной (СССР, Швейцария) – 2535 8. Борис Спаски (СССР, Франция, Русия) – 2480 9. Василий Смислов (СССР, Русия) – 2413 10. Тигран Петросян (СССР) – 2363 11. Пол Морфи (САЩ) 12. Лев Полугаевски (СССР, Русия) 13. Ефим Гелер (СССР, Русия) 14. Михаил Тал (СССР, Латвия) 15. Леонид Щейн (СССР) 16. Паул Керес (Естония, СССР) 17. Давид Бронщайн (СССР) 18. Александър Алехин (Русия, СССР, Франция) 19. Андрей Соколов (СССР, Русия, Франция) 20. Исак Болеславски (СССР) 21. Лайош Портиш (Унгария) 22. Самуел Решевски (САЩ) 23. Артур Юсупов (СССР, Русия, Германия) 24. Ратмир Холмов (СССР, Русия) 25. Юрий Авербах (СССР, Русия) 26. Семьон Фурман (СССР, Русия) 27. Александър Белявски (СССР, Русия, Словения) 28. Ян Тиман (Холандия) 29. Бент Ларсен (Дания) 30. Марк Тайманов (СССР, Русия) |

## Математика и компютри
Шахматът е интересен откъм математическа гледна точка. Много комбинаторни и топологични проблеми, свързани с шахмата, са известни от хиляди години. През 1913 г. Ернст Зермело използва това като основа за теорията си на игровите стратегии, която е определяна за един от предшествениците на теорията на игрите.
Броят на позволените според правилата в шахмата позиции е пресметнато, че е между 1043 и 1050, със сложност на игрово дърво приблизително 10123. За пръв път сложността на игровото дърво на шахмата е изчислено от Клод Шанън на 10120, резултат, известен като „Числото на Шанън“. Обикновено средностатистическата позиция има от 30 до 40 възможни хода, но има и някои с нула (в случаите на мат или пат), или с 218.
Най-важното математическо предизвикателство на шахмата е създаването на алгоритъм, който да може да играе шах. Идеята за създаване на машина, играеща шахмат, датира от XVIII век; около 1769 г. играещ шахмат автомат, наречен Турчинът, става известен преди да бъде разкрит като измама. Сериозните опити, основаващи се на автоматите, такива като El Ajedrecista (на български: Шахматистът), били твърде сложни и ограничени, за да бъдат полезни.
До изобретяването на цифровия компютър през 50-те години на XX век шахматни ентусиасти и компютърни инженери построяват, с увеличаваща се степен на сериозност и успех, играещи шахмат машини и компютърни програми.
След 1997 г., когато компютърна програма („Deep Blue“) за първи път побеждава тогавашния най-силен шахматист Гари Каспаров в мач от 6 партии, се създадоха все по-силни версии на програми, надхвърлящи значително човешките възможности в играта. Такива са шахматните програми (на английски „chess engine“) „Fritz“, „Rybka“, „Houdini“, „Komodo“, „Stockfish“, „AlphaZero“, които си отнемаха палмата на първенството в посочената последователност. За сравнение най-силните програми (2019 г.) имат шахматен коефициент ЕЛО около 3450 точки, докато най-силните хора, начело с бившия шампион Магнус Карлсен имат между 2800 и 2890 точки (виж Върхови ЕЛО постижения в шахмата). С огромни бази данни на минали партии и висока аналитична способност, компютрите също помагат на играчите да изучават шахмата и да се подготвят за мачове. Допълнително, интернет шахматните сървъри позволяват на хората да намират и играят с противници от цял свят. Наличието на компютри и съвременни комуникационни устройства също повишават тревогата за евентуално мамене по време на партии, с най-известен случай „тоалетната война“ от световното първенство през 2006 г., когато Владимир Крамник побеждава Веселин Топалов.

## Варианти
Шахматните варианти са форма на шахмата, където партията се играе върху различна дъска, със специални допълнителни фигури или по различни правила. Има повече от две хиляди официално оповестени шахматни варианти, от които най-известни са сянци в Китай и шоги в Япония.
Шахматните варианти могат да бъдат разделени на:
- Преки предшественици на игрите шахмат, чатуранга и шатрандж.
- Традиционни национални или регионални шахматни варианти като сянци, шоги, джианци и макрук, които имат общи предшественици със западния шахмат.
- Съвременни варианти на шахмата, такива като Шах960, където началната позиция се избира произволно преди всяка партия. Това произволно разположение на фигурите прави по-трудна задачата да се подготви дебютната игра предварително.[45]
- Двоен шахмат от Джулиан Хейуърд
- Игра на шах на кръгла дъска
- Цилидричен шахмат
- Ромбоичен шахмат от Тони Палета
- Масонски шахмат от Джордж Декле-старши

## Психология
Съществува обширна научна литература за шахматната психология. Адриан де Гроот, в своята докторска теза, посочва че шахматните майстори могат бързо да разберат ключовите особености на позицията. Според де Гроот, това умение, постигнато с години на практика и обучение, е по-важно от способността за предвиждане на ходове. Де Гроот също посочва, че майсторите по шахмат могат да запомнят позиции, които са показани за няколко секунди, почти перфектно.
По-съвременните изследвания се фокусират върху шахмата като тренировка на ума: относителните роли на познанието и предвиждането, блинд шахмата, ролята на личността и интелекта в шахматното умение, разликите при половете и компютърните модели на шахматното познание. В допълнение, ролята на практика и талант в развитието на шахмата и други области на познание водят до много изследвания в днешни дни. Ериксон и колеги спорят дали преднамерената практика е достатъчна за достигане високи нива на познание, като майстор в шахмата. Друго съвременно изследване посочва, че други фактори освен практиката са важни. Например Гобет и колеги посочват, че по-силните играчи започват да играят шахмат от по-рано и че по-вероятно е те да са леворъки и да са родени в късна зима или ранна пролет.

## Място в културата

### Преди съвремието
През Средновековието и по време на Ренесанса, шахматът е част от културата на аристокрацията; използва се за преподаване на военна стратегия и е наричан „царска игра“.

### Съвремие
До епохата на Просвещението шахматът основно се представя като начин за самоусъвършенстване.
С такива или подобни надежди шахматът се преподава на деца в училищата по цял свят и е използван в армиите за трениране умовете на кадетите и офицерите. Много училища поддържат шахматни клубове и се организират множество турнири специално за деца. В допълнение много държави разполагат с шахматни федерации, които редовно провеждат турнири в допълнение към тези на ФИДЕ.
Освен това шахматът често е изобразяван в изкуството; забележителни произведения, където шахматът играе ключова роля, се появяват на бял свят, започвайки от „Партия шах“ на Томас Мидълтън, през „Алиса в Огледалния свят“ на Луис Карол до „Шахматна новела“ на Стефан Цвайг или „Защита Лужин“ на Владимир Набоков. Шахматът също е важен елемент във филми като „Седмият печат“ на Ингмар Бергман или „Шахматисти“ на Сатяджит Рей.
Шахматът също е представен в съвременната поп култура. Например героят на Дж. Роулинг Хари Потър играе „магически шахмат“, докато героите от Стар Трек предпочитат „триизмерен шахмат“.